# سليم الأول
خادم الحرمين الشريفين الملكُ الناصر والسُلطان الغازي القاهر ظهيرُ الدين والدُنيا ياووز سليم خان بن بايزيد بن مُحمَّد العُثماني (بالتُركيَّة العُثمانيَّة: الملكُ الناصر غازى ياووز سُلطان سليم خان اوَّل بن بايزيد بن مُحمَّد عُثمانى)، ويُعرف اختصارًا باسم سليم الأوَّل أو سليم شاه، وبِلقبه ياووز سليم أي سليم القاطع، هو تاسع سلاطين آل عُثمان وسابع من تلقَّب بِلقب سُلطانٍ بينهم بعد والده بايزيد الثاني وأجداده من مُحمَّد الفاتح إلى مُرادٍ الأوَّل، وثالث من حمل لقب «قيصر الروم» من الحُكَّام المُسلمين عُمومًا والسلاطين العُثمانيين خُصوصًا بعد والده بايزيد وجدِّه الفاتح، وأوَّل خليفة لِلمُسلمين من بني عُثمان، والرابع والسبعين في ترتيب الخُلفاء عُمومًا. والدته هي عائشة گُلبهار خاتون، وكان مولده سنة 875هـ المُوافقة لِسنة 1470م، وهو أصغر أولاد السُلطان بايزيد الثاني الذين كُتبت لهم الحياة، وبهذا لم يكن في بادئ أمره وليَّ عهد أبيه، بل كان هذا اللقب من نصيب أخيه الأكبر عبد الله، ثُمَّ أحمد بعد وفاة الأخير.
آل المُلك إلى هذا السُلطان بعد اضطراباتٍ عصفت بِالدولة العُثمانيَّة أواخر عهد والده بايزيد نتيجة صراع أبناءه، بما فيهم سليم، على العرش. وكانت الغلبة في نهاية الأمر لِلأخير نتيجة دعم الإنكشاريَّة له، فتنحَّى والده وترك له تدبير شُؤون البلاد والعباد. استطاع سليم تصفية أخويه وأكثر أبنائهم خِلال السنة الأولى من حُكمه بعد أن استشعر منهم الخيانة والغدر، ثُمَّ حوَّل أنظاره شرقًا لِحرب الصفويين الذين كانوا يُغالون في تشيُّعهم ويضطهدون أهل السُنَّة والجماعة في بلاد إيران والعراق. والَّلافت أنَّ استراتيجيَّة العُثمانيين انقلبت في عهد هذا السُلطان، إذ توقَّفت موجة الفُتُوحات بِاتجاه الغرب وتحوَّل الزَّحف ناحية الشرق الإسلامي لِأسبابٍ عديدة، منها ما هو مذهبي ومنها ما هو اقتصادي وسياسي وثقافي، فجدَّد السُلطان المُعاهدات العُثمانيَّة السابقة مع الدُول الأوروپيَّة ثُمَّ سار لِقتال الصفويين وانتصر عليهم انتصارًا باهرًا بِفضل الأسلحة المُتطوِّرة التي تزوَّد بها جيشه، ولِكفاءة طوائف الجُند العُثمانيَّة وبالأخص طائفة الإنكشاريَّة. بعد ذلك حارب السُلطان سليم المماليك وتمكَّن من الانتصار عليهم وإخراجهم من الشَّام، التي رحَّبت بلادها بمِجيء العُثمانيين وفتحت لهم أبوابها، فدخلوها سلمًا دون قتال، وبقيت الديار الشَّاميَّة جُزءًا من الدولة العُثمانيَّة إلى سنة 1918م، أي لِأربعة قُرُونٍ مُتتالية. وتتبع السُلطان سليم المماليك حتَّى مصر وأنزل بهم ضربةً قاضية، فدانت لهُ الديار المصريَّة ودخلت تحت جناح الدولة العُثمانيَّة. وفيما كان السُلطان سليم في القاهرة قدَّم إليه شريف مكَّة مفاتيح الحرمين الشريفين كرمزٍ لِخُضُوعه وكاعترافٍ بِالسيادة العُثمانيَّة على الأراضي الحجازيَّة، وكانت هذه السيادة لِسلاطين المماليك من قبل. وهكذا أصبح الحجاز جُزءًا من الدولة العُثمانيَّة من غير حربٍ أو قتال. وكان آخر الخُلفاء العبَّاسيين مُحمَّد بن يعقوب المُتوكِّل على الله يُقيم بِالقاهرة في ظل المماليك، فاصطحبهُ معهُ السُلطان سليم إلى إسلامبول حيثُ تنازل لهُ عن الخلافة. وهُناك من المؤرخين من يُشكك بِصحَّة هذه الرواية، على أنَّهم يعتبرون أنَّ سليمًا كان قد أُعلن خليفةً لِلمُسلمين فعلًا ولكن قبل ضمِّه مصر، وتحديدًا في أوَّل خطبة جُمُعة حضرها في الشَّام، وتسلَّم بِوصفه هذا مفاتيح الحرمين الشريفين من شريف مكَّة ما أن أتمَّ سيطرته على البلاد المصريَّة. نتيجة انتزاعه العديد من البلاد من الصفويين واستيعاب الدولة المملوكيَّة بأكملها في الدولة العُثمانيَّة، اتسعت الأخيرة اتساعًا عظيمًا، فوصلت مساحتها إلى 1,494,000 كلم2 عشيَّة وفاة السُلطان سليم، أي أنها تضاعفت بِنسبة 70% عمَّا كانت عليه قبل الحملتين على إيران والشَّام ومصر.
كان السُلطان سليم مُتدينًا مُتمسكًا بِالعقيدة والشعيرة السُنيَّة، وتذكر بعض المصادر أنَّهُ كان مُتصوفًا يتبع الطريقة المولويَّة. وكان يُتقن اللُغات التُركيَّة والفارسيَّة والعربيَّة والروميَّة والتتريَّة، كما كان شاعرًا يُجيد النظم بِاللُغات الثلاثة الأولى، وأحبَّ الآداب والموسيقى، فكانت مجالسه حافلة بِالشُعراء والأُدباء والعُلماء والفُقهاء والفنَّانين. وتنص المصادر أنَّهُ كان يكره البذخ والإسراف ويميلُ إلى البساطة في مأكله وملبسه وزينته. وهو أوَّل من حلق لحيته وأطلق شاربيه من آل عُثمان. ومن أهم المآخذ على هذا السُلطان أنَّهُ كان بطَّاشًا ميَّالًا لِسفك الدماء أكثر من ميله لِلحُلُول السلميَّة، فقتل سبعة من وُزرائه لِأسبابٍ واهية، وكان كُلُّ وزيرٍ مُهدَّد بِالقتل لِأقل هفوة تدفع السُلطان لِلشك بِأمره، على أنَّ هذا كان مقصورًا على رجاله وحاشيته وأتباعه، أمَّا الرعيَّة فكان يتحرَّى العدل فيها. وصفهُ المُؤرِّخ أحمد بن يُوسُف القرماني بِقوله: «وَكَانَ  عَالِمًا فَاضِلًا ذَكِيًّا حَسَنَ الطَّبْع بَعِيدَ الْغَوْر، صَاحِبَ رَأْيٍ وَتَدْبِيرٍ وَحَزْمٍ، وَكَانَ يُعْرَفُ الْأَلْسِنَة الثَّلَاثَة: الْعَرَبِيَّة وَالتُّرْكِيَّة وَالْفَارِسِيَّة وَيَنْظُمُ نَظُمًا بَارِعًا حَسَنًا، وَكَانَ دَائِمَ الْفِكْرِ فِي أَحْوَالِ الرَّعِيَّةِ وَالْمُمَلَكَةِ». كما وصفه المُؤرِّخ شمس الدين مُحمَّد بن أبي السُرُور البكري المصري بِقوله: «وَكَان سُلْطَانًا قَهَّارًا ذَا هَيْبَةٍ وَشَهَامَةٍ مُتَكَاثِرَة، كَثِير التَّفَحُّص عَنْ أَخْبَارِ النَّاسِ، وَكَانَ فِي التَّجَسُّسِ لَهُ الْغَايَةُ، وَلَهُ الْجَوَاسِيس لِنَقْل الْأَخْبَار، وَمَهْمَا نَقَلُوه فَعَل بِمُقْتَضَاه. وَكَانَ كَثِيرَ الْمُطَالَعَةِ لِلتَوَارِيخِ، جَمْعَ مِنْهَا جُمْلَةً كَبِيرَة بِالتُّرْكِيَّة وَالْعَرَبِيَّة وَغَيْرِهَا. وَكَانَ حَسَنَ النُّظْمِ بِالتُّرْكِيَّةِ وَالْعَرَبِيَّةِ وَالْفَارِسِيَّةِ».

## حياته قبل السلطنة

### ولادته ونشأته

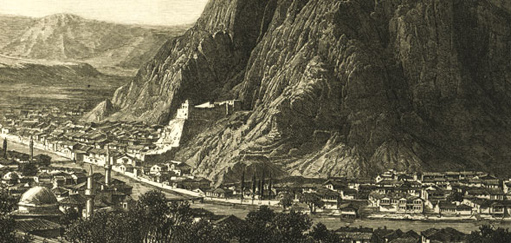
جانبٌ من مدينة أماسية، مسقط رأس السُلطان سليم.

وُلد سليم الأوَّل على القول الأصح سنة 875هـ المُوافقة لِسنة 1470م، وقيل في سنة 872هـ (1467 - 1468م)، في مدينة أماسية بِالأناضول، خلال ولاية أبيه بايزيد على سُنجق تلك الناحية. تتفق مُعظم المصادر على أنَّ والدته هي عائشة گُلبهار خاتون ابنة أمير ذي القدر علاء الدولة بوزقورد بك، ويقول بعض الباحثين أنَّ والدة هذا السُلطان هي امرأة تُدعى «گُلبهار» حصرًا، دون ذكرٍ لِنسبها وما إذا كانت ابنة أحد الأُمراء المُسلمين في الأناضول، ويقول آخرون أنَّها دُعيت «عائشة خاتون» فحسب، ويُؤيدون كونها ابنة علاء الدولة بوزقورد بك. اختُتن سليم على يد جدِّه السُلطان مُحمَّد الفاتح، وبحسب رواية المُؤرِّخ أحمد بن يُوسُف القرماني فإنَّ السُلطان الفاتح طلب من ولده بايزيد بِأن يبعث إليه بِإبنيه أحمد وسليم لِيختتنهما بِنفسه، فلمَّا قدما إليه أجلسهما بِجانبه على تخت المُلك وأخذ يُلاعبهما ويُمازحهما، فشدَّ أُذُن سليم إليه فبكى الأخير، فأمر السُلطان بِإحضار طرائف التُحف من الخزينة لِيُرضيهما، فرضي أحمد وقام وقبَّل يد جدِّه، وأبى سليم أن يرضى رُغم مُحاولات السُلطان بإسعاده، فقال له: «يَا وَلَدِي نَصْطَلِحُ مَعَك»، فردَّ عليه سليم: «والله مَا اصْطَلَحَ مَعَك، إِنَّ لِي عَلَيْكَ حَقًّا أُبْقِيْهِ إلَى يَوْمِ الْقِيَامَةِ»، فانزعج السُلطان وقال لِوُزرائه: «اعْلَمُوا أَنَّ وَلَدِي هَذَا هُوَ الَّذِي يَمْلِكُ هَذَا التَّخْت»، ثُمَّ ختنهما وأرسلهما إلى والدهما.

### حُكم طربزون

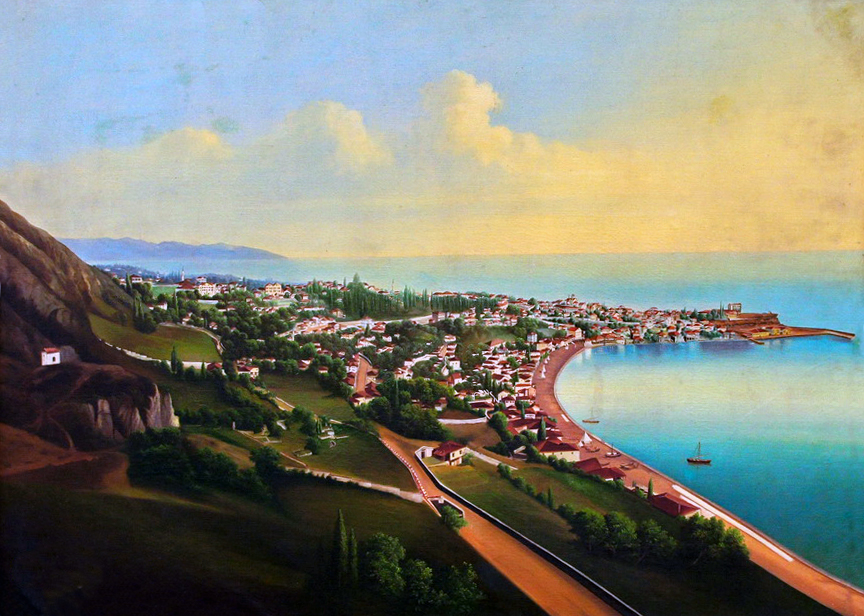
منظرٌ لِمدينة طربزون من تلَّة «بوزدپَّه». شكَّلت هذه المدينة مقر حُكم الشاهزاده سليم لِتسعةٍ وعشرين سنة.

تُشيرُ الدلائل أنَّ الشاهزاده عبد الله بن بايزيد، الأخ الأكبر لِسليم، تولَّى إدارة سنجق طربزون خلال سلطنة جدِّه الفاتح، واستُدلَّ على هذا بِنقشٍ ظاهرٍ على شاذروان جامع إيݘقلعة (بالتركية: İçkale Camii) في المدينة، يعود إلى سنة 875هـ المُوافقة لِسنة 1470م، ويحملُ اسم الشاهزاده المذكور. ومن المعروف أنَّ الشاهزاده عبد الله استمرَّ يتولَّى سنجق طربزون حتَّى سنة 886هـ المُوافقة لِسنة 1481م. وفي هذه السنة تُوفي السُلطان مُحمَّد وخلفه ابنه بايزيد، فنقل ولده عبد الله من طربزون وولَّاه مغنيسية، وجعل مكانه أخوه سليم، فبقي في منصبه هذا تسعٌ وعشرون سنة (886 - 915هـ \ 1481 - 1510م). خلال ولايته، تلقَّى الشاهزاده اليافع دُرُوسًا في العُلُوم الشرعيَّة والسياسيَّة والآداب على يد المولى عبد الحليم بن علي القسطمونئي، الشهير بـ«مولانا عبد الحليم أفندي»، ولاحظ امتعاض أُمراء قبائل التُركُمان الأناضوليين من الإدارة المركزيَّة الشديدة في الدولة العُثمانيَّة، التي أفقدتهم امتيازاتهم وحوَّلتهم إلى رعايا عاديين، فصاروا تحت إمرة المُوظَّف الصغير الذي يُرسله السُلطان من إسلامبول، ولم يعد بإمكانهم جمع الضرائب ولا حشد الجُنُود كما كان الحال في السابق. فلم يجد هؤلاء مُشكلةً في التشيُّع والالتحاق بِالدولة الصفويَّة بِقيادة الشاه إسماعيل بن حيدر طالما حفظ لهم امتيازات الإمارة، التي كانت بِالنسبة إليهم أهم من مسألة المذهب. فصاروا يذهبون إلى إيران دون تردُّد ويُعلنون ولائهم لِلشاه، فيُصبحون قادةً في جُيُوشه وتستمر امتيازاتهم كُلِّها.

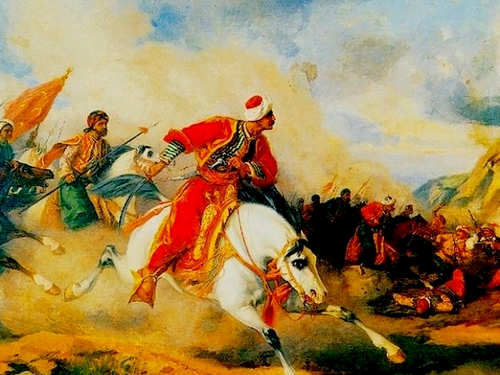
لوحة تخيُّليَّة تُصوِّرُ الشاهزاده سليم الشاب على رأس جيشه في إحدى غزواته المُبكرة دون تحديدٍ أيُّ غزوةٍ هي هذه.

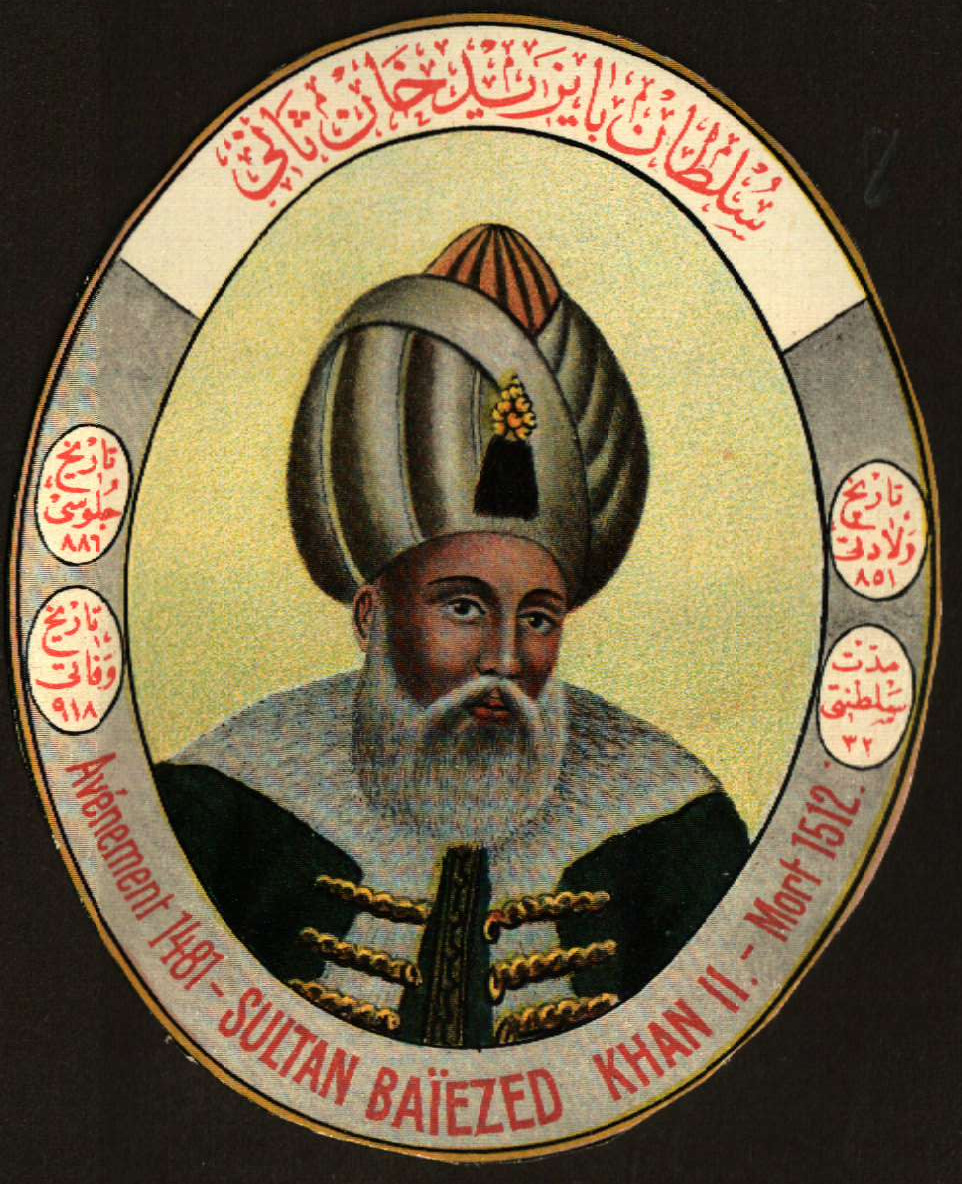
السُلطان بايزيد الثاني أواخر سنيّ حُكمه.

أدرك سليم بِنظرته الثاقبة مدى الخطر الذي يُمثِّله الصفويُّون على الدولة العُثمانيَّة، وأنَّهم يستغلُّون التُركُمان الميَّالين لِلتشيُّع في سبيل خرق الدولة، فقلق على مُستقبلها، لا سيَّما وأنَّ والده السُلطان بايزيد كان يُسالم الشاه إسماعيل ويتجنَّب الدُخُول معهُ في حربٍ كبيرة. لِذلك رأى أن يعمل على تمتين صلة القبائل التُركُمانيَّة بِالسلطنة، فجنَّد منهم جُمُوعًا غفيرة وغزا بهم الكرج ثلاث مرَّات دون الرُجُوع إلى والده السُلطان في إسلامبول، وفتح خلال غزواته هذه عدَّة مُدُن وضمَّها إلى الدولة العُثمانيَّة، مثل قارص وأرضروم وأرتوين وآخسخة وآخلكلك. ولم يُؤدِّ سليم خُمس غنائم غزواته هذه إلى بيت المال، بل منحها إلى المُجاهدين التُركُمان الذين رافقوه وقاتلوا معه، في مُحاولةٍ لِاستقطابهم إلى جانب السلطنة والحيلولة دون تعلُّقهم بِالصفويين. وكان سليم يُبغضُ الصفويين وزعيمهم الشاه إسماعيل بُغضًا شديدًا بِسبب تطرُّفهم المذهبي واضطهادهم أهل السُنَّة والجماعة في البلاد الخاضعة لهم، فلم يِتوانَ عن قتالهم مرَّةٍ بعد أُخرى حتَّى أخذ من أيديهم عدَّة بلاد هي: أرزنجان وبايبُرد وكماخ وإيسبر وگُمُشخانة وجمكازاد وما جاورها وأضافها إلى ولايته. فما كان من الشاه إلَّا أن أرسل أخاه إبراهيم لِاسترجاع هذه المُدن، باعتبار أنَّها من مُخلَّفات الدولة الآق قويونلويَّة التي قامت الدولة الصفويَّة على أنقاضها، وكونه هو وريث الآق قويونلويين من جهة أنَّه حفيد أميرهم الشهير أوزون حسن، فله الحق وحده في تلك المناطق. ردَّ سليم على هذا بِأن سار لِقتال الصفويين مُصطحبًا معه ابنه الوحيد الشاهزاده سُليمان البالغ من العُمر 12 ربيعًا، فقابلهم قُرب أرزنجان وانتصر عليهم وتمكَّن من أسر إبراهيم شقيق الشاه، مُكتسبًا بِذلك اعتبارًا كبيرًا من الأهالي السُنيين ومن قادة الجيش، حتَّى وصل الأمر بِبعضهم أن لحَّن فيه قصيدةً شعبيَّة مطلعُها: «سر سُلطاني سر، فاليوم يومك».
سارع الشاه، بعد أن علم بأسر أخيه، إلى إرسال كتاب احتجاج إلى السُلطان بايزيد مُذكِّرًا إيَّاه بِالصداقة الصفويَّة العُثمانيَّة، فكان ذلك ما يحتاجه الوُزراء المُوالين لِلشاهزاده أحمد، والذين يدعمون وُصوله إلى سُدَّة العرش، لِتأليب السُلطان على ابنه سليم، إذ كانوا مُتوهمين منه لِتهوُّره وسوء خُلُقه وشدَّة سياسته وبطشه، فنصحوا السُلطان أن يكبح جماحه كي لا يُدخل الدولة العُثمانيَّة في حربٍ شاملةٍ مع الصفويين الذين يُسالمونها، وادَّعى هؤلاء بِأنَّ سليم يُخالف أوامر وإرادة السُلطان، ويستبد بِالأمر، فيغزو بلاد الكرج بِلا إذنٍ من والده، وتمادوا حينما صنعوا كُتُبًا مُزوَّرةً نسبوها إلى الشاهزاده المذكور، تتضمَّنُ تهديداتٍ وتنبيهاتٍ إلى الوزراء. وأخذوا يُعدِّدون محاسن الشاهزاده أحمد ومعايب أخوه سليم، فتحرَّك غضب السُلطان على ابنه الأصغر، وكتب إليه ينهاه عن قتال الصفويين وغزو الكرج، ويأمره بِمُحافظة إيالته فقط وإطلاق سراح أخ الشاه وإخلاء جميع المُدن التي استولى عليها وإعادتها لِلصفويين، وهدَّده بِالعقاب فيما لو لم يمتثل لِلأوامر، وفي الوقت نفسه ثبَّت ابنه أحمد في ولاية العهد. جديرٌ بِالذكر أنَّ السُلطان بايزيد كان آنذاك يُعاني من أمراضٍ شتَّى، حتَّى وُصف بِأنَّهُ صار «مثل صبيٍّ بِتعاقب الأمراض وكِبر السن، فيُقلِّبهُ الوُزراء والنُدماء كيف شاؤوا وإلى حيثُ أرادوا». استجاب سليم لِرغبات أبيه، لكنَّهُ أعلن استيائه بِوُضُوح قائلًا أنَّ هذا العمل يعني انعدام الشرف، وليس لِلشاه حقٌّ في ما يدَّعيه، فأرزنجان على سبيل المِثال كان السُلطان بايزيد الأوَّل هو من ضمَّها إلى الدولة العُثمانيَّة، وكانت ستبقى من جُملة بلادها لولا اجتياح تيمورلنك لِلأناضول. ولم تلقَ أوامر السُلطان ارتياحًا سواء لدى الجيش أو أهالي الأناضول أيضًا. بناءً على ما سلف، اطمأنَّ الشاهزاده أحمد إلى موقف والده من أخيه الأصغر، وسعى إلى إبعاد أخيه الآخر قورقود وابن أخيه سُليمان عن دار السلطنة لِيصفى لهُ المُلك، فالتمس من السُلطان أن ينقُل سُليمان بن سليم من سنجق بولي وقورقود من سنجق مغنيسية لِقُربهما من العاصمة، فأجابهُ بايزيد رعايةً لِخاطره وعيَّن سُليمانًا على سنجق كفَّة بِالقرم وقورقود على سنجق تكَّة.

### الاضطرابات أواخر عهد السُلطان بايزيد
كان لِلسُلطان بايزيد ثمانية أبناء: أسنُّهم هو عبد الله، ثُمَّ شاهنشاه فأحمد وعلمشاه وقورقود وسليم ومحمود ومُحمَّد. تُوفيّ أغلب هؤلاء الأبناء في حياة والدهم، ولم يُكتب البقاء - حتَّى ذلك الوقت - إلَّا لِشاهنهشاه وأحمد وقورقود وسليم، وقد فرَّقهم والدهم وعيَّن كُلُّ واحدٍ منهم على بلدٍ مُختلف خشية وُقُوع الشقاق بينهم نظرًا لِاختلافهم في الآراء والمشارب. فكان كبيرهم أحمد محبوبًا لدى الأعيان والأُمراء لِحُسن خُلُقه ولين جانبه، وكان الصدر الأعظم علي باشا الخادم مُخلصًا له. وكان قورقود مُشتغلًا بِالعُلُوم والآداب ومُجالسة العُلماء، وكان هو نفسه عالمًا كبيرًا وشاعرًا وخطَّاطًا وموسيقارًا ومُلحِّنًا، لهُ مُؤلَّفاتٌ بِالعربيَّة والتُركيَّة في عُلُوم الفقه والكلام والأخلاق والتصوُّف، ولِذا كان الجيش يمقته لِعدم ميله إلى الحرب، أضف إلى ذلك أنَّ ولديه الذُكُور توفيا وهُما طفلان ممَّا تركه بلا وريث وأضعف حقَّ ادعائه بِالعرش. أمَّا سليم فكان مُحبًّا لِلحرب والغزو والجهاد كما أُسلف، لذا كان محبوبًا لدى الجُند عُمومًا والإنكشاريَّة خُصُوصًا، ممَّا قوَّى موقفه فيما لو طالب بِالعرش. ولمَّا كان أعيان البلاد من الساسة والقادة والأُمراء أصحاب الغايات والمصالح، المُناصرين لِلشاهزاده أحمد، يُدركون مدى خُطُورة وُصُول شخصٍ كسليم القوي إلى سُدَّة السلطنة، فإنَّهم أوغروا صدر والده عليه كما أُسلف، ليُقللوا من حُظوظه في تولَّي أُمُور البلاد والعباد، وصوَّروا أحمد على أنَّهُ المُرشَّح الأمثل لِخلافة أبيه، في حين استُبعد قورقود تمامًا.
وإلى جانب أبناء بايزيد، كان هُناك أحفاده الذين تولَّى كُلٌ منهم سُنجقًا خاصًّا به. وأبرز هؤلاء كان سُليمان بن سليم، الذي نقله جدُّه السُلطان من سنجق بولي إلى سنجق كفَّة بالقرم بناءً على طلب عمِّه أحمد، وولَّى مكانه ابن الأخير المدعو مُراد. وكان هُناك أيضًا مُحمَّدشاه بن شاهنشاه (تولَّى سنجق القرمان لاحقًا بعد وفاة أبيه)، وعُثمان بن علمشاه والي جنقرة، وأورخان بن محمود والي قسطموني، وموسى بن محمود والي سينوپ. بِالإضافة إلى هؤلاء، كان لِمحمود ولدٌ ثالث يُدعى «أميرخان» لم يُولَّى أي منصب كونه كان ما يزال طفلًا.

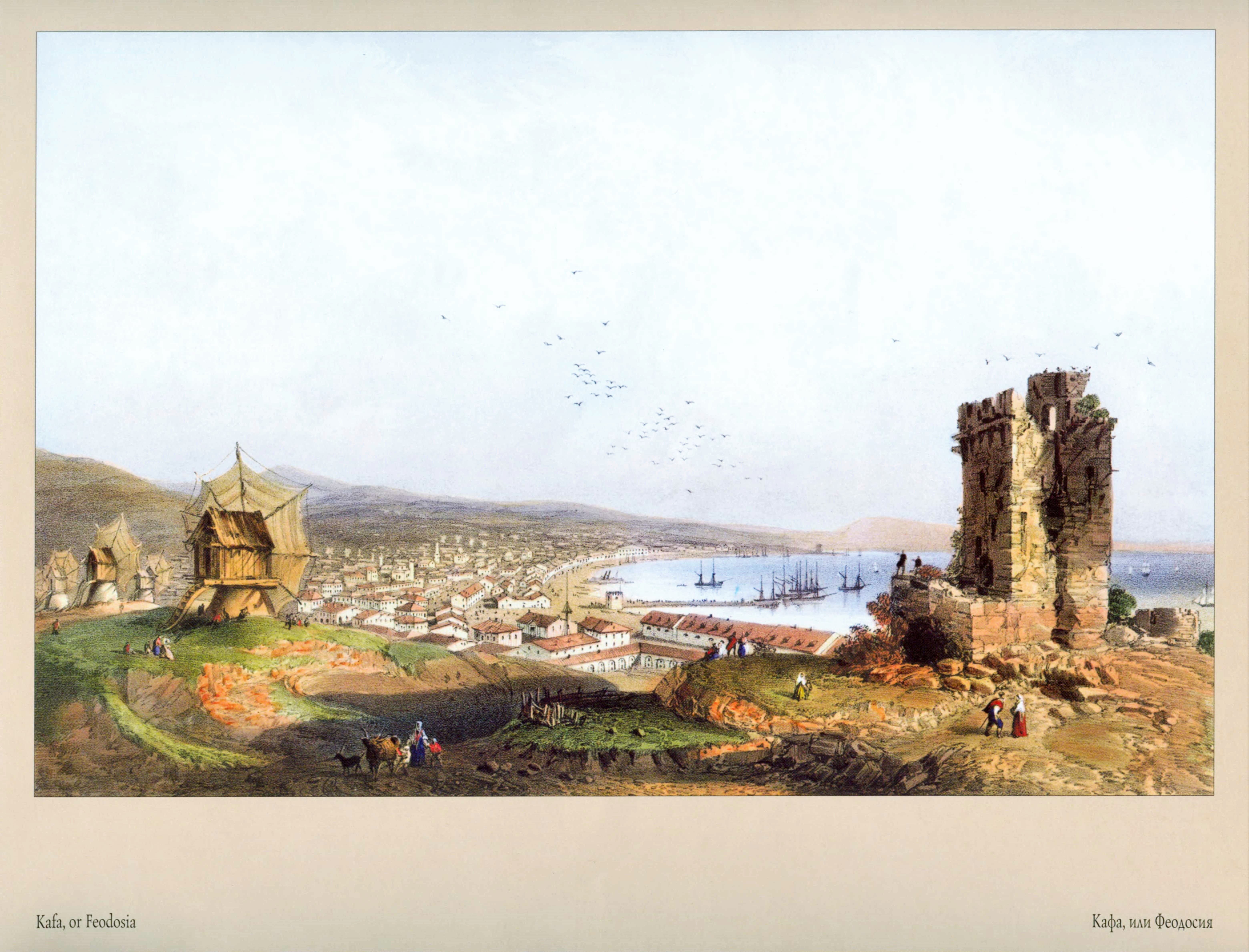
رسمٌ لِمدينة كفَّة. لجأ إليها الشاهزاده سليم احتجاجًا على حجبه عن العتبة السُلطانيَّة بِسعي الوُزراء والساسة المُحركين لِلسُلطان بايزيد الطاعن في السن.

امتعض قورقود عندما نقله والده من سنجق مغنيسية إلى تكَّة، ورأى في ذلك مُحاباةً لِأخيه الأكبر على حسابه، فالتمس من السُلطان أن يُعاد إلى سُنجقه، لكنَّ بايزيد لم يُجبه إلى طلبه، فتألَّم لِذلك وتغيَّر على أبيه، وخرج على رأس 137 شخصًا من خاصَّته وركب البحر من مرفأ أنطالية وتوجَّه إلى مصر، مُعلنًا أنَّ نيَّته حج البيت الحرام، بينما قصد إلقاء الرُعب في قلب والده وتخويفه من احتمال تعامله مع المماليك، فمكث في الديار المصريَّة نحو سنة. وفي أثناء غياب قورقود في مصر، أدرك شقيقه سليم موقف حاشية والده منه وأنَّهم زوَّروا كُتُبًا ونسبوها إليه، فسعى إلى تبرئة ذمَّته وجنايته أمام العتبة السُلطانيَّة، إلَّا أنَّهُ لم يجسر على الذهاب إلى إسلامبول ومُقابلة السُلطان بلا إذن، فالتمس من أبيه أن يوليه سُنجقًا من سناجق الروملِّي، فيُصبح بِذلك على مقرُبةٍ من العاصمة. لكنَّ الوزراء والحاشية حالوا دون حُصُول سليم على مطلبه، فأرسل ثانيًا وثالثًا يُطالب والده، فلم يُجبه إلى ذلك بِتأثيرٍ من وزرائه. ولمَّا حُرم سليم من سُؤله وعادت رُسلُه خائبين؛ ركب البحر مُتوجِّهًا إلى كفَّة، سنجق ولده سُليمان بِالقرم، وأقام فيها أيَّامًا، وأرسل إلى العتبة قاصدًا آخر يلتمس الإذن في الحُضُور إلى إسلامبول، فحال الوُزراء والساسة المائلون إلى الشاهزاده أحمد دون قُبُول السُلطان مُجدَّدًا وقبَّحوا عنده عُبُور سليم إلى الروملِّي، بل إنَّ الشاهزاده أحمد نفسه كتب إلى خان القرم منكلي كراي وأبلغهُ بِأنَّهُ سيشكيه إلى أبيه ويطلب عزله فيما لو عاون سليم، على أنَّ الخان المذكور لم يلتفت لِهذا التهديد لِارتباطه بِسليم عبر المُصاهرة. وأرسل السُلطان بايزيد إلى ابنه بِالقرم أحد العُلماء المُسلمين وهو المولى نور الدين صاروكرز لِينصحه ويُقنعه بِالعودة إلى سنجقه طربزون، فسار المولى المذكور وحاول نصح سليم بِالامتثال لِأمر والده، لكنَّ الأخير أصرَّ ألَّا يعود ما لم يصل إلى عتبة السُلطان، فعاد المولى ثُمَّ رجع مرَّةً أُخرى حاملًا رسالةً من بايزيد يُعلم فيها ابنه بِأن يختار سنجقًا من سناجق الأناضول فيُولِّيه عليه، فلم يُجب ما لم يقترن ذلك بِحُضُوره إلى والده.
خلال تلك الفترة، كانت بلاد الأناضول تموجُ بِنار الفتنة التي أضرمها الشيعة المُوالون لِلشاه إسماعيل، وتزعَّم الثورة أحد دُعاة الشاه المُسمَّى شاهقُلي بابا بن حسن التِكلوي (بِالفارسيَّة: شاهقُلی بابا بن حسن تکه‌لی)، و«شاهقُلي» اسمٌ منحوت من كلمتين: «شاه» و«قُلي» ومعناه «خادم الشاه»، أمَّا «التِكلوي» فنسبةً إلى بلاد تكَّة وأهلها من التُركمان التكَّليين. وعاث شاهقُلي وأتباعه فسادًا في الأناضول، فاعتدوا على الأهالي وخرَّبوا البلدات والقُرى، وقصدوا مدينة كوتاهية دار بكلربكيَّة الأناضول، فأحرقوها بعد أن هزموا حاميتها وقتلوا أغلبهم، بما فيهم بكلربك الأناضول قراكوز أحمد باشا. تكدَّر السُلطان بايزيد ما أن وصلته أخبار الفتنة وما جرى من إحراق كوتاهية وقتل قراكوز أحمد باشا، فاشتدَّ عليه مرضه وقوي ضعفه، وكلَّف ابنه الشاهزاده أحمد بِالقضاء على شاهقُلي وأتباعه، ثُمَّ جمع الوُزراء والأعيان وأعلمهم عزمه على تسليم السلطنة إلى ولده المذكور ما أن ينتهي من مُهمَّته، وأرسل في عقبه الصدر الأعظم علي باشا الخادم في أربعة آلاف سپاهي وألف إنكشاري لِيُعاونه في القضاء على العُصاة، كما أرسل إلى أُمراء الأناضول أن يجتمعوا عليهم بِعساكرهم. وبلغت أخبار هذه الأحداث مسامع الشاهزاده سليم في القرم، فقرَّر استغلال الوضع كي يحصل على مراده بِالقُوَّة، فشقَّ عصا الطاعة وسيَّر عدَّة سُفُن من البحر بِأثقاله ورجاله وسار هو في أصحابه وأتباعه من البر إلى صوب دار السلطنة من طريق آق كرمان. ولمَّا قرُب من سيلسترة ونزل بِخارجها، أرسل أميرها قاسم بك إلى السُلطان بايزيد يعرض الحال، فخاف الوُزراء المُخالفون من دُخُول سليم إلى العاصمة وسيطرته على الحُكم، فحرَّكوا السُلطان فورًا لِلتصدِّي له. وتقابل جيشُ بايزيد مع جيش ابنه سليم في موضعٍ يُقال له «جوقورچايري» بِقُرب أدرنة، لكنَّ أيّ قتالٍ لم يقع، إذ لمَّا رأى الشاهزاده عزم والده على القتال، أرسل إليه أحد خواصه يستعفيه ويطلب منه الرأفة، فبكى بايزيد مُتأثرًا بِالكلمات التي أرسلها ابنه، وردَّ عليه بِأنَّهُ سيمنحه ما يُرضيه سوى دُخُول إسلامبول، فالتمس سليم سنجقًا من ثُغُور الروملِّي لِيغزو من خلاله البلاد الأوروپيَّة المُجاورة، فمنحهُ السُلطان سنجق سمندريَّة أولًا، ثُمَّ أضاف إليه سناجق ڤيدين وآلاجة حصار ونيكوبُلي، وأرسل له هدايا جليلة مُرفقة بِكتاب عهدٍ على أن لا يولي عهده إلى أحدٍ من أولاده ما دام حيًّا، ويُفوِّض ذلك إلى مشيئة الله، وهدف من وراء ذلك تطييب قلب سليم وجبر خاطره عمَّا جرى كي لا يتَّسع شق الخلاف ويكبر البغض بين الإخوة، وكان ذلك في سنة 917هـ المُوافقة لِسنة 1511م.

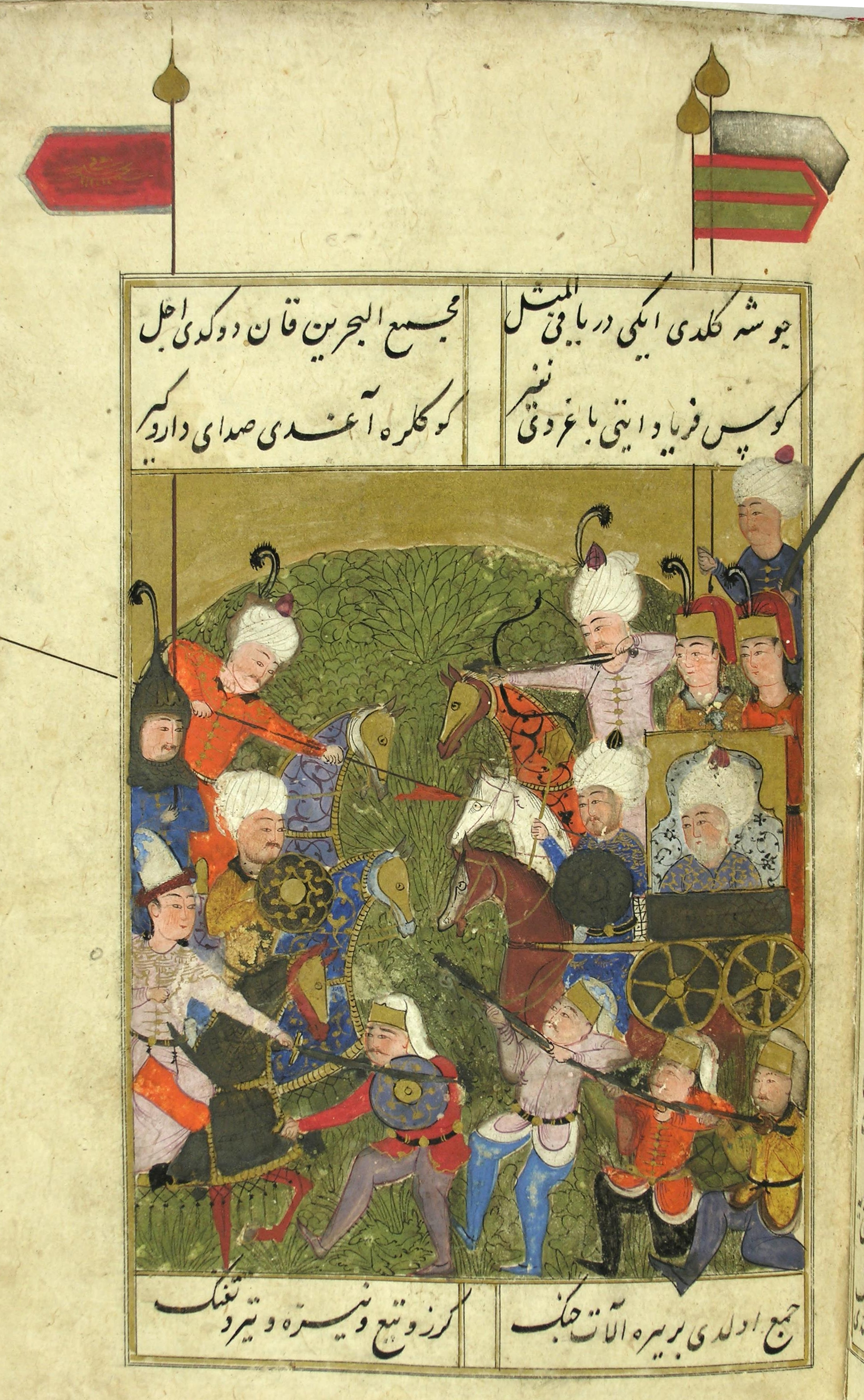
مُنمنمة عُثمانيَّة تُصوِّرُ اقتتال جُند بايزيد مع جُند ابنه سليم في أوغروش.

في ذلك الوقت كان علي باشا قد عبر إلى الأناضول ولقي الشاهزاده أحمد في أنقرة، فهنَّأه بِالسلطنة في خلوته، ممَّا دفع الأخير إلى بذل الأموال على مُقدَّمي الجُند لِاستمالة قُلُوبهم وضمان وُقُوفهم إلى جانبه حينما يجلس على تخت المُلك. ولم يلبث علي باشا أن عَلِم في غد ذلك اليوم بِقُدُوم سليم إلى صوب أدرنة وبِكُلِّ ما جرى بينه وبين والده، فتكدَّر من ذلك الخبر، إلَّا أنَّهُ كتمه عن الشاهزاده أحمد وعن خواصه أيضًا، ثُمَّ توجَّه معه إلى دفع غائلة الشيعة. تمكَّن العُثمانيُّون من إلحاق هزيمةٍ كُبرى بِشاهقُلي وجماعته، فقتلوا أغلبهم في بضع معارك وشتتوا البقيَّة، على أنَّ ثمن هذا الانتصار كان باهظًا، إذ قُتل الصدر الأعظم في إحدى تلك المُواجهات. ولمَّا وصل خبر مقتله إلى الشاهزاده أحمد حزن واضطرب اضطرابًا عظيمًا وتحيَّر في أمره، فرجع إلى سنجقه أماسية ولم يعقب العُصاة لِلثأر منهم، ممَّا أثار حفيظة عسكره. وفي أثناء ذلك تُوفي الشاهزاده شاهنشاه والي القرمان، ووصل خبر وفاته إلى السُلطان بايزيد مُرفقًا بِخبر مقتل علي باشا، فزاد في ضعفه، واشتدَّت عليه الآلام والاضطرابات، فجمع الوُزراء والأعيان وشاورهم في أمر السلطنة، فأشاروا عليه بِإحضار الشاهزاده أحمد وإجلاسه على تخت السلطنة قبل تفرُّق أُمراء الروملِّي وعساكرها، واجتمعت الكلمة على ذلك. وهكذا أرسل السُلطان أولًا إلى أُمراء الروملِّي أن يحضروا إليه، فلمَّا مثلوا بين يديّه أخذ منهم البيعة لِولده واستحلفهم على طاعته، ثُمَّ أمر الوُزراء بِأن يستدعوا الشاهزاده المذكور، فأرسلوا إليه يستعجلونه إلى إسلامبول. وعلم الشاهزاده سليم بِاتفاق الوُزراء والأعيان على تنصيب أخيه على عرش آل عُثمان عن طريق أحد أعوانه المُخلصين العامل في خدمة والده، فتوجَّه سريعًا إلى صوب العاصمة، وقابل والده في وادي «أوغروش» بِقُرب ݘورلي، فأرسل أحدًا من خواصه إلى أبيه لِلسُؤال عن سبب نقض العهد والإصغاء إلى أقوال الوُزراء والأعيان أصحاب الأغراض الخبيثة، لكنَّ هؤلاء حالوا دون دُخُول الرسول على السُلطان، وعرضوا إلى الأخير بِأنَّ ولده سليم قد قصده في ثلاثين ألف مُقاتل وهو يعقد العزم على خلعه من السلطنة والجُلُوس مكانه، وحثُّوه على قتاله. وكان عند السُلطان حينئذٍ أربعون ألف مُقاتل، فهجموا على الشاهزاده سليم وعسكره، فاقتتلوا شديدًا حتَّى تشتَّت جُند سليم، وهرب إلى صوب بحر البنطس (الأسود) في جمعٍ قليلٍ من أتباعه، فتبعهُ جمعٌ من عسكر والده وأدركوه، ولم يحل بينه وبين الأسر سوى أحد خواصه المدعو فرحات بك، فأشغل جُند بايزيد في حين أسرع سليم السير على صهوة جواده «قره‌بولوط»، أي «السحاب الأسود»، حتَّى وصل ساحل البحر المذكور، واجتمع عليه ثلاثة آلاف جُنديٍّ من رجاله، فأبحر بهم إلى كفَّة سنجق والده سُليمان، ودخلها خائبًا محزونًا.

### تنازُل بايزيد عن المُلك لِصالح ابنه سليم

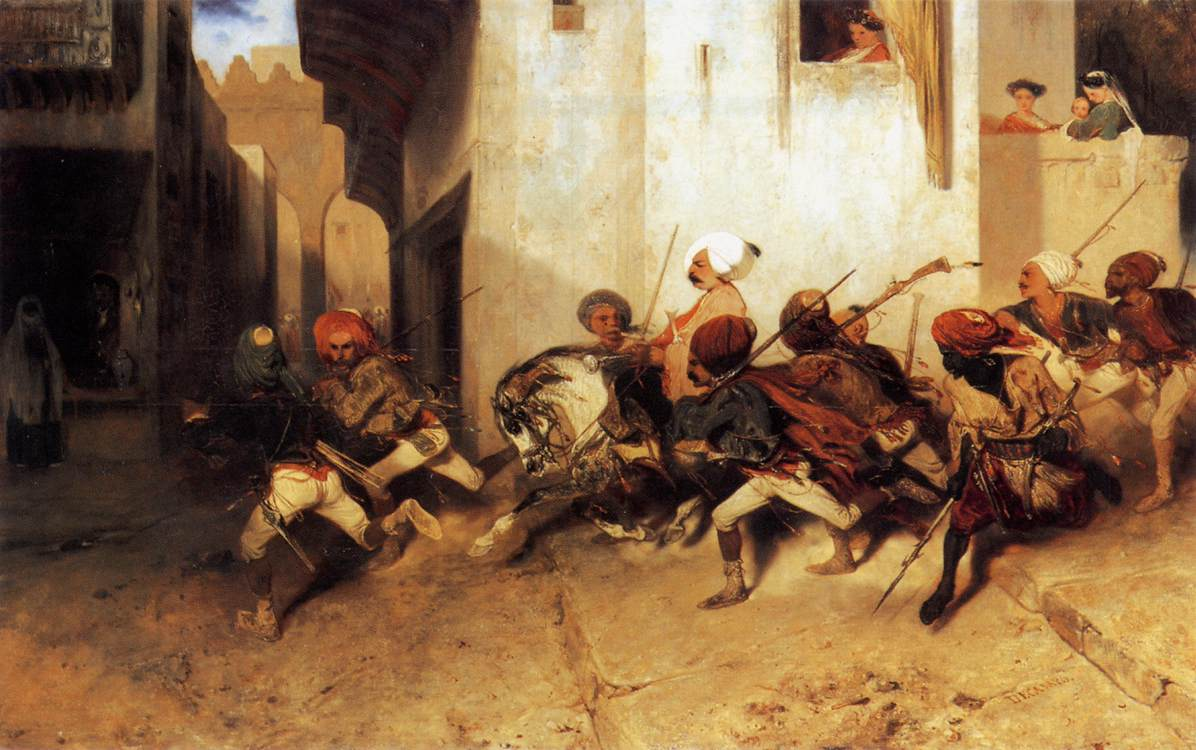
«موكبُ الإنكشاريَّة». ثارت هذه الطائفة العسكريَّة بُعيد إعلان السُلطان بايزيد عزمه التنحي لِصالح ابنه أحمد لِانعدام كفائته لِقيادة الدولة العُثمانيَّة خلال تلك الفترة العصيبة.

بعد انكسار الشاهزاده سليم، عاد السُلطان إلى إسلامبول وجمع الوُزراء لِلمُشاورة ثانيًا، فأشاروا عليه باستعجال الشاهزاده أحمد إلى العاصمة لِتسليمه السُلطة، فوافقهم وأمر بأن يُرسلوا إليه أن يأتي على الفور. وما أن وصل الخبر إلى الشاهزاده المذكور حتَّى نهض من أماسية على الفور وركب فرسه وجدَّ في السير دون أن ينم ليلًا ولا نهارًا حتَّى وصل إلى مالدپَّة قُرب أُسكُدار، وأرسل إلى السُلطان يستأذنه في العُبُور إليه صباحًا، فأذن له. واقترح أتباع الشاهزاده أحمد، من الوُزراء والساسة، استمالة قُلُوب أُمراء الروملِّي وقادة الجُند بِبذل الأموال لهم، وعرضوا ذلك على السُلطان، فوافقهم، والحقيقة أنَّهُ كان قد أصبح على درجةٍ من المرض والضعف لا يستطيع معها تدبير أي أمرٍ بِمُفرده، فأصبح وُزرائه هُم الحاكمون الفعليُّون لِلدولة. ولمَّا شاع خبر وُصُول الشاهزاده أحمد واستعداده العُبُور إلى إسلامبول، اجتمع آغوات الإنكشاريَّة وتشاوروا في أمر السُلطان المُستقبلي، واتفقوا على أنَّ سلطنته مكروهة لِاختياره الدعة والترفُّه في جميع أوقاته، ولِأنَّهُ لم يقدر على حماية البلاد من الصفويين، بل هو لم يَقوَ على دفع غائلة جمع من أوباش التُركمان من أتباع شاهقُلي وهرب منهم، وقالوا أنَّهُ بِهذا قد هتك عرض السلطنة، فكيف يصلح لها؟ واتفقت كلمتهم على أنَّ أحدًا لا يصلح لها سوى الشاهزاده سليم، المقدام في الحرب والجهاد، وعقدوا العزم على المُطالبة بِتولية سليم وتنحيه أحمد. ولمَّا اتفق الإنكشاريُّون على ذلك، قاموا يوم 18 ذي الحجَّة 917هـ المُوافق فيه 6 آذار (مارس) 1512م، فنهبوا بُيُوت الأعيان المُوالين لِلشاهزاده أحمد؛ منهم الصدر الأعظم الجديد أحمد باشا بن هرسك، والبكلربك حسن باشا، والوزير مُصطفى باشا، وقاضي العسكر عبد الرحمٰن بن مُؤيَّد، والطغرائي جعفر چلبي بن تاج، فنجا هؤلاء بِأنفُسهم لكنَّهم خسروا أموالهم وأثقالهم، وظلَّ الإنكشاريُّون ينهبون بُيُوت الساسة والأعيان طوال الليل وهم يهتفون باسم الشاهزاده سليم ويرفعون شعاره، ثُمَّ سيطروا على جميع مراسي السُفُن لِلحيولة دون خُرُوج أحد من إسلامبول أو العُبُور إليها، وبعد ذلك اجتمعوا في باب سراي طوپ قاپي وطلبوا من السُلطان العفو عمَّا جرى، والتمسوا منه عزل الرجال الخمسة السابق ذكرهم، فعزلهم إسكانًا لِلفتنة. وحاول أحد الوُزراء، المدعو «سنان بك يولار قصدي» أن يستميل الإنكشاريَّة إلى جانب الشاهزاده أحمد، فلم يقدر على ذلك، وشاهدهم على الثبات والدوام في محبَّة سليم والميل إليه، فخرج من العاصمة بِمشقَّةٍ عظيمة، وتوجَّه إلى برِّ آسيا حيثُ قابل الشاهزاده أحمد وأخبره أنَّ وصوله إلى سُدَّة المُلك بات ميؤوسًا منه.
دبَّ اليأس والغضب في قلب الشاهزاده أحمد لمَّا علم بِما جرى في دار السلطنة، فعاد شرقًا عبر الأناضول، لكنَّهُ لم يتوجَّه إلى سنجقه أماسية، بل ذهب إلى القرمان وقد عقد العزم على السيطرة على جميع البلاد الأناضوليَّة لِيفرض سلطنته بِحُكم الأمر الواقع. وكان والي القرمان حينذاك هو مُحمَّدشاه بن شاهنشاه، أي ابن أخ الشاهزاده أحمد وحفيد السُلطان بايزيد، فحاصره في قلعة قونية أيَّامًا حتَّى استسلم، ثُمَّ دخلها وأعلن نفسه سُلطانًا فيها، وبِهذه الحركة أصبح أحمد في وضع المُدَّعي، وفقد صفة وليّ العهد الشرعي، وتردَّد صدى ذلك في ردَّة فعل السُلطان بايزيد، إذ غضب على ابنه وتغيَّر عليه لِفعلته هذه، وأرسل إليه يُوبِّخه لِإقدامه على ما فعل بِدون إذنه. واتفق حينذاك أنَّ الشاه إسماعيل كان قد أرسل أحد خُلفائه المُسمَّى «نور الدين خليفة» إلى الأناضول لِيجمع من التُركمان الميَّالين إلى التشيُّع، فاجتمع على نور الدين المذكور نحو ثلاثين ألف مُقاتل، فأغار بهم على نواحي أماسية وتوقاد وسيواس ونهبها وأحرق بُيُوتها، فحاول الشاهزاده أحمد التصدِّي له وأرسل لِقتاله وزيره «سنان بك يولار قصدي»، فسار إلى الصفويين وقاتلهم حتَّى انكسر منهم كسرة قبيحة، وفرَّ ناجيًا بحياته، الأمر الذي زاد من تنفُّر العسكر من الشاهزاده المذكور.

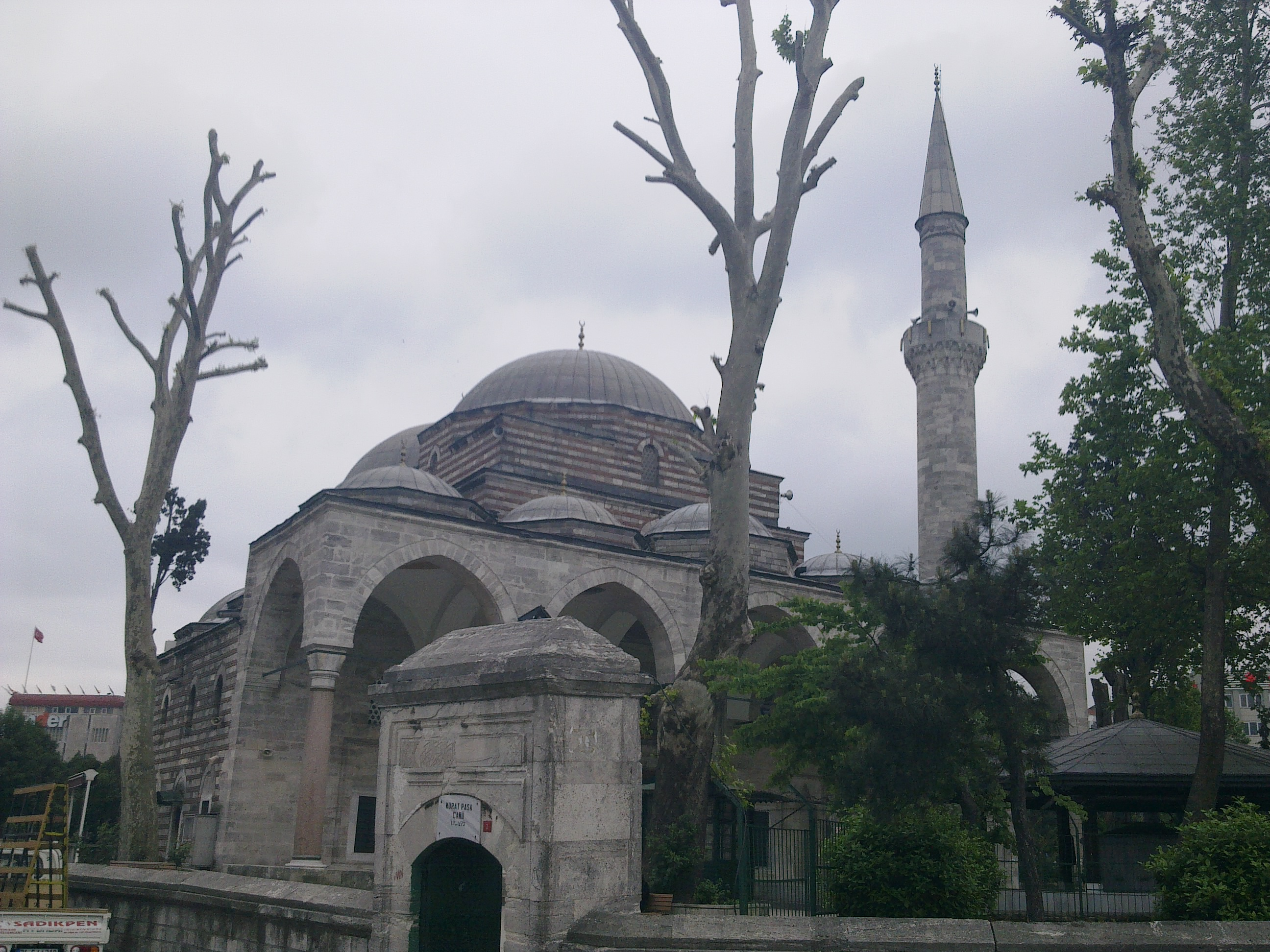
مسجد أورطة جامع، أو مسجد مُراد باشا، حيثُ نزل الشاهزاده قورقود في مُحاولةٍ لِاستمالة قُلُوب الإنكشاريَّة.

عندما وصل خبر انكسار جيش الشاهزاده أحمد إلى إسلامبول، اجتمع القادة العسكريُّون وكبار العُلماء مع السُلطان بايزيد وأظهروا لهُ أنَّ نظام المُلك قد اختلَّ بِطمع الوُزراء والنزاع على ولاية العهد، وتسلَّط أعداء الدولة عليها من كُلِّ جهة، وبيَّنوا له أنَّ الشاهزاده أحمد لا يليق لِلسلطنة لِانهماكه في الدعة والترفُّه؛ حيثُ وقع منه أمران يدُلَّان على عدم صلاحيَّته لِتولِّي شُؤون البلاد والعباد: وقعة شاهقُلي ووقعة نور الدين خليفة، وكذلك الشاهزاده قورقود لا يصلح لِلمُلك أيضًا - وإن كان عالمًا فاضلًا - لِأنَّ السلطنة لا تتم إلَّا بِترك الراحة والترفُّه، واختيار الإقدام على المخاوف والشدائد، وليس لهُ ذلك، كما أنَّهُ لا عقب له بعد وفاة أبنائه الذُكُور، فليس يصلح لِهذا الأمر سوى الشاهزاده سليم، الذي أثبت شجاعته وحزمه ومقداميَّته وحُسن تدبيره في معاركه مع الصفويين والكرجيين، وهو الوحيد الذي تُعلَّق عليه الآمال في دفع البلية الصفويَّة. والتمس المُجتمعون من السُلطان تقليد العهد لِولده سليم، بل تفويض السلطنة إليه. وكان السُلطان أيضًا قد مال إلى جانب سليم بعد خُرُوج أحمد عليه وتصرُّفه الطائش مع ابن أخيه مُحمَّدشاه الذي كان قد فقد أبيه حديثًا، فاعتبر بايزيد أنَّ هذه دلالات على عدم رُشد ابنه الكبير، وبِالتالي لا يصح له تولِّي السلطنة. وكان السُلطان قد أرسل إلى سليم براءات السناجق الثلاثة: سمندريَّة وڤيدين وآلاجة حصار، مرَّةً أُخرى مع كتابٍ يستميله فيه ويُطيِّب قلبه بِأنواع المواعيد الجميلة، ويُعلمه بِأنَّهُ سامحه ورضي عنه، ويعتذر إليه عمَّا جرى بينهما من الشقاق بِسعي أصحاب المصالح الشخصيَّة، ففرح سليم بِذلك، وتهيَّأ لِلمسير إلى سنجق سمندريَّة، وبينما هو يتجهَّز وصلهُ قاصدٌ آخر بِبشارة السلطنة، ودعاه إلى إسلامبول على الفور، فتوجَّه إليها. وأمَّا الوُزراء المُناهضين لِسليم والخائفين من شدَّته وسطوته، فإنَّهم لمَّا رأوا ضياع المُلك من الشاهزاده أحمد بِاتفاق الإنكشاريَّة، أرسلوا إلى الشاهزاده قورقود يدعونه إلى دار السلطنة ويستعجلونه في الوُصُول إليها قبل أخيه سليم، وأشاروا عليه بِأن يقدم في جمعٍ قليل ويدخل المدينة مُتنكرًا، وينزل في مساكن الإنكشاريَّة لِيستميلهم إليه. ظنَّ الشاهزاده قورقود أنَّهُ نال السلطنة عندما أصبح أخوه الأكبر في وضع العاصي، لا سيَّما وأنَّهُ يأتي بعده حسب تسلسل العُمر، فتوجَّه وعبر البحر إلى إسلامبول، ودخلها مُتوجهًا إلى مساكن الإنكشاريَّة، ونزل في المسجد القريب من ثكناتهم المشهور بِـ«مسجد أورطة جامع»، وحاول استمالتهم إليه بِحُقُوقٍ سابقة له عليهم من الترقيات والعطيَّات إليهم لمَّا ناب عن أبيه أيَّامًا عند وفاة جدِّه السُلطان مُحمَّد الفاتح، فرحَّب به الإنكشاريَّة وعظَّموه وكرَّموه، إلَّا أنَّهم لم يُساعدوه على مطلبه من إحراز السلطنة، ولمَّا رأى منهم ذلك خاف على نفسه، وأعلن أنَّ سبب قُدُومه ليس لِلمُطالبة بِالعرش وإنَّما خوفًا من غدر أخيه أحمد، فرأى أن يحتمي بِالعاصمة. وأرسل بايزيد يُعاتب ابنه لِقُدومه دون إذنه والتجاؤه لِلإنكشاريَّة عوض أن يلتجأ إليه، فطلب الإنكشاريَّة من السُلطان أن يُسامح ولده على فعلته من واقع تقديرهم لِمكانته العلميَّة، فاستجاب لهم، وأرسل إليه العُلماء والقادة، فأعلموه أنَّ الأُمُور لن تستقيم إلَّا بتولِّي أخوه الأصغر سليم أُمُور المُلك، وأقاموا له الحُجج بِذلك، فرضي بِالأمر الواقع.

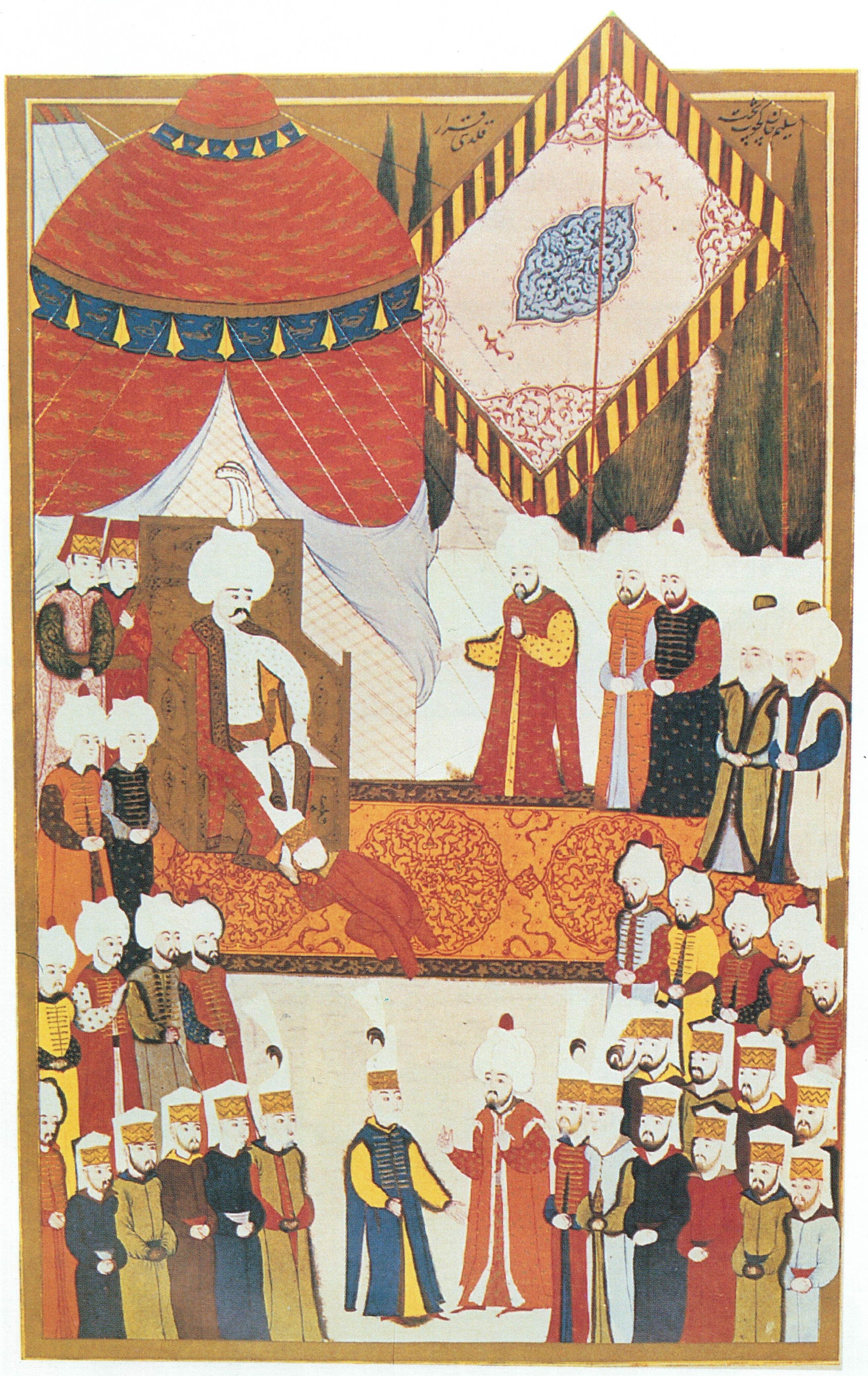
مُنمنمة عُثمانيَّة تُصوِّرُ مُبايعة الوُزراء والقادة والأعيان لِلشاهزاده سليم بِعرش آل عُثمان.

وفي يوم 3 صفر 918هـ المُوافق فيه 19 نيسان (أبريل) 1512م، وصل سليم إلى إسلامبول، فاستقبلته الإنكشاريَّة بِاحتفالٍ زائد، وكان على رأسهم الشاهزاده قورقود الذي خرج وسلَّم على أخيه وهنَّأه بِالسلطنة ودعا لهُ بِالتوفيق والنصر، مُعلنًا بِذلك خُضُوعه ومُسالمته. وبعد بضعة أيَّامٍ من وُصُوله واستراحته من عناء السفر، جمع سليم أعيان الدولة من مُقدمي الإنكشاريَّة وأُمراء الروملِّي وغيرهم، وصارحهم بِأنَّهُ رجلٌ شديدٌ حاد الطباع، وأنَّهُ قد صمَّم عزيمته على الغزو والجهاد في سبيل الله وتوحيد كلمة المُسلمين ولمّ شملهم في دولةٍ واحدةٍ كما كان الحال زمن بني أُميَّة وخلال العصر الذهبي لِبني العبَّاس، وأنَّهُ قرَّر ضم البلاد العربيَّة بعدما ثبُت عجز المماليك وحدهم عن مُواجهة المخاطر المُحدقة بِالأراضي المُقدَّسة والدفاع عن المصالح الاقتصاديَّة والاستراتيجيَّة لِلمُسلمين، كما اعتزم القضاء على الدولة الصفويَّة وضمِّ البلاد الإيرانيَّة، وأنَّهُ لن يتقاعد عن ذلك لا صيفًا ولا شتاءً، ولن يفتر عن الرُكُوب وتحمُّل الشدائد لا ليلًا ولا نهارًا حتَّى يصل بلاد السِّند والهند فيضُمَّها أيضًا لِدولة الإسلام. وأضاف أنَّهُ سيُنصف المظلوم من الظالم وإن كان ولده سُليمان، ولن يرحم الجائرين وأهل الفساد، ولن يترك مجالًا لعسكره ولأُمرائه كي يترفَّهوا. ولمَّا أتمَّ سليم الكلام ذكر اتصاف أخويه أحمد وقورقود بِخلاف ذلك من المُلاءمة ولين الجانب واختيار الراحة على الشدَّة، وطلب من المُخاطبين أن يختاروا أحدهم بعدما سمعوا ما سمعوه، فقالوا له: «إِنَّ مُنْتَهَى مَطَالِبَنَا مَا ذَكَرْتُمْ لِنَفْسِكُم الشَّرِيفَة، فَاخْتَرنَاكُم، فَاعْمَلْ مَا شِئْت فَإِنَّا مُنْقَادُونَ لِأَمْرِك، وَرَاسِخُونَ عَلَى طَاعَتِكَ». فلمَّا شاهد سليم ذلك منهم سُرَّ ودعا لهم.
وفي يوم السبت 8 صفر 918هـ المُوافق فيه 24 نيسان (أبريل) 1512م، توجَّه سليم في موكبٍ إلى سراي طوپ قاپي، ولمَّا وصلها اصطفَّت الإنكشاريَّة على عادتهم من طرفيّ الباب، فدخل السراي ولقي والده السُلطان بايزيد ماشيًا، فقبَّل يده وطلب منه النُصح والرضى، فنصحهُ بايزيد وأوصى إليه بِأُمُور، أهمُّها أن يغض الطرف عن أخوه أحمد ويُسامحه ولا يقتله، ولا يقتل كذلك أخوه الآخر قورقود، ويُطيِّب قلب كُلٌ منهما بِحصَّةٍ من المُلك، ثُمَّ أجلسه على تخت السلطنة وألبسهُ العمامة المخصوصة بِالسلاطين، ودعا لهُ بالتوفيق والعزَّة والنصر. ولمَّا تمَّ أمر التنصيب والإجلاس، سارع جميع الوُزراء والوُكلاء والساسة وأعيان الدولة إلى مُبايعة سليم، وتقدّمُهم أخوه قورقود، فأقطعه سنجقه القديم مغنيسية، وضمَّ إليها جزيرة مدللي أيضًا، وطيَّب خاطره بكثيرٍ من الإحسانات والوُعُود، ثُمَّ وزَّع العطايا على الجُند وفق ما أصبح ثابتًا في العُرف العُثماني، ومنحهم الترقيات، ثُمَّ أرسل إلى أُمراء الأطراف يدعوهم إلى الحُضُور، وكذلك طلب حُضُور ابنه سُليمان من كفَّة. أمَّا السُلطان بايزيد فإنَّهُ سافر بعد ذلك بِعشرين يومًا إلى مسقط رأسه ديموتيقة لِيمكث فيها ويتفرَّغ لِلعبادة والتأمُّل، فتُوفي في الطريق وأُعيد جُثمانه إلى إسلامبول حيثُ وُري الثرى.

## صراع السُلطان سليم وأخويه

### غدر الشاهزاده أحمد واصطدامه بسليم
ما أن استقرَّ سليم على تخت السلطنة حتَّى وصلت إليه أنباء عصيان أخيه أحمد من جديد، الذي كان ما يزال رافضًا قرار والده القاضي بِإزاحته وتولية أخيه الأصغر مكانه، واستمرَّ يدَّعي لِنفسه الأحقيَّة بِعرش آل عُثمان، فسيَّر ولده الشاهزاده علاء الدين عليّ في جمعٍ إلى السيطرة على بورصة، فأغار على نواحيها وقصد أخذ البلد أيضًا. ولمَّا كان الشغل الشاغل لِلسُلطان سليم هو الخطر الصفوي، فقد وجد نفسه مُضطرًّا أن يعمل على تأمين الأمن والوحدة في داخل الدولة العُثمانيَّة أولًا قبل أن يتفرَّغ لِقتال الصفويين، وتأمين هذه الوحدة والقضاء على المخاطر الداخليَّة لن يتمَّ إلَّا بِتنحية أخيه الكبير أحمد وأنصاره، وأيُّ طامعٍ يدَّعي حق ولاية العرش. بناءً على هذا، نادى سليم بِجمع الجيش وترك ابنه الشاهزاده سُليمان نائبًا عنه في دار السلطنة، وخرج هو في سبعين ألف جُنديّ مُجدًّا إلى صوب بورصة في أواسط جُمادى الأولى 918هـ المُوافق لِأواخر شهر تمُّوز (يوليو) 1512م، فهرب الشاهزاده علاء الدين عليّ إلى والده بِقونية، فتوجَّه السُلطان سليم إلى أنقرة وأرسل أحد قادته، وهو «طور علي بك بن بالي بن مالقوج»، في طليعة الجيش مع عساكر الروملِّي إلى جانب الشاهزاده أحمد، ولمَّا علم الأخير بِكثرة جُند أخيه القادمين إليه سارع بِالهرب إلى أماسية، فتبعه طور علي بك، فهرب أحمدٌ مُجددًا إلى جانب ملطية وطرندة. ولمَّا فشل القائد العُثماني بِالقبض على الشاهزاده العاصي، أرسل إلى السُلطان سليم يُعلمه، فأجابه السُلطان بأن يحفظ تلك الثُغُور مع أُمراء الروملِّي، وأقطع أماسية لِأحدهم، وهو مُصطفى بك بن داود وأمره بِالسير إليها والتمركز فيها. ثُمَّ عاد السُلطان إلى بورصة حيثُ سرَّح الجيش وشتى في خواص خُدَّامه.
استغلَّ الشاهزاده أحمد إقلاع أخيه عن مُطاردته، فأرسل ابنيه مُراد وعلاء الدين عليّ إلى العاصمة الصفويَّة تبريز لِطلب المعونة من الشاه إسماعيل الذي كان يتحيَّن الفُرصة لِهدم الدولة العُثمانيَّة والتوسُّع على حسابها. سارع الشاه بِالاستجابة لِطلب الشاهزاده العاصي، فأمدَّهُ بِنحو ألفيّ فارس، فسار فيهم إلى أماسية خلال فصل الشتاء ودخلها بغتةً، فأسر أميرها مُصطفى بك بن داود لِفترةٍ وجيزة، ثُمَّ أطلقه واستوزره، وأرسل إلى أُمراء الروملِّي الذين كانوا يُحافظون الحُدُود والثُغُور مع طور علي بك، واستمالهم إليه، فمالوا، وأرادوا الغدر بِقائدهم المذكور، لكنَّهُ تفطَّن لِغايتهم وهرب في جمعٍ قليلٍ من رجاله ولحق بِالسُلطان سليم في بورصة حيثُ أخبره بِالقضيَّة. اضطرب السُلطان من هذا الخبر، وتخوَّف من بعض الذين يُحتمل أنهم يُبطنون الخيانة، وكان في مُقدِّمتهم أبناء أخوته الذين كانوا قد التجؤوا إليه؛ وهم مُحمَّدشاه بن شاهنشاه وعُثمان بن علمشاه وأورخان وموسى وأميرخان أبناء محمود بن بايزيد، فأمر بِقتلهم جميعًا، فقُتلوا عن آخرهم، ودُفنوا بِجانب جد جدِّهم السُلطان مُراد الثاني في تُربته المعروفة بِـ«كُليَّة المُراديَّة». كذلك ضبط السُلطان مُراسلاتٍ سريَّةٍ بين الصدر الأعظم خوجة مُصطفى باشا والشاهزاده أحمد، وتبيَّن أنَّ الصدر الأعظم كان يُخبر الشاهزاده بِمقاصد السُلطان وخططه، وهذا ما مكَّنه من الهرب من قونية ثُمَّ أماسية دون أن يتمكَّن الجيش من القبض عليه. كانت عاقبة خيانة الصدر الأعظم أن قتلهُ السُلطان شرَّ قتلة وجعلهُ عبرةً لِغيره، ونصَّب بدلًا منه أحمد باشا بن هرسك، فكانت تلك المرَّة الرابعة التي يتولَّى فيها أحمد باشا الصدارة العُظمى. بعد ذلك قرَّر السُلطان اختبار ولاء أخيه قورقود حتَّى يهدأ باله بِداخليَّته ويطمئن أنَّ مُنازعه الوحيد هو أخيهما الأكبر أحمد، فيتفرَّغ لاستئصال شأفته، فتجهَّز وسار إلى صوب مغنيسية مقر ولاية قورقود.

### القضاء على الشاهزاده قورقود
كان قورقود يكبر سليمًا بِثلاث سنوات، وكان أحبُّ إخوته إليه، لكنَّ هذا لم يمنع السُلطان من اختبار ولائه وتجربته، خوفًا من أن يُعصيه أثناء قتاله أحمد فيطعنه من الخلف، سواء كان هذا العصيان نابعًا من نفسه أم ناتجٌ عن تحريك الساسة والوُزراء أصحاب المصالح الخبيثة، لا سيَّما وأنَّ قورقود سبق أن حاول أخذ السلطنة لِنفسه، ثُمَّ عاد وأعلن خُضُوعه لِسليم كما أُسلف، فرأى السُلطان أنَّ هذه الحادثة إضافةً إلى التحاق الكثير من الساسة الكارهين لِتسلطُنه - أي سليم - بِخدمة أخويه، كافٍ لِجعله يستشعر نقض عهد الطاعة والانقياد من قورقود. فطلب من بعض الوُزراء والأُمراء أن يُحرِّروا رسائل بِأسمائهم تُشوِّق الشاهزاده المذكور إلى طلب المُلك، ويعدونه فيها بِالمُؤازرة والنَّصر. ولمَّا وصلت تلك الرسائل إلى قورقود لم يتردَّد بِالكتابة إلى المُرسلين يعدهم بِالخُرُوج والوصول إليهم، فوقع في ورطةٍ قاتلة، إذ رأى السُلطان أنَّ دفع غائلة أخيه هذا أهم من دفع أحمد، فتجهَّز على الفور لِلمسير إليه.

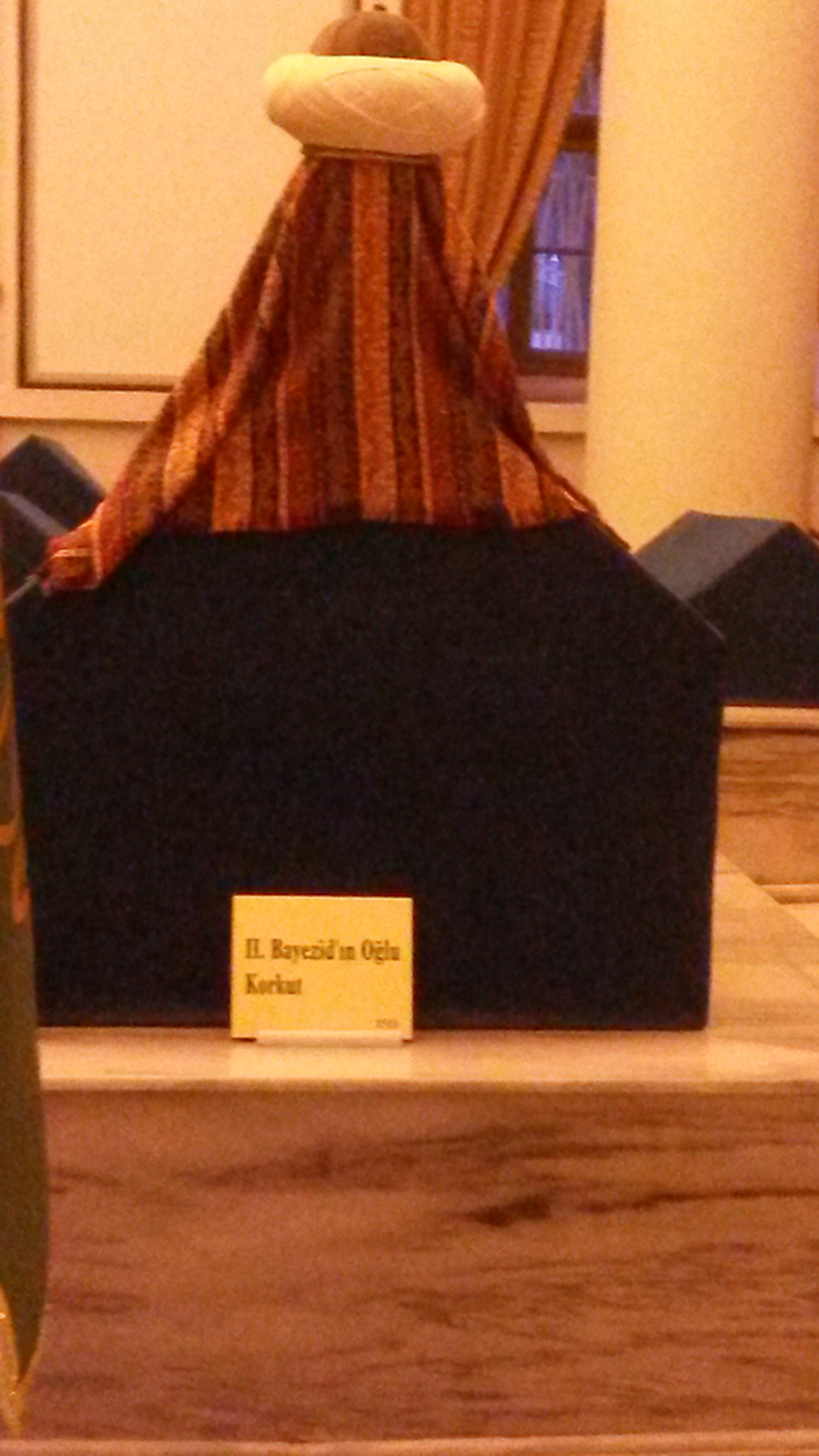
قبر الشاهزاده قورقود بن بايزيد الكائن بِجوار قبر السُلطان أورخان غازي.

خرج السُلطان من بورصة فيمن كان معهُ من القادة والعساكر وأسرع السير إلى مغنيسية، فوصلها خلال خمسة أيَّام، ولم يشعر قورقود إلَّا وقد أحاطت الجُنُود العُثمانيَّة بِسرايه، فتحيَّر في أمره، ثُمَّ خرج مع أحد خواص غلمانه يُقال له «بيالة»، من باب حديقةٍ مُلاصقةٍ بِالسراي، وحملا ما أمكن من النُقُود الذهبيَّة والفضيَّة، ثُمَّ ركبا فرسين جيِّدين وهربا إلى أحد الجبال حيثُ تحصَّنا واستترا في كهفٍ نحو عشرين يومًا. ولمَّا عجز السُلطان سليم عن الظفر بأخيه عاد إلى بورصة وأرسل إلى أُمراء الجهات أن يظلُّوا مُتيقظين ويتحسسوا أخبار الشاهزاده الهارب. ولم يلبث قورقود وغُلامه أن خرجا من مخبأهما وتوجَّها على الفور إلى جهة تكَّة لِيركبا منها سفينةً تعبر بهما إلى إحدى بلاد المشرق العربي أو إلى فرنسا. ولمَّا كان لِلسُلطان سليم في كُلِّ بلدٍ ومعبرٍ ومضيقٍ جواسيس ينقلون إليه الأخبار، فقد أدرك ما يسعى إليه أخيه وتخوَّف من فراره، فأصدر أمرًا بِمنع الإبحار في شواطئ الأناضول وموانئها، وكلَّف القُبطان إسكندر باشا بِإحراق جميع السُفُن التي تقترب إلى السواحل، فنفَّذ إسكندر باشا الأمر بِحذافيره.
لمَّا تبيَّن لِلشاهزاده قورقود صُعُوبة هربه، عاد واختبأ مع غُلامه في كهفٍ مُظلم، فاشتدَّ الأمر عليهما بِقلَّة الزاد، فخرج بيالة لِتحصيل القوت، ووجد أحدًا من تُركمان تلك البلاد، فكشف لهُ أسراره ووعده بالجميل، ثُمَّ أعطاه بضع دنانير وأركبه على فرس قورقود وأرسله إلى إتيان الزاد والطعام والاستخبار عن سفينةٍ يُمكن أن تحملهما إلى مقصدهما. كان من سوء حظ الشاهزاده قورقود أن وقع ذلك التُركماني تحت أنظار جواسيس السُلطان سليم الذين رأوه راكبًا على فرسٍ تحمل العلائم المُلُوكيَّة الخاصَّة بِبني عُثمان، فأمسكوا به واستجوبوه عن مكان الشاهزاده، فأنكر معرفته به، فخوَّفوه وضربوه دون نتيجة، فحملوه إلى قاسم بك والي تكَّة الذي أعاد ضربه وهدَّده بِالقتل إن لم يعترف بِموضع مخدومه، فاعترف التُركُماني بِكُل شيء ودلَّ الوالي على الكهف الذي يحتمي فيه قورقود وغُلامه، فسار إليه قاسم بك واعتقل الشاهزاده وصاحبه ثُمَّ أرسلهما إلى السُلطان سليم. ولمَّا وصل قورقود إلى أخيه سارع بِإعلان خُضُوعه من جديد وتنازل لهُ عن جميع حُقُوقه، فأمر السُلطان بِإنزاله في بيتٍ خاصٍ به، لكنَّهُ على الرُغم من ذلك استمرَّ يخشى فتنته، فأمر بِقتله، فدخل عليه بعض الخُدَّام في ليلة 10 مُحرَّم 919هـ المُوافق فيه 17 آذار (مارس) 1513م، وخنقوه بِوتر قوس، ثُمَّ شُيِّع جُثمانه إلى تُربة السُلطان أورخان غازي حيثُ وُري الثرى. واستأذن بيالة الغُلام من السُلطان سليم أن يُقيم على خدمة مرقد سيِّده، فأذن لهُ في ذلك، وبقي في تلك الخدمة إلى أن أدركه الموت. يجدرُ بِالذكر أنَّ السُلطان سليم اكتنف تابوت أخيه بِنفسه حين تشييعه، ويُروى أنَّهُ بكى وصرخ قائلًا: «أَيَ أَخِي! لَيْتَكَ لَمْ تَفْعَلْ، فَلَوْلَا فِعْلِكَ مَا أُمِرْتُ بِهَذَا». ويُروى أيضًا أنَّهُ عرض على بيالة أن يُعيِّنه في أي منصبٍ رفيعٍ من مناصب الدولة ولو كان الصدارة العُظمى، مُكافأةً لهُ على إخلاصه وولائه لِمخدومه قورقود، لكنَّ بيالة قال أنَّهُ كما خدم الشاهزاده القتيل في حياته، فسيخدمه في مماته، فزاد إعجاب السُلطان سليم به، وسمح له بِالإقامة على خدمته كما أُسلف.

### القضاء على الشاهزاده أحمد

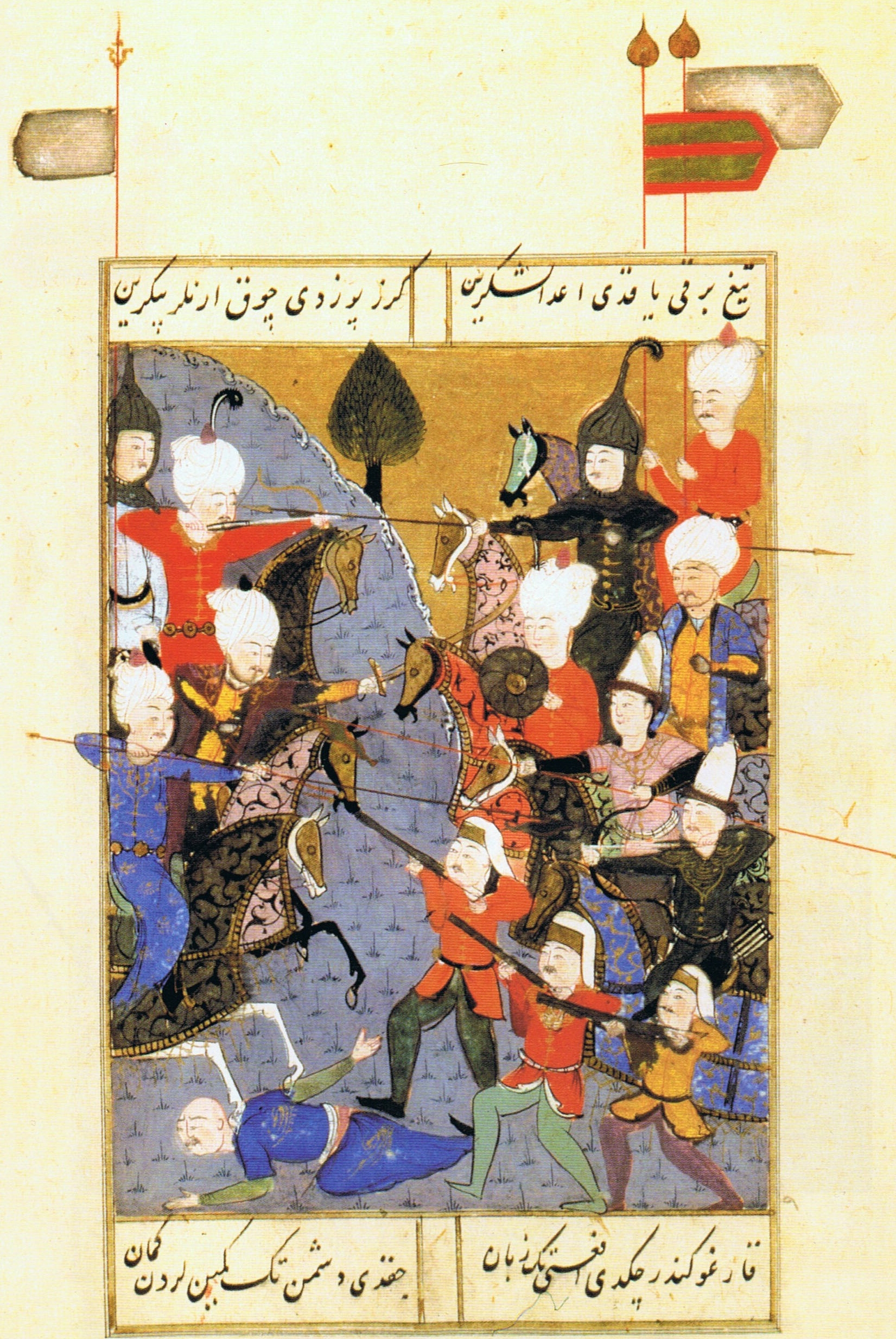
مُنمنمة عُثمانيَّة تُصوِّرُ اقتتال قُوَّات السُلطان سليم مع قُوَّات أخيه أحمد قُرب يني شهر.

بعد القضاء على الشاهزاده قورقود، سعى السُلطان سليم لِلتخلُّص من أخيه أحمد، فدبَّر لهُ خديعةً لِيظفر به، وأرسل إليه كُتُبًا مختومةً بِأختام الأُمراء والساسة الداعمين له، وأدرج فيها شكاوى من شدَّة نفسه وتهوُّره وقتله أبناء إخوته، ودعاه فيها إلى دار السلطنة ووعده بِالنُّصرة وغير ذلك ممَّا يُحرِّكه على المسير إلى العاصمة. ولمَّا وصلت المكاتيب المُزوَّرة إلى الشاهزاده أحمد انخدع بها، وبادر بالسير إلى صوب إسلامبول، ولمَّا وصل إلى حُدُود إيالة القرمان سارع واليها همدم باشا بإعلام السُلطان سليم، فما كان من الأخير إلَّا أن سيَّر أمير آخوره مُحمَّد بك فيمن معه من العساكر إلى مُقابلة الشاهزاده، وأمر بكلربك الأناضول أيضًا لِيسير في عقبه مع جُنُوده، ثُمَّ وصل الخبر إلى السُلطان بأنَّ أخيه أحمد قد وصل إلى معبر «دربند أرمني» القريب من مدينة يني شهر، فتوجَّه لِقتاله ونزل في ظاهر البلد.
ولمَّا رأى الشاهزاده أحمد أنَّ أحدًا من الذين راسلوه لم يظهر، عَلِم أنَّهُ وقع في فخٍّ نصبه لهُ أخوه، فخاف وندم على قُدُومه في وقتٍ لم يعد ينفع فيه الندم، فقابل السُلطان خارج أسوار يني شهر، واصطدم به في قتالٍ عنيفٍ، فانكسر الشاهزاده وتفرَّق جمعه، فسارع إلى الهرب، لكنَّ حصانه كبا به وأسقطه، فهرع إليه الجُند وأسروه وحملوه إلى أخيه سليم، فأمر بِقتله خوفًا من أن يُعاود إثارة المُشكلات في الدولة، فخنقه سنان آغا القبابجي بِوتر قوسه، وكان ذلك يوم 17 صفر 919هـ المُوافق فيه 24 نيسان (أبريل) 1513م، ووُري الثرى في كُليَّة المُراديَّة إلى جانب أبناء إخوته. ثُمَّ أطلق السُلطان سليم سراح كُل من أُسر من أتباع أحمد وأعلمهم أنَّهُ عفى عنهم. وهرب بعض أبناء الشاهزاده القتيل من وجه عمِّهم خوفًا من أن يُلحقهم بأبيهم، وكان في مُقدِّمتهم مُراد وعلاء الدين عليّ وبعض الآخرين، فتوجَّه مُراد إلى تبريز والتجأ في بلاط الشاه إسماعيل، فجعلهُ أميرًا على إحدى سناجق الدولة الصفويَّة، وبقي فيها إلى أن توفي. أمَّا علاء الدين فهرب إلى مصر مع بعض إخوته والتجأوا إلى السُلطان قانصوه الغوري، وبقوا في الديار المصريَّة حتَّى ماتوا فيها بِالطاعون. وكان سليم قد طالب كُلٌ من الشاه إسماعيل والسُلطان الغوري أن يرُدَّا إليه أبناء أخيه فامتنعا عن ذلك، فأسرَّها سليمٌ في نفسه.
وعندما اطمئنَّ السُلطان إلى سلامة الجبهة الداخليَّة سار إلى الساحل وعبر إلى قَلِّيبُلِي، ومنها توجَّه إلى أدرنة حيثُ قابل سُفراء جُمهُوريَّة البُندُقيَّة ومملكة المجر ودوقيَّة المسكوب، فأبرم معهم هدنةً طويلةً لِيتفرَّغ أخيرًا لِقتال الصفويين والقضاء على خطرهم الكبير.

## حرب الصفويين

### أسباب الحرب

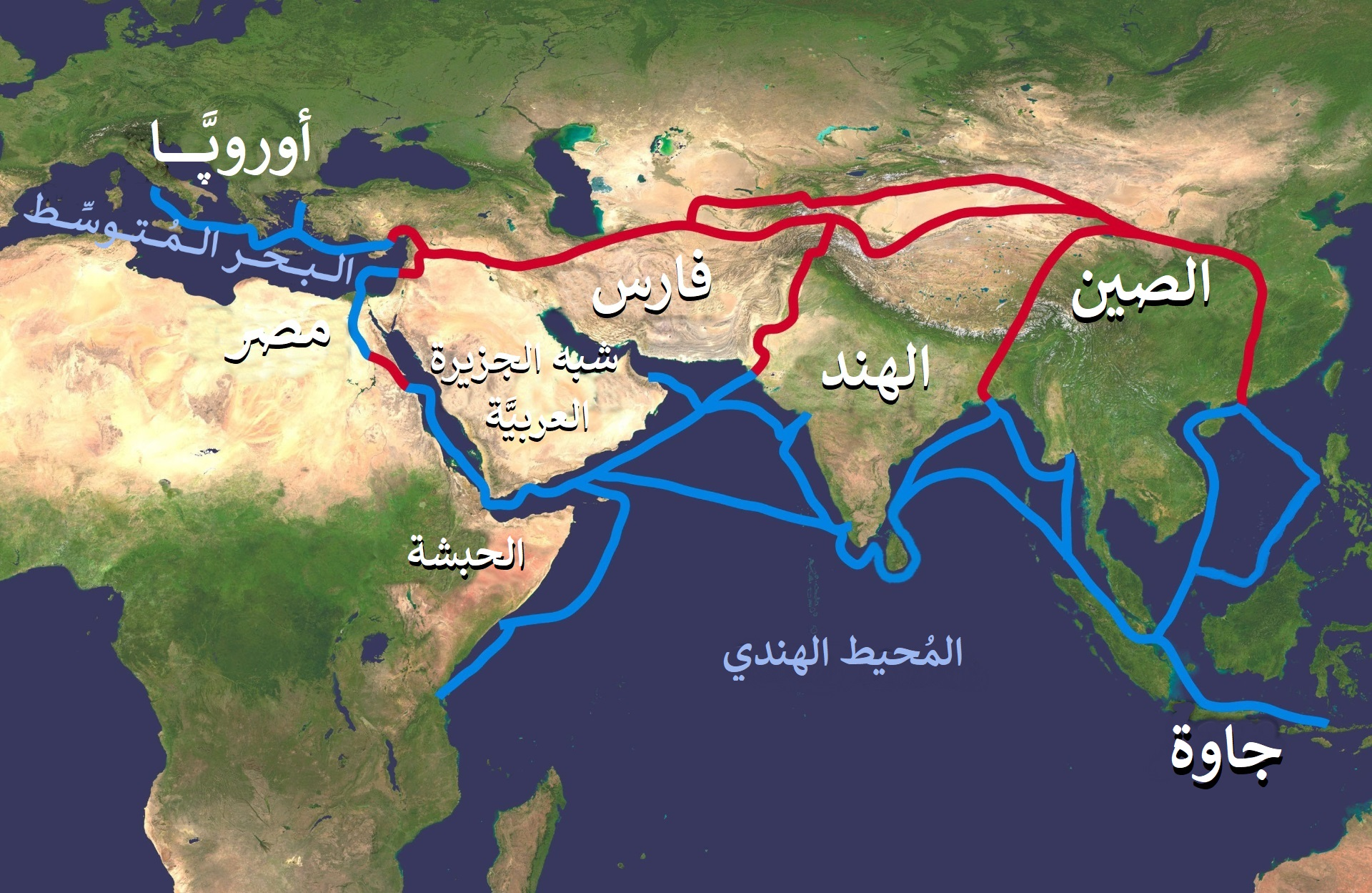
خريطة تُصوِّرُ طريقيّ الحرير (الأحمر) والتوابل (الأزرق). يُعتقد أنَّ سعي السُلطان سليم لِلسيطرة على الطريق الأولى كان من جُملة الأسباب التي أشعلت فتيل الحرب بين العُثمانيين والصفويين.

كان لِلحرب العُثمانيَّة الصفويَّة الأولى مجموعتين من الأسباب: الأولى أسبابٌ اقتصاديَّة واستراتيجيَّة، والأُخرى مذهبيَّة وسياسيَّة وفكريَّة. فمن حيث المجموعة الأولى، سعى السُلطان سليم لِلوُصُول إلى الهند وتحقيق سيطرة عُثمانيَّة على طُرُق التجارة الشماليَّة بِفعل احتكار الپُرتُغاليين تجارة التوابل وسيطرتهم على الطُرُق التجاريَّة الجنوبيَّة مع الهند. هذا وقد شهدت بداية عهد هذا السُلطان تطوُّرًا في النظام الدواويني (البيروقراطي) العُثماني والحِرَف والأعمال التقنيَّة السائدة في البلاد آنذاك، ما جعل مُتطلِّبات الدولة تزداد مع تطوُّر هذه الأعمال. ويُعتقد أنَّ استمرار زيادة ارتفاع أسعار الحُبُوب في أوروپَّا خلال ذلك الوقت أفضى إلى ازدهار تصديرها من الأناضول، ممَّا أدَّى إلى توسُّع الإنتاج الزراعي في آسيا الصُغرى وبِالتالي زيادة عدد سُكَّان تلك البلاد. يُضاف إلى ذلك الاستهلاك المُتزايد في أوروپَّا لِلمنتوجات الشرقيَّة، وبِخاصَّةً التوابل والحرير، ما دفع السُلطان إلى السيطرة على الطُرُق التجاريَّة الشماليَّة واحتكار التجارة بين الشرق والغرب. وحاول السُلطان سليم بدايةً منع الصفويين من الاستفادة من المواد الخام المُستخدمة في صناعة الأسلحة والذخائر، مثل النُّحاس والحديد التي اشتهرت بها بلاد الأناضول، كما فرض حصارًا تجاريًّا على الدولة الصفويَّة، وبِخاصَّةٍ تجارة الحرير التي تمُرُّ عبر الأراضي العُثمانيَّة عن طريق حلب - الإسكندرونة في طريقها إلى الغرب الأوروپي حيثُ تُقايض بِالذهب، ما خفَّض إيرادات الصفويين بِشكلٍ ملحوظ. وخطا السُلطان خُطوةً أُخرى، حين أخذ يُصادر البضائع الإيرانيَّة من جميع التُجَّار لِشحنها من الجانب الأوروپي في الروملِّي، ما أثَّر على حركة التُجَّار الذين تحولوا نحو الجنوب عبر وادي الرافدين. وأخيرًا قرَّر الاستيلاء على الطُرُق التجاريَّة الشماليَّة مع الهند، ولمَّا كانت الدولة الصفويَّة تقف حجر عثرة في سبيل ذلك فقد قرَّر القضاء عليها.

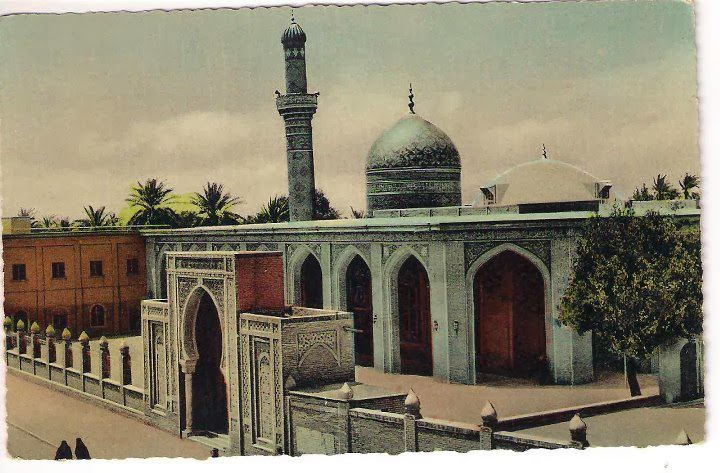
جامع الإمام أبي حنيفة النُعمان كما بدا سنة 1920م. أحرقه الشاه إسماعيل لمَّا سيطر على بغداد سنة 1508م.

أمَّا من حيث المجموعة الأُخرى، فعلى الصعيد المذهبي كان السُلطان سليم حسَّاسًا لِجهة انتشار الدُعاة القزلباش، الذين كان يبُثُّهم الشاه إسماعيل في شرقيّ الأناضول لِينشروا الدعوة الشيعيَّة بين قبائل التُركُمان، فخشي من دُخُول الآلاف من هؤلاء في المذهب الشيعي ما يُشكِّلُ خطرًا مُباشرًا على الدولة العُثمانيَّة ويُساعد الصفويين على التوسُّع بِاتجاهها. وكان لِانفجار الحركة المذهبيَّة، التي بدأها الشاه في بث مذهبه عنوةً، وتوسُّعاته السياسيَّة من أجل تثبيت غاياتها، إثارة واضحة لِيس فقط لِلحفظية المذهبيَّة السُنيَّة لِلعُثمانيين فحسب، بل عاملًا فعَّالًا في تغيير استراتيجيَّتهم السياسيَّة وتوجيه أنظارهم نحو آسيا الغربيَّة بعد أن كانت أوروپَّا الشرقيَّة شُغلهم الشاغل. وكانت أنباء اضطهاد الشاه إسماعيل لأهل السُنَّة والجماعة في إيران والعراق تصلُ العتبة السُلطانيَّة في إسلامبول، فتُثيرُ غضب السُلطان سليم وأعيان الدولة، من ذلك أنَّ الشاه لمَّا سيطر على عراق العرب سنة 1508م سارع على الفور بِالبطش بِالسُنيين، فأحرق قُبُور ومقامات الخُلفاء العبَّاسيين بِالإضافة إلى قبريّ الإمامين أبو حنيفة النُعمان وعبد القادر الجيلاني، وغيرهما من قُبُور عُلماء أهل السُنَّة، وقتل جماعة أُخرى من العُلماء حرقًا بِالنار، واستولى على العديد من المساجد وخصَّصها لِلشيعة، وعمَّر لهم العتبات المُقدَّسة، وراح يعمل على صبغ الديار العراقيَّة بِالصبغة الشيعيَّة. وغالى الشاه في كُرهه أهل السُنَّة، لِدرجة أنَّه لم يكتفِ بِحرق الكُتُب الفقهيَّة والعقائديَّة السُنيَّة، بل أحرق مصاحفهم أيضًا، وفي ذلك يقول المُؤرِّخ قُطب الدين مُحمَّد النُّهرُوالي: «...وَقَتَلَ خَلْقًا لَا يُحْصَوْنَ يَنُوفُ عَلَى أَلْفِ أَلْفِ نَفَس بِحَيْثُ لَا يُعْهَدُ فِي الْإِسْلَامِ وَلَا فِي الْجَاهِلِيَّةِ وَلَا فِي الْأُمَمِ السَّابِقَةِ مِنْ قَتَلَ مِنْ النُّفُوسِ مَا قَتَلَهُ إِسْمَاعِيل شَاه. وَقَتْل عَدَدٌ مِنْ أعَاظِمَ الْعُلَمَاءِ بِحَيْثُ لَمْ يَبْقَ أَحَدٌ مِنْ أَهْلِ الْعِلْمِ فِي بِلَادِ الْعَجَمِ وَأَحْرَق جَمِيع كُتُبِهِم وَمَصَاحِفِهِم لِأَنَّهَا مَصَاحِفُ أَهْلُ السُّنَّةِ. كَمَا أُمِرَ بِقُبُور الْمَشَايِخ نَبَشُهَا وَأَخْرَج عِظَامَهُم وَأَحْرَقَهَا…». كما أهان الشاه الزعامة الروحيَّة والسياسيَّة لِلمُسلمين، أي مقام الخلافة، فعيَّن أحد غلمانه الخصيان واليًا على بغداد ولقَّبه «خليفة الخُلفاء». وكان آخر حُكَّام العراق الآق قويونلويين مُراد بن يعقوب بن حسن البايندري (حفيد أوزون حسن) قد راسل السُلطان المملوكي قانصوه الغوري وطلب منهُ المدد لِإنجاد بغداد من الصفويين، فاتخذ السُلطان بعض الإجراءات التمهيديَّة لِإعداد حملةٍ عسكريَّةٍ لِلتصدَّي لِلطمُوحات التوسُّعيَّة لِلشاه إسماعيل، إلَّا أنَّ الظُرُوف السياسيَّة الصعبة التي كان يمُرُّ بها الغوري آنذاك، وأهمُّها نشاط الأُسطُول الپُرتُغالي حول سواحل بحر القلزم (الأحمر)، لم تسمح لهُ إلَّا بِمُناوراتٍ عسكريَّةٍ فقط، وهكذا أصبحت جميع الآمال مُعلَّقة على الدولة العُثمانيَّة لِدفع الخطر الصفوي أو القضاء عليه.

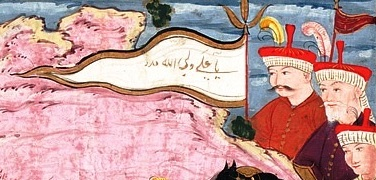
قسمٌ من مُنمنمةٍ فارسيَّة تُصوِّرُ بعض القادة التُركُمان في جيش الشاه إسماعيل رافعين رايةً عليها إحدى شعارات الغُلُوِّ في التشيُّع: «يا عليّ وليُّ الله مدد».

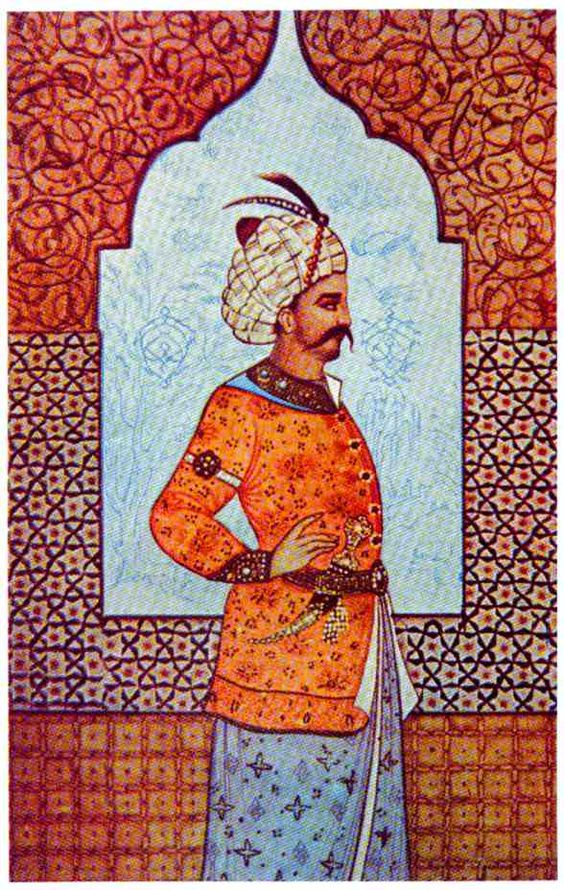
رسمٌ لِلشاه إسماعيل الصفوي.

وعلى الصعيد السياسي، أدرك السُلطان سليم أنَّ الشاه إسماعيل يُشكِّلُ عاملًا خطرًا من عوامل تفكُّك الأناضول العُثماني، وقد أثبتت أحداث التمرُّد التي قامت في أواخر عهد السُلطان بايزيد الثاني ذلك، فقد وجدت قبائل الحُدُود من التُركُمان الذين كان العُثمانيُّون يُحاولون إخضاعهم لِسيطرتهم - وجدت في الشاه إسماعيل حاميًا وزعيمًا موهوبًا تهوى إليه نُفُوسهم أكثر ممَّا تميل إلى السُلطان العُثماني، وسبب ذلك أنَّ الشاه كان بِالنسبة لِأولئك التُركُمان أشباه البدو زعيمًا مثاليًّا، فهو تُركيّ أذريّ ذو عقليَّةٍ تُركيَّةٍ تقليديَّة، وإن كان يُجيد الفارسيَّة ومُتأثِّرٌ بِثقافة فارس، لكنَّهُ لم يخلع عن نفسه هويَّة أجداده وطريقة تفكير قومه، وكانت قُوَّته العسكريَّة تستند إلى القبائل التُركيَّة وليس إلى الأقوام الإيرانيَّة التي أخضعها، عكس الدولة العُثمانيَّة التي كانت جُيُوشها عبارة عن خليطٍ من المُسلمين التُرك والروم والصقالبة. كما شعر تُركُمان الأناضول هؤلاء بِالتقارب مع الشاه بِسبب عقيدته، التي وإن كانت شيعيَّة اثنا عشريَّة في الظاهر، غير أنها امتزجت بِكثيرٍ من العقائد الشامانيَّة القديمة التي آمنت القبائل التُركيَّة بها في آسيا الوُسطى قبل الفتح الإسلامي، فأخذت تُحيط الشاه بِهالةٍ من القداسة. وبِذلك، أصبح تُركُمان الأناضول يرون في الدولة الصفويَّة دولة تُركيَّة مثاليَّة، أفضل بِما لا يُقاس من دولةٍ عُثمانيَّةٍ مركزيَّةٍ، ومن سُلالةٍ حاكمةٍ انقطعت صلتها مُنذُ أكثر من قرنٍ ونصف بِالوسط التُركُماني الذي انبثقت منه، والذي لم تعد تُدرك احتياجاته، ومن نظامٍ إداريٍّ كان مُمثلوه المحليُّون، المُنحدرون من صفواتٍ حضريَّةٍ أو من الدوشيرمة، يبدون لهم غُرباء أيضًا. ولم يتردَّد الشاه في الاستفادة من أنصاره الأناضوليين موفوري الأعداد لِزعزعة السُلطة العُثمانيَّة في الأناضول. أمام هذه الوقائع، رأى السُلطان سليم أنَّ حل المُشكلة الأناضوليَّة يمُر عبر القضاء على الشاه، فمع اختفاء الأخير سينهار المذهب المُؤسس على صورته من تلقاء نفسه، ممَّا سيؤدي إلى ترك أتباعه في حالةٍ من الارتباك. بِالإضافة إلى ما سلف، كان هُناك دافعٌ سياسيٌّ آخر تجسَّد في التنازع الأُسري بين البيتين الحاكمين في كُلٍ من إسلامبول وتبريز، إذ كانت حماية الصفويين لِلفارِّين من آل عُثمان، والذين تعرَّضوا لِمُلاحقة ومُضايقات السُلطان سليم، ورفضهم تسليمهم، أشبه بِشرارةٍ ساهمت في إشعال نار الحرب بين الدولتين، بعد أن نضجت بِفعل عوامل عديدة أُخرى.

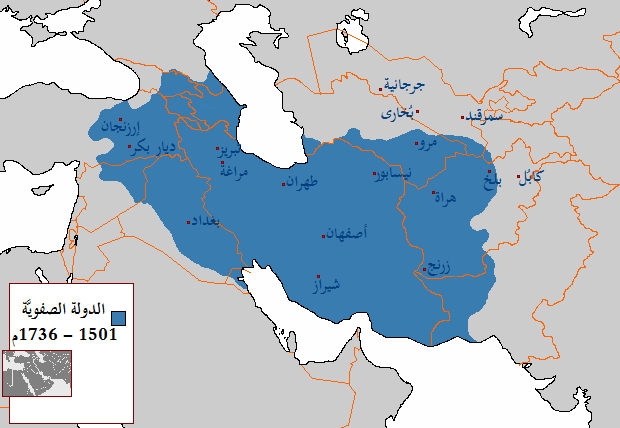
خريطة تُبيِّن أقصى امتداد بلغته الدولة الصفويَّة خلال عهد الشاه إسماعيل وكيف أنَّها أصبحت حاجزًا يفصل بين الدولة العُثمانيَّة وبلاد ما وراء النهر ومخزونها البشري الذي اعتمد عليه العُثمانيُّون في فُتُوحاتهم الغربيَّة.

أمَّا على الصعيد الفكري، فقد كانت الثقافة في بلاد الأناضول امتدادًا طبيعيًّا لِلثقافة التُركيَّة الفارسيَّة التي كانت مراكزها في إيران وبلاد ما وراء النهر. ففي حُقُول الحُكم والإدارة، وفي القانون والعُلُوم الشرعيَّة، وفي الآداب والفُنُون، ظلَّ سلاجقة الروم والعُثمانيُّون من بعدهم، يعتمدون اعتمادًا كبيرًا على المُهاجرين من الشرق لِشغل وظائف الحُكُومة وإدارتها، وكان أدب الأناضول السُلجُوقي كُلُّه تقريبًا بِاللُّغة الفارسيَّة، وعندما ظهر الأدب بِاللُّغة التُركيَّة، في ظل حُكم السلاطين العُثمانيين الأوائل، استلهم من نوابغه في إيران وما وراء النهر. ومُنذُ قيام الدولة الصفويَّة في سنة 908هـ المُوافقة لِسنة 1502م، انقطعت الدولة العُثمانيَّة عن منبعيّ العُلماء والفُقهاء والأُدباء والفنانين، اللذين أسهما في تطوُّرها ونُمُوِّها الثقافي إلى حدٍ كبير، واقتصرت مُنذُ ذلك الوقت على منابعها الفكريَّة والدينيَّة في الأناضول والروملِّي، وفي وقتٍ لاحقٍ في المشرق العربي. وقد شعر العُثمانيُّون بِهذا الانقطاع الفكري عن أُصُول ثقافتهم ما كان دافعًا لِإعادة فتح هذه القنوات الفكريَّة الشرقيَّة.

### القضاء على شيعة الأناضول

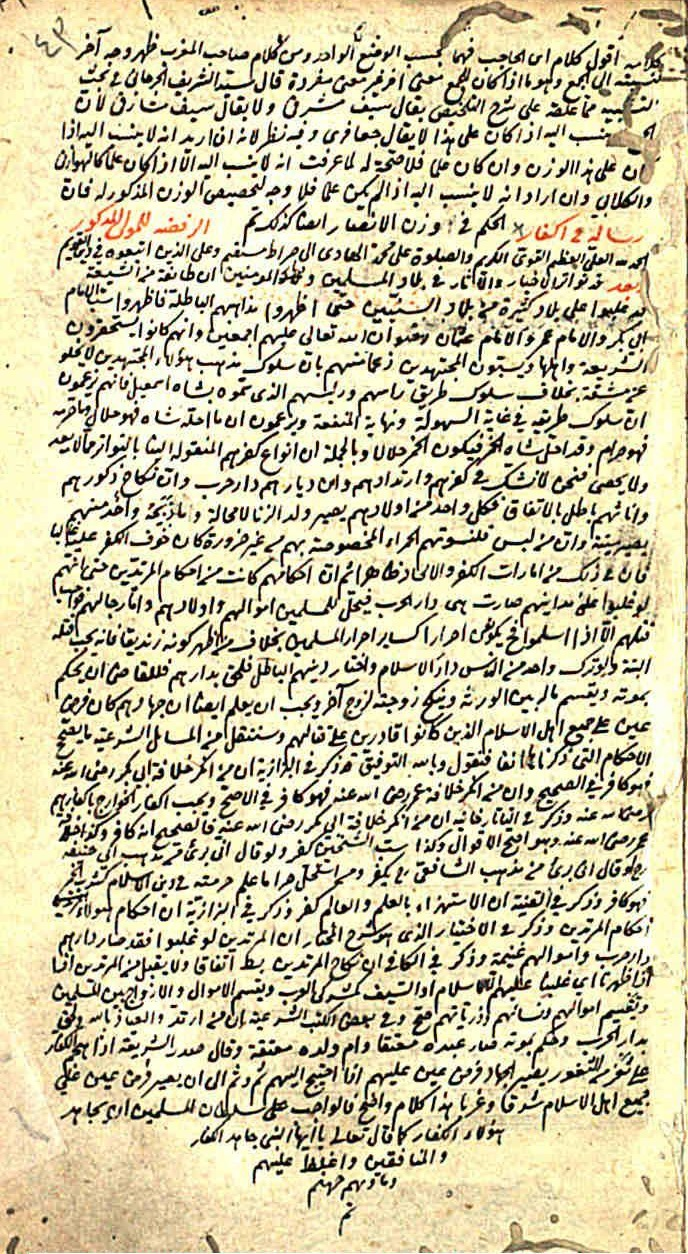
فتوى شيخ الإسلام المولى ابن كمال التي أجاز فيها لِلعُثمانيين حرب الصفويين لِشدَّة غُلُّوهم وانحرافهم.

بعد أن توافرت جميع أسباب الحرب، واطمأنَّ السُلطان لِصفاء الدولة وسلامة الجبهة الداخليَّة، صمَّم عزيمته أن يحمل على الديار الإيرانيَّة، فاستدعى كبار رجال دولته من قُضاةٍ وساسةٍ وعُلماء، وذكر لهم مدى خُطُورة الدولة الصفويَّة والشاه إسماعيل على الدولة العُثمانيَّة خُصوصًا والمُسلمين السُنيين عمومًا، وأنَّ على العُثمانيين الدفاع عن مصالحهم الحيويَّة وعن إخوانهم الذين طالهم ظُلم الشاه في إيران والعراق. واستفتى السُلطان العُلماء في جواز قتال الصفويين، فأجمعوا وأفتوا بِأنَّ قتالهم وجهادهم أكثر ثوابًا من جهاد الصليبيين بعد أن بلغ بهم الغُلُوَّ مبلغًا يجعلهم خارجون على الإسلام، وكان في مُقدِّمة كبار العُلماء الذين أفتوا بِذلك الشيخ حمزة أفندي وشيخ الإسلام المولى ابن كمال الذي كتب رسالةً طويلةً في جواز قتال الصفويين واستئصال شأفتهم.

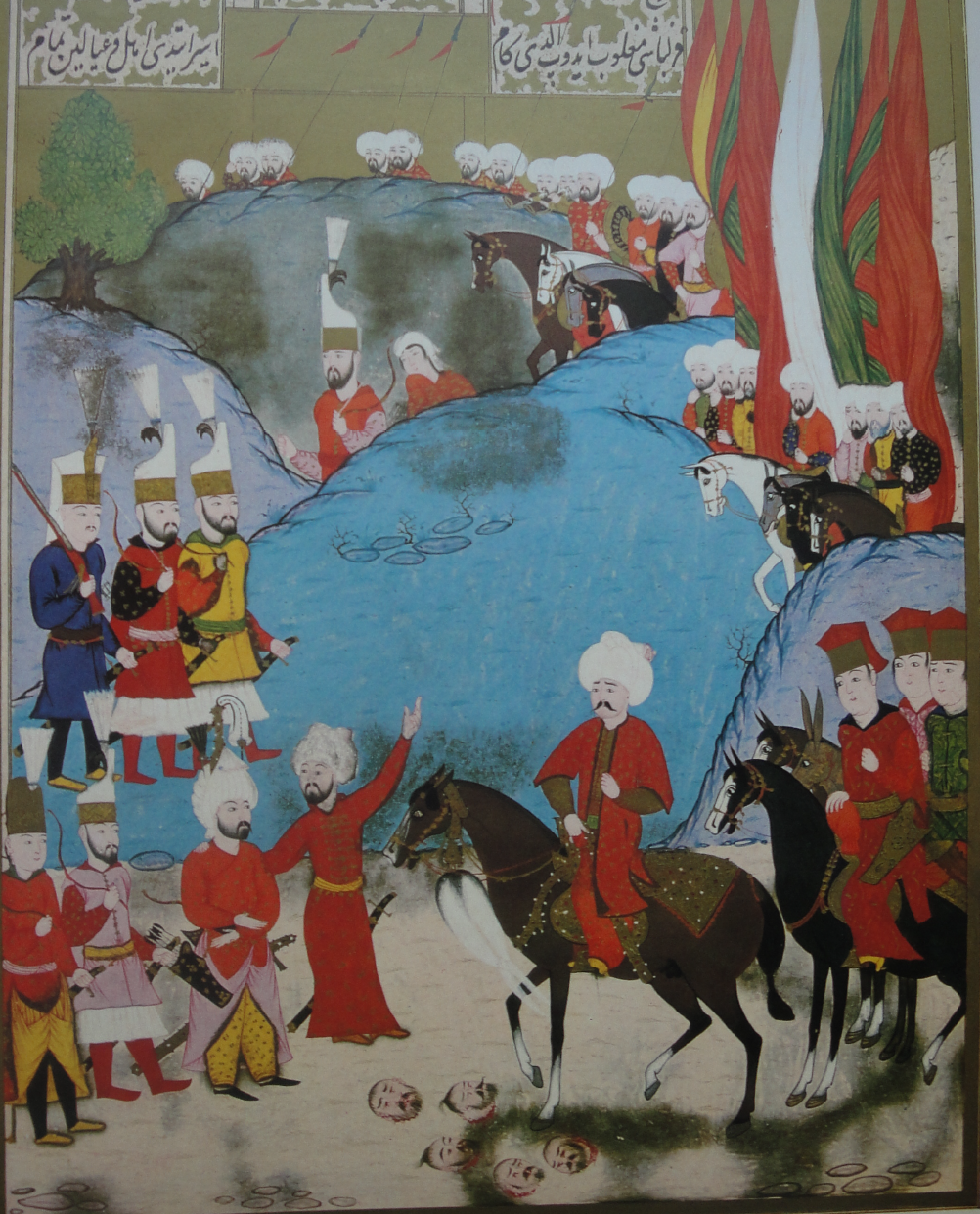
مُنمنمة عُثمانيَّة تُصوِّر إحضار الجاسوس الصفوي بين يديّ السُلطان سليم.

ولمَّا أخذ الفتوى من العُلماء، أرسل السُلطان أوامره إلى أطراف البلاد لِاجتماع الجُيُوش، وكان قد أرسل في وقتٍ سابقٍ إلى الوُلاة وأُمراء السناجق أن يتحرُّوا أمر شيعة الأناضول المُجاورين لِلحُدود الصفويَّة، ويضبطون كُل من بايع الشاه على السمع والطاعة أو من يميل له ويتعامل معه، فوصل في هذا الوقت إلى العتبة السُلطانيَّة دفترٌ يحوي أسماء كُل شخصٍ تأكَّدت صلته بِالصفويين وكُلُّ من تبعه من الرجال وساهم في إقلاق الراحة العُموميَّة وإثارة الفتنة في الأناضول، وكانوا قُرابة أربعين ألفًا، فأصدر السُلطان أمره بِقتلهم، فُقتلوا عن آخرهم، وأرسل في الوقت ذاته حملاتٍ تأديبيَّةٍ لِتُلاحق بقايا الغُلاة ممَّن تبقُّوا في الأناضول وتُخرجهم منه. وأُسر عند ذلك جاسوسٌ لِلشاه إسماعيل وأُحضر مُكبلًا إلى السُلطان سليم، فلم يقتله وأطلق سراحه بعد أن حمَّلهُ كتابًا غليظًا إلى الشاه يتضمَّن إهاناتٍ وتحدِّيًا وتهديدًا، من بعض ما ورد فيه بعد تعريبه:

### خُرُوج الحملة الهمايونيَّة إلى إيران

خريطة تُصوِّرُ مسير الجُيُوش العُثمانيَّة مُنذُ خُروجها من أوطانها لِحين لقائها بِالصفويين في چالديران حيثُ وقعت المعركة الحاسمة بين الدولتين الكبيرتين.

خرج السُلطان سليم من مشتاه في أدرنة إلى إسلامبول في مُحرَّم سنة 920هـ المُوافق فيه شُباط (فبراير) 1514م، ونزل في موضعٍ يُقالُ له «فيل چايري» بِقُرب جامع أبي أيُّوب الأنصاري ومكث هُناك إلى أن يتم عُبُور الجُند من كُل أنحاء الروملِّي إلى الأناضول، وكان يزور في كُلِّ يومٍ مرقد الصحابي أبي أيُّوب ويدعو الله أن ينصره ومن معه، ويبذل الصدقات على الفُقراء. وفي يوم الخميس 24 صفر 920هـ المُوافق فيه 19 نيسان (أبريل) 1514م، عبر السُلطان إلى أُسكُدار ونزل في مالدپَّة، وكان بكلربك الروملِّي حسن باشا قد عبر بِعساكر تلك البلاد وأُمرائها من معبر قَلِّيبُلِي، وفوَّض السُلطان في أثناء ذلك بكلربكيَّة الأناضول إلى أمير سنجق البوسنة سنان باشا الخادم. ولمَّا وصل السُلطان إلى مدينة إزميد، أرسل كتابًا آخر إلى الشاه إسماعيل يدعوه فيه إلى العودة لِلإسلام القويم ويحُثُّه على رفع مظالمه ويُعلمه بِأنَّ عُلماء المُسلمين في الدولة العُثمانيَّة أفتوا بِجواز قتله لِما اقترفت يداه، فإن ثاب إلى رُشده وعاد عن غُلُّوِّه وتشيُّعه، فإنَّهُ سيُرجع إليه ما استولى عليه من أراضيه. ولِلإمعان في تحقير الشاه أرسل إليه السُلطان سليم هديَّةً كانت عبارة عن مسواكٍ وعصا وطيلسان، وقصد بِذلك تذكيره بِأنَّهُ ليس من سُلالةٍ مُلوكيَّةٍ كبني عُثمان، بل هو من سُلالة دراويشٍ وضيعين، كون تلك الأشياء من رُمُوز هذه الفئة الصوفيَّة. وأرسل السُلطان أيضًا قاصدًا إلى السُلطان المملوكي قانصوه الغوري يُعلمه بِنيَّته القضاء على الصفويين، وبِضرورة أن يكون أمر المماليك والعُثمانيين واحدًا وقولهم جازمًا على الشاه إسماعيل.

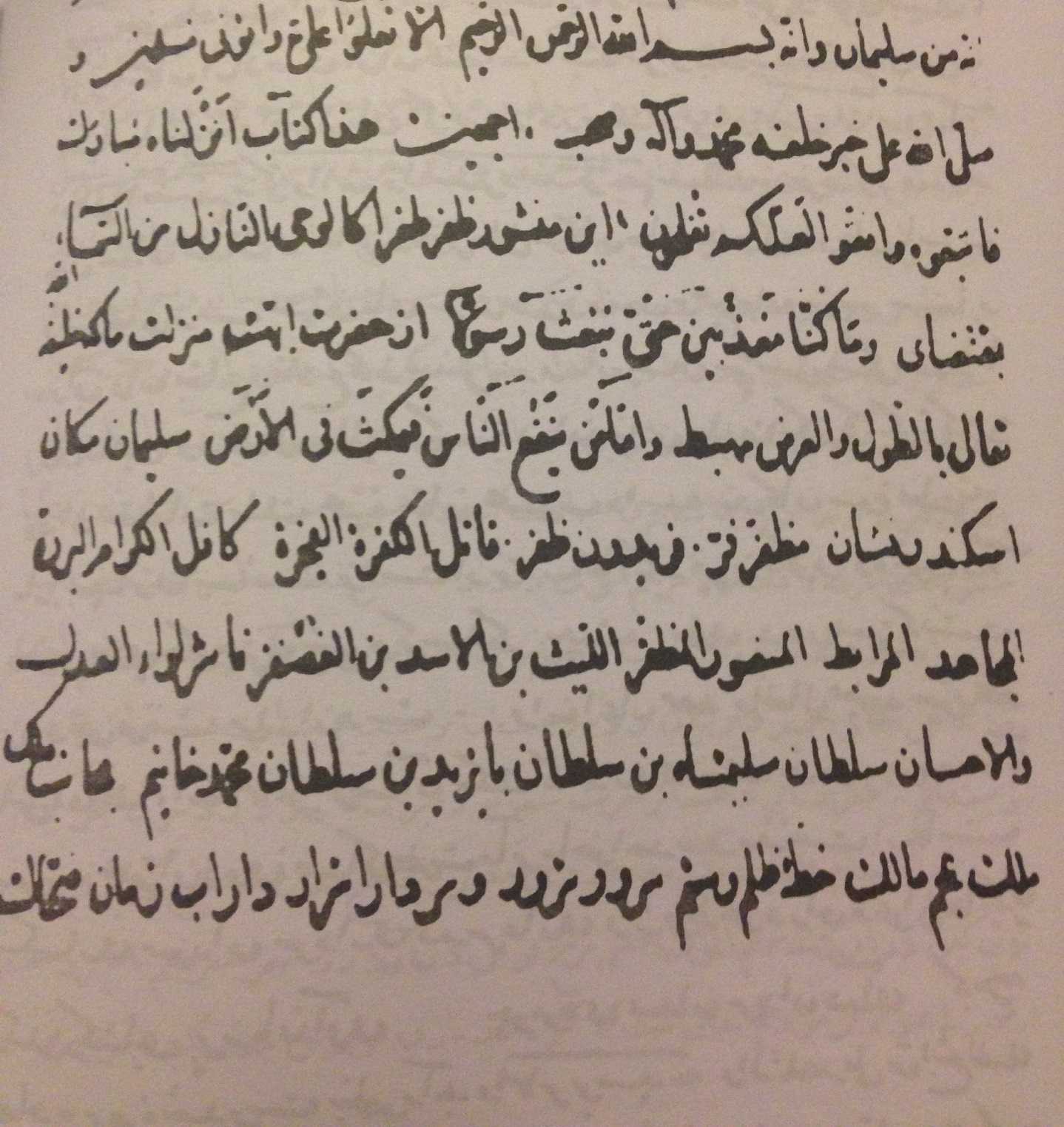
نسخةٌ عن قسمٍ من إحدى رسائل السُلطان سليم إلى الشاه إسماعيل التي تحدَّه فيها ودعاه إلى المُبارزة.

ارتحل السُلطان بعد ذلك إلى صوب يني شهر، وأرسل الوزير أحمد باشا بن دوقاقين، في عسكر الروملِّي إلى سيواس لِلتجسُّس على أحوال الشاه إسماعيل. وفي 8 ربيع الآخر 920هـ المُوافق فيه 1 حُزيران (يونيو) 1514م، وصل السُلطان إلى قونية حيثُ استراح ثلاثة أيَّامٍ زار خلالها مراقد الأولياء وفي مُقدِّمتهم مرقد المولى جلال الدين الرومي، ثُمَّ ارتحل إلى قيصريَّة ومنها إلى «جبق أواسي» حيثُ أرسل إلى أمير ذي القدريَّة علاء الدولة بوزقورد بك يدعوه إلى مُرافقته في الحملة على الصفويين، فأبى المذكور ذلك، فغضَّ عنهُ السُلطان وتابع زحفه نحو سيواس، وأرسل أمير سينوپ أحمد بك في خمسُمائة فارس لِجمع الأخبار عن تحرُّك الصفويين، ثُمَّ أرسل في عقبه مُحمَّد علي بك ميخائيل أوغلي أيضًا. ولمَّا وصل السُلطان إلى سيواس أمر بِحساب الجيش الحاضر، فبلغ عدد الجُند بحسب المصادر العُثمانيَّة مائة وأربعين ألف مُقاتل، فأمر السُلطان أن يُفرز منهم أربعون ألفًا من الشُيُوخ واليوافع والضُعفاء ومن لا يقدر على إدارة السلاح فيُتركوا في نواحي سيواس وقيصريَّة لِقلَّة الأقوات والذخائر في بلاد العدوُّ. إذ كان الصفويُّون ينسحبون من أمام العُثمانيين بِقيادة أحد أعظم قادة الشاه، وهو مُحمَّد خان أُستاجلوه، حارقين في طريقهم المحاصيل لِحرمان الجُيُوش العُثمانيَّة من الإمدادات ولِإبطاء تقدُّمهم، كما أحرق مُحمَّد خان هذا المساكن الموجودة على الطريق الرابط بين أرزنجان وتبريز لِلغاية ذاتها. وعلى الرُغم من أنَّ هذا أبطأ الزحف العُثماني فعلًا، لكنَّ الحال لم يدم طويلًا، إذ كان السُلطان سليم قد احتاط لِلأمر ودبَّر تدبيرًا حسنًا بحيث أرسل ذخائر ومؤن كثيرة بِالسُفُن عبر بحر البنطس (الأسود) إلى طربزون لِتُوزَّع على الجُند عند الحاجة، وهكذا ما أن وصل العُثمانيُّون إلى أرزنجان حتَّى وصلهم المدد من طربزون، فباءت مُحاولات الشاه لِعرقلتهم بِالفشل.

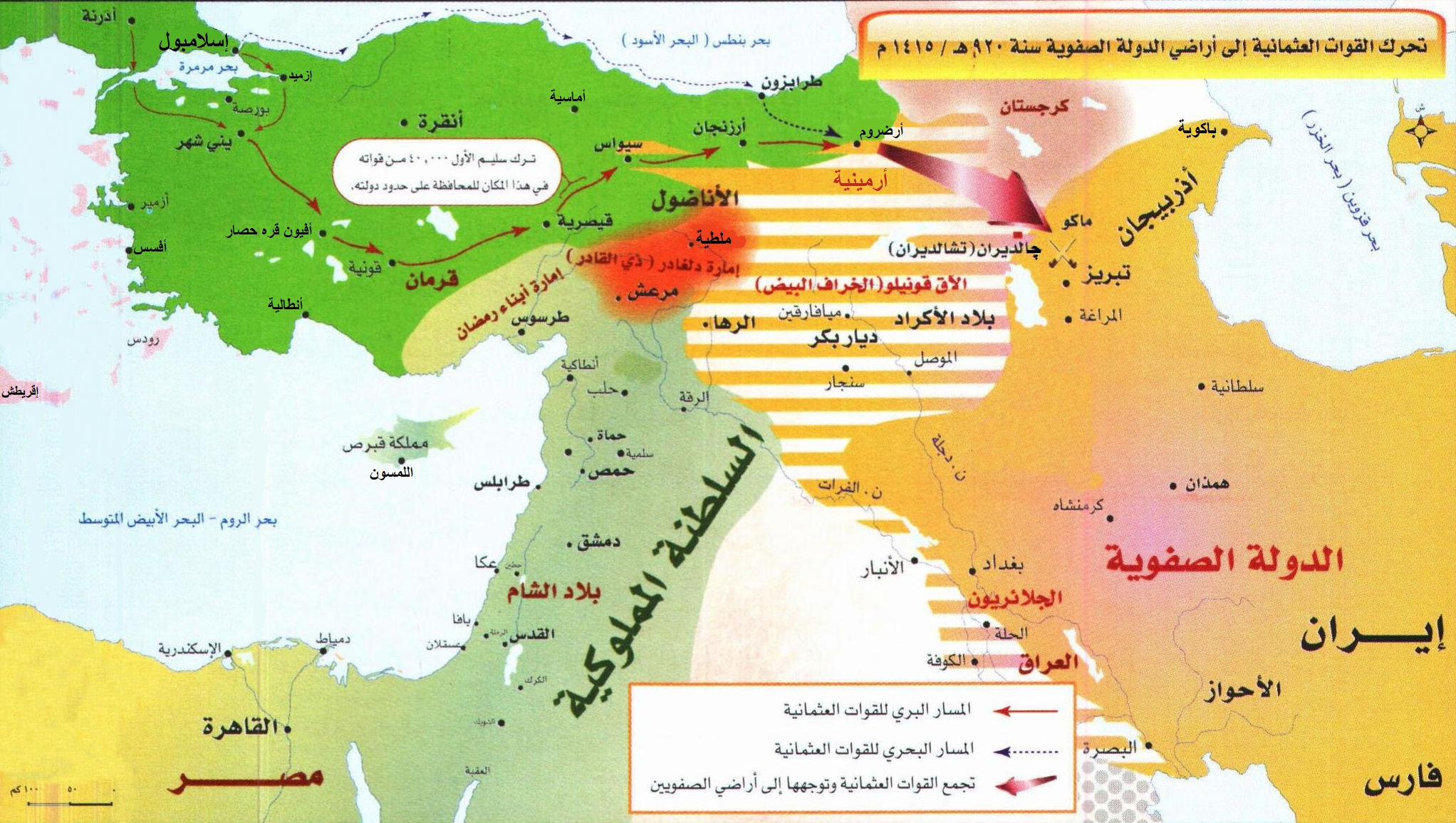
خريطة توضح مسار الجُيُوش العُثمانيَّة نحو چالديران بالإضافة إلى مسار سفينة الذخائر والمُؤن نحو طربزون، والموضع الذي ترك فيه السُلطان سليم قسمًا من الجُند.

وفي 25 جُمادى الأولى 920هـ المُوافق فيه 17 تمُّوز (يوليو) 1514م، وصل السُلطان إلى بلدة «يضي جمن»، وفيها وصله رسولٌ من الشاه إسماعيل يحملُ إليه كتابًا يُبلغه فيه أنَّهُ يُعد العدَّة لِلحرب أيضًا، وأرفق الكتاب بِعُلبةٍ ذهبيَّةٍ مليئةٍ بِالأفيون ردًا على إهانة السُلطان سليم له، وقصد الشاه من وراء هذا أنَّ كلام السُلطان وعزمه غزو الدولة الصفويَّة عبارة عن هذيانٍ سببهُ المُخدِّر. ثار غضب السُلطان لمَّا قرأ كتاب عدُوِّه، فقتل الرسول وكتب رسالةً أُخرى إلى الشاه يتحداه ويدعوه إلى المُبارزة، ويستفزه لِيُجبره على اللقاء، وممَّا ورد فيها: «إِنَّا أَفْرَزْنَا مِنْ عَسْكَرِنَا نَحْوَ أَرْبَعِينَ ألْفًا وَتُرَكْنَاهُمْ فِي نَوَاحِيَ قَيْصَرِيَّةَ لَئَلَّا تَخَافَ وَتَهَرُب، فَأَيْنَ دَعْوَى السَّلْطَنَةِ مِنْ هَذَا الْفِرَارِ وَالتَّسَتُّرِ كَالْنِّسْوَانِ؟! فَلَا يَلِيْقُ لَكَ ذَلِكَ لِلسُّلْطَانِ». لكن على الرُغم من ذلك، استمرَّ قادة الشاه ينسحبون من أمام الجُيُوش العُثمانيَّة الجرَّارة، ولم يظهر لهم أيُّ أثرٍ أو خبر، ممَّا أثار التململ وسط الجُند وانتشرت بينهم الأقوال والشائعات بِأنَّ زحفهم هذا سيُهلكهم نظرًا لِطول المسافة وبُعد مراكز التموين، وحرَّك بعض أهل الفتن بعض قادة الإنكشاريَّة، فالتمسوا من السُلطان الرجوع وعدم الدُخُول إلى بلاد العدُوّ لِقلَّة الأقوات وعدم ظُهُور الصفويين، فلم يلتفت السُلطان إلى طلبهم وصمَّم عزمه على الوُصول إلى أذربيجان، فاضطرَّ القادة إلى الرجوع لِوالي القرمان همدم باشا، وكان من المُتربين في خدمة السُلطان ومن نُدمائه الذين يُكالمونه في كُلِّ أمرٍ؛ فألحُّوا عليه في تحويل السُلطان عن عزمه والرجوع إلى الوطن، فعرض الباشا هذا الأمر على السُلطان، لكنَّهُ لم يُتم مُقدماته إلَّا وأمر السُلطان بِضرب عُنُقه، فخاف جميع الجُنُود وقادتهم، وكتموا التذمُّر في أنفُسهم.

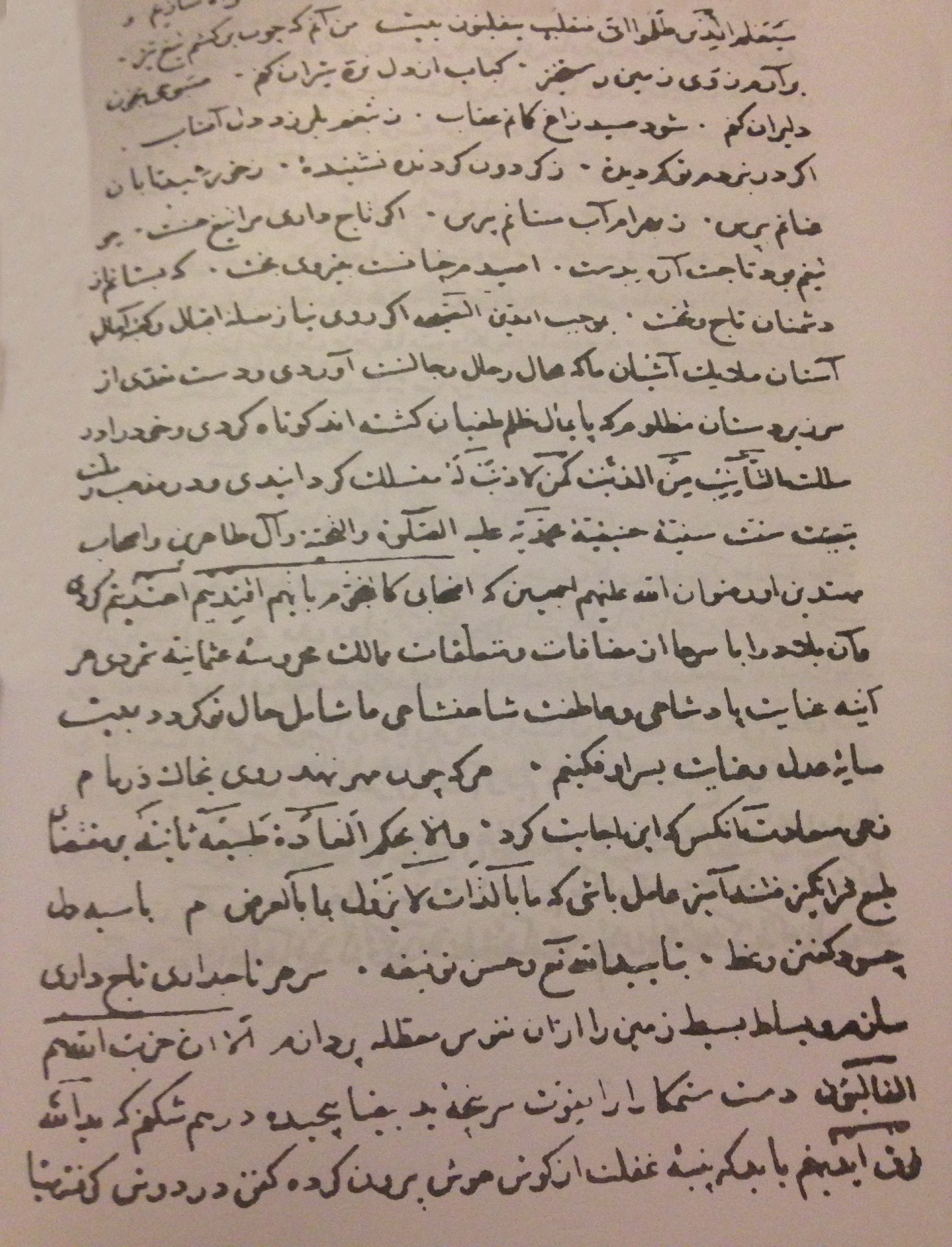
نسخةٌ عن قسمٍ من إحدى رسائل السُلطان سليم إلى الشاه إسماعيل.

بعد هذه الحادثة، أرسل السُلطان سليم كُلٌ من الأُمراء علي بك بن شهسوار الذيقدري وفرخشاد بك البايندري ومُحمَّد علي بك ميخائيل أوغلي وبالي ويواده، لِلتجسُّس وجمع أخبار الصفويين، ووجَّه كُلٌ منهم إلى جهةٍ مُختلفة؛ فظفر فرخشاد بك وبالي ويواده بِأُمراءٍ من القزلباش، فأسروهم في جمعٍ من جنودهم وحملوهم إلى العتبة السُلطانيَّة، فأطلق السُلطان سراح قزلباشيين فقط، وأرسل معهُما إلى الشاه إسماعيل كتابًا آخرًا لِيُحرِّكه على المُبارزة، وممَّا جاء فيه: «إنْ كُنْتَ رَجُلًا فَلَاقِنِي فِي الْمَيْدَان، وَلَن نَمُلَّ انْتِظَارُك». وأرسل مع الجُنديين أيضًا خمارًا ومعجرًا لِيُدلِّل لِلشاه على شدَّة احتقاره والاستخفاف به. ثُمَّ تابع السُلطان زحفه، لكنَّهُ لم يتقدَّم لِمسافةٍ بعيدةٍ حتَّى اعترضت الإنكشاريَّة مُجددًا ورفضت التقدُّم أكثر، والتمس قادتها الرُجُوع، فأجابهم السُلطان قائلًا: «مَنْ أَرَادَ الرُّجُوعَ فَلْيَرْجِع، وَأَمَّا أَنَا فَلَا أَرْجِعُ أَبَدًا مَا لَمْ أُقَابِل الْخَصْم، وَإِنَّمَا تَحَمَّلَت أَعْبَاء السَّلْطَنَة لِأَجْلِ ذَلِكَ، وَأَخَذ الِانْتِقَامِ مِنْ إسْمَاعِيلَ الْمُلْحِد، وَعَدَدْتُ عَلَيْكُمْ هَذِهِ الشَّدَائِد قَبْلَ أَنْ أَقْبَلَ السَّلْطَنَة، فَاخْتَرْتُم عِنْد الْقَوْل، وَتَكَلَّمْتُم عِنْدَ الْعَمَلِ، وَلَا جَبْرَ عَلَى أَحَدٍ، فَمَنْ اخْتَارَ الرُّجُوع فَلْيَرْجِع». فاضطرَّت الإنكشاريَّة إلى المُتابعة، إلَّا أنَّهم لم يتوانوا عن إظهار امتعاضهم بِتحريك بِعض الأعيان، حتَّى أنهم أطلقوا رصاص بنادقهم على سرادق السُلطان في إحدى الليالي لِتخويفه، فلم يلتفت إلى ذلك، وتثبَّت في عزيمته. وخلال تلك الفترة وصلت رسالة من الشاه إسماعيل تضمَّنت خطابًا يدعو السُلطان إلى التهدئة وبنفس الوقت يُحذِّره تحذيرًا مُبطنًا من سوء العاقبة فيما لو تابع الزحف، وممَّا ورد فيه: «نُرِيدُ أَنْ تَنْمُوَ الصَّدَاقَةُ بَيْنَنَا كَمَا كَانَتْ أَيَّامَ السُّلْطَانِ بَايَزِيْد وَأَيَّام وِلَايَتِك عَلَى طَربِزُون. لَسْنَا نَدْرِي لِمَاذَا قَامَت الْعَدَاوَةُ بَيْنَنَا؟ نُرِيدُ أَنْ تَعُودَ الصَّدَاقَةُ الْقَدِيمَةُ الَّتِي كَانَتْ بَيْنَنَا وَبَيْنَ آلِ عُثْمَانَ قَدِيمًا. لَا نُرِيدُ لَكُم نَتِيجَةً سَيِّئَةً كَاَلَّتِي حَدَثَت أَيَّام تَيْمُور». فأجابهُ السُلطان قائلًا: «اسْتَجَبْنَا لِلدَّعْوَةِ وَقَطَعْنَا الطُّرُق الطَّوِيلَةِ بِجُنُودٍ آيَاتِهَا النَّصْر، وَدَخَلْنَا مَمَالِكَك. وَلَكِنّنَا لَم نَجِدُك فِي الْمَيْدَان، وَإِذَا كَانَتْ عِنْدَك نَخْوَةٌ أَو رُجُولَة، فَاثْبَتَ فِي الْمَيْدَان…». وخِلال فترةٍ قصيرةٍ من هذا، وقع في أسر علي بك بن شهسوار جماعةٌ من القزلباش، فاستعلم منهم أحوال الشاه وجُيُوشه، فأخبروه بِأنَّهُ وصل قُرب سهل چالديران وصمَّم العزم على القتال فيه، فسُرَّ السُلطان من هذا الخبر، وأسرع السير إلى الموقع المذكور تمهيدًا لِلمعركة الفاصلة.

### واقعة چالديران

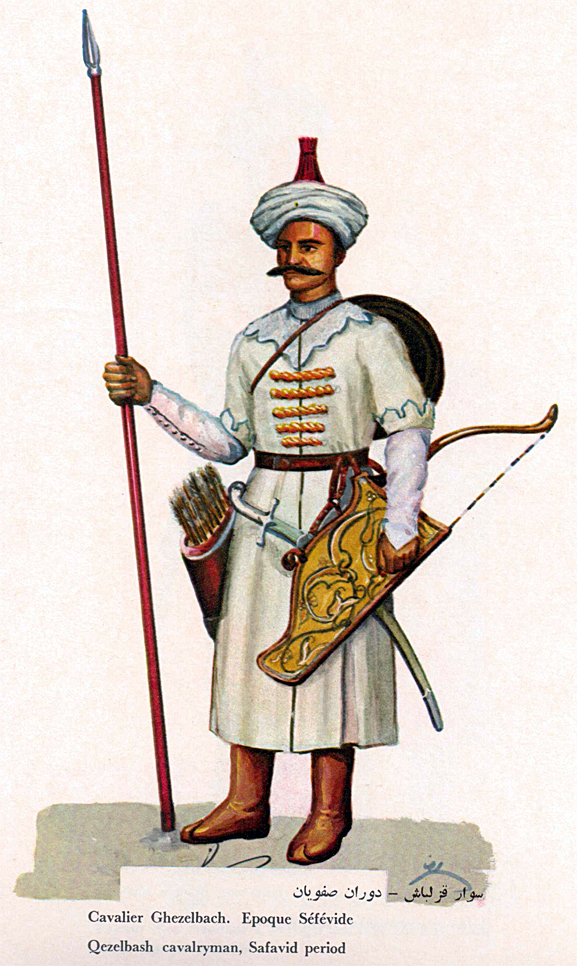
فارسٌ قزلباشي، عماد الجيش الصفوي.

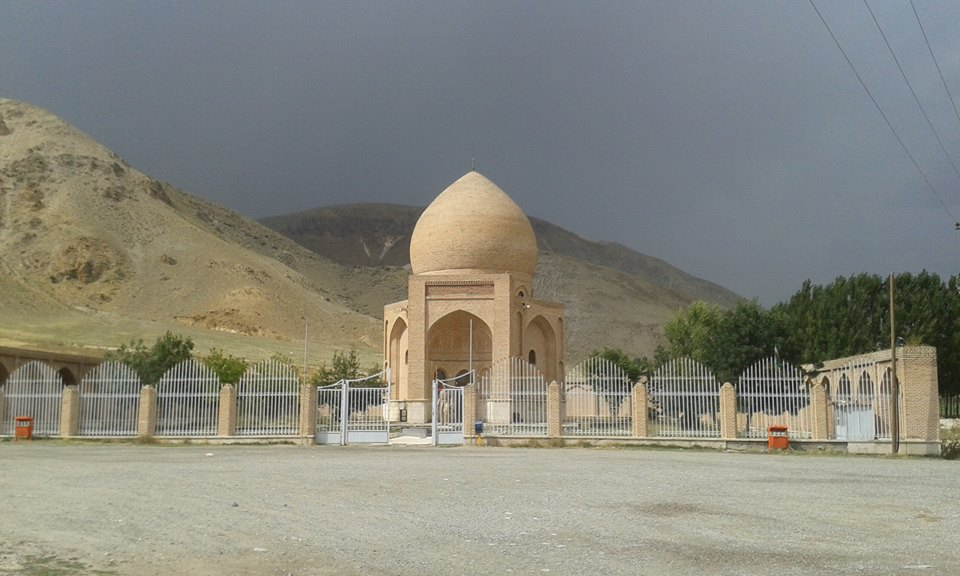
سهل چالديران حيثُ دارت المعركة بين الصفويين والعُثمانيين، وقد أُقيم على طرفه نصبٌ تذكاريّ لِتخليد هذا الحدث المُهم.

وصل العُثمانيُّون إلى سهل چالديران يوم 2 رجب 920هـ المُوافق فيه 22 آب (أغسطس) 1514م، لِيجدوا أنَّ الصفويين سبقوهم إليه وعسكروا هُناك مُنذ مُدَّة. وفي ليلة ذلك اليوم اجتمع ديوان الحرب العُثماني بِرئاسة السُلطان سليم وتقرَّر البدء بالهُجُوم فجر اليوم التالي. وفي الموعد المذكور، تقابل الجمعان واستعدَّا لِلمعركة التي كان من شأنها تقرير مصير الدولة العُثمانيَّة والمشرق العربي، إذ كان من المُمكن أن يُسفر انهزام العُثمانيين عن فرض الصفويين التشيُّع على المنطقة، لا سيَّما وأنَّ الشاه إسماعيل كان يطمح في إقامة دولةٍ شيعيَّةٍ كُبرى تضم الديار الإيرانيَّة والعراقيَّة والشَّاميَّة والروميَّة، ومن أجل ذلك فاوض الدُول الأوروپيَّة وبِخاصَّةً جُمهُوريَّة البُندُقيَّة لِمُساعدته، وعرض عليها مشروعه الرامي بِالقضاء على الدولة العُثمانيَّة، وأنَّهُ يترتب على الدُول الأوروپيَّة، إن كانت تُريد الحُصُول على بعض المكاسب أن تتحرَّك من الروملِّي على أن تكون لها مصر، في حين يستأثر هو بِحُكم الشَّام بِالإضافة إلى الأناضول. لكن الغرب خيَّب أمل الشاه إذ كانت أغلب دوله مُنهمكة في مُشكلاتها الداخليَّة، في حين كانت البُندُقيَّة خارجة من حربٍ خاسرةٍ مع العُثمانيين جلبت لها العار والانهيار الاقتصادي، فوجد الشاه نفسه وحيدًا في مُواجهة السُلطان سليم.
تمركز الشاه إسماعيل في ميمنة جيشه، وكان على قيادة الميسرة والي ديار بكر مُحمَّد خان أُستاجلوه، ولم يكن هُناك فيلقٌ مركزيّ مُستقل. شكَّل الخيَّالة التُركمان مُعظم عناصر الجيش الصفوي، وكانوا قد فُرزوا حسب ألويتهم وإيالاتهم، وعلى رأس كُلِّ فرقةٍ منهم أُمراءٌ تُركُمانٌ أيضًا. وكان هؤلاء أشد جُنُود الشاه تعصُّبًا لِمذهبهم وإخلاصًا لِشخصه، بحيثُ لم يكن أحدهم لِيتوانى عن التضحية بِروحه في سبيل سيِّده. ولم يكن لِلشاه مدفعيَّة ولا مُشاة من حملة البنادق، لكنَّهُ استعاض عن ذلك بِفعاليَّة وكفائة فُرسانه. أمَّا في الجانب العُثماني، فقد وقف بكلربك الأناضول سنان باشا الخادم مع عساكر الأناضول وأُمرائها في الميمنة، وبكلربك الروملِّي حسن باشا مع عساكر تلك البلاد وأُمراء سناجقها في الميسرة، وذلك حسب العُرف العُثماني القاضي بأنَّ الحملة لو كانت في الروملِّي يقف بكلربكها في الميمنة وفي العكس بالعكس؛ ووقف السُلطان في القلب. وجُعلت عجلات المدافع أمام الجُند، ورُبطت ببعضها بِالسلاسل، وسُدَّت ساقة العسكر بِالجمال والأحمال والأثقال، وقام الإنكشاريَّة بِالمكاحل الكبيرة فيما بين عجلات المدافع بين يديّ السُلطان، وقام في جنبيه الصدر الأعظم أحمد باشا بن هرسك، والوزيرين أحمد باشا بن دوقاقين ومُصطفى باشا، وعيَّن لِإمارة الطليعة علي بك بن شهسوار في جمعٍ من أشجع الجُنُود لِمدد الطرفين، وشادي باشا لِإمارة الساقة. ومن المُؤكَّد أنَّ الجيش العُثماني هذا كان حينذاك أحد أقوى جُيُوش عصره من حيثُ عدد الجُنُود ونوعيَّة الأسلحة الناريَّة وكذلك من حيثُ كفاءة من يستخدمونها، بل إنَّ الجُيُوش العُثمانيَّة كانت الوحيدة في العالم التي تستخدم المدافع في الحُرُوب الميدانيَّة، في حين كانت بقيَّة الدُول تستخدمها في قصف ودكّ الأسوار والقلاع.

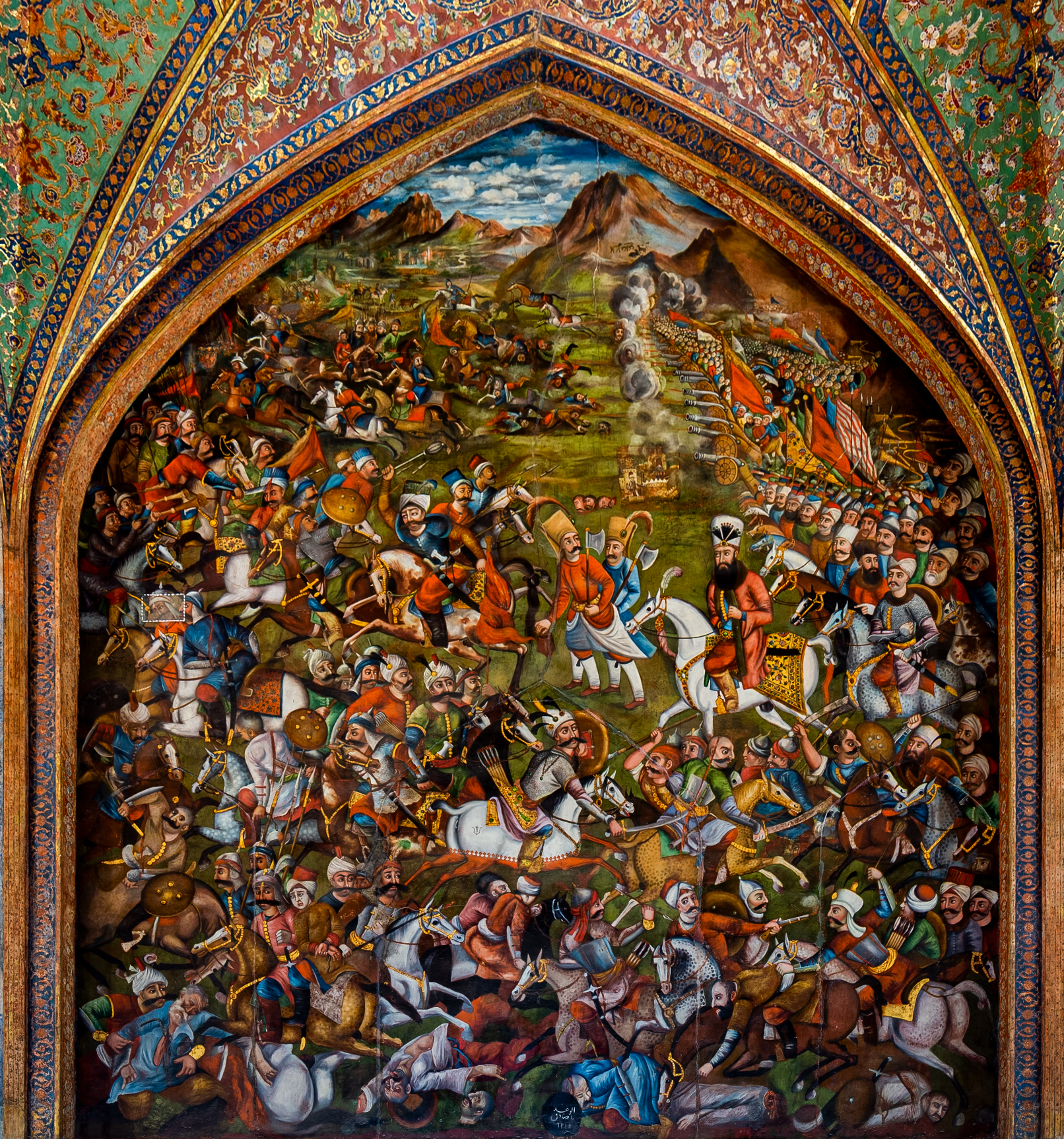
جداريَّة في قصر چهل‌ستون بأصفهان تُصوِّر واقعة چالديران. يظهر العُثمانيُّون يمينًا والصفويُّون يسارًا.

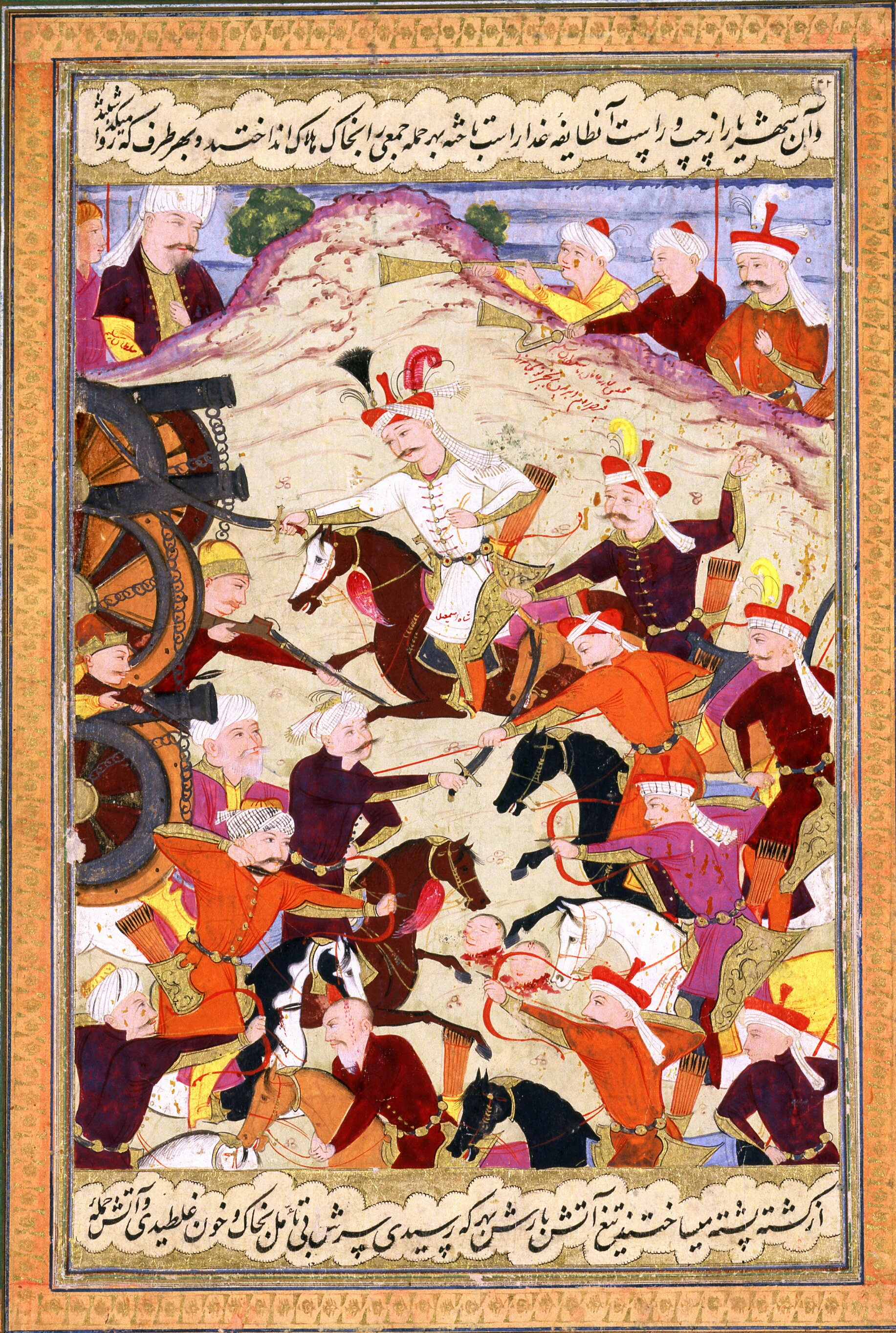
مُنمنمة فارسيَّة تُصوِّرُ هُجُوم الصفويين على ميسرة العُثمانيين، ويظهر الشاه إسماعيل في المُقدِّمة شاهرًا سيفه، والسُلطان سليم في أعلى الزاوية اليُسرى.

بدأت المعركة بِهُجُوم الصفويين بِقيادة الشاه نفسه على ميسرة السُلطان، فقاتلهم قتالًا شديدًا حتَّى يُقال أنَّهُ استبدل الفرس الذي تحته سبع مرَّاتٍ، وهجم مُحمَّد خان أُستاجلوه على الميمنة العُثمانيَّة، فأمر سنان باشا المدفعيَّة بأن لا يُطلقوا نيرانهم إلى أن يُعلمهم، وما أن قربت صُفُوف الفُرسان القزلباشيين حتَّى نادى الباشا بإشعال المدافع، فحُصد الصفويُّون حصدًا وهلك منهم الكثير، في حين أُصيب الباقون بِالدهشة والرُّعب، فهاجمهم العُثمانيُّون وقتلوا أغلبهم، وكان من جُملة القتلى مُحمَّد خان أُستاجلوه نفسه، فانكسرت بذلك ميسرة الصفويين انكسارًا تامًّا. أمَّا الميمنة الصفويَّة بِقيادة الشاه فتمكَّنت من تفريق عساكر الروملِّي وقتلوا كثيرًا منهم، وكان من جُملة مشاهير أُمراء الروملِّي الذين قُتلوا: علي بك وشقيقه طور علي بك ابنا بالي بك بن مالقوج قائد غزوة إقراقو (كراكوڤ) عاصمة مملكة بولونيا خلال عهد السُلطان بايزيد الثاني، وكان أحدهما أمير صوفية والآخر أمير سيلسترة؛ وكذلك أمير المورة حسن بك، وفيروز بك، وسُليمان باشا، ومُصطفى بك وإسكندر بك ابنا يوركج بك، وغيرهم. وجُرح البكلربك حسن باشا، وأخرجه أتباعه من أرض المعركة لكنَّهُ مات بعد ذلك بِقليل. ولمَّا رأى السُلطان انكسار ميسرته أرسل إليهم جمعًا من الإنكشاريَّة لِمددهم، فأطلق الإنكشاريُّون نيرانهم على الصفويين حتَّى دفعوهم عن قصد قلب الجيش وأجبروهم على الإلتفاف ورائه، فوقعوا بين الأثقال والأحمال والتفَّت أرجلهم بِسلاسل الدواب، فانقضَّ عليهم العُثمانيُّون يقتلون ويأسرون. وجُرح الشاه على عضُده في موضعين، ثُمَّ وقع فرسه في وحلٍ وألقاه عن ظهره، فانقضَّ عليه جمعٌ من العسكر العُثماني وكادوا أن يُمسكوا به لولا أن شغلهم أحد خواص الشاه المدعو ميرزا سُلطان علي، وكان مُشابهًا لِإسماعيل في الهيئة واللباس، فانخدعوا به وحاولوا أسره، في الوقت الذي ركب الشاه على فرس أحد حُرَّاسه ولاذ بِالفرار. وبهذا انكسر الصفويُّون كسرةً قبيحة، فقُتل أكثر أعيانهم وأُسر بعضهم، وكان من جُملة الأسرى زوجة الشاه «تاجلي خانُم»، وقيل بل هي «بهروزة خانم»، ولم يقبل السُلطان أن يرُدَّها لِزوجها بل زوَّجها لِأحد كُتَّاب يده انتقامًا من الشاه. ولمَّا تمَّت الهزيمة على الصفويين ولم يفلت منهم غير قليلٍ من الجرحى؛ نهب الجُند العُثمانيُّون مُعسكرهم إلى الصباح، فغنموا ما لا يُعد ولا يُحصى، وقُسِّمت الغنائم بين السُلطان والعسكر، وطيَّب السُلطان الجُنُود بِالترقيات، ثُمَّ أمر أحمد باشا بن دوقاقين بِتعقُّب الشاه إسماعيل وسائر الفارِّين إلى تبريز، ثُمَّ سار هو أيضًا في عقبهم.

### ضمّ العُثمانيين مدينة تبريز لِأوَّل مرَّة وعصيان الإنكشاريَّة

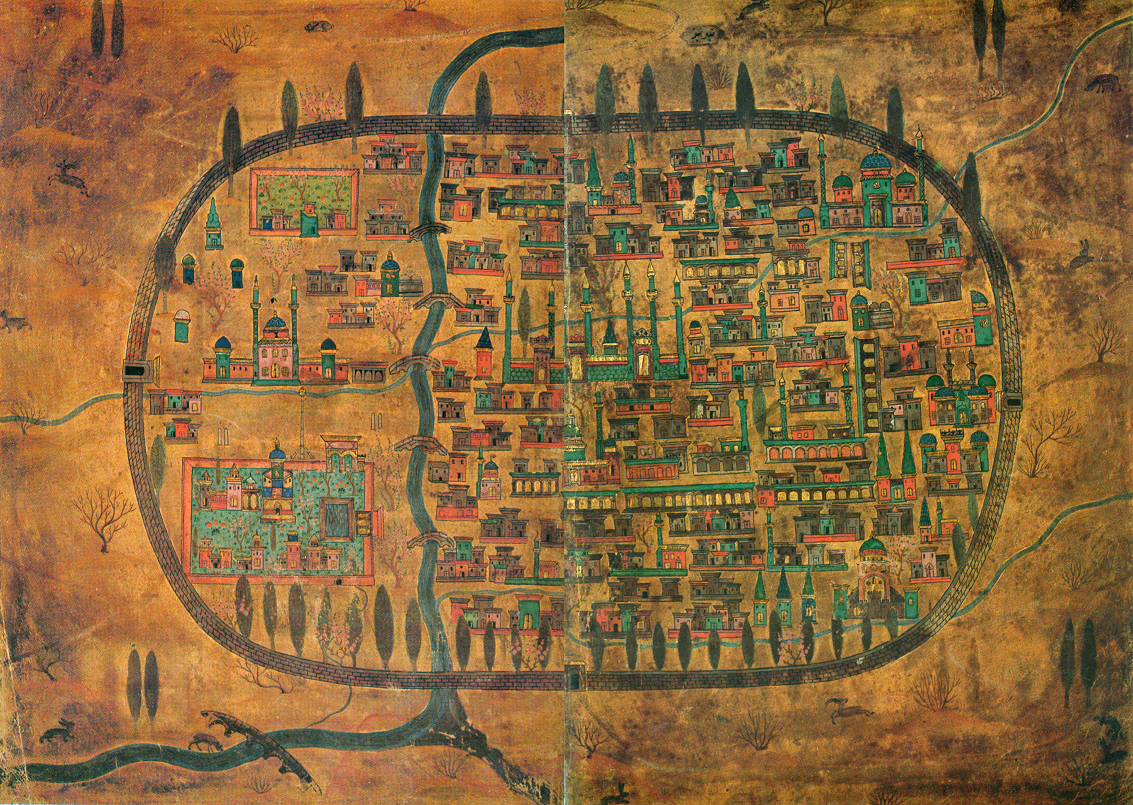
خريطة لِمدينة تبريز في القرن السادس عشر الميلادي، كما صوَّرها الجُغرافي العُثماني نصوح بن قراكوز بن عبد الله البوسنوي، الشهير بِـ«السلاحي» أو «المطرقجي». دخلت المدينة تحت جناح الدولة العُثمانيَّة لِأوَّل مرَّة بُعيد انتصار السُلطان سليم في واقعة چالديران ضدَّ الصفويين سنة 1514م.

بعد هزيمته النكراء، أدرك الشاه إسماعيل عدم إمكانية الدفاع عن عاصمته تبريز، فتركها وهرب من أمام أحمد باشا بن دوقاقين ولاذ بِمدينة خوي. وقيل بل التجأ إلى درجزين في الداخل الإيراني. ويُروى أنَّهُ لمَّا وصل تبريز مع جمعٍ من المُنهزمين، خرج أهلها لِاستقباله وأظهروا الشماتة به بِسبب ما أنزله بهم من ظُلمٍ وإجبارهم على تبديل مذهبهم، فأعطته عجوزٌ قطعة شمَّامٍ لِيدفع عطشه وقالت له: «غَيِّر نِيَّتُك تُصِبْ خَيْرًا»، ووقف الناس ناظرين إليه مُستهزئين، وكانوا قبل ذلك لا يقدرون على النظر إليه، بل كانوا يسجدون له حين يمُر بهم خوفًا من قهره وسطوته وجبروته، فأسرَّها الشاه في نفسه حتَّى حين، وانتقم من أهل المدينة شرَّ انتقامٍ حينما استرجعها بعد فترة. وفي 14 رجب 920هـ المُوافق فيه 4 أيلول (سپتمبر) 1514م، دخل السُلطان سليم تبريز في أُبَّهةٍ بالغة، وأمَّن أهلها، وصلَّى الجُمُعة في مسجدها الجامع بعد أن أمر بِإظهار الشعائر السُنيَّة وإعادتها كما كانت قبل الصفويين، فتُليت الخطبة باسم السُلطان وذُكر فيها أسماء الخُلفاء الراشدين. أقام السُلطان وجُنُوده في تبريز نحو تسعة أيَّام أعلن خلالها عن عزمه التوغُّل في عُمق الأراضي الإيرانيَّة لِلقبض على الشاه ومُعاقبته وإفناء دولته، واستشار في ذلك الأُمراء والأعيان وعرض عليهم الإشتاء إمَّا في تبريز أو في قره‌باغ، فرفضوا ذلك، وفي نفس الوقت ثارت الإنكشاريَّة ورفضت التقدُّم أكثر أو المُكُوث لِفترةٍ أطول في بلاد العدُّو، إذ إنَّ المؤن قد أخذت في النفاذ، واشتدَّ الغلاء بِفعل إقدام السُلطان المملوكي قانصوه الغوري على منع مُرُور المؤن والذخيرة إلى العُثمانيين عن طريق حلب. كما أنَّ الشاه عمد قبل انسحابه إلى إحراق ما لديه من حُبُوبٍ ومُؤن، وباتت الجُيُوش العُثمانيَّة مُتعبة بعد أن خسرت في چالديران بعض قادتها. ويرى المُؤرِّخ البريطاني أرنولد توينبي أنَّ السبب في عصيان الجُنُود العُثمانيُّون وبِالأخص الإنكشاريَّة، أنَّهم كانوا جيشًا أوروپيًّا قلبًا وقالبًا ومن العسير عليهم استيطان أرضًا آسيويَّة، فعندما اتجهوا صوب الشرق وراء الحُدُود القديمة لِلمُجتمع الرومي الأرثوذكسي في الأناضول، شعروا بِأنَّهم غُرباء تمامًا عن تلك البلاد.
أمام هذا الواقع، وخوفًا من قيام الفتنة بين العسكر، استجاب السُلطان لِجُنده وأمرائه ونادى بٍالرُجُوع، فاستولى على خزائن الشاه وأرسلها إلى إسلامبول، كما أمر بِإجلاء نحو ألف بيتٍ من أصحاب المعارف وأرباب الصنائع من أهل تبريز، ورتَّب زادهم وراحلتهم على أكمل وجه، وعيَّن على رعايتهم أميرًا كبيرًا من أُمرائه، ثُمَّ عيَّن لهم منازل ومساكن ووظائف عند وُصُولهم إلى دار السلطنة، بحيثُ نسوا أوطانهم بِالكُليَّة. وكان أبرز من أرسلهم السُلطان سليم إلى إسلامبول آخر الأٌمراء التيموريين بديع الزمان ميزرا بن حُسين بايقرا، حفيد حفيد تيمورلنك، وكان قد لجأ إلى الشاه إسماعيل عندما طرده من دار مُلكه هراة مُحمَّد خان الشيباني صاحب بُخارى، ولقي احترامًا من الشاه، وقد أبدى لهُ السُلطان سليم احترامًا أكبر وخصَّص لهُ راتبًا كبيرًا، وأجلسهُ على عرشٍ أقامه بِجانبه. وفي 25 رجب 920هـ المُوافق فيه 15 أيلول (سپتمبر) 1514م، غادر السُلطان تبريز عائدًا إلى الأناضول، فلمَّا وصل إلى شاطئ نهر الرس أمر بِدُخُول قره‌باغ لِلإشتاء فيها كما عزم سابقًا، فامتنعت الإنكشاريَّة عن ذلك بِحُجَّة اشتداد البرد وعدم وُجُود الملابس والمؤونة اللازمة، واتَّفق قادة هذه الطائفة مع عدَّة أُمراءٍ ووُزراءٍ على تحويل عزم السُلطان إلى آسيا الصُغرى، فاضطرَّ سليم إلى الانصياع لهم لمَّا رأى اتفاقهم، وكتم غيظه منهم لِفترةٍ قصيرة، وأضمر لهم عقابًا شديدًا.

### عودة السُلطان إلى إسلامبول وضمِّه بعض بلاد الجزيرة وأرمينية
سار موكب السُلطان سليم حتَّى بلغ رواندز حيثُ عزل مُصطفى باشا عن الوزارة كونه كان من جُملة مُحركي الإنكشاريَّة على العصيان، ثُمَّ أرسل جمعًا من الجُند لِضمِّ مدينة بايبُرد، فسيطروا عليها دون عناء وأرسلوا مفتاحها إلى السُلطان، فأقطعها وأرزنجان لِأمير آخوره مُحمَّد باشا البيقلي، وضمَّ إليها طربزون وشبين قره‌حصار وجانيك، وفوَّض إليه مُحافظة تلك الثُغُور لِحُسن تدبيره وشجاعته. وفي تلك الفترة وصلت إلى السُلطان شكاوى عددٍ من أهالي قُرى ونواحي تلك البلاد يطلبون منه إنصافهم من تطاول بعض الجُند وتعدِّيهم على الآمنين، فغضب السُلطان من هذه الأخبار وحمَّل الصدر الأعظم أحمد باشا بن هرسك والوزير أحمد باشا بن دوقاقين مسؤوليَّة هذه التعدِّيات كونهما مُكلفين بِضبط العسكر، ولِدرايته بأنَّهما كانا يتفقان معهم في سوء الأدب، ولِشدَّة غضبه أمر بِهدم خيمتيهما عليهما، ثُمَّ أخرجهما وعزلهما عن منصبهما. بعد هذه الحادثة سار السُلطان حتَّى بلغ نيكسار ومنها توجَّه إلى أماسية وشتى فيها، وأذن لِلعسكر بِالعودة إلى أوطانهم وأمرهم بِالاجتماع في الربيع لِغزو الصفويين مُجددًا. خِلال فترة إشتاء السُلطان، حصلت بضع وقائع أبرزها ضمّ مدينة بوزاق وأعمالها في جنوب شرق الأناضول، وإعدام الوزير أحمد باشا بن دوقاقين بعد أن أثار الإنكشاريَّة وحرَّكهم على نهب بيت الدفتردار پيري باشا ومُعلَّم السُلطان حليمي چلبي. وكان الشاه إسماعيل قد رجع إلى تبريز وأدرك عزم السُلطان سليم العودة إليه قريبًا، فحاول من جديد أن يُوقِّع صُلحًا مع العُثمانيين، فبعث إليه سفيرين هُما كمال الدين حُسين بك وبهران آقا، وحمَّلهما هدايا فاخرة، ولكنَّ سليمًا رفض العرض وزجَّ بِالسفيرين في السجن. وفي روايةٍ أُخرى أنَّ سُفراء الشاه كانوا مير عبد الوهَّاب التبريزي والقاضي إسحٰق الحاوي والمولى شكر الله المعاني وحمزة خليفة بك وجمعٌ من القزلباشيين، وأنَّهم طالبوا السُلطان بِرد زوجة الشاه إليه، إلى جانب طلبهم الصُلح، فرفض وأمر بحبس مير عبد الوهَّاب والقاضي إسحٰق في قلعة يني حصار قُرب إسلامبول، ومن عداهما في قلعة ديموتيقة.
وكان السُلطان سليم أثناء عودته من تبريز قد لمس مدى بُغض القبائل الكُرديَّة لِلصفويين وكُرههم لِلشاه إسماعيل، فأرسل إليهم المولى حُسام الدين إدريس بن علي البدليسي لِاستمالتهم، وإقناعهم بِوُجُوب اتحاد المُسلمين السُنيين بِوجه تطرُّف الصفويين ومُغالاتهم، وفي مُقابل قُبُولهم الانضواء تحت الراية العُثمانيَّة، قطع السُلطان العُهُود والمواثيق لِلمُلُوك والأُمراء الأكراد بِعدم المس بِاستقلالهم الإداري أو بأن يُفرض عليهم أيُّ أمرٍ لا يرغبونه. والحقيقة أنَّ الأكراد كانوا قد أعلنوا الثورة على الشاه مُنذُ أن علموا بِانهزامه في چالديران، يدفعهم إلى ذلك ظُلمه وعُدوانه الشديدين وما ألحقه بهم من أذىً وإهانات، إذ أسر أحد عشر أميرًا من أُمرائهم رُغم أنَّهم قدَّموا له فُرُوض الطاعة والولاء، وعيَّن بدلًا منهم وُلاةً قزلباش في إماراتهم التي ورثوها أبًا عن جد. وكان من أبرز من وقع في أسر الشاه أمير حصن كيفا الملك خليل الأيُّوبي، آخر مُلُوك بني أيُّوب، الذي بقي في سجنه بِتبريز ثلاث سنواتٍ كاملةٍ إلى أن نجا إثر انكسار الشاه أمام السُلطان سليم، فعاد إلى دار مُلكه. نتيجة الاستياء العام من الصفويين في الوسط الكُردي، ولِانتظار أهالي الجزيرة الفُراتيَّة وكُردستان وأرمينية من يُخلِّصهم من التعسُّف الصفوي، بِالإضافة لِفصاحة المولى البدليسي ودبلوماسيَّته وخبرته بِالناس، وتأثير الولاية التي كان يحمل لواءها، بدأت البلاد في المناطق المذكورة تنتفض وتثور على حُكم الشاه، وكان في مُقدمتها: آمد وبدليس وأرضروم وأرومية والعماديَّة وپالو وسعرد وميَّافارقين وجمكازاد وساسون وغيرها، وامتدَّت الانتفاضة حتَّى مدينتيّ كركوك وأربيل.
أمَّا السُلطان سليم فقد جدَّد حملته على المناطق الصفويَّة ما أن أقبل الربيع، فأرسل مُحمَّد باشا البيقلي لِاستخلاص قلعة كماخ جنوب شرق الأناضول في جماعةٍ من الجيش، ثُمَّ خرج هو من أماسية يوم 5 ربيع الأوَّل 921هـ المُوافق فيه 18 نيسان (أبريل) 1515م، فتوجَّه إلى أرمينية وسيطر على مدينة أريوان، ثُمَّ سار في عقب مُحمَّد باشا لِيجده قد ضيَّق على المحصورين بِالقصف والقتال، وما أن وصل السُلطان حتَّى فُتحت القلعة بِحد السيف، فأمر سليم بِقتل كُل من وُجد فيها من القزلباش المُحاربين، وأسر أهلهم وعيالهم. وأمر أيضًا بِتعمير القلعة وبناء بُرجٍ آخر فيها لتِحصينها، وولَّى عليها أحمد بك بن قراجين.

### ضم إمارة ذي القدريَّة

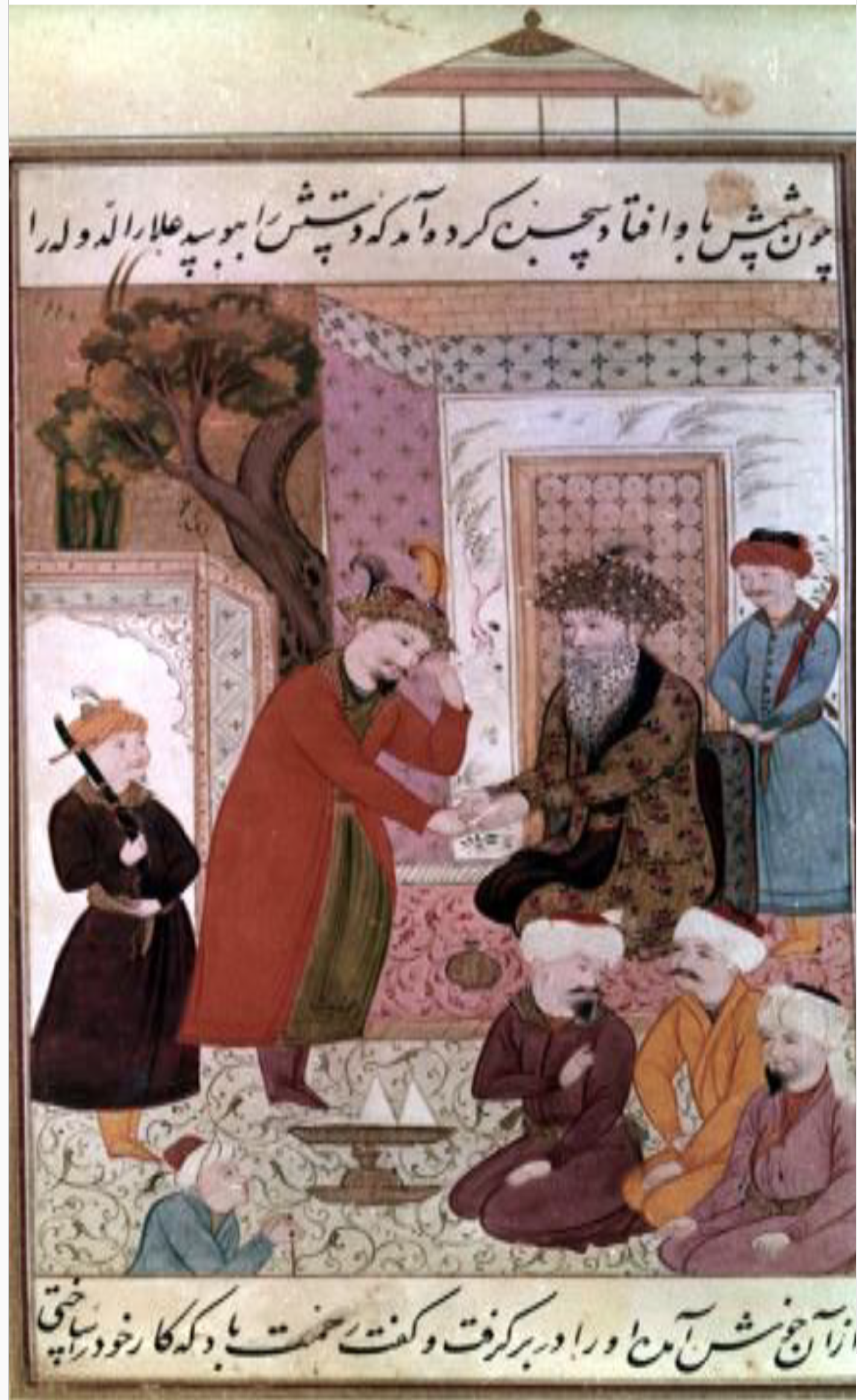
مُنمنمة فارسيَّة تُصوَّرُ الأمير علاء الدولة بوزقورد بك جالسًا على عرشه.

ما أن تمَّ أمر فتح كماخ، أرسل السُلطان بكلربك الروملِّي سنان باشا الخادم في نحو خمسة عشر ألف مُقاتل لِتسخير إمارة ذي القدريَّة وأخذها من يد الأمير علاء الدولة بوزقورد بك. وسبب ذلك أنَّ علاء الدولة لم يكتفِ بِرفض مُرافقة العُثمانيين إلى حرب الصفويين كما أُسلف، بل اتخذ موقفًا عدائيًّا من الجُيُوش العُثمانيَّة أثناء مُرورها بِأراضي إمارته، فرفض تزويد العُثمانيين بِالإمدادات والمُساعدات، وأمر أهل مرعش ألَّا يبيعوا لِعسكر السُلطان سليم شيئًا من المأكل ولا من غيرها، كما سمح لِلتُركُمان بِالإغارة على الجُند الزاحفين وهزم طائفةً منهم ونهب ما معها. وكان السُلطان سليم قد أرسل بعد ذلك إلى نظيره المملوكي قانصوه الغوري يُخبره بِتصرُّف علاء الدولة العدائي، ويطلب منه كبح جماحه على اعتبار أنَّ إمارة ذي القدريَّة كانت مشمولةً بِحماية المماليك. فأجاب الغوري قائلًا: «إِنَّ عَلَاءَ الدَّوْلَة عَاصِي أَمْرِي، فَإِنْ قَدَرْت عَلَيْهِ فَاقْتُلْه»، ثُمَّ أرسل كتابًا آخرًا بِالخفية إلى علاء الدولة يشكُره على ما فعل، ويُغريه بِقتال سليم ولا يُمكِّنه من شيءٍ أبدًا. والحقيقة أنَّ موقف السُلطان الغوري هذا وتغيُّر سياسته تجاه العُثمانيين، كان نابعًا من شُكُوكه بِنوايا السُلطان سليم بعد انتصاره على الصفويين، فلم ينظر بِعين الارتياح لِهذا النصر، ولم يُظهر الفرحة والسُرُور أو يأمر بِتزيين القاهرة كما كان الحال في السابق مع كُلِّ انتصارٍ عُثمانيّ، وفي ذلك يقول ابن إياس: «فَلَمَّا حَضَرَ قَاصِد سُلَيْم شَاه بْنُ عُثْمَانَ بَيْنَ يَدَيْ السُّلْطَانِ وَقُرِئَت مُكَاتَبَتَهِ بِحَضْرَةِ الْأُمَرَاءِ أُخْلَعَ عَلَى الْقَاصِدِ الَّذِي حَضَرَ بِأَخْبَارِ هَذِه النُّصْرَة كَامِلِيَّة مُخْمَلٌ أَحْمَر كَفَوِيٌّ بِصمورٍ عَالٍ مَنْ مَلَابِيسِه، ثُمَّ نَزَلَ الْقَاصِد مِنَ القَلْعَةِ وَلَم يَرْسُم السُّلْطَان بِدَقّ الكُوسَاتِ بِالقَلْعَةِ، وَلَمْ يُنَادِ فِي الْقَاهِرَةِ بِالزِّينَةِ لِأَجْلِ هَذِهِ النُّصْرَة، وَلَمْ يُعْلَمْ مَا سَبَبُ ذَلِكَ».

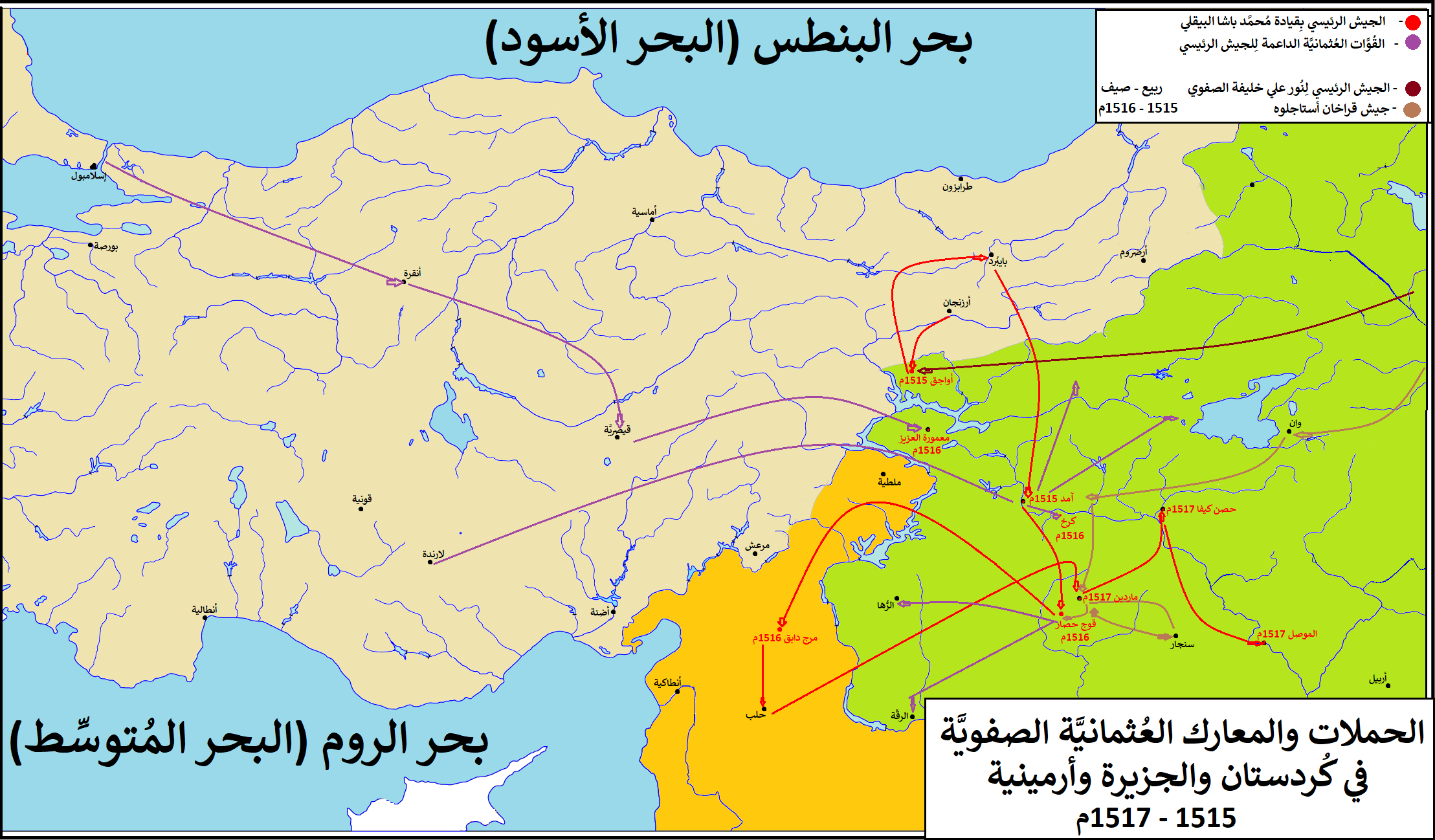
خريطة توضح مسار الحملات العسكريَّة العُثمانيَّة في كُردستان والجزيرة الفُراتيَّة وأرمينية بدايةً من ربيع سنة 1515م وانتهاءً بِصيف سنة 1516م. أفضت هذه الحملات إلى القضاء على النُفُوذ الصفوي في تلك البلاد وانتقالها بإجمالها إلى حوزة الدولة العُثمانيَّة واستمرارها على هذه الحال حتَّى سُقُوط الدولة المذكورة بعد نحو أربعة قُرُون.

أدرك السُلطان سليم تبدُّل سياسة الغوري تجاه العُثمانيين، وأنَّ الأخير يدعم علاء الدولة سرًّا، فمضى في حملته لِتسخير إمارة ذي القدريَّة، وأرسل علي بك بن شهسوار صُحبة سنان باشا، ولمَّا بلغ ذلك إلى علاء الدولة خاف وهرب من دار مُلكه البستان إلى جبل «طورنه طاغ» أولًا، فتتبعهُ سنان باشا حتَّى لقيه بسهل «گوکسون» يوم 29 ربيع الآخر 921هـ المُوافق فيه 11 حُزيران (يونيو) 1515م، في نحو خمسةٍ وعشرين ألف فارسٍ من التُركُمان، فاقتتلوا شديدًا، وقُتل من الطرفين خلقٌ كثير، ثُمَّ قُتل علاء الدولة في المعركة، فانكسر أصحابه وتفرَّقوا، وقُتل جميع أولاده وأحفاده وعددٌ كبير من أعيان إمارته، وأُسر أخوه عبد الرزَّاق بك مع أولاده وجمعٌ من كبار ذي القدريَّة. فأرسل سنان باشا رُؤوس القتلى مع الأسارى إلى السُلطان سليم، فما كان من السُلطان إلَّا أن بعث بِرأس علاء الدولة وأحد أبنائه ووزيره إلى قانصوه الغوري ترعيبًا لهُ وتخويفًا. ولمَّا وصلت تلك الرؤوس إلى السُلطان الغوري شقَّ عليه ذلك واضطرب اضطرابًا شديدًا، وقال لِلقاصد: «أَيْش أَرْسَل لِي؟ هَذِه الرُّؤُوس هِي رُؤُوس مُلُوك الْفِرِنْج انْتَصَر عَلَيْهِمْ حَتَّى أَرْسَلَهُم لِي؟» ويُضيف ابن إياس أنَّ الغوري أمر بِدفن تلك الرُؤوس وبقي حينًا هو وأُمراء المماليك في شدَّة الاضطراب والنَّكد، ولزم القلعة طيلة اليوم التالي حتَّى أُشيع بِأنَّهُ مرض من شدَّة خوفه. وفي 6 جُمادى الأولى المُوافق فيه 17 حُزيران (يونيو)، وصل سنان باشا إلى الركاب العالي، فأكرمهُ السُلطان وولَّاه الصدارة العُظمى. وأرسل حُكَّام قلاع ذي القدريَّة مفاتيحها إلى العتبة السُلطانيَّة، فرتَّب فيها سليم حامياتها وأمر بِتحصينها، ثُمَّ فوَّض ولاية تلك الديار إلى الأمير علي بك بن شهسوار الذي هو ابن أخ علاء الدولة. وبِذلك زالت إمارة ذي القدريَّة وأصبحت سنجقًا من سناجق الدولة العُثمانيَّة، فكانت آخر ما زال من إمارات الأناضول التُركُمانيَّة التي وُلدت من رحم دولة سلاجقة الروم. ووُجدت في خزينة علاء الدولة غنائم نفيسة من الجواهر والنُقُود، فضلًا عن الأمتعة والأثقال والدواب، فمنح السُلطان كُل جُندي من جُنُوده ألف درهم سوى الغنيمة، وأذن لهم بِالعودة إلى أوطانهم، ثُمَّ قفل عائدًا إلى إسلامبول.

### إعدام مُثيري الفتن من قادة الإنكشاريَّة
بعد أن وصل السُلطان سليم إلى إسلامبول بِفترةٍ قصيرة، رأى أنَّ من الضروري مُعاقبة كُل من وسوس لِلإنكشاريَّة وشجَّعهم على العصيان أثناء الحملة على الدولة الصفويَّة، خشية من امتداد الفساد في الجُيُوش وشُيُوع فكرة الضغط على السلاطين وعدم إطاعتهم. فاستدعى إليه جماعةً من آغوات الإنكشاريَّة وأجلسهم في خلوته ولاطفهم في الخِطاب وألحَّ عليهم أن يُعلموه بِأسماء قادتهم الذين حرَّكوهم على سوء الأدب الذي صدر منهم، فأخبروه أنَّ كُلًا من إسكندر باشا والسكبانباشي وقاضي العسكر جعفر چلبي بن تاج هُم المُحركين الرئيسيين. فأحسن السُلطان إلى هؤلاء الآغوات وأرسل الكثير من العطايا إلى ثكنات الإنكشاريَّة لِيُطيِّب قُلُوبهم ويضمن استمرار ولائهم، ثُمَّ أمر بِإسكندر باشا والسكبانباشي فقُتلا، ثُمَّ دعا جعفر چلبي إليه وسأله: «إنْ كَانَ زَيْدٌ يُحَرِّكُ عَسَاكِر الْإِسْلَامِ عَلَى الْفِتْنَة، وَيُعَوِّقُهُم عَنْ مَصَالِحِ الدِّينِ وَالدّوْلَة، هَلْ يَجُوزُ قَتْلُهُ؟» فقال جعفر چلبي: «يجوز بعد الثُبُوت»، فأمر به السُلطان فقُتل بعد أن عدَّد عليه قبائحه. وخوفًا من حُصُول مثل ذلك العصيان في المُستقبل، جعل السُلطان لِنفسه حق تعيين القائد العام لِلإنكشاريَّة دون أن يكون من بينهم، لِيكون لهُ بِذلك السيطرة عليهم، وكان النظام السابق يقضي بِتعيينه من أقدم ضُبَّاطهم.

### دُخُول كُردستان وديار بكر والجزيرة تحت جناح الدولة العُثمانيَّة

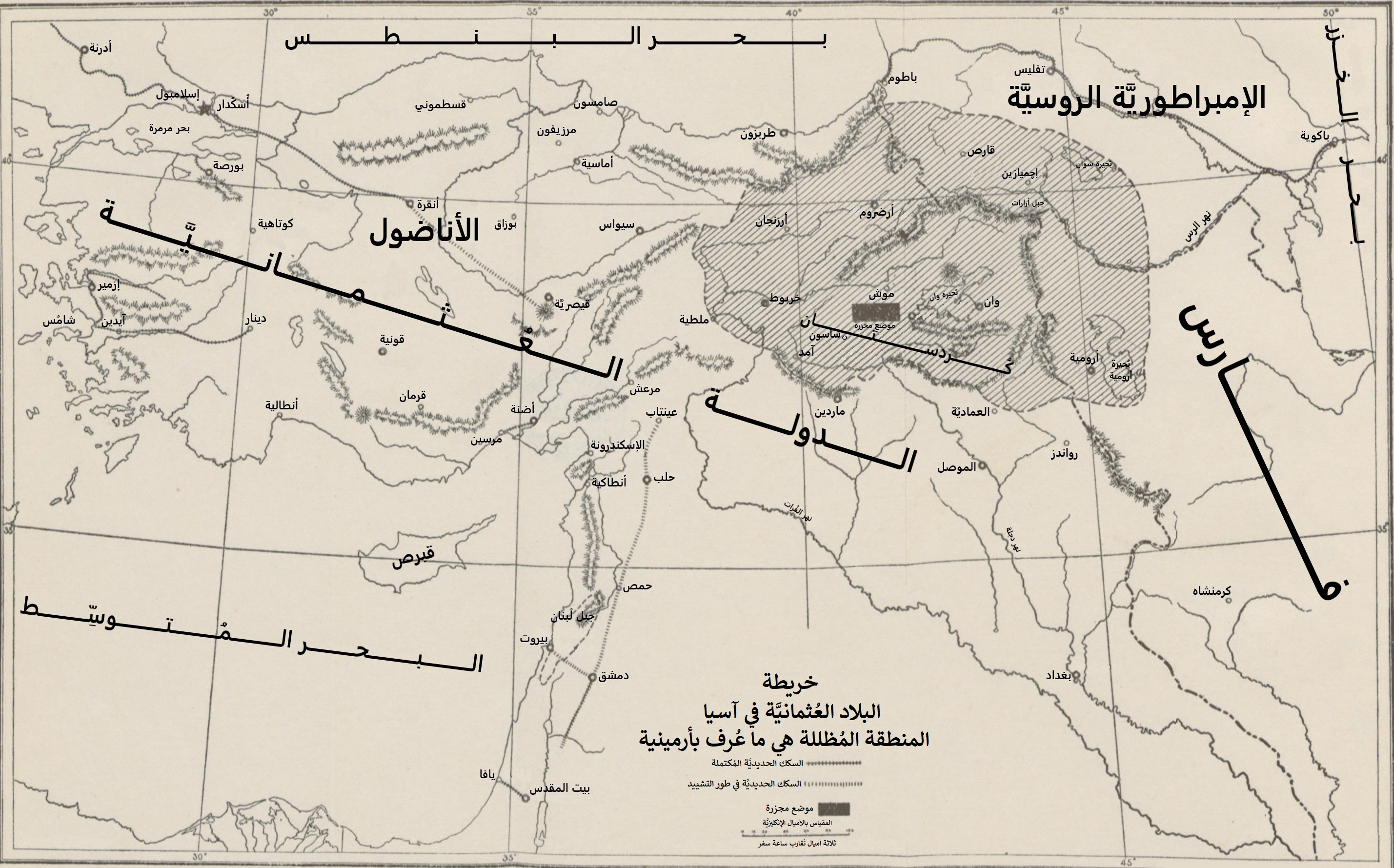
الحُدُود التقريبيَّة لِلبلاد الكُرديَّة التي ثارت على الصفويين وانضمَّت طوعًا لِلدولة العُثمانيَّة. الخريطة تعود لِسنة 1895م.

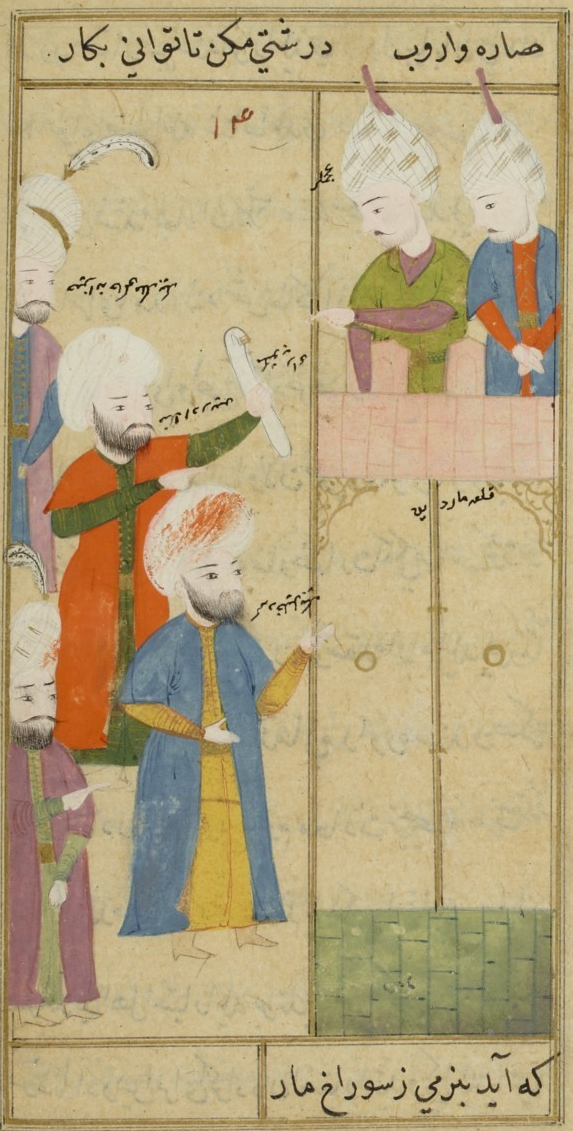
المولى إدريس البدليسي يُسلِّم أمير ماردين كتاب العهد من السُلطان سليم.

خِلال الفترة المُمتدَّة بين ضمِّ إمارة ذي القدريَّة وعودة السُلطان سليم إلى إسلامبول، كانت الثورة تعُمُّ بلاد كُردستان وديار بكر من أقصاها إلى أقصاها، وأخذ أُمراء ومُلُوك الأكراد الواحد تلو الآخر يُعلنون ولائهم لِلسُلطان سليم وتبعيَّتهم لِلدولة العُثمانيَّة. فبادر شرف بك أمير بدليس بِرفع الراية العُثمانيَّة على قلاع إمارته طاردًا أخاه خالد بك الذي كان أميرًا على البلاد من قِبل الصفويين. وكان الملك خليل الأيُّوبي يُقاتل الصفويين أينما وجدهم بعد أن استردَّ حصن كيفا وسعرد. واستردَّ أمير ساسون مُحمَّد بك بلاد غرزان من أميرها التابع لِلشاه إسماعيل، وكذلك فعل سيِّد أحمد بك الزرقي الذي استردَّ مدينتيّ عتاق وميَّافارقين، والأمير قاسم بك الذي استعاد بلدة «أگيل». وكذا استولى جمشيد بك المرديسي على مدينة پالو بِاسم السُلطان سليم، وطرد «بختي بك» والي جزيرة ابن عُمر ومن كان معهُ من الصفويين في تلك الأنحاء. واستردَّ سيِّد بك بن شاه أمير السورانيين بلاد كركوك وأربيل. ويذكر المُؤرِّخ العُثماني أحمد بن لُطف الله السلانيكي الصدِّيقي أُمراء إضافيُّون ممن بايعوا السُلطان سليم، منهم أمير خداق دواد بك، وأمير نمران عبدي بك، والأمير ملك بن عز الدين شير بك العبَّاسي، ويقول أنَّ إجمالي أُمراء الأكراد الذين دخلوا تحت جناح الدولة العُثمانيَّة وصل إلى أربعةٍ وعشرين أميرًا. وهكذا دخلت جميع بلاد ديار بكر وأغلب كُردستان في طاعة السُلطان سليم بِسبب ما عاناه الأكراد من عُدوانٍ وأذى على يد الصفويين من جهة، وبِفضل دراية المولى إدريس البدليسي وسياسته الرشيدة وهمَّته الفائقة من جهةٍ أُخرى. بعد ذلك أخذ المولى المذكور يضع الأنظمة الإداريَّة الكافية لِرُقيّ البلاد الكُرديَّة وإزالة آثار الاضطراب فيها، فنالت هذه التدابير قُبُول واستحسان السُلطان سليم، فأرسل إلى المولى البدليسي هديَّةً ثمينة عبارة عن خمسة وعشرين ألف دوقيَّة ذهبيَّة، وأرفقها بِسبعة عشر علمًا عُثمانيًّا وخمسُمائة خُلعة من الخُلع السُلطانيَّة الفاخرة لِتوزيعها على الأُمراء الأكراد، بِالإضافة إلى فرمانٍ شاهانيٍّ ينص على اعتراف السُلطان بِاحتفاظ الإمارات الكُرديَّة بِاستقلالها الإداري تحت السيادة العُثمانيَّة، وبِحق انتقال الإمارة من الآباء إلى أبنائهم أو التصرُّف بها حسب الأُصُول المحليَّة القديمة، وأنَّ على الأكراد تقديم إتاوةٍ سنويَّةٍ لِبيت المال في إسلامبول تُحتسب من ضمنها الصدقات والزكاة، كما يلتزم الأُمراء الأكراد بِتقديم عددٍ مُحددٍ من الجُنُود المُسلَّحين في أوقات الحرب، على أن يكونوا تحت أمرة بكلربك الأناضول. وخصَّ السُلطان سليم الملك خليل الأيُّوبي صاحب حصن كيفا بِالتقدير والتوقير والاحترام الزائد، وذلك إجلالًا لِذكرى الملك الناصر صلاح الدين الأيُّوبي، مُؤسس السُلالة المُلُوكيَّة الأيُّوبيَّة ومُحرِّر بيت المقدس من الصليبيين.

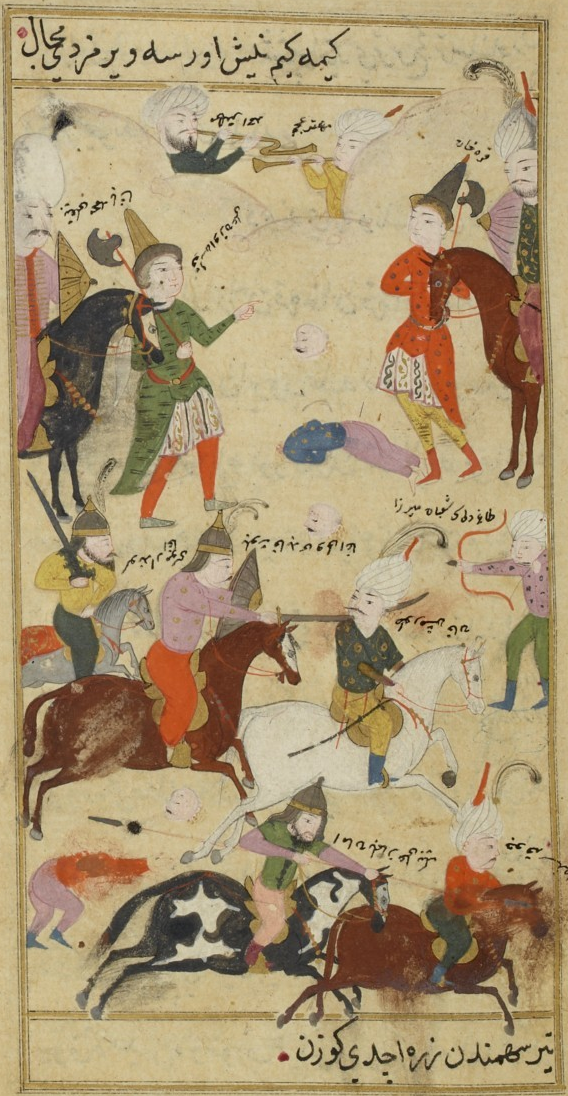
مُنمنمة عُثمانيَّة بِيد العالم والمُؤرِّخ خواجة سعد الدين أفندي تُصوِّرُ واقعة دُنيصر، الشهيرة بِقوجة حصار، بين العُثمانيين والصفويين. يظهر مُحمَّد باشا البيقلي في أعلى اليسار، ويظهر قراخان أُستاجلوه مُقابله في أعلى اليمين. الجُند الصفويُّون هم الذين تظهر الذوائب الحُمر أعلى عمائمهم.

لمَّا بلغ الشاه إسماعيل خبر طاعة الأُمراء الأكراد لِلسُلطان سليم، أدرك خُطُورة الوضع وأنَّ نظيره العُثماني لن يُهادنه أبدًا، فأرسل اثنان من قادة القزلباش هُما «نور علي خليفة روملُّوه» والي جمكازاد و«مُحمَّد بك آيقوت أوغلي» وكلَّفهما بِالإغارة على نواحي أرزنجان. وما أن علم السُلطان سليم بِهذا حتَّى أرسل إلى مُحمَّد باشا البيقلي الذي فوَّضه بِحماية تلك الأنحاء كما أُسلف، يأمره بِالتصدي لِلصفويين، وأرسل معهُ پير حُسين بك بن رُستم، فسارا إليهم خلال شهر جُمادى الآخرة 921هـ المُوافق لِشهر تمُّوز (يوليو) 1515م، وأخذاهم على حين غرَّة في هضاب أواجق قُرب نهر الفُرات، فأنزلا بهم هزيمةٍ قاسية وقُتل نور علي خليفة ورُفع رأسه على رُمح، فخاف بقيَّة الجُند الصفويين وتضعضعت صُفوفهم، ووقعوا تحت رحمة نيران البنادق العُثمانيَّة، فكادوا أن يفنوا عن بُكرة أبيهم. أدَّى هذا الانتصار إلى سيطرة العُثمانيين على مدينة تونجلي وأعمالها، ولم يلبث أن أعلن العديد من أُمراء الحُصُون في تلك المنطقة ولائهم وتبعيَّتهم لِلسُلطان سليم، فجعل بلادهم سُنجقًا موحدًا مركزه جمكازاد وعيَّن على إمارته پير حُسين بك بن رُستم، على اعتبار أنَّ والده كان آخر أُمراء المدينة المذكورة قبل أن تسقط في يد الصفويين، فأعاد إليه السُلطان بلاد آبائه لِيحكمها بِاسم السلطنة.

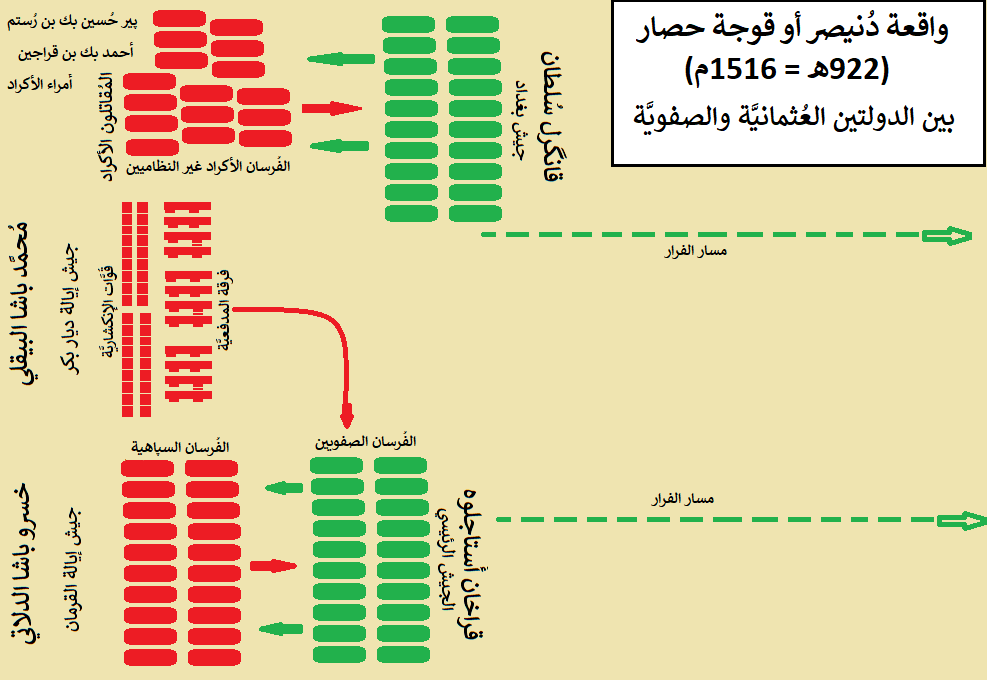
مُخطَّط واقعة دُنيصر أو قوجة حصار بين العُثمانيين والصفويين.

لم يركن الشاه إسماعيل إلى الهدوء وهو يرى ضياع الأناضول الشرقيَّة وديار بكر وأغلب كُردستان منه، فأرسل جيشًا آخر قوامه خمسة آلاف قزلباشي إلى حصار آمد واستردادها، وجعل على رأس هذا الجيش قراخان أُستاجلوه أخا مُحمَّد خان أُستاجلوه الذي قُتل في واقعة چالديران، بعد أن فوَّض إليه أمر تلك البلاد. ولمَّا علم السُلطان سليم بِهذا أرسل إلى أمير أماسية شادي باشا ومُحمَّد باشا البيقلي يأمرهما بِإمداد آمد ودفع الصفويين، فخرجا حتَّى أدركا المدينة، فهرب الصفويُّون نحو ماردين ومنها إلى صحاري سنجار خوفًا من أن يُطبق عليهم العُثمانيُّون ويحصرونهم داخل أسوار المدينة. ولم يلبث أن دبَّ النزاع والشقاق بين مُحمَّد باشا وشادي باشا، فرجع الأخير بِخمسة آلاف فارس من عسكر إمارته إلى أماسية، في حين تحصَّن مُحمَّد باشا والمولى إدريس البدليسي في آمد وعقدوا العزم على الإشتاء فيها. ولمَّا بلغ قراخان أُستاجلوه عودة القسم الأكبر من الجيش العُثماني، رجع بِقُوَّاته من سنجار ودخل ماردين ثُمَّ أرسل إلى الشاه إسماعيل يستمدُّه، فأرسل إليه الشاه والي همدان «يكان بك» وأمير الكورانيين الأكراد «جوق سُلطان» في جمعٍ عظيمٍ من القزلباش. وأمَّا مُحمَّد باشا فإنَّهُ عرض الحال على العتبة السُلطانيَّة، فغضب السُلطان على شادي باشا وعزله عن منصبه، ثُمَّ أرسل إلى والي القرمان خسرو باشا الدلاتي يأمره بالانضمام في عسكر إيالته إلى مُحمَّد باشا، وأرسل إليه أيضًا جمعًا من السپاهية والسلحداريَّة والإنكشاريَّة. وفي أثناء مسير الطائفة الأخيرة نحو آمد، مرُّوا بِحصن زياد و«أرغني»، وكانتا في أيدي الصفويين بعد، فحاصروها وأخذوهما بِحد السيف، وقتلوا كُل من وجدوا فيهما من القزلباش. وما أن وصل المدد إلى مُحمَّد باشا حتَّى خرج من آمد وسار لِقتال قراخان، فالتقى الفريقان خلال شهر ربيعٍ الآخر 922هـ المُوافق فيه شهر أيَّار (مايو) 1516م عند دُنيصر، فاقتتلوا قتالًا شديدًا، ثُمَّ أُصيب قراخان بِرصاصةٍ أودت بِحياته، وقُتل من جُنُوده قُرابة عشرة آلاف قزلباشيّ، وولَّى البقيَّةُ هاربين، فتبعهم العُثمانيُّون يقتلون ويأسرون. وأرسل مُحمَّد باشا أُنُوف القتلى وآذانهم مع رأس قائدهم قراخان إلى العتبة السُلطانيَّة، فولَّاه السُلطان على ديار بكر وكلَّفهُ بِتسخير ما تبقَّى من قلاعٍ بِأيدي الصفويين، فجدَّ في مُهمَّته حتَّى أخرجهم جميعًا بِاستثناء حامية ماردين التي استمرَّت عصيَّة على العُثمانيين بضع سنينٍ أُخريات، بِقيادة سُليمان خان توركمن.
يجدُرُ بِالذكر أنَّ مُحمَّد باشا البيقلي ضمَّ خلال حملته هذه مدينتيّ البيرة والرقَّة، فأصبحت الأراضي العُثمانية تُتاخم الحُدُود المملوكيَّة بل تتداخل معها، وأدَّى هذا إلى جانب الأسباب المُتراكمة العديدة إلى نُشُوب الحرب بين الدولتين العُثمانيَّة والمملوكيَّة. أمَّا بِالنسبة لِلصفويين، فعلى الرُغم من قساوة الضربة التي أنزلها بهم السُلطان سليم، إلَّا أنَّها لم تكن القاضية، بل أضعفت طوقهم وقضت على القوى المحليَّة التي أقامها الشاه إسماعيل في وجه العُثمانيين، ممَّا سمح لهُ أن يستعيد قُوَّته ويُعيد تنظيم جيشه وبناء دولته.

## دُخُول الإخوة بربروس في طاعة السُلطان سليم

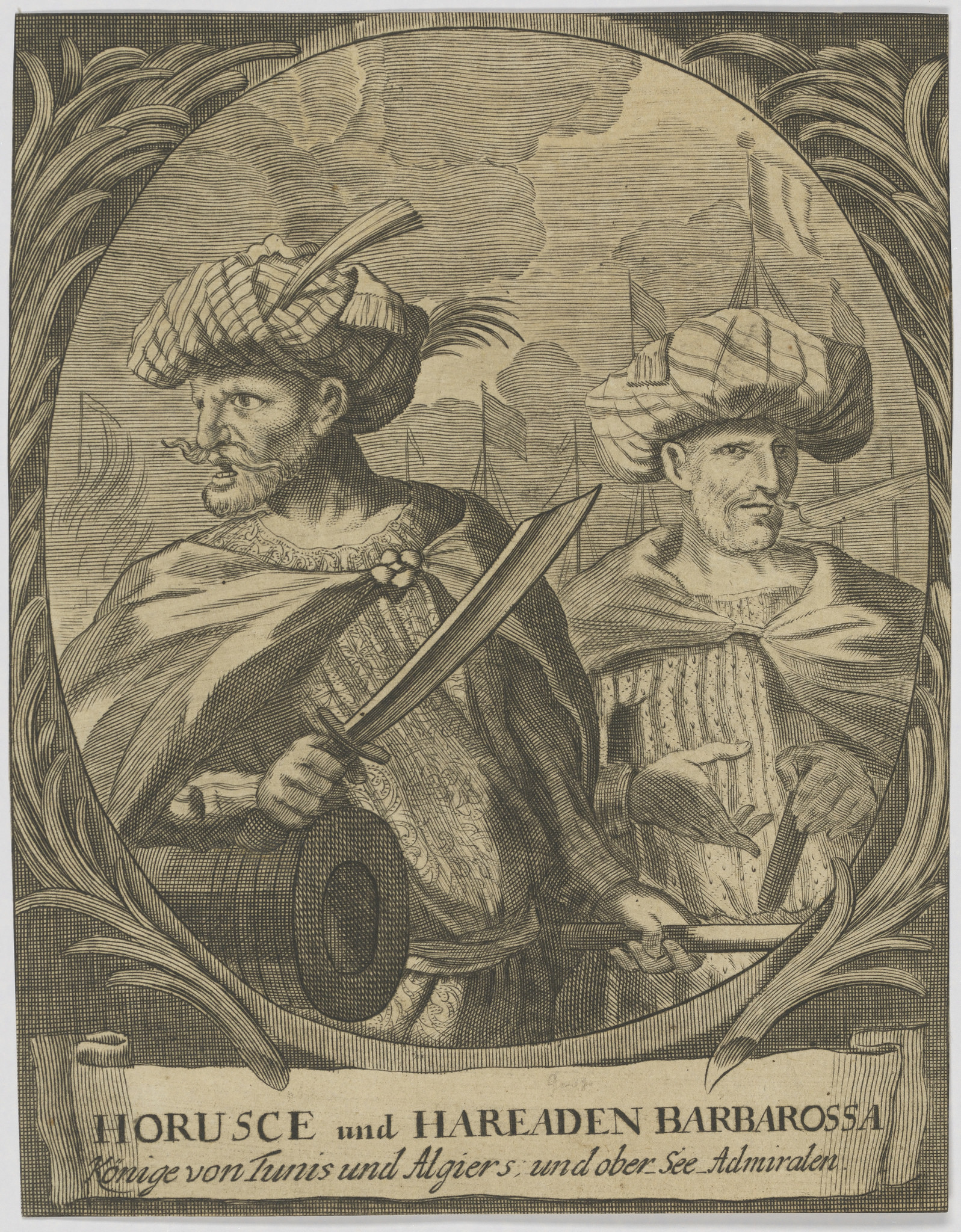
رسمٌ هولنديٌّ تخيُّليٌّ منَ القرن السابع عشر الميلاديّ للأخوين عرُّوج (يسار) وخير الدين (يمين).

خِلال السنوات التي أمضاها السُلطان سليم في مُحاربة الصفويين، كان الإخوة عرُّوج وخير الدين خضر وإسحٰق بربروس يُجاهدون في الحوض الغربي لِلبحر المُتوسِّط، فيأسرون السُفُن الأوروپيَّة ويدفعون الاعتداءات الغربيَّة عن سواحل بلاد المغرب، ويُنجدون الهاربين من المورسكيين الأندلُسيين. وقد حظي الإخوة بربروس بِدعم السُلطان أبي عبد الله مُحمَّد بن الحسن المُتوكِّل الحفصي، فأعطاهم قلعة حلق الواد وسمح لهم بِاتخاذها مُنطلقًا ومركزًا لإدارة عمليَّاتهم العسكريَّة، مُقابل منحه خُمس غنائم الغزوات. واشتهر عرُّوجٌ وأخويه بِكفائتهم وقُدراتهم الحربيَّة والملاحيَّة في كامل أنحاء أوروپَّا، لِكثرة ما أسروا من السُفُن، أبرزها غليونان كبيران من غلايين البابا لاون العاشر، كان كُلٌ منهما يسيرُ بِواسطة خمسين زوجًا من المجادف. وكان عرُّوج دائم الاستعراض لِقُوَّته، فرسا في جزيرة ميورقة ورفع فيها رايةً إسلاميَّة، وأبحر في خليج جنوة والبحر الليغوري وعلى ساحل سردانية وهاجم عدَّة موانئ، ونقل بِالتعاون مع أخويه آلاف الأندلُسيين المُسلمين واليهود الهاربين من اضطهاد محاكم التفتيش الإسپانيَّة، وحملوهم إلى المغرب. وفي أوائل سنة 1515م حقَّق خير الدين خضر انتصارًا مُبهرًا على الإسپان، فاستولى على عشرين سفينةٍ من سُفُنهم وأسر 3,800 جُندي وبحَّار، فهرع إليه الكثير من الربابنة والقباطنة العُثمانيين والتحقوا بِأُسطوله وأُسطُول أخويه، وكان من أبرز هؤلاء مُحيي الدين أحمد القرماني (پيري ريِّس)، وآيدن ريِّس، ومُصلح الدين ريِّس بن قورد، وصالح ريِّس، إضافةً إلى ابنيّ خير الدين نفسه: حسن الأكبر (بيوك حسن) وحسن الأصغر (كُجُك حسن).

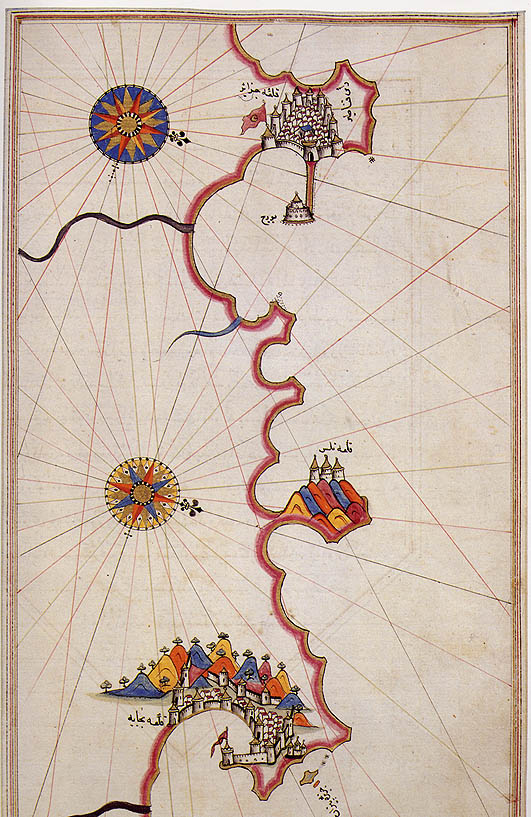
خريطةٌ لِساحل المغرب الأوسط تَظهرُ أسْفَلَها (في الشرق) بُجّاية وقلعتُها، وأعلاها (في الغرب) الجزائرُ وقلعتُها، وبينهما قلعة تنس. رسمٌ للقُبطانِ مُحيي الدين پيري ريِّس في القرن السادس عشر الميلاديّ.

كان عرُّوج مُقتنعًا بِوُجُوب تأسيس دولةٍ قويَّةٍ في المغرب لِإمكان صد الاعتداءات الأوروپيَّة عن سواحل ديار الإسلام، وأراد أولًا تحقيق ذلك في إفريقية، لكنَّها كانت معقل الحفصيين، وكانوا ما يزالون مُتمكنين من أمرهم، ومن المُحتمل أن تُؤدي إزالتهم إلى نُفُور رعيَّتهم من آل بربروس. وكان المغرب الأقصى معقل الدولة الوطاسيَّة، أمَّا المغرب الأوسط فكان معقل الدولة الزيانيَّة المُفتتة بِفعل الغزوات الإسپانيَّة المُتكررة، وكان الإسپان قد احتلُّوا بالفعل العديد من مُدُنها كوهران وتنس وهنين، وحاولوا التقدُّم نحو العاصمة تلمسان، لِذا رأى عرُّوج أنَّ هذه المنطقة هي الأنسب لإقامة دولته بعد تخليصها من أيدي الإسپان. لكنَّ تحقيق هذا المشروع كان يحتاج مزيدًا من السُفُن والذخائر والجُنُود والبحَّارة المُتمرسين، وما كان بِحوزة الإخوة بربروس سوى إثنا عشر سفينةٍ حربيَّة وقُرابة ألف جُندي لاوندي، كما انضمَّ إليهم الكثير من المُسلمين المغاربة، لكنَّ هؤلاء لم يكونوا بحَّارة ولا خبرة لهم كالجُنُود النظاميين، لِذا كان لا بُدَّ من توجُّه الإخوة إلى وطنهم الأُم، وطلب المدد من السُلطان سليم. وكان عرُّوج بدايةً يخشى الاتصال بِالسُلطان خوفًا من أن يكون قد أهدر دمه، كونه كان من أتباع الشاهزاده قورقود، ولمَّا علم بِإعدامه خاف على نفسه، ولم يجرؤ على الاقتراب من السواحل العُثمانيَّة. لكن ما لبث هذا الخوف أن تبدَّد لمَّا تواترت أنباء انتصارات العُثمانيين على الصفويين، واتضحت نوايا السُلطان سليم وسياسته الإسلاميَّة الجامعة، فتشجَّع عرُّوج على الاتصال به، وأرسل إلى إسلامبول مُحيي الدين پيري ريِّس وحمَّلهُ هدايا ورسالةً يُعلن فيها ولاء الإخوة بربروس لِلدولة العُثمانيَّة وطلبهم العون والمدد.
استقبل السُلطان سليم پيري ريِّس في أوائل شهر مُحرَّم 922هـ الموافقِ لِشهر آذار (مارس) 1516م، وسُرَّ سُرورًا كبيرًا بِأخبار الجهاد البحري والانتصارات الإسلاميَّة المُتتالية، وتأمَّل الشيء الكثير من الإخوة بربروس في السياسة العُثمانيَّة تجاه المغرب، فأرسل إليهم سفينتين حربيتين مليئتين بِالذخائر والمدافع، إحداهما لِعرُّوج والأُخرى لِخير الدين، وسيفين حُلِّي مقبضاهما بِالألماس وخُلعتين سُلطانيَّتين ونيشانين. ويروي خير الدين في مُذكَّراته أنَّ السُلطان سليم لمَّا قرأ الرسالة رفع يديه بِالدُعاء قائلًا: «اللّهُمَّ بَيِّضْ وَجْهَيْ عبدِيْكَ عَرُّوجَ وخَيرَ الدِّينِ في الدُّنْيا والآخرةِ، اللَّهُمَّ سَدّدْ رميتَهُما واخذِلْ أعداءَهُما وانْصُرْهُما في البرِّ والبحرِ». وأرسل السُلطان أيضًا رسالةً إلى نظيره الحفصي يحُثُّه فيها على مُساعدة الإخوة بربروس ويُحذِّره من التقصير في ذلك، وممَّا جاء في بدايتها: «إلى أميرِ تُونُس، إذا وَصَلَكَ كِتَابِيَ هَذَا فَعَلَيْكَ أنْ تعملَ بِهِ، واحذرْ أنْ تُخالِفَهُ، وإيَّاكَ وأنْ تُقصِّرَ في خدمةِ أيِّ عَوْنٍ لخادِمَيْنا: عَرُّوجَ وخَيرِ الدِّينِ». ويُضيف خير الدين أنَّهُ تقلَّد سيف السُلطان سليم وخُلعته في حفلِ بِمدينة تُونُس، وأنَّ بادرة السُلطان هذه زادت من شعبيَّته وسط عامَّة الناس بحيث تعالت أصوات المشايخ بِالدُعاء له والثناء عليه، في حين توجَّس السُلطان الحفصي خيفةً من هذا، إذ شعر أنَّ العُثمانيين باتوا يُشكِّلون خطرًا حقيقيًّا يُهدد مُلكه بالزوال.

## حرب المماليك

### أسباب الحرب

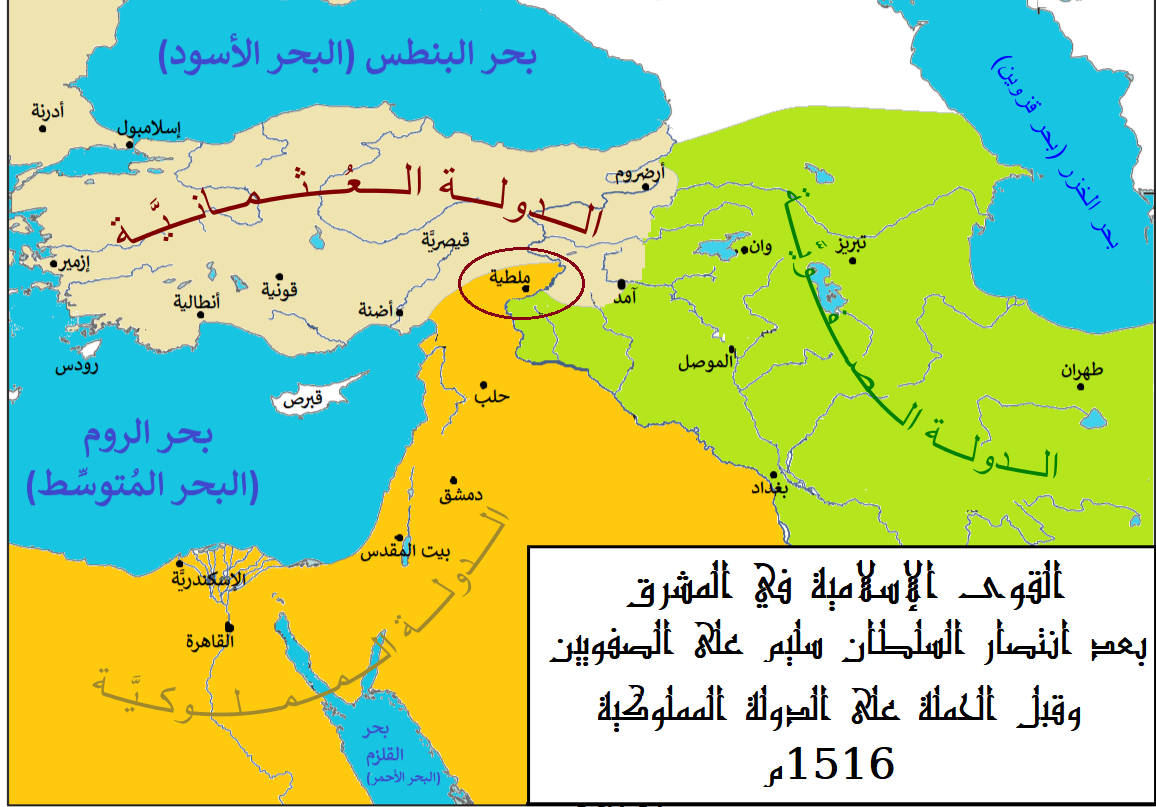
خريطة توضح تجاور الدُول العُثمانيَّة والصفويَّة والمملوكيَّة، والنُتُوء المملوكي (في الدائرة) الفاصل بين بعض المُمتلكات العُثمانيَّة.

شكَّل انتصار السُلطان سليم في چالديران مُفاجأةً غير مُتوقَّعة لِلمماليك، ولم يستطع السُلطان الغوري وأُمراء دولته إخفاء خيبة أملهم من نتيجة تلك الواقعة الفاصلة، فلم يبتهجوا لِهذا الانتصار كما أُسلف. والحقيقة أنَّ المماليك كانوا قد بدأوا يُقابلون بِشيءٍ من الفُتُور تنامي العلاقة بينهم وبين العُثمانيين مُنذُ عهد السُلطان مُحمَّد الفاتح، بعد أن شعروا بِتعاظُم شعبيَّة العُثمانيين بين المُسلمين نتيجة فتحهم القُسطنطينيَّة وانتصاراتهم الكبيرة المُتتالية على الأوروپيين، في الوقت الذي أخذت فيه معالم الشيخوخة والضعف تظهر على الدولة المملوكيَّة، فلم يطل الأمر حتَّى بدأ المماليك يتوجَّسون خيفةً من العُثمانيين، فتبدَّلت نظرتهم إليهم من مشاعر الاعتزاز إلى مشاعر الغيرة. وكان التنافس على زعامة المُسلمين قد بلغ آنذاك أشُدَّه بين القوى الإسلاميَّة الثلاث: العُثمانيين والمماليك والصفويين، ما دفع السُلطان سليم إلى الاصطدام بالصفويين وتحجيم قُوَّتهم، ومن ثُمَّ الالتفات نحو المشرق العربي لِلاصطدام بِالمماليك. وكان السُلطان الغوري يُدرك تمامًا أنَّ المُنتصر من الجانبين سيعمل على تصفية الموقف في المشرق عبر الاصطدام بِدولته، ومن ثُمَّ كان عليه أن يتخذ موقفًا من التطوُّرات السياسيَّة والعسكريَّة إمَّا عبر الوُقُوف في صف أحد الطرفين، أو عبر التزام الحياد. ويبدو أنَّهُ رأى أنَّ انضمام المماليك إلى جانب العُثمانيين يخل بِالتوازن اختلالًا شديدًا لِصالح هؤلاء، الذين قد يُشكلون خطرًا عليهم إن هم أرادوا التوسُّع في البلاد العربيَّة، أمَّا انضمامه إلى الصفويين فكانت تعترضه عقباتٍ عدَّة، أبرزها المذهبيَّة. لِهذا فضَّل الغوري الوُقُوف على الحياد، تاركًا الدولة العُثمانيَّة وحيدةً في مُواجهة الصفويين، بِدون تبصُّرٍ بِنتائج ما قد يقوم به الشاه في حال انتصاره، من أعمالٍ عُدوانيَّةٍ مُتزايدةٍ ضدَّ المماليك، لا سيَّما وأنَّ الشاه بعد خسارته ديار بكر والجزيرة الفُراتيَّة والجُزء الأكبر من كُردستان، كان يجتهد في تكوين اتحادٍ ضدَّ العُثمانيين من الدُول الأجنبيَّة المُنافسة لِلدولة العُثمانيَّة، وفي مُقدِّمتها الإمبراطوريَّة الپُرتُغاليَّة التي كانت تُهدِّدُ الهيمنة الإسلاميَّة عُمومًا، والمملوكيَّة خُصوصًا، في بحر القلزم (الأحمر) والمُحيط الهندي. ومن جهةٍ أُخرى، أدَّت العمليَّات التوسُّعيَّة العُثمانيَّة في ديار بكر وقيليقية إلى تداخل حُدُود الدولتين، بحيثُ لم يعد العُثمانيُّون قادرون على وصل بلادهم ببعضها إلَّا بِالدوران حول النُتوء المملوكي المُتمثِّل بِأعالي الجزيرة الفُراتيَّة، والذي كان يمتد بعيدًا عن عينتاب وملطية إلى الشمال بين سيواس وأرزنجان، وقد شكَّل ذلك عقبةً استراتيجيَّةً أثارت القلق لدى السُلطان سليم من منظور شن عمليَّاتٍ أُخرى في المُستقبل على الدولة الصفويَّة.

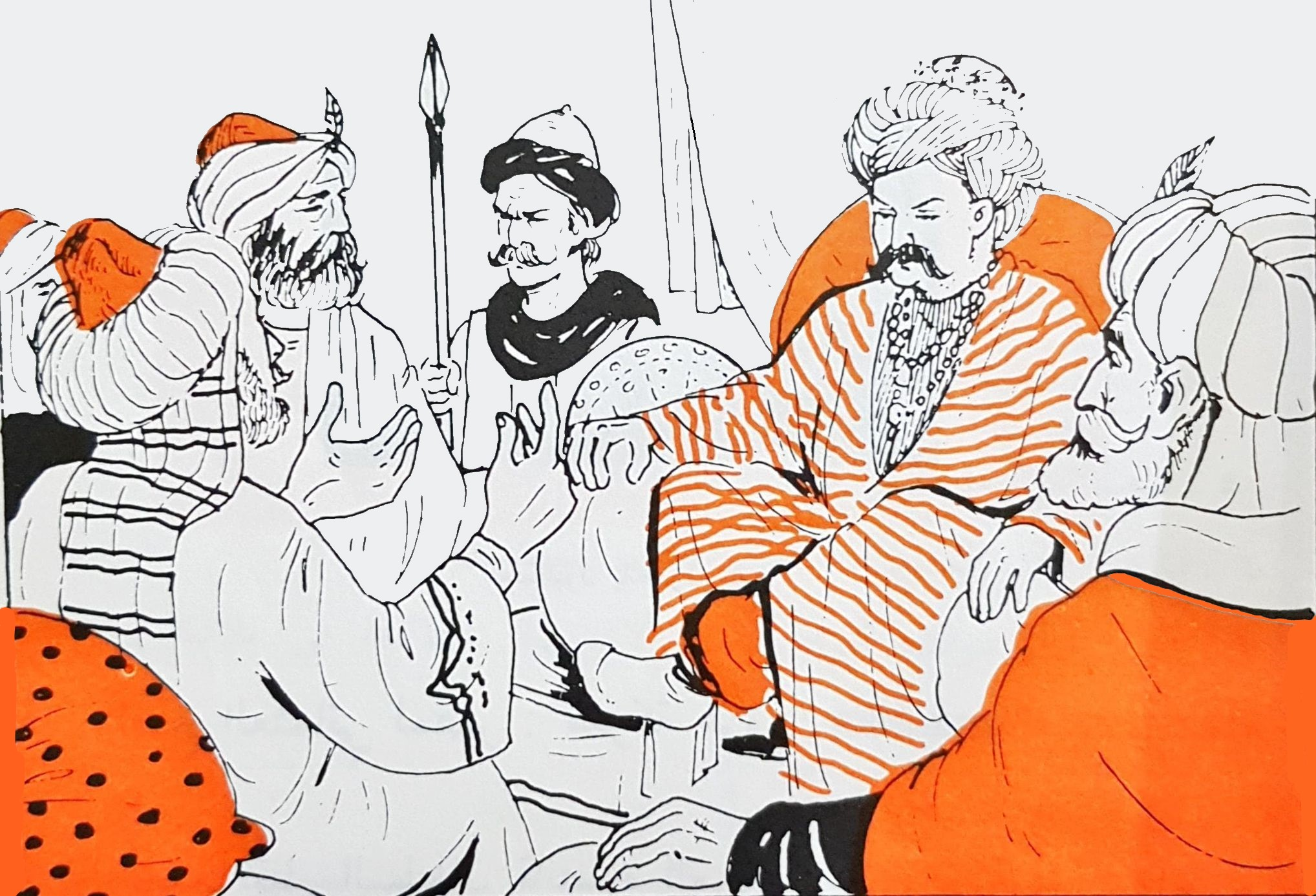
رسمٌ يُصوِّرُ السُلطان سليم مُجتمعًا مع ديوان حربه في سبيل البت بمسألة حرب المماليك.

وتأكَّدت مخاوف السُلطان لمَّا عزم إعادة الكرَّة على الدولة الصفويَّة بُعيد انتصاره في دُنيصر، فأرسل الصدر الأعظم سنان باشا الخادم في أربعين ألف مُقاتل وأمره بأن يسير من طريق ملطية ويمكث في حُدُود ديار بكر إلى أن يصل إليه الموكب السُلطاني، علمًا بأنَّ ملطية وأعمالها كانت حينذاك تدخل ضمن نطاق الدولة المملوكيَّة. ولمَّا وصل الصدر الأعظم إلى حُدُود المدينة أرسل إلى أميرها يستأذنه في العُبُور منها إلى ديار بكر، فلم يُجبه الأمير المذكور إلى ذلك بإيعازٍ من السُلطان الغوري. وفي الحقيقة لم يكن مُحرِّك هذا الرفض سوى الشاه إسماعيل نفسه، الذي راسل الغوري والتمس منهُ أن يُصلح بينه وبين السُلطان سليم، أو يمنعه من العُبُور إلى إيران عبر الأراضي المملوكيَّة، فاستجاب لهُ الغوري وحال بين العُثمانيين والصفويين. ويبدو أنَّ مُراسلة الشاه لِلسُلطان الغوري لم تكن الغاية منها إقامة حلفٍ بين الدولتين، لأنَّ الشاه كان يُكِّنُّ في نفسه كراهيَّةً لِلسُلطان المملوكي لا تقل عن كراهيَّته لِلسُلطان سليم، وإنَّما غايته الفعليَّة كانت إلهاء العُثمانيين ريثما يعمل على إعادة تثبيت حُكمه في إيران. ولم يؤدِّ هذا التعاون المملوكي الصفوي إلَّا لِمزيدٍ من التردِّي في العلاقة بين العُثمانيين والمماليك، إذ عدَّ السُلطان سليم هذه المُحاولة طعنة لِلدولة العُثمانيَّة من الخلف، ومظهرًا من مظاهر العداوة السافرة، الأمر الذي لعب دورًا في تسريع الحرب بين الدولتين. وفي ذلك يقول المُؤرِّخ ابن أبي السرور البكري المصري: «وَكَأَنَّ السَّبَبَ فِي تَحَرُّك مَوْلَانَا السُّلْطَانِ سَلِيمْ عَلَى أَخْذِ مِصْرَ مِنْ السُّلْطَانِ الْغُورِيِّ، مُصَافَاتِهِ لِشَاهِ إِسْمَاعِيل، الَّذِي كَانَ فِي بِلَادِ الْعَجَمِ... وَحِين ذَهَب مَوْلَانَا السُّلْطَانِ سَلِيمْ لِقِتَال شَاه إِسْمَاعِيل الْمَذْكُور، أَرْسَل الْغُورِيّ مَنَع الْقَوَافِل مِن حَلَب عَن عَسْكَر مَوْلَانَا السُّلْطَانِ سَلِيمْ. وَحِين بَلَغ مَوْلَانَا السُّلْطَانِ سَلِيمْ ذَلِكَ تَحَرَّك لِأَخْذ الدِّيَارِ الْمِصْرِيَّةِ».

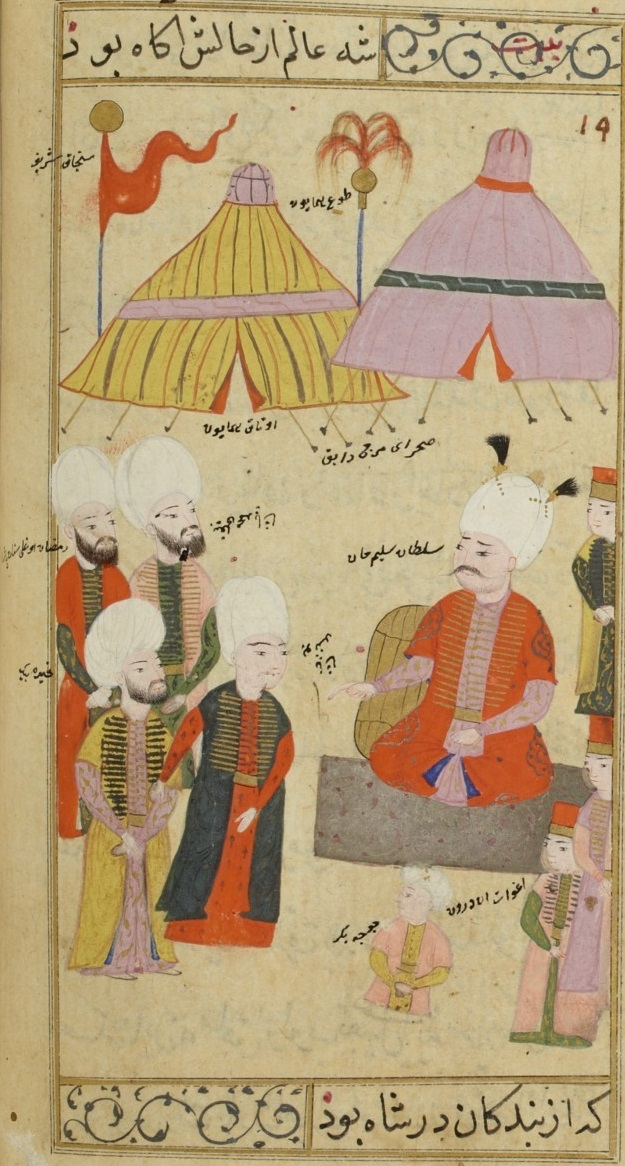
مُنمنمة عُثمانيَّة تُصوِّرُ وُقُوف الأمير خاير بك الجركسي (أسفل اليسار)، نائب السلطنة في حلب، بين يديّ السُلطان سليم مُعلنًا ولاءه ودُخُوله في تبعيَّة الدولة العُثمانيَّة وخلعه طاعة السُلطان الغوري.

بناءً على هذا، شاور السُلطان سليم الوُزراء والأعيان في أمر المماليك، ومدى صحَّة تقديم قتالهم على قتال الصفويين، فسكتوا جميعهم ولم يرغب أحد بدايةً في دعم حربٍ يُريق فيها المُسلمون دماء بعضهم، ثُمَّ برز من بين الحُضُور وزيرٌ يُدعى مُحمَّد باشا بن خواجة، وكان من فُضلاء عصره، وقال أنَّ الأصوب والأهم إزالة المانع الذي يحول دون توحيد المُسلمين في دولةٍ واحدةٍ، وذلك لا يكون إلَّا بِقتال المماليك، فوافق ذلك رأي السُلطان. وسيطر على إسلامبول جوٌّ محمومٌ لِلحرب التي صوَّرها العُثمانيُّون ضدَّ المماليك كما لو أنها كانت واجبًا على كُلِّ مُسلمٍ خوضها، وتمكَّن السُلطان سليم من استصدار ثلاث فتاوى تُجيز لهُ حرب المماليك بِحُجَّة تعاونهم مع الكُفَّار. بِالمُقابل، لم يتردَّد المماليك بِإثارة الناس ضدَّ العُثمانيين، فوصموا السُلطان سليم بِالارتداد عن الإسلام، سيَّما وأنَّهُ يحلق لحيته ويرتدي القفطان والعمامة الكبيرة، بدلًا من الملابس الإسلاميَّة التقليديَّة. لكنَّ تلك الاتهامات لم تُفضِ إلى أي نتيجة وسط اتساع التعاطف الشعبي مع العُثمانيين في الديار المصريَّة والشَّاميَّة، فعمد المصريُّون إلى عرقلة تدابير السلطنة المملوكيَّة لِلتعبئة العامَّة، ومن ذلك أن هجر الكثير من الفلَّاحين قُراهم والتجأوا إلى الشَّام تاركين خلفهم محاصيلهم. وفي القاهرة أقفل الخيَّاطون وصُنَّاع الأسلحة حوانيتهم، وتعالت في الشوارع التهديدات والشتائم المُوجَّهة ضدَّ السُلطان الغوري. أمَّا في الشَّام فكان الوضع أسوأ، حيثُ أنَّ الفلَّاحين الشوام لم يكتفوا بِتقويض تدابير التعبئة العامَّة، بل أخذت قُرى ومناطق بِأسرها تخرج عن طاعة المماليك وتُعلن ولائها لِلسُلطان سليم، وفي مُقدمتها أعمال حلب، ويذكر ابن إياس أنَّ سبب هذه النقمة في الشَّام تحديدًا هو تعسُّف واستبداد نُوَّاب السلطنة، ويُضيف المُؤرِّخ التُركي يلماز أوزتونا أنَّ من أسباب النقمة في مصر انفصال سلاطين وأُمراء وأشراف المماليك المُتأخرين عن واقعهم وعن شعبهم، فكانوا على سبيل المِثال يظنون أنَّ قُدراتهم العسكريَّة ما تزال كما كانت زمن السُلطان الظاهر بيبرس، كما لم يكونوا مُلتحمين بِالشعب ويستشعرون الامتياز عن عامَّة الناس بحيثُ أنَّ أكثرهم لم يكن يفهم العربيَّة، وكانت لهم امتيازاتهم الإقطاعيَّة الكبيرة التي كفلت لهم حياةً مرموقةً رُغم تدهور اقتصاد الدولة المملوكيَّة في تلك الفترة. يقول العلَّامة مُحمَّد كُرد علي: «كَانَتِ الشَّامُ أُخْتُ مِصْرَ فِي آخِرِ الدَّوْلَةِ الشَّرْكَسِيَّةِ تُقَاسِمُهَا شقَائِهَا شِقَّ الأَبْلَمَة، فَيَسْتَبِدُّ الْمُتَغَلِّبَةُ مِنَ الْمَمَالِيكِ بِالْأَحْكَامِ بِحَسْبِ ضِعْفَ صَاحِبَ مِصْرَ وَقُوَّتِهِ، وَالصَّالِحُ فِي نُوَّابِهَا وَمُلُوكِهَا قَلِيلٌ. وَلَمْ يَسْعَد الْقُطْرَانِ بَعْدَ فِتْنَةِ تَيْمُورَلَنك بِسُلْطَانٍ عَادِلٍ يَطُولُ عَهْدُهُ لِيَعَرِفَ مَوَاقِعَ الضِّعْفِ فَيَسُدْ خَلَلُهَا، وَيُزِيحَ بِحُسْنِ الْإِدَارَةِ عِلَلَهَا… أَحَسَّ أَكْثَرُ النَّاسِ بِمَا عَرَّضَ لِلدَّوْلَةِ مِنَ الضِّعْفِ فَأَخَذُوا يَتَطَلَّعُونَ إِلَى الدَّوْلَةِ الْعُثْمَانِيَّةِ، وَكَانَتْ إِلَى الشام وَمِصْرَ أقْرَبَ الدُّوَلِ الْإِسْلَامِيَّةِ الْكُبْرَى… وَقَدْ وَقَرَتْ فِي النُّفُوسِ مُنْذُ أَسَّسَ بُنْيَانِهَا السُّلْطَانَ عُثْمَانَ التُّرْكُمَانِيِّ…».

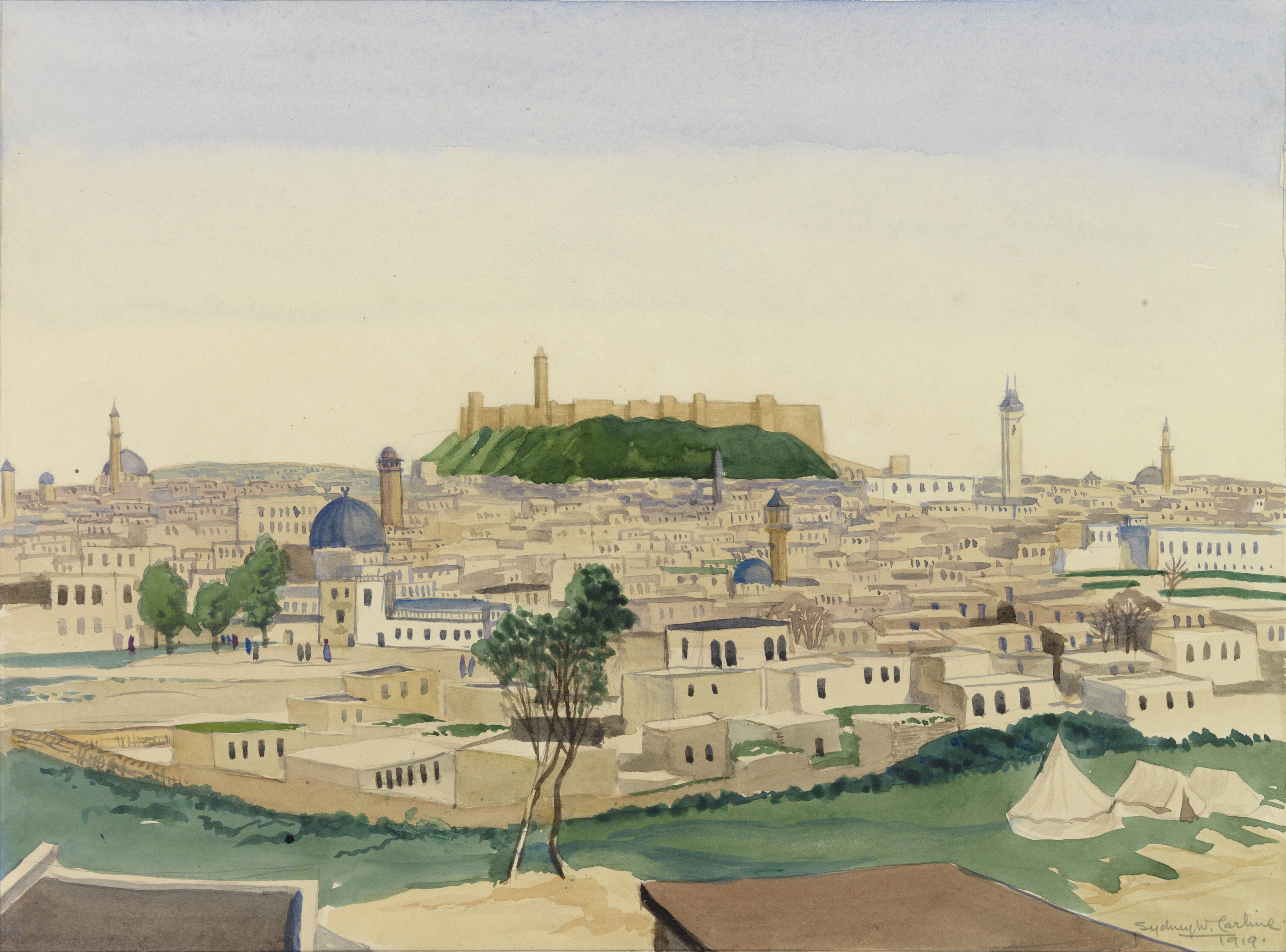
حلب القديمة، كان عُلماؤها وأعيانها في مُقدِّمة من راسل السُلطان سليم في سبيل إعلان الولاء والطاعة له بعد ضعف الدولة المملوكيَّة وانتشار الفساد والظُلم في بلادها.

ولم يقتصر انتشار المشاعر المُعادية لِلسلطنة المملوكيَّة في أوساط العامَّة فحسب، بل انتقلت إلى صُفُوف الجيش، فانخفضت درجة الانضباط بِصورةٍ كبيرة، وأخذ الجُند يتمرَّدون ويُعيثون فسادًا في الشوارع، وانضمَّ إليهم بعض أُمراء المماليك وصاروا يصيحون مُطالبين السُلطان بالسير على نهج أسلافه ووضع حدٍ لِلظُلم. ورفض قُرابة ألف جُندي مغربي كانوا نُواة مدفعيَّة المماليك الاشتراك في القتال عُمومًا، وأعلنوا أنَّهم لن يُحاربوا إلَّا الإفرنج ولن يرفعوا السلاح بِوجه إخوانهم المُسلمين. أدَّت تلك المشاعر التي اجتاحت البلاد والعباد إلى إعدام عددٍ كبيرٍ من أُمراء المماليك بِتُهمة الخيانة، فما كان من نتيجة ذلك إلَّا أن أخذ عددٌ منهم يتواصل سرًّا مع العُثمانيين ويُزوِّد السُلطان سليم بِمعلوماتٍ عن الأوضاع في مصر، وكان في مُقدِّمة هؤلاء الأمير خاير بك الجركسي نائب السلطنة في حلب. بل إنَّ العُلماء في مصر التقوا سرًّا بِالسفير العُثماني واشتكوا لهُ من الأوضاع والمظالم التي طالت الرعيَّة في عهد السُلطان الغوري، وأعلموه أنَّهم ينتظرون السُلطان سليم لِيأتي وينتشل البلاد ممَّا هي فيه. وكذلك فعل عُلماء وأعيان وقُضاة وأشراف حلب، فبعد أن اجتمعوا وتدارسوا الوضع، قرَّروا كتابة عريضة باسم الأهالي ضمَّنوها مطالبهم لِلسُلطان العُثماني، وذكروا فيها أنَّ أهل الشَّام قد ملُّوا من تعسُّف المماليك، وأنَّ رجال الإدارة والحُكم يُخالفون الشريعة الإسلاميَّة، وإنَّهم مُستعدون لِلترحيب بِالسُلطان إن رغب بِالسيطرة على الديار الشَّاميَّة. وهكذا ساهمت جميع هذه العوامل المُشجِّعة إلى التعجيل بِمضيّ العُثمانيين قدمًا في مشروع القضاء على الدولة المملوكيَّة وضم المشرق العربي.

### خُرُوج الحملة الهمايونيَّة إلى الشَّام
خرج السُلطان سليم من إسلامبول وعبر إلى أُسكُدار يوم الخميس 4 جُمادى الأولى 922هـ المُوافق فيه 4 حُزيران (يونيو) 1516م، وعيَّن لِمُحافظة أدرنة ولده الشاهزاده سُليمان، ولإسلامبول الدفتردار پيري باشا، ولِمُحافظة بورصة الصدر الأعظم السابق أحمد باشا بن هرسك. ولمَّا وصل الموكب إلى قونية أرسل السُلطان إلى مُحمَّد باشا البيقلي، الذي انتصر قبل نحو شهرٍ على الصفويين، أن يلحق به عند عُبُوره من الفُرات. ولمَّا علم السُلطان الغوري بِأنباء التحرُّك العُثماني، حرَّك هو الآخر جيشه الذي خرج به من القاهرة، واصطحب معهُ الخليفة العبَّاسي مُحمَّد بن يعقوب المُتوكِّل على الله وقُضاة المذاهب الأربعة وكبار الأُمراء والقادة ومشايخ الطُرُق الصوفيَّة، وسار حتَّى دخل حلب يوم الخميس 10 جُمادى الآخرة 922هـ المُوافق فيه 10 تمُّوز (يوليو) 1516م. ولمَّا علم السُلطان سليم بِوُصُول الغوري إلى حلب، أرسل إليه قاضي العسكر المولى رُكن الدين بن زيرك والأمير قراجة باشا وحمَّلهما كتابًا قال فيه: «السُّلْطَانُ وَالِدِي وَأَسْأَلُهُ الدُّعَاء، لَكِنْ لَا يَدْخُلُ بَيْنِي وَبَيْنَ الصُّوفِيّ فَإِنِّي مَا أَرْجِع عَنْهُ حَتَّى أَقْطَع جَادِرَتَهُ مَنْ عَلَى وَجْهِ الْأَرْضِ فَلَا تَدْخُلُ بَيْنَنَا بِشَيْءٍ مِنْ أَمْرِ الصُّلْح»، وطلب منهُ بعض السُكَّر والحلوى المصريَّة الفاخرة. ولم تكن هذه الرسالة والمُبادرة السلميَّة سوى حركةً بارعةً من السُلطان سليم هدف من خلالها أن يُثني عزم الغوري عن القتال. اطمأنَّ السُلطان الغوري لِرسالة نظيره العُثماني، واعتقد أنَّ الأخير لا يُريد الحرب، وردَّ على الرسولين قائلًا: «لَوْلَا أَنَّهُ مِثْلُ وَلَدِي مَا جِئْت مِنْ مِصْرَ إلَى هُنَا بِأَهْلِ الْعِلْمِ جَمِيعًا حَتَّى نُصْلِح بَيْنَهُ وَبَيْنَ إِسْمَاعِيل شَاه».
وسُرعان ما فوجئ الغوري بتواتر الأخبار حول خلع الكثير من أُمراء القلاع والمُدن الطاعة المملوكيَّة ودُخُولهم في طاعة السُلطان سليم، ومن أبرز هؤلاء يُونُس بك أمير عينتاب، الذي أتى بنفسه وسلَّم مفاتيح المدينة لِلسُلطان العُثماني، إضافةً إلى أُمراء ملطية وبهسنى وكركر وغيرها. وتحقَّق الغوري من أنَّ الصدام إذا نشب بين المماليك والعُثمانيين فقد يُؤدِّي إلى نتائج خطيرة بِالنسبة له، ولِذلك قرَّر أن يُرسل سفارةً من قبله إلى سليم، واستشار الأُمراء والأعيان في هذا الأمر، فاقتضى رأيهم أن يُرسل رجُلين من أهل العلم والدين لِحقن دماء المُسلمين. ولكنَّ الغوري لم يفعل ذلك، وأرسل كاتم سرُّه الأمير مغلباي الدوادار إلى السُلطان سليم لِيُؤكِّد لهُ رغبته في الصُلح، كما أمر عشرة من خيار العسكر بِاصطحابه. وكان سليم قد وصل إلى مدينة البستان في 23 جُمادى الآخرة 922هـ المُوافق فيه 23 تمُّوز (يوليو) 1516م، فتوجَّهت إليه السفارة المملوكيَّة، ولمَّا دخلوا عليه قال لِمغلباي: «يَا مَغْلَبَاي، أُسْتَاذَكَ مَا كَانَ عِنْدَهُ رَجُلٌ مِنْ أَهْلِ الْعِلْمِ يُرْسِلُه لَنَا؟! وَإِنَّمَا أَرْسَلَك بِهَؤُلَاءِ الْعَشَرَةِ يُرْعِبَ بِهِم قُلُوبَ عَسْكَرِي وَيُخَوِّفُهُم بِرُؤْيَة أَجْنَادِه، وَلَكِنْ أَنَا أَكِيْدُه بِمَكِيْدَةٍ أَعْظَمُ مِنْ مَكِيدَتِه». وقبض على مغلباي وقتل من كان معهُ من الجُند، وكاد أن يشنقه، لكنَّ الصدر الأعظم سنان باشا الخادم شفع بِالقاصد المملوكي وذكَّر السُلطان أنَّ السُفراء لا يُقتلون لِمُخالفة ذلك لِحُقوق الدُول والمبادئ السائدة، فعدل السُلطان عن قتله واكتفى بِحلق شعره ولحيته، وأركبه على حمارٍ أعرج أجرب وأعادهُ إلى السُلطان الغوري، وقال له: «قُل لِأُسْتَاذِك يُلَاقِيْنَا عَلَى مَرْجِ دَابِق». وبِهذا، لم يرَ الغوري مفرًّا من القتال، وأمر قُوَّاته بِالخُرُوج من حلب والاستعداد لِلحرب.

### واقعة مرج دابق

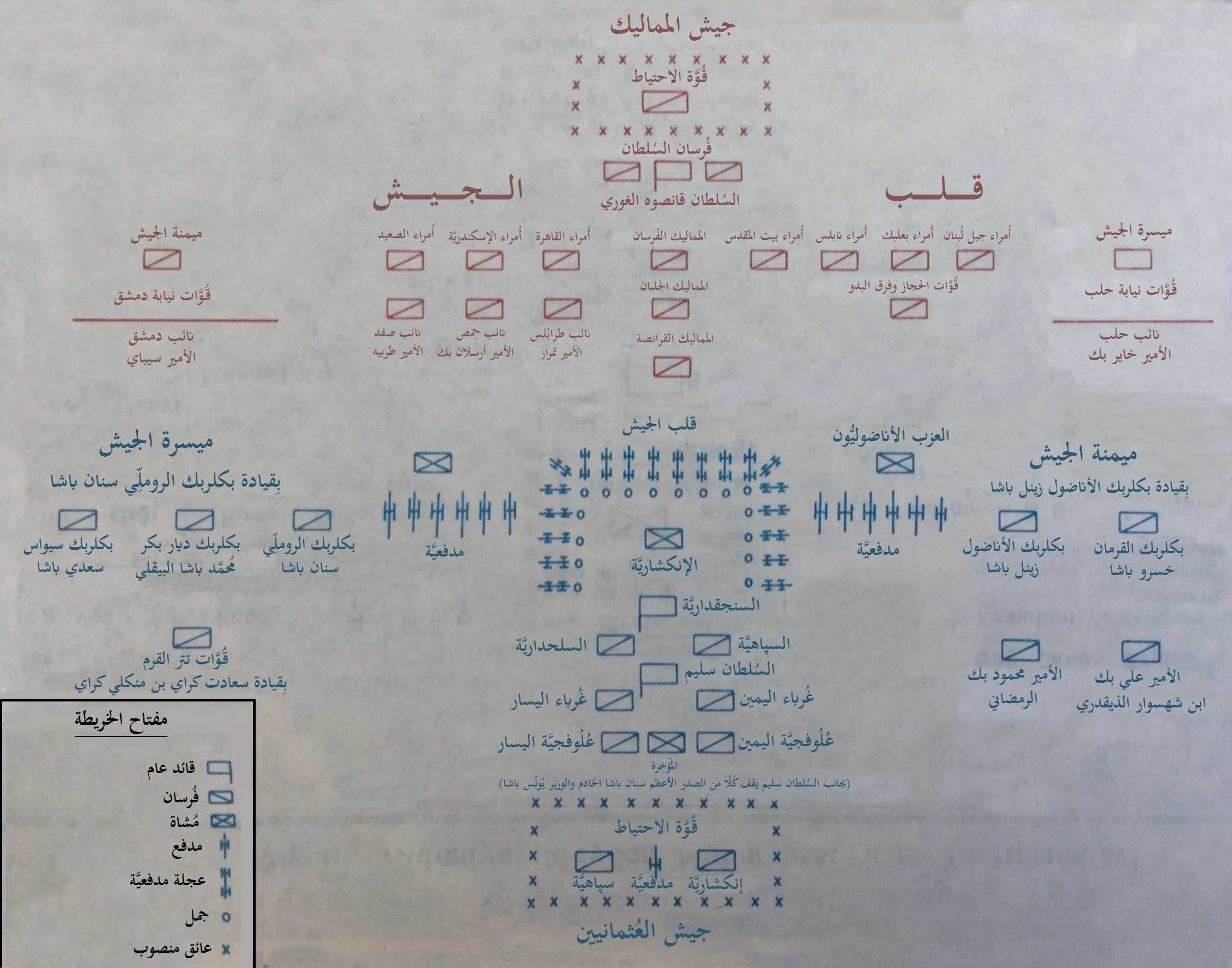
مُخطط واقعة مرج دابق، يُظهر تموضع الجيشين العُثماني والمملوكي.

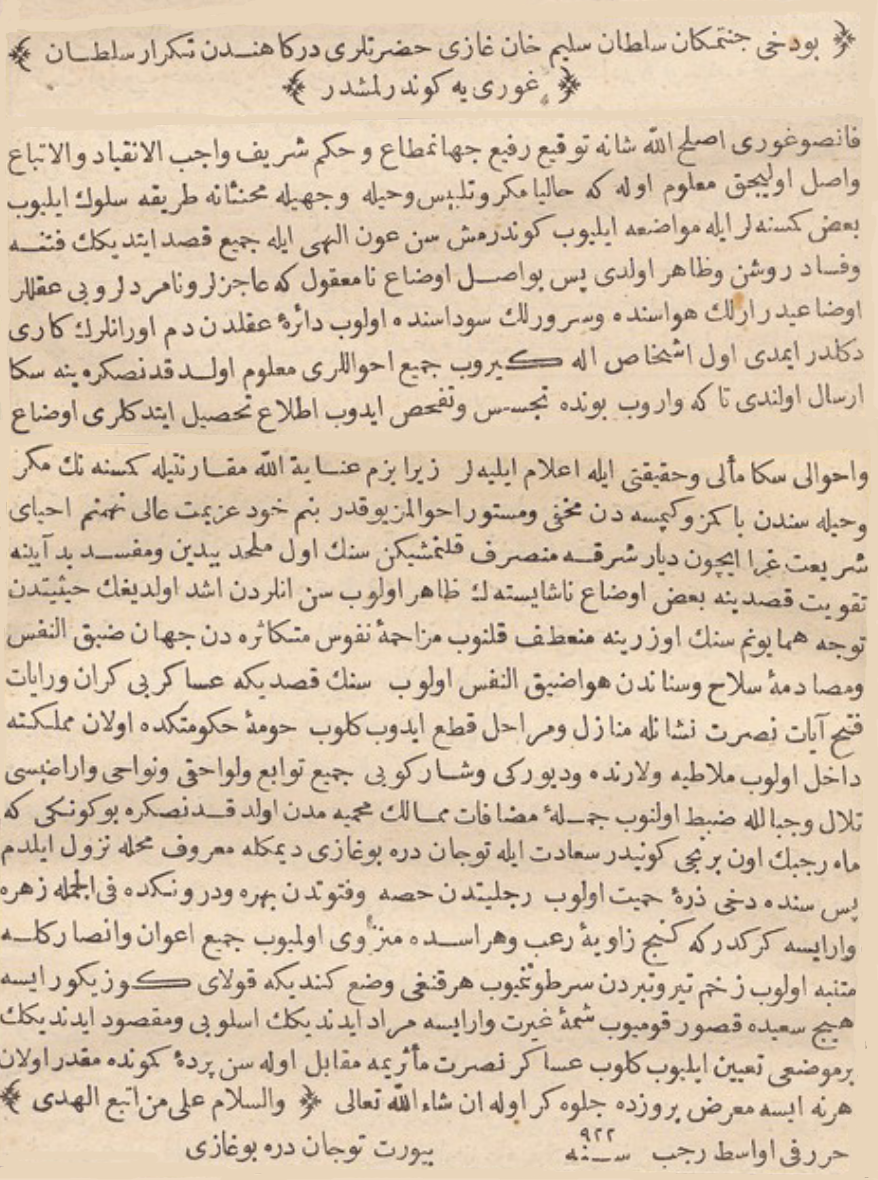
نسخة مطبوعة من آخر رسالة لِلسُلطان سليم إلى السُلطان قانصوه الغوري. طُبعت هذه النسخة سنة 1275هـ في دار الطباعة العامرة بِإسلامبول.

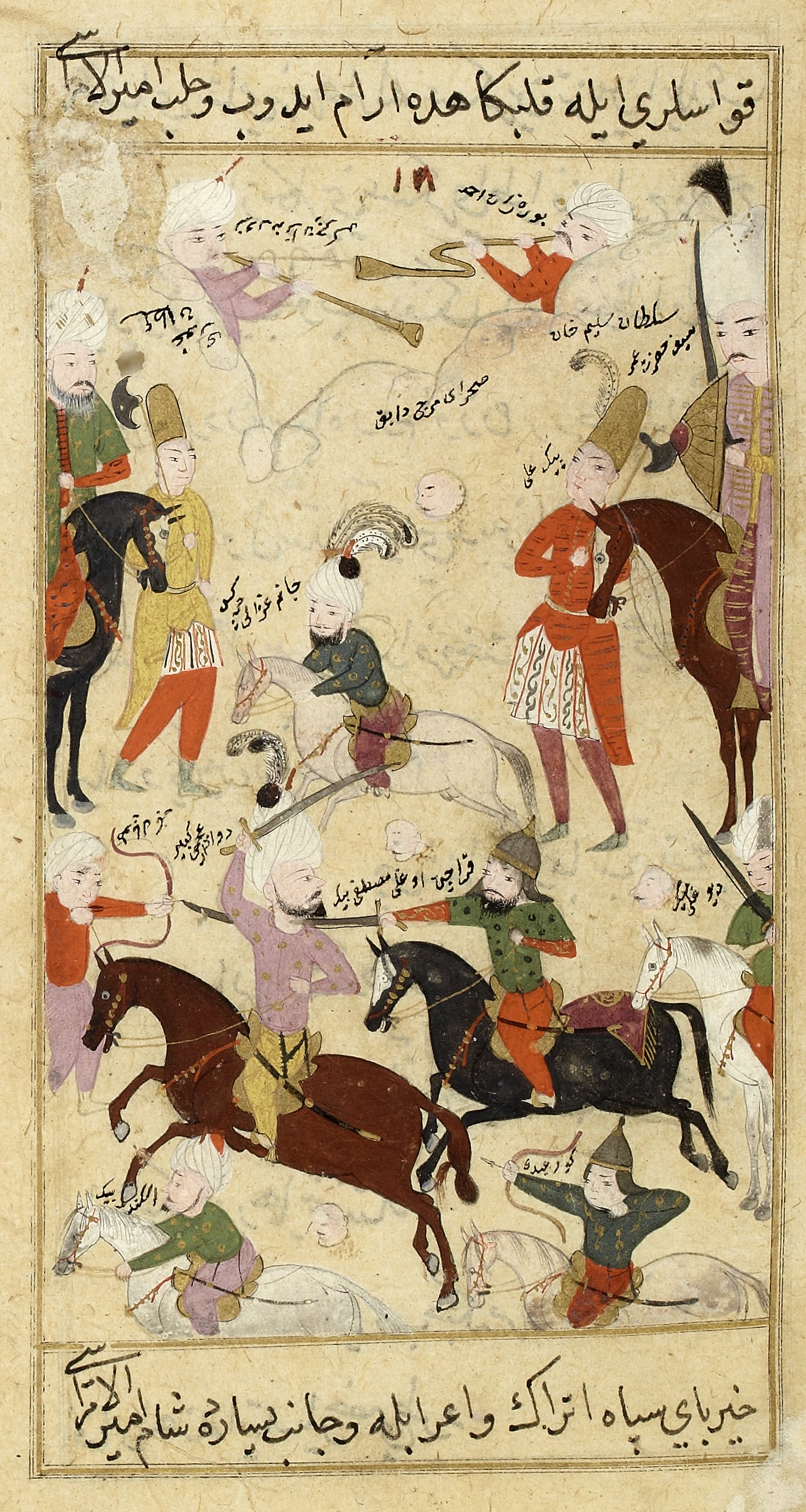
مُنمنمة عُثمانيَّة تُصوِّرُ معركة مرج دابق. يظهر السُلطان سليم في أعلى اليمين والسُلطان الغوري في أعلى اليسار.

تقابل الجيشان العُثماني والمملوكي في مرج دابق شمال حلب يوم الأحد 25 رجب 922هـ المُوافق فيه 24 آب (أغسطس) 1516م، وقُبيل المعركة كتب السُلطان سليم إلى الغوري لِآخر مرَّة يُعاتبه ويُعلمه بأنَّ النصر سيكون في جانب العُثمانيين وأنَّ عاقبة ظُلمه ستحلّ عليه. واللافت أنَّ كتاب السُلطان سليم هذا لم يتضمَّن تبجيلًا وتعظيمًا لِلغوري في ديباجته، كما في المُراسلات السابقة بين العاهلين، وإنَّما افتتحهُ سليم بِقوله: «إلى قانصوه الغوري أصلح الله شأنه»، كما كُتب بِالتُركيَّة وليس بِالعربيَّة. تألَّف الجيش العُثماني من قُرابة ستين ألف جُندي ومائة وخمسين مدفع بحسب التقديرات المُعاصرة، بينهم قُرابة خمسة آلاف مملوك، من جُملتهم 944 مملوكًا سُلطانيًّا (مماليك الغوري نفسه)، وكذلك أعدادٌ من البدو والتُركُمان إلى جانب جُنُود المُقاطعات الشاميَّة والمصريَّة. ولم يستخدم المماليك المدافع والبنادق في حُرُوبهم الميدانيَّة، بل إنَّ جماعاتٌ كبيرة من جُنُودهم لم يكن لها عهد بِالسلاح الناري، وكانوا مُتشبثين بِالعُرف القديم القاضي بِأنَّ الشجاعة والبُطُولة الشخصيَّة هي العامل الفاصل في القتال.
وقف نائب دمشق الأمير سيباي في ميمنة الجيش المملوكي، ونائب حلب خاير بك، المُوالي سرًا لِلعُثمانيين، في الميسرة. وكان السُلطان قانصوه الغوري والخليفة العبَّاسي في القلب، وحولهما مشايخ الطُرُق البدويَّة والقادريَّة والرفاعيَّة. وقيل أنَّ أوَّل من برز إلى القتال كان الأتابكي سودون العجمي ونائب دمشق سيباي والمماليك القرانصة، فقاتلوا قتالًا شديدًا وتمكَّنوا من دفع العُثمانيين وقتلوا منهم فريقًا، لكن ما لبث أن استعاد العُثمانيُّون زمام المُبادرة، وتمكَّنوا بِفضل تفوُّقهم العسكري والانقسام في قيادة المماليك العُليا من دحرهم والفتك بهم، فقُتل الأتابكي سودون العجمي، وقُتل سيباي نائب دمشق، فانهزمت الميمنة وفرَّ من بها من العسكر لِلنجاة بأنفُسهم، وفي هذه الفترة التي تحرَّج فيها القتال، سحب خاير بك - نائب حلب وقائد الميسرة - القُوَّات التي تحت إمرته، وأشاع هزيمة المماليك قائلًا: «الْفِرَار الْفِرَار، فَإِنَّ السُّلْطَانَ سَلِيمًا أَحَاط بِكُم، وَقَتْل الْغُورِيّ، وَالكَسْرَةُ عَلَيْنَا»، وأحدثت هذه الشائعة أثرًا خطيرًا، فأخذت الكتائب والفرق المملوكيَّة تنسحب رويدًا من المعركة. وحاول الغوري تثبيت العسكر وأخذ يستغيثهم، لكنَّ أحدًا لم يُجبه، وعلا الغُبار بين الجيشين بحيث صار الجُند لا يرى بعضهم بعضًا.

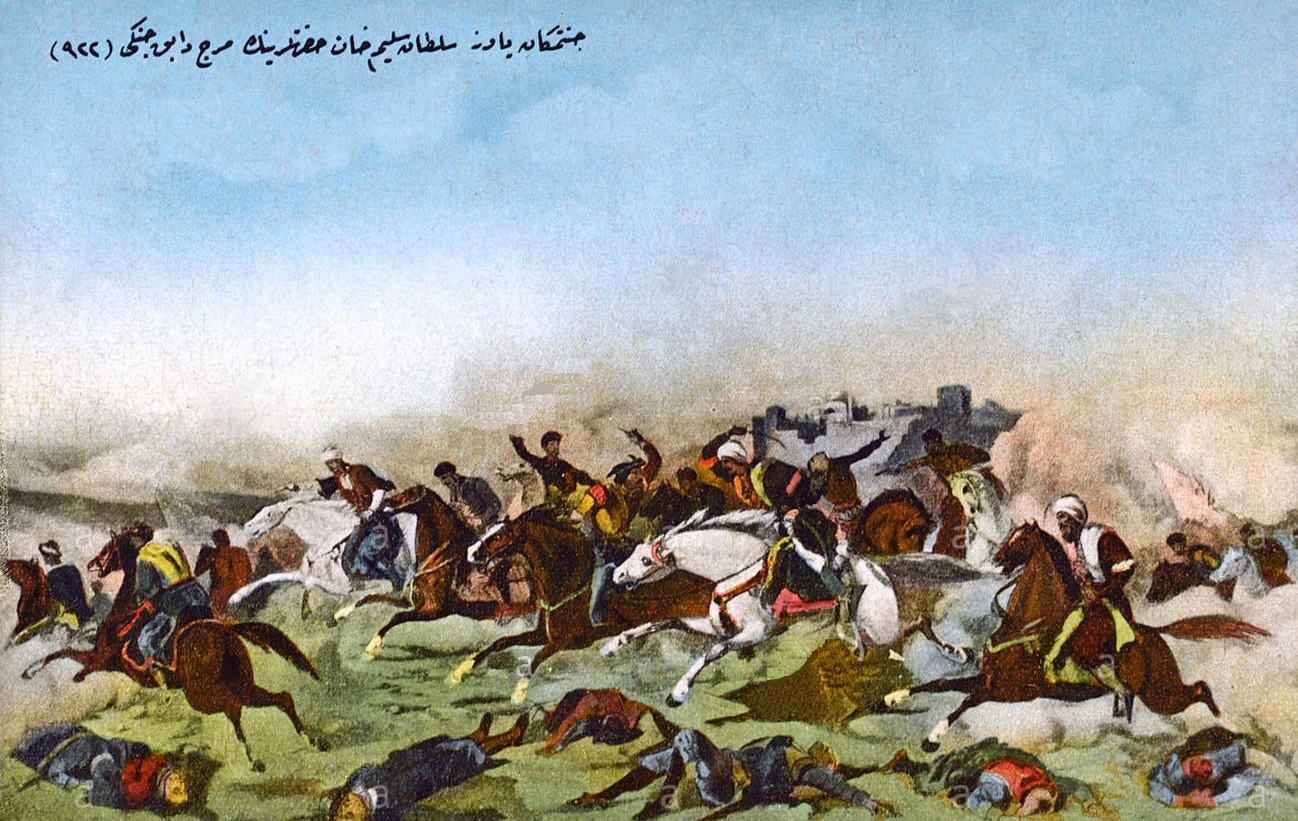
رسمٌ يُصوِّرُ واقعة مرج دابق بين العُثمانيين والمماليك.

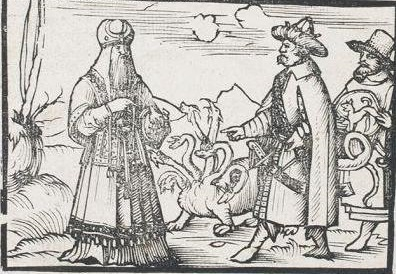
رسمٌ غربيٌّ يعود لِلقرن السادس عشر الميلادي، يُصوِّر تقابل السُلطان سليم (يمينًا) والخليفة العبَّاسي (يسارًا) بُعيد معركة مرج دابق.

وتتفق جميع المصادر على أنَّ السُلطان المملوكي لقى حتفه في هذه المعركة، أمَّا كيفيَّة وفاته فغير معروفة، فيقول ابن إياس أنَّ الغوري لمَّا تحقَّق لهُ الانكسار أصابه فالج في الحال، فطلب ماءً لِيشرب، ثُمَّ مشى به حصانه خطوتين فانقلب على الأرض ومات، وقيل فُقعت مرارته وخرج دمٌ من فمه، وقيل أيضًا أنَّه انتحر في ساعته. ويقول مُنجِّم باشي أنَّ قلَّة (كُرة) مدفع كبير سقطت قُرب الغوري، فعرضهُ اضطرابٌ شديد من هولها، فخرج من بين عساكره هاربًا، لكنَّ جسده لم يُسعفه على الابتعاد كثيرًا من هول الصدمة، فطلب من غُلامه أن يبسط لهُ فراشًا قُرب نهرٍ لِيتوضَّأ، فاضطجع عليه وتُوفي ساعتئذٍ. ويقول ابن إياس أنَّ أحدًا لم يعثر على جُثَّة الغوري، ولا يُعرف ما حلَّ به «فكأنَّ الأرض قد انشقَّت وابتلعته في الحال»، في حين يقول مُنجِّم باشي أنَّ جاووشًا عثر على السُلطان الغوري ميتًا على فراشه، فقطع رأسه وحمله إلى السُلطان سليم على أمل أن يُحسن إليه، فغضب عليه السُلطان لِقطعه رأس ميت ومُخالفته قواعد الأدب مع المُلُوك وإن كانوا أمواتًا، فأراد قتله، ثُمَّ شفع فيه الوُزراء، فاكتفى بِعزله عن وظيفته. وأنشد ابن إياس في هذه المُناسبة قائلًا:
وقد امتدَّت هذه الواقعة من الضحوة إلى العصر، وتتبَّع العُثمانيُّون فُلُول المماليك المُنهزمين يقتلون منهم ويأسرون، وحاول هؤلاء الدُخُول إلى حلب لولا أن أغلق الأهالي أبواب مدينتهم في وجههم، فاضطرُّوا إلى الهرب نحو دمشق في ظُرُوفٍ قاسية. وغنم الجُند العُثمانيون جميع ما في المُعسكر المملوكي من سلاحٍ وأرزاقٍ ومالٍ وتُحفٍ، فكانت مغانمهم لا حصر لها، وأقام السُلطان سليم في سرادق السُلطان الغوري قبل أن يأمر الجيش بِمُتابعة الزحف نحو حلب. وكان من أبرز أُمراء المماليك الذين قُتلوا في هذه المعركة، إلى جانب سودون العجمي وسيباي نائب دمشق: أقباي الطويل وتمراز نائب طرابُلس الشَّام وطربيه نائب صفد وأرسلان نائب حِمص. ووقع الخليفة العبَّاسي مُحمَّد بن يعقوب المُتوكِّل على الله في أسر العُثمانيين، فأحاطهُ السُلطان سليم بِالتكريم وجلس بين يديه وخلع عليه، وأنعم عليه بِمالٍ وردَّهُ إلى حلب، ووكَّل به أن لا يهرب، أي وضعهُ في إقامةٍ جبريَّةِ بالمدينة، ثُمَّ استعدَّ لِيسير بِجيشه ويدخلها.

### ضمّ الديار الشَّاميَّة إلى الدولة العُثمانيَّة

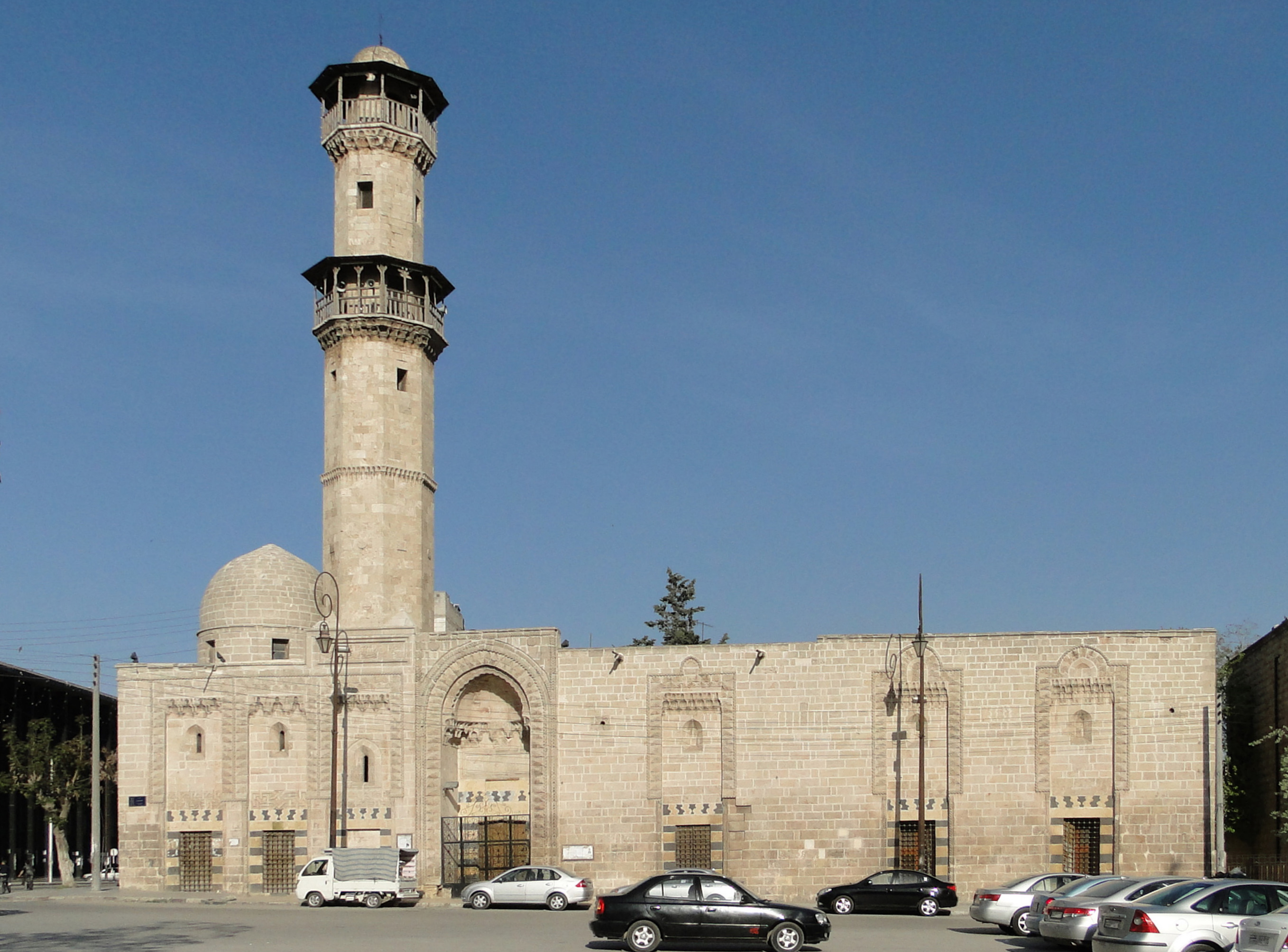
جامع الأطروش في حلب، حيثُ صلَّى السُلطان سليم أوَّل صلاة جُمُعة بُعيد ضم المدينة إلى الدولة العُثمانيَّة.

بعد انتصاره الكبير، سار السُلطان سليم على رأس جيشه حتَّى وصل مدينة حلب، فخرج أهلها إلى لقائه بِالمصاحف والأعلام وهم يُسبِّحون ويُهللون ويتلون الآية القُرآنيَّة: ﴿وَمَا رَمَيْتَ إِذْ رَمَيْتَ وَلَٰكِنَّ اللَّهَ رَمَىٰ﴾، وطلبوا منه الأمان، فأجابهم إلى سؤالهم وقابلهم بِمزيد الإجلال والتعظيم وأكرمهم بِوافر الصدقات. ودخل السُلطان المدينة يوم 29 رجب 922هـ المُوافق فيه 28 آب (أغسطس) 1516م، وكانت حينذاك مدينةً عامرةً بِالتجارة والثراء ويقطُنها قُرابة مائتيّ ألف نسمة أغلبهم يُزاول التجارة على نطاقٍ واسع. وتسَّلم السُلطان قلعة المدينة بِالأمان ووجد فيها أموالًا عظيمة من النُقُود والأمتعة والأسلحة والتُحف التي كان المماليك قد جمعوها فيها، وبحسب ابن إياس فقد بلغت قيمة هذه المتاع نحو «مائة ألف ألف دينار وثمانُمائة ألف دينار»، بينما قدَّرها مؤرخون عُثمانيُّون بِمليون دوقيَّة. ومكث السُلطان سليم في حلب ثمانية عشر يومًا نظَّم فيها شؤون المدينة وأعمالها، فعُومل الحلبيُّون وكأنَّهم من الرعايا العُثمانيين مُنذُ القِدم، ووُلِّي عليهم الأمير قراجة باشا، وفُوِّض القضاء إلى كمال چلبي الشهير بـ«جولمكجي زاده»، والدفترداريَّة إلى عبدي چلبي بن عبد الله باشا. وأرسل السُلطان مبعوثين من جانبه لِاستلام مُدن الأقاليم الشَّاميَّة الشماليَّة وقيليقية ممَّا لم يدخل تحت جناح الدولة العُثمانيَّة بعد، فأطاعت كُلُّها وكانت نحو ثلاثين مدينة، أبرزها: طرندة وديوريكي وأنطاكية وسيس وأضنة وطرسوس وقلعة الروم، وغيرها. وبايع أهل حلب السُلطان سليم على السمع والطاعة بِحُضُور الخليفة العبَّاسي المُتوكِّل على الله، ونائب السلطنة الأسبق خاير بك، والقُضاة الثلاثة: كمال الدين الطويل الشافعي، ومُحيي الدين بن الدميري المالكي، وشهاب الدين الفُتُوحي الحنبلي، أمَّا قاضي القُضاة الحنفي محمود بن الشحنة فكان قد هرب مع العسكر المملوكي إلى دمشق. وعند البيعة أظهر السُلطان سليم التعظيم والتبجيل لِلخليفة العبَّاسي مُجددًا، وجلس بين يديه، وأُشيع أنَّهُ تعهَّد لهُ بإعادة الخلافة العبَّاسيَّة إلى بغداد كما كان الحال قبل سُقُوطها على يد المغول. أمَّا القُضاة فيُروى أنَّهُ وبَّخهم قائلًا: «إِنْتُوا تَأْخُذُوا الرِّشْوَةِ عَلَى الْأَحْكَامِ الشَّرْعِيَّةِ وَتَسْعُوا بِالْمَالِ حَتَّى تَتَوَلَّوْا الْقَضَاء. لَيْش مَا كُنْتُوا تَمْنَعُوا سُلْطَانِكُم عَنْ الْمَظَالِمِ الَّتِي كَانَ يَفْعَلُهَا بِالنَّاس؟». وأدَّى السُلطان أوَّل صلاة جُمُعةٍ لهُ في حلب بِجامع الأطروش، فزُينت المدينة ودُعي له على جميع منابرها ومنابر أعمالها، وفي الخطبة، دعا إمام المسجد لِلسُلطان سليم مُلقِّبًا إيَّاه بِـ«خادم الحرمين الشريفين»، وهو اللقب الذي توارثه السلاطين المماليك مُنذُ قيام دولتهم عن السلاطين الأيُّوبيين، فأصبح سليمٌ بِهذا أوَّل من حمل هذا اللقب من سلاطين بني عُثمان، ويُروى أنَّهُ قال: «الْحَمْدُ لله الَّذِي حَصَلَ لِي هَذَا الْمَقَامِ»، وحين نزل الخطيب من منبره خلع عليه جميع ما كان يلبسه من مفاخر اللباس.

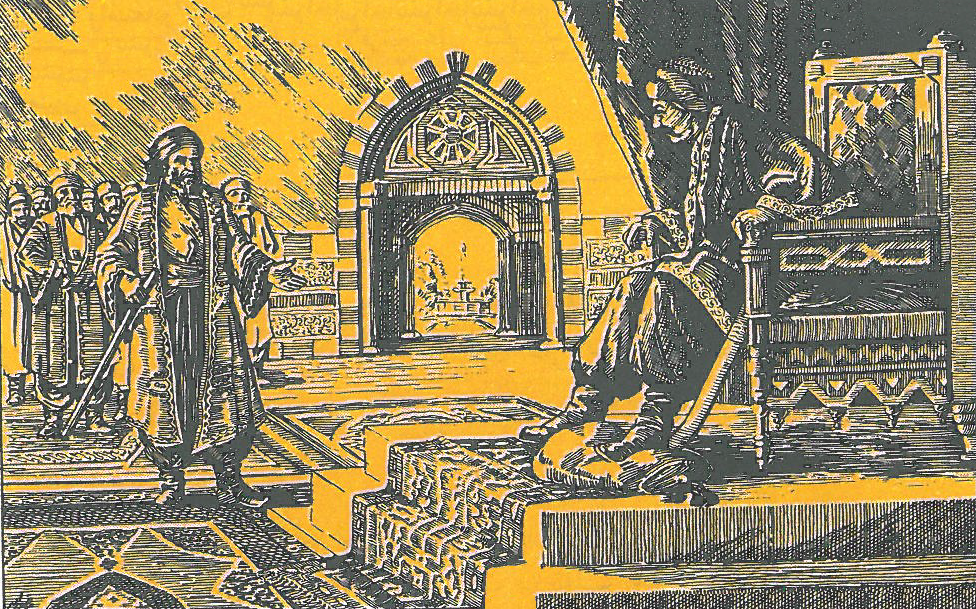
رسمٌ لِلأمير فخر الدين عُثمان المعني وهو يقف بين يديّ السُلطان سليم داعيًا لهُ بِالعزَّة والنصر والتمكين.

بعد ترتيبه شؤون حلب، خرج السُلطان بجيشه مُتابعًا زحفه جنوبًا صوب دمشق، فوصل حماة يوم 23 شعبان 922هـ المُوافق فيه 20 أيلول (سپتمبر) 1516م، فتسلَّمها بِالأمان وأقطعها لِأحد من خواص خُدَّام أبيه وهو «گوزلجه قاسم باشا»، وهو الذي تُنسب إليه قصبة قاسم باشا (بالتركية: Kasımpaşa) في ناحية بك أوغلي بِإستانبول، وبعدها بِيومين وصل العُثمانيُّون إلى حِمص وتسلَّموها بِالأمان أيضًا، وفوَّض السُلطان إمارتها إلى «ابن حتمان». وفي 13 رمضان 922هـ المُوافق فيه 9 تشرين الأوَّل (أكتوبر) 1516م كان السُلطان سليم يدُقُّ أبواب دمشق، فهرب منها المماليك نحو مصر، بينما خرج أهلها وهم يُهلِّلون ويُكبِّرون واستقبلوا حاكمهم الجديد وطلبوا منهُ الأمان، فأجابهم ودخل المدينة وعزم أن يشتي فيها، فإذن لِلعسكر في التفرُّق إلى المشاتي ولِكُلِّ من كان وطنه قريبًا أن يعود إليه. وفي أوَّل جُمُعةٍ من دُخُوله المدينة، خُطب لِلسُلطان سليم على منبر الجامع الأُموي وسائر مساجد دمشق إعلانًا بِدُخُول البلاد تحت جناح الدولة العُثمانيَّة، وفي أثناء ذلك تتابع دُخُول البلاد الشَّاميَّة في الطاعة، فتسلَّم السُلطان طرابُلس وبعلبك وبيت المقدس وصفد وغزَّة سلمًا، ووفد عليه أُمراء الإقطاعيَّات الصغيرة أيضًا مُعلنين ولائهم، وكان في مُقدِّمة هؤلاء أُمراء جبل لُبنان وعلى رأسهم فخر الدين عُثمان المعني أمير الشوف، وجمال الدين اليمني أمير الغرب، وعسَّاف التُركُماني أمير كسروان. وبحسب الرواية الكلاسيكيَّة اللُبنانيَّة، فإنَّ فخر الدين المذكور ألقى خطبةً بليغةً أمام السُلطان سليم قال فيها:
فأُعجب السُلطان ببلاغة الأمير فخر الدين وبِفصاحته وجسارته، فأنعم عليه وقرَّبه، وقال: «هذا الرَّجل بالحقيقة واجبٌ أن يُدعى سُلطان البر»، ومُنذُ ذلك الوقت لُقِّب الأمير المعني بِهذا، وقُدَّم المعنيُّون على غيرهم من أُمراء جبل لُبنان. مكث السُلطان سليم في دمشق قُرابة شهرين وثمانية عشر يومًا أمضاها في زيارة معالم المدينة والتعرُّف عليها، فأمر بِترميم وتوسيع جامع الشيخ مُحيي الدين بن عربي وضريح الملك الناصر صلاح الدين الأيُّوبي، والجامع الأُموي، وفرَّق الإنعامات على سائر المساجد. وأنشأ السُلطان أيضًا أوقافًا على مسجد الشيخ ابن عربي وبنى بِقُربه مطبخًا لِإطعام الفُقراء، وجعل لِلأوقاف ناظرًا يجمع غلَّتها، وبحسب ابن أبي السرور البكري فإنَّ السُلطان سليم كان أوَّل من اهتمَّ بِمقام ابن عربي من الحُكَّام المُسلمين. واهتمَّ السُلطان خلال فترة إقامته بِدمشق بِمُجالسة عُلمائها ومشايخها، سيَّما الشيخ مُحمَّد البدخشي الذي زاره في الجامع الأُموي مرَّتين واستجلب دُعاءه.

### خُرُوج الحملة الهمايونيَّة إلى مصر

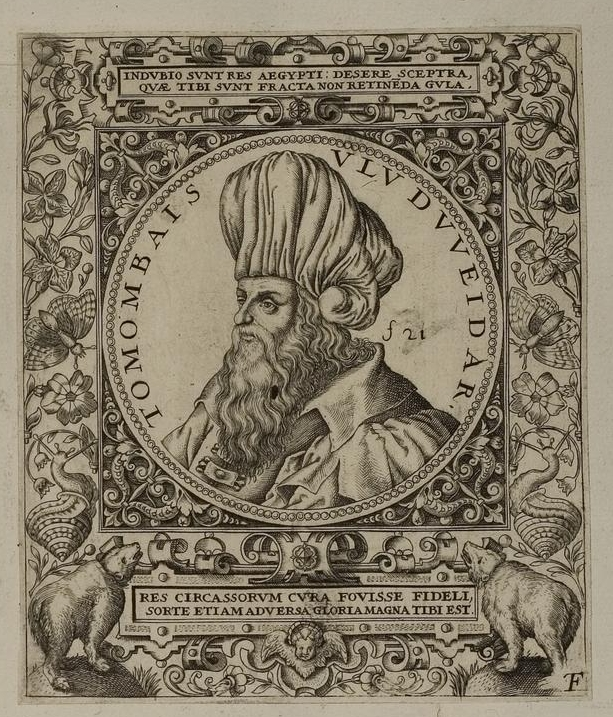
رسمٌ لِآخر سلاطين المماليك، الملك الأشرف أبو النصر طومان باي.

خِلال الوقت الذي كان السُلطان سليم يفرض فيه سيطرته على الشَّام، اجتمع أُمراء المماليك العائدون إلى مصر لِدراسة الموقف الناجم عن الهزيمة الكبيرة، واختيار سُلطانٍ جديدٍ يتولَّى القيادة ويعمل على تدعيم القُوَّة الدفاعيَّة لِلصُمُود أمام الزحف العُثماني. فوقع اختيارهم على طومان باي، الذي كان نائبًا عن السُلطان الغوري أثناء غيبته في الشَّام. امتنع طومان باي بدايةً عن قُبُول السلطنة خوفًا من الغدر الذي أصبح أبرز سمات المماليك في أواخر دولتهم، إضافةً لِعلمه بِالانقسامات الخطيرة بين صُفُوفهم والضيق الاقتصادي الذي كانت تُعاني منه الديار المصريَّة. لكنَّ أكابر الأُمراء أجبروه على القُبُول، وجرت بيعته يوم 14 رمضان 922هـ المُوافق فيه 11 تشرين الأوَّل (أكتوبر) 1516م. ولم يكن سليم من ناحيته مُتشوقًا لِلاستمرار في الحرب، فقد حقَّق هدفه الرئيسي وهو القضاء على التحالف المملوكي الصفوي، لِذا حاول استقطاب طومان باي سلمًا، وكتب يعرض عليه الدُخُول في طاعته لقاء بقائه وجميع الأُمراء في مناصبهم، فقال: «إنَّ لَكُمْ الْأَمَانَ إِن سَلَّمْتُم لَنَا مِصْر، وَأَنْتُمْ عَلَى وَظَائِفِكُم، وَأَنَا أَكْسُو الْكَعْبَة، وَأُوَلِّي فِي الْبِلَادِ وَالْقِلَاعِ مَنْ اخْتَارُ، وَإِنْ لَمْ تُسَلِّمُوا فَإِنَّا نَأْتِي إلَيْكُم». وحمل هذه الرسالة إلى القاهرة أحد الأُمراء العُثمانيين المدعو مُراد بك الجركسي، فلمَّا عرضها على طومان باي غضب عليه وقتله، ويُحتمل أيضًا أن يكون مقتل مُراد بك هذا قد وقع على أيدي الأُمراء المماليك دون رضى طومان باي، إذ يُعتقد أنَّ الأخير مال إلى قُبُول عرض السُلطان سليم لِمعرفته بِعدم مقدرة المماليك على التصدي لِلعُثمانيين الأقوياء، خاصَّةً بعد هزيمتهم المُدوِّية في مرج دابق، لكنَّ أُمرائه قتلوا الرسول لِإجبار سُلطانهم على الدُخُول في الحرب في سبيل الحفاظ على مُلكهم من الضياع.
أثار قتل الرسول العُثماني سخط السُلطان سليم، وجعلهُ يعقد العزم على المضي قدمًا لِضم الديار المصريَّة إلى الدولة العُثمانيَّة. وما أن حلَّ الشتاء حتَّى تجهَّز السُلطان لِلخُرُوج إلى مصر، فوزَّع على الجُند خمسُمائة حِمل من الدراهم زيادةً على ما استحقُّوه من رواتبهم الدوريَّة، واشترى ألف قطارٍ من الجمال لِحمل المياه لِلعساكر، غير تلك التي خصَّصها لِخاصَّته وحاشيته، لِتُعين الجُمُوع خلال زحفهم في الصحراء. وكان الكثير من الأعيان والأُمراء يودُّون لو يمنعوا السُلطان عن الزحف نحو مصر وأخذها، إلَّا أنَّ أحدًا منهم كان لا يقدر على التفوُّه بِخلاف رأيه، خاصَّةً في هذه النُقطة.

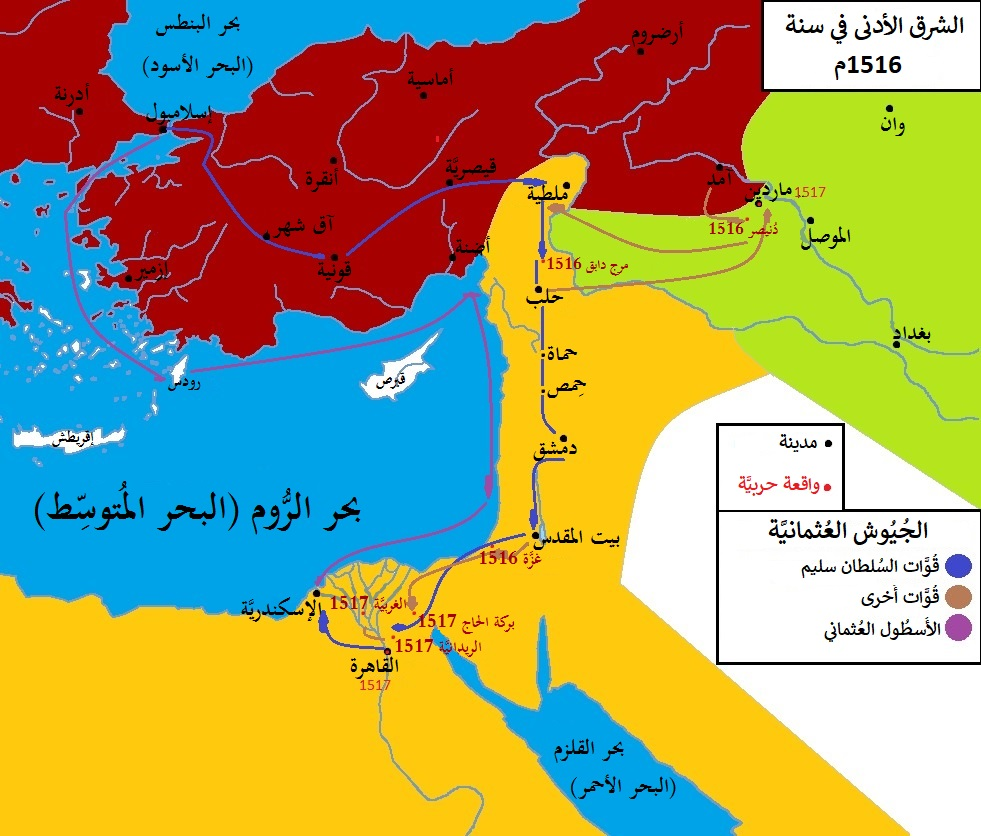
خريطة تُصوِّرُ مسار السُلطان سليم وجيشه وأُسطُوله من إسلامبول إلى الشَّام ثُمَّ مصر وأبرز المعارك التي دارت بين العُثمانيين والمماليك.

أرسل السُلطان سليم بدايةً الصدر الأعظم سنان باشا الخادم في خمسة آلاف فارس إلى غزَّة لِلاستكشاف والاستخبار، ولمَّا وصلت الأخبار إلى القاهرة بتحرُّك العُثمانيين، أرسل طومان باي الأمير جانبردي الغزالي، وهو أحد قادة الجيش المملوكي في واقعة مرج دابق، في ستَّة آلاف فارس إلى جانب غزَّة، بعد أن عيَّنه نائبًا لِلسلطنة في دمشق. ولمَّا وصل المماليك إلى خان يونس بيَّتهم (هاجمهم ليلًا) سنان باشا وقاتلهم قتالًا شديدًا امتدَّ إلى اليوم التالي (26 ذي القعدة 922هـ = 21 كانون الأوَّل (ديسمبر) 1516م)، ثُمَّ انكسر المماليك ولم يفلت منهم إلَّا جمعٌ قليل مع جانبردي الغزالي، ففرُّوا عائدين إلى مصر، وقُتل وأُسر ما عداهم. أرسل سنان باشا الأسرى ورُؤوس القتلى إلى السُلطان سليم، الذي كان قد غادر دمشق حينذاك وتوجَّه لِزيارة بيت المقدس حيثُ صلَّى صلاة الحاجة في المسجد الأقصى، الذي أُنير ترحيبًا بِقُدُومه بِنحو 12,000 قنديل.
ومن بيت المقدس توجَّه السُلطان إلى مدينة الخليل وزار الحرم الإبراهيمي، ثُمَّ ذهب إلى غزَّة حيثُ التحق بِسنان باشا، وأدَّى في المدينة صلاة عيد الأضحى، ومنها اتَّجه إلى سيناء وبدء باجتيازها مع جيشه العرمرمي. ومن المعروف أنَّ العُثمانيُّون تمكَّنوا من اجتياز صحراء سيناء خلال ثلاثة عشر يومًا فقط، وممَّا هوَّن عليهم ذلك كان هُطُول الأمطار في كُلِّ يومٍ تقريبًا، بحيثُ يُقدَّر أنَّ الجيش تمكَّن من اجتياز المسافة المُمتدَّة من قطية إلى القنطرة، البالغة 50 كيلومترًا، في يومٍ واحد. فقد ثبَّتت الأمطار الأرض الرمليَّة تحت أرجل الجُند، فلم يتعبوا لا هم ولا دوابهم في المسير، ولم يحصل لهم أي نقصٍ في المياه. وسُرعان ما اجتاز العُثمانيُّون برزخ السويس، ودخلوا الديار المصريَّة، لِيبدأ الإعداد لِلمعركة الحاسمة التي كُتب لها أن تُسدل الستار على حياة الدولة المملوكيَّة.

### واقعة الريدانيَّة

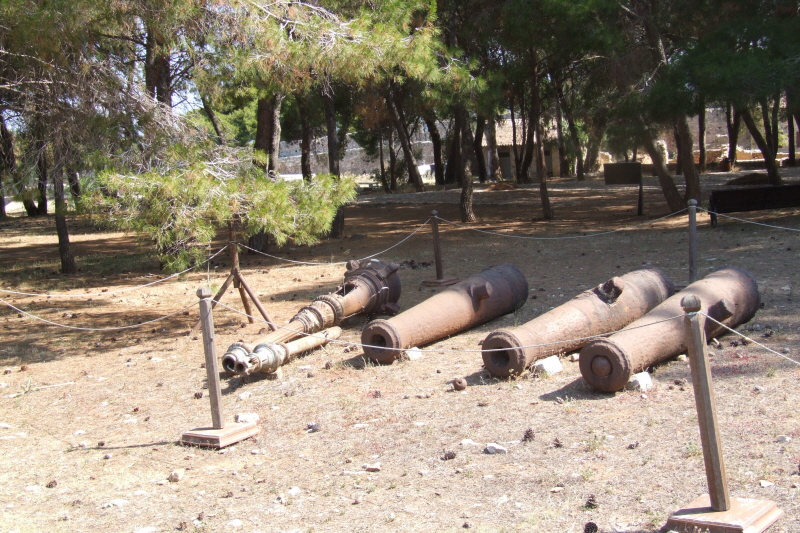
مثالٌ عن مدافع ثابتة من النوع الذي استخدمه المماليك دون أن يكون مُلائمًا لِلحُروب الميدانيَّة.

ما أن أُشيع بين الناس أنَّ العُثمانيين دخلوا مصر حتَّى اضطربت أحوال البلاد، وشرع أهالي القاهرة يُحددون أماكن في أطراف المدينة وجوانبها لِيختفوا فيها إذا ما جرى قتال، بل إنَّ بعض الناس عوَّل على حمل أهله وعياله في مراكب والتوجُّه بهم إلى أعالي الصعيد ريثما تستقر الأوضاع ويُنادى بِالأمان. أمَّا السُلطان طومان باي فإنَّهُ رغب بِالتصدي لِلعُثمانيين عند الصالحيَّة قبل أن يصلوا إلى موارد المياه والرعي وقبل أن يحصل مُشاتُهم وفُرسانهم على راحتهم من مسيرتهم السريعة عبر صحراء سيناء. وكان ذلك اختيارًا مُوفقًا من الناحية الاستراتيجيَّة، إلَّا أنَّ السُلطان المملوكي لم يستطع تنفيذ ذلك إزاء مُعارضة كبار القادة والأُمراء الذين أصرُّوا على الوُقُوف عند الريدانيَّة، خارج القاهرة مُباشرةً. وهدف أُمراء المماليك من وراء هذا أن يهزموا العُثمانيين ويُجبرونهم على التراجع إلى الصحراء ومُطاردتهم فيها وإبادتهم، ثُمَّ استرداد الشَّام بِيُسر. وعمل طومان باي ومن معهُ على تقوية تحصينات الريدانيَّة على عجل، فنصب قُرابة مائتيّ مدفع حول المُعسكر، وسلَّح بعض الجُنُود بالبنادق، مُعتمدًا على الاشتباك مع العُثمانيين في معركةٍ طويلة. والحقيقة أنَّ الجيش المملوكي حمل في طيَّاته بُذُور إخفاقه أمام الجيش العُثماني، فالمدافع التي نصَّبها طومان باي كانت مدافع ثابتة تُستخدم في الدفاع عن القلاع، ولا تُستعمل في الحُرُوب الميدانيَّة، كما عانى من فُقدان التُركُمان والأكراد الذين كانت بلادهم قد أصبحت جُزءًا من الدولة العُثمانيَّة، ولا يُقاتلون إلَّا في جُيُوشها، فلم يعد بإمكانه إلَّا الاعتماد على خيَّالته التُركيَّة والشركسيَّة وفُرسان العربان، وكان الأخيرين لا يُركن لهم لِكُرههم الحروب النظاميَّة والميدانيَّة ولِعدم انتظامهم.

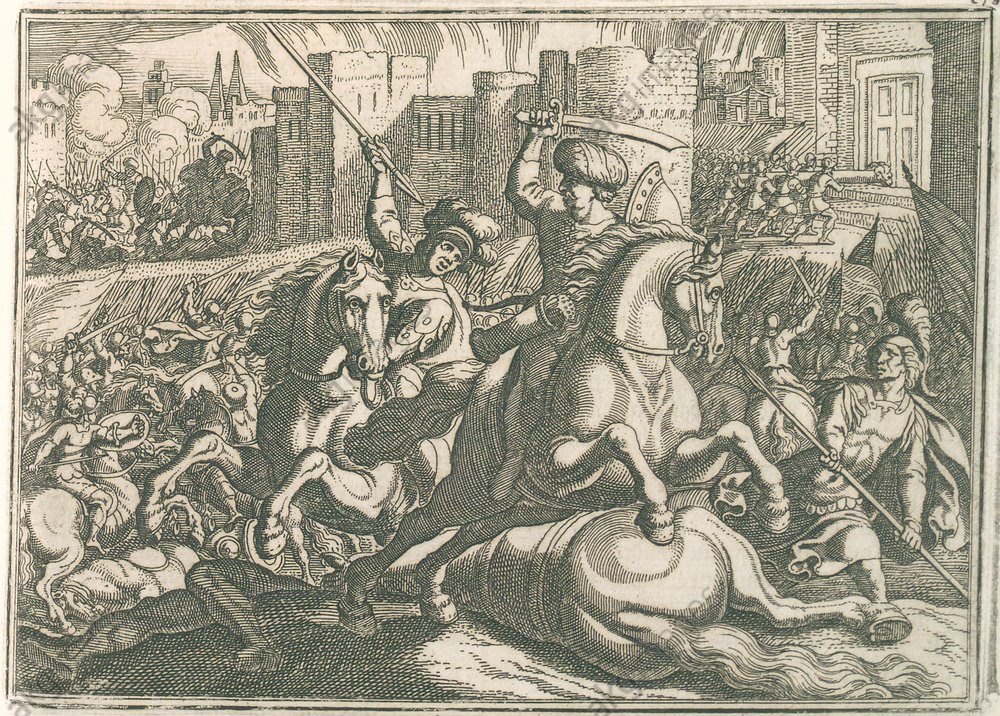
طبعة حجريَّة تُصوِّرُ واقعة الريدانيَّة بِشكلٍ خياليٍّ، بحيثُ يبدو السُلطانان سليم وطومان باي وهما يتقاتلان عند أسوار القاهرة.

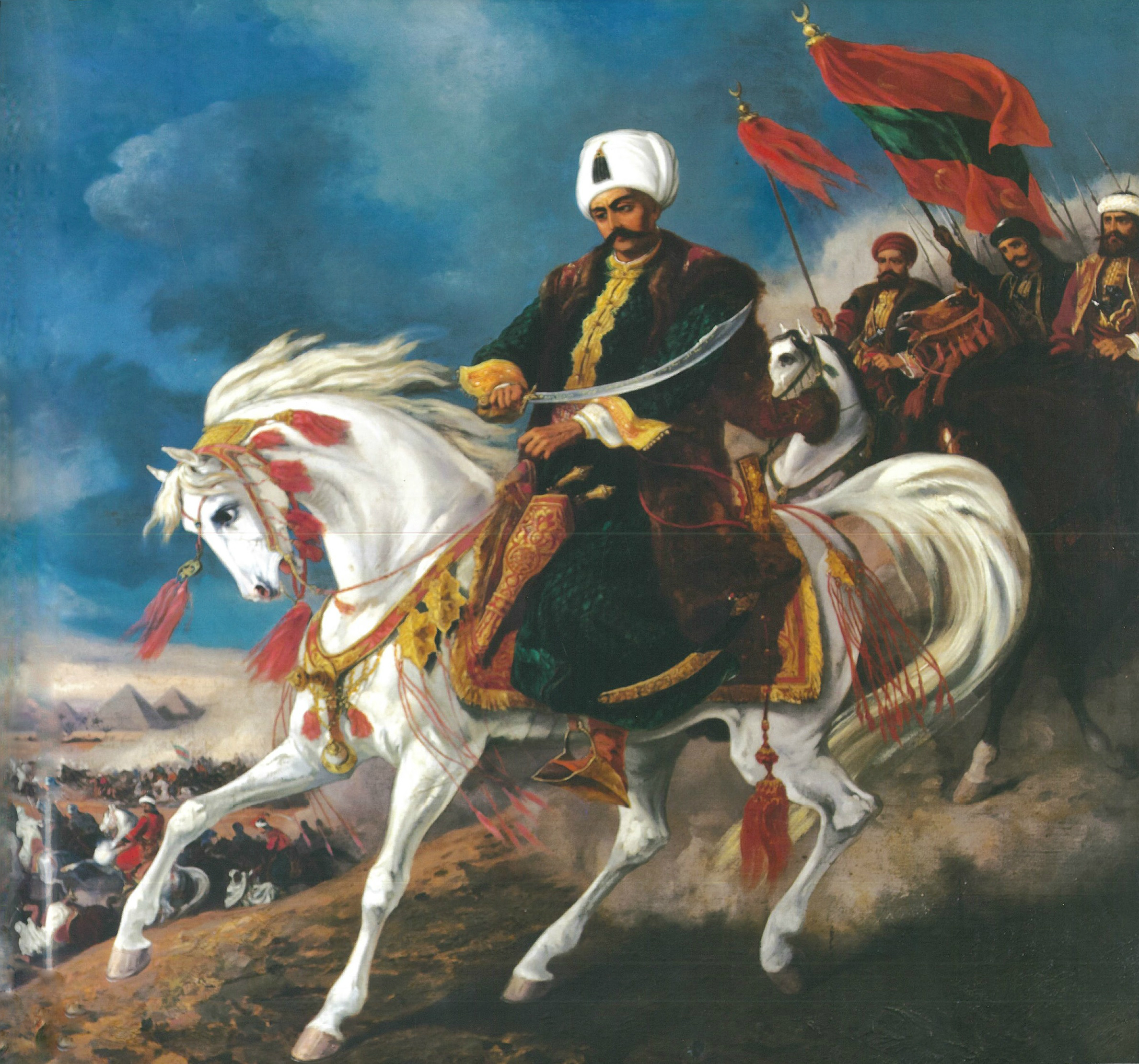
السُلطان سليم يُشاهد القتال من إحدى الهضاب.

أرسل السُلطان سليم الصدر الأعظم سنان باشا لِلاستطلاع والاستعلام عن الاستعدادات المملوكيَّة، فعاد إليه يقول أنَّ مدافع المماليك مُوجَّهة نحو طريق العادليَّة على اعتبار أنَّها الطريق المُلائم والمنطقي والمفتوح لِلوافدين إلى القاهرة، وبِهذا فلا يُمكن دُخُول المدينة قبل اجتياز الاستحكامات المملوكيَّة. عندئذٍ رأى السُلطان أن يُباغت المماليك من موضعٍ آخر، فاستشار من يعلم طبيعة تلك البلاد، فاتَّفقت كلمتهم على النُزُول من جبل المُقطَّم، ورُتِّب الجيش بناءً على هذا، فقام في الميمينة الصدر الأعظم سنان باشا مع عسكر الأناضول، ومعهُ كُلٌ من علي بك بن شهسوار وفرُخشاد بك البايندري ومحمود بك الرمضاني، وقام في الميسرة الوزير يُونُس باشا مع عسكر الروملِّي وأُمرائها، وبين يديّ السُلطان الإنكشاريَّة وسائر طائفة القپوقوليَّة.
وفي يوم 29 ذي الحجَّة 922هـ المُوافق فيه 23 كانون الثاني (يناير) 1517م، أمر السُلطان عدَّة كتائب عُثمانيَّة بِالتظاهر بِالهُجُوم، في حين سار هو بِبقيَّة الجيش ونزل من الجبل حسب الخطَّة، فأصبح خلف المماليك. ولمَّا شاهد طومان باي العُثمانيين خلفه أدرك حُلُول العاقبة التي كان يخشاها، واضطرَّ إلى الخُرُوج لِلصحراء المفتوحة ومُجابهة أعداءه، فلم يستفد من المدافع في شيء لِعدم إمكان تحريكها.
وأمطر العُثمانيُّون المماليك بِالرصاص فحصدوهم حصدًا، وقُتل منهم ما لا يُحصى، لكنَّ فُرسانهم استمرُّوا يُقاتلون بِشجاعتهم المعهودة، فهجم جانبردي الغزالي في نُخبةٍ من العسكر على الصدر الأعظم سنان باشا في الميمنة، فخرق الصُفُوف وحرَّك الجُند من مواضعهم وفرَّقهم، فاضطرَّ سنان باشا إلى مُباشرة القتال بِنفسه، فأصابه الغزالي بِجراحٍ بليغةٍ ثُمَّ انسحب، ولم تُمهل تلك الجراح الصدر الأعظم طويلًا، فتُوفي مُتأثرًا بها. ولم يستفد المماليك من شجاعة فُرسانهم شيئًا، فسُرعان ما انكسروا وقُتل جمعٌ عظيمٌ من أُمرائهم، وفرَّ طومان باي ناجيًا بِحياته بِاتجاه الصعيد، في حين فرَّ جانبردي الغزالي نحو الصالحيَّة.
اغتنم الجُنُود العُثمانيُّون الكثير من الأسلحة والدواب والأقمشة والأمتعة والذخائر ممَّا تركه المماليك خلفهم، وأمر السُلطان بِتتبًّع الهاربين وإعدام جميع الأسرى، فقُتل منهم عالمٌ عظيم. وكان ممن قُتل من القادة والأُمراء العُثمانيُّون في هذه المعركة: محمود بك الرمضاني، ويُونُس بك أمير عينتاب، وعلي آغا الخزندار، وغيرهم. ويُروى أنَّ السُلطان سليم حزن حُزنًا شديدًا لِمقتل سنان باشا، فبكاه وتأسَّف عليه قائلًا: «نِلْتُ مِصْر، وَفَقَدْتُ يُوسُفَ الَّذِي لَا تَعْدِلَهُ مِصْر بِوَجْه». بعد الواقعة، عيَّن السُلطان الوزير يُونُس باشا صدرًا أعظمًا، وحدَّد رجالًا لِضبط القاهرة في اليوم التالي، وأمر بِدفن القتلى.

### ضمّ القاهرة وحرب الشوارع مع المماليك

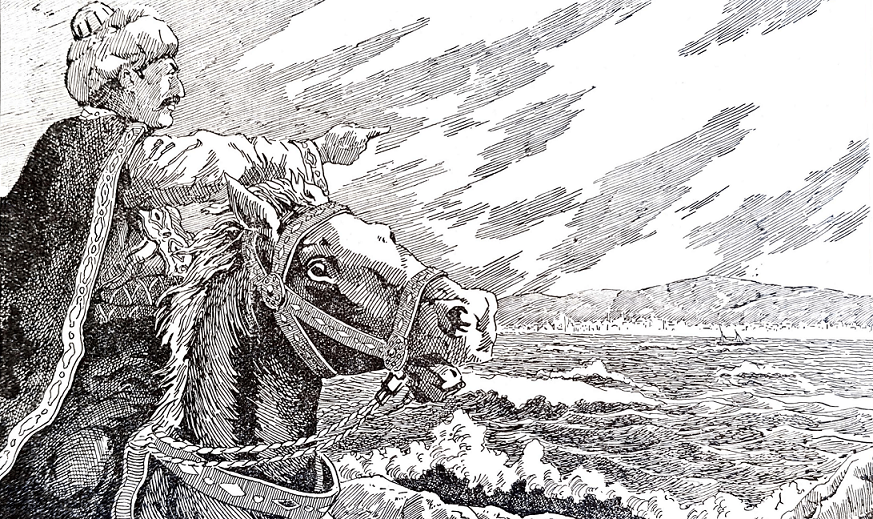
رسمٌ تخيُّليّ لِلسُلطان سليم وهو يُشيرُ إلى مدينة القاهرة. أُوكلت مُهمَّة القضاء على أُمراء وأعيان المماليك في المدينة إلى العساكر العُثمانيين قبل أن يدخلها السُلطان.

في اليوم التالي لِواقعة الريدانيَّة، أي الجُمُعة 30 ذي الحجَّة 922هـ المُوافق فيه 24 كانون الثاني (يناير) 1517م، أرسل السُلطان سليم الخليفة العبَّاسي المُتوكِّل على الله ومعهُ القُضاة الثلاثة: كمال الدين الطويل الشافعي ومُحيي الدين الدميري المالكي وشهاب الدين الفُتُوحي الحنبلي، والأمير خاير بك، وعددٌ من الوُزراء، وحشدٌ غفير من الجُنُود العُثمانيين. فدخلوا جميعهم من باب النصر وعلى رأسهم الخليفة وأمامه المشاعليَّة، الذين جعلوا يُنادون لِلناس بِالأمان والاطمئنان وبِعودة البيع والشراء، وأنَّ لا أحد سيُشوِّش على غيره من الرعيَّة، وقد غُلق باب الظُلم وفُتح باب العدل، وأنَّ على كُلِّ من يحمي مملوكًا من مماليك السُلطان طومان باي أن يُسلِّمه لِلجُند العُثمانيين وإلَّا شُنق على باب داره، والدُعاء لِلسُلطان سليم بِالنصر، فضجَّ لهُ عوام الناس بِالدُعاء. وفي ذلك اليوم خُطب باسم السُلطان على منابر مصر القديمة والقاهرة بالشكل التالي: «وَانْصُر اللَّهُمّ السُّلْطَان بْنِ السُّلْطَانِ، مَالِك البَرَّيْن وَالْبَحْرَيْن، وَكَاسِر الَجيْشَيْن، وَسُلْطَان العِرَاقَيْن، وَخَادِم الْحَرَمَيْنِ الشَّرِيفَيْنِ، الْمَلِك الْمُظَفَّر سَلَيْم شَاه، اللَّهُمّ أُنْصُرُه نَصْرًا عَزِيزًا وَافْتَح لَهُ فَتْحًا مُبِينًا، يَا مَالِكَ الدُّنْيَا وَالْآخِرَةِ يَا رَبِّ الْعَالَمِينَ». وأرسل السُلطان سليم جماعةً من الإنكشاريَّة وأوقفهم على أبواب المدينة لِيمنعوا سائر طوائف الجُند العُثماني من النهب والسلب، ولِإخافة اللُصُوص الذين قد يستغلُّون فترة الاضطرابات المُرافقة لِانتقال السُلطة، فيُعيثون فسادًا في البلد. وأمر السُلطان أيضًا بِالبحث عن المماليك الهاربين والمُتخفين، فلاحقتهم العساكر العُثمانيَّة ووجدوا بعضهم مُختبئًا في المقابر وبعضهم الآخر في غياض المطريَّة، كما لاحقوا أولئك المُختبئين في القاهرة نفسها، فأتوا بهم إلى السُلطان الذي أمر بِضرب أعناقهم جميعًا دون تفرقةٍ بين الأمير المُقدَّم أو المملوك العادي.

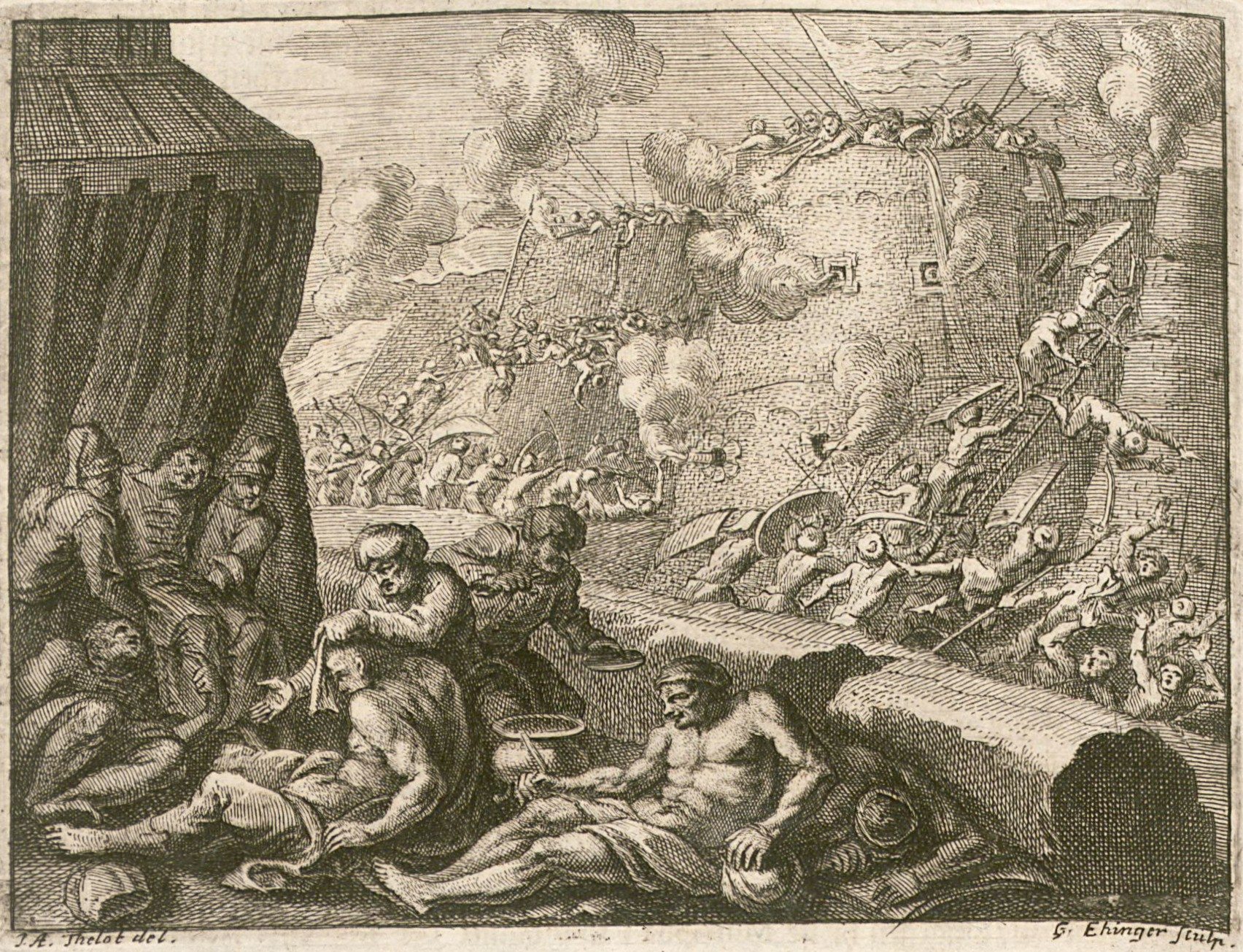
طبعة حجريَّة ألمانيَّة تُصوِّرُ اقتتال العُثمانيين والمماليك داخل القاهرة.

أقام السُلطان سليم في بولاق على شاطئ النيل طيلة ثلاثة أيَّام جرى خلالها تتبُّع المماليك وقتلهم كما أُسلف. وفي يوم الإثنين 3 مُحرَّم 923هـ المُوافق فيه 27 كانون الثاني (يناير) 1517م، أوكب السُلطان ودخل القاهرة من باب النصر وشقَّ المدينة، فاصطفَّ الناس لِلتفرُّج عليه وعلى موكبه الحافل، وارتفعت الأصوات بِالدُعاء لهُ من الناس قاطبةً بحسب شهادة ابن إياس، وسُلِّمت لهُ مفاتيح قلعة الجبل، مقر السلاطين المماليك السابقين، لكنَّهُ قرَّر أن لا يمكث فيها، فعاد إلى بولاق، بعد أن ترك في القاهرة حاميةً صغيرة. وعلم طومان باي بأمر الحامية هذه، فجمع جمعًا من بقيَّة المماليك والعربان ودخل بهم القاهرة وقتل من وجد فيها من الجُنُود العُثمانيين، وسدَّ مداخلها ومخارجها، واستعدَّ لِلقتال مُجددًا، فاتخذ من عمارة الشيخونيَّة مركزًا لِعمليَّاته الحربيَّة، وحفر عدَّة خنادق في الشوارع لِيُعيق تقدُّم العُثمانيين. ولمَّا وصل الخبر إلى السُلطان سليم، عيَّن الصدر الأعظم يُونُس باشا، والبكلربك مُصطفى باشا، وإياس آغا الإنكشاريَّة، والعلمدار فرحات آغا، في نُخبة العسكر لِقتال طومان باي، فساروا إليه ودار بين الطرفين قتالٌ وضربٌ عنيف من وراء السُدُود التي أقامها المماليك، فامتدَّ القتال نحو ثلاثة أيَّام قُتل فيه من الجمعين خلقٌ كثير، فما كان من سليم إلَّا أن ركب بِنفسه في اليوم الثالث وبين يديه الإنكشاريَّة، فوجد طريقًا لِلالتفاف حول المماليك من جهة عمارة السُلطان حسن، وصعد الإنكشاريُّون إلى سُطُوح الأبنية وأطلقوا نيرانهم على الأعداء، فتقهقر المماليك واحتموا في الزوايا والمنازل والإسطبلات خوفًا من سطوة العُثمانيين، فجرَّ هؤلاء المدافع الصغيرة وأطلقوها على تلك الأبنية فهدموها على رؤوس المُقاتلين. وامتدَّ القتال إلى آخر الليل دون أن ينقطع ساعة، حتَّى كان يوم الجُمُعة 7 مُحرَّم 923هـ المُوافق فيه 31 كانون الثاني (يناير) 1517م، حين انكسرت أعضاد المماليك وتفرَّقوا، فهرب طومان باي إلى مصر القديمة ومنها إلى الصعيد. وأُسر من المماليك نحو ثمانمائة رجُل بحسب مُنجِّم باشي، فأُحضروا عند السُلطان سليم الذي أمر بِضرب أعناقهم، فقُتلوا عن آخرهم. وامتلأت شوارع القاهرة وأزقَّتها بِجُثث الجُنُود وجيف الدواب بحيثُ كان لا يُمكن العُبُور منها، وخيف من انتشار الأوبئة والأمراض نتيجة ذلك، فأمر السُلطان بإحراق البُيُوت التي تحصَّن فيها المماليك وبِإلقاء الجُثث والجيف في النيل لِلحيلولة دون فساد الهواء.

السُلطان سليم يدخل القاهرة.

ولمَّا تحقَّق انكسار المماليك والنصر العُثماني الحاسم، أرسل الأمير جانبردي الغزالي إلى السُلطان سليم يستأمنه ويطلب العفو، ويُعلن خُضُوعه وتبعيَّته. فأجابه السُلطان إلى مطلبه وعفا عنه، وأكرمه بِخُلعٍ فاخرة. وفي يوم السبت 23 مُحرَّم 923هـ المُوافق فيه 15 شُباط (فبراير) 1517م، دخل السُلطان سليم القاهرة بِمراسم هائلة، بعد أن نُظِّفت شوارعها وأزقَّتها من الجُثث والجيف، وأمر بِضرب سككٍ نقديَّةٍ ذهبيَّةٍ بِاسمه في دار السك القاهريَّة. وفي الجُمُعة التالية، صلَّى السُلطان في مسجد المُؤيَّد شيخ، ويُروى أنَّهُ لمَّا سمع تلقيبه بِخادم الحرمين الشريفين نزع عمامته وقلب سجَّادته ثُمَّ سجد على الأرض باكيًا شُكرًا لله لِحُصُوله على هذا الشرف. وبعد الفراغ من الصلاة أعطى الخطيب مائتيّ دينار وألبسهُ ثلاث خُلع. وأقام السُلطان سليم في قلعة الجبل هذه المرَّة، واحتجب فيها عن الناس ولم يظهر لِأحد بحسب ما يروي ابن إياس، وأمر بإغلاق أبواب القاهرة ودُرُوبها وقت صلاة الجُمُعة خوفًا من المماليك أن لا يهجموا على المدينة ويدخلونها على حين غفلةٍ من أهلها، لا سيَّما وأنَّ الأخبار كانت قد بدأت ترد من الصعيد ومفادها أنَّ طومان باي قويت شوكته والتفَّ حوله جمعٌ من العربان والشراكسة، وأنَّهُ يعقد العزم على مُتابعة القتال.

### أسر طومان باي وإعدامه

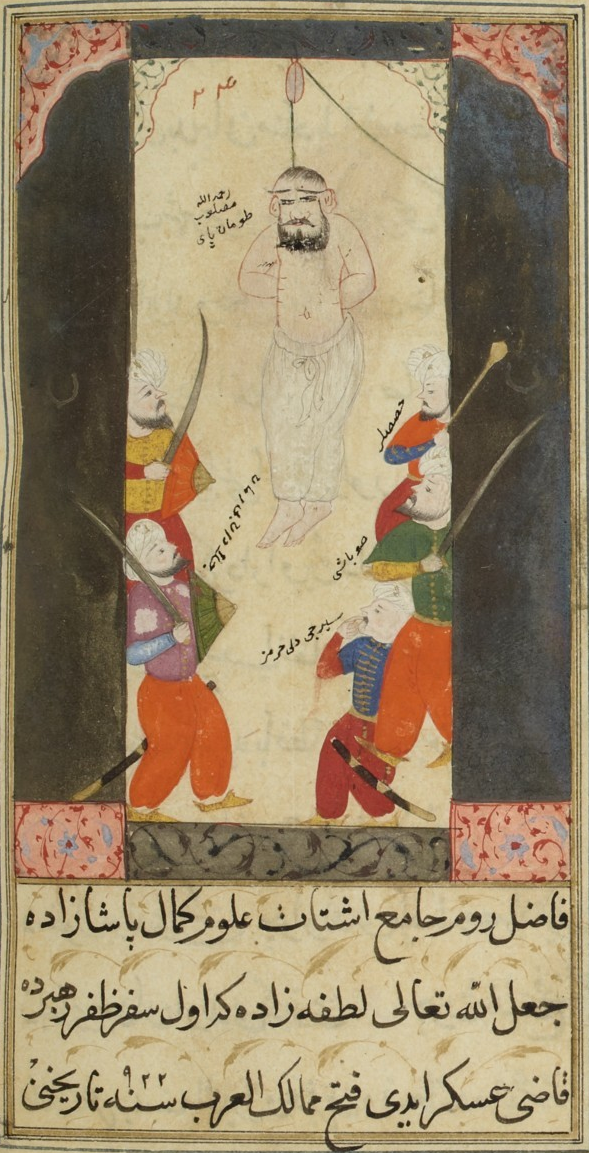
مُنمنمة عُثمانيَّة تُصوِّرُ إعدام طومان باي شنقًا.

جمع طومان باي نحو ثلاثة آلافٍ من بقيَّة المماليك وقبائل العربان بُغية استرداد مُلكه المفقود، وحاول أولًا مُفاوضة السُلطان سليم لِيسترجع منه البلاد سلمًا، مُعلنًا استعداده لِأن يحكم مصر تحت جناح الدولة العُثمانيَّة كوالٍ من وُلاتها، إذا جلا العُثمانيُّون عن الديار المصريَّة، فكتب إلى سليم يقول: «إنْ كُنْت تُرَوِّم أَنْ أَجْعَلَ الْخُطْبَة وَالسِّكَّة بِاسْمِك، وَأَكُون نَائِبًا عَنْك بِمِصْر، وَأَحْمِلُ إلَيْك خَرَاج مِصْر حَسْبَمَا يَقَعُ الِاتِّفَاقُ عَلَيْهِ بَيْنَنَا مِنْ الْمَالِ الَّذِي أَحْمِلُهُ إِلَيْكَ فِي كُلِّ سَنَةٍ، فَارْحَل عَنْ مِصْرِ أَنْتَ وَعَسْكَرُك إلَى الصَّالِحِيَّة وَصِن دِمَاءِ الْمُسْلِمِينَ بَيْنَنَا، لَا تَدْخُلُ فِي خُطْبَةِ أَهْلِ مِصْرَ مِنْ كِبَارِ وَصِغَارٍ وَشُيُوخٍ وَنِسَاء، وَإِنْ كُنْت مَا تَرْضَى بِذَلِكَ، فَاخْرُج وَلَاقِيْنِي فِي بَرٍّ الجِيزة، وَيُعْطِي الله تَعَالَىٰ النّصْرَ لِمَنْ يَشَاءُ مِنَّا». ويُقال أنَّ حاشية الرسالة اشتملت على تهديدٍ أكثر: «لَا تَحْسَب أَنِّي أَرْسَلْتُ أَسْأَلُكَ فِي أَمْرِ الصُّلْحِ عَنْ عَجَزٍ، فَإِنّ مَعِي ثَلَاثِين أَمِيرًا وَمَعِي مِنْ الْمَمَالِيكِ السُّلْطَانِيَّة وَالعِرْبَان نَحْوَ عِشْرِينَ أَلْفًا، وَمَا أَنَا بِعَاجِزٍ عَنْ قِتَالِك، وَلَكِن الصُّلْح أَصْلَح إلَى صَوْن دِمَاءِ الْمُسْلِمِينَ». واستقبل السُلطان سليم هذا العرض بِجديَّةٍ تامَّة، وأرسل سفارةً من كبار العُلماء كان من بين أعضائها قُضاة مصر الأربعة، لِيتفاوضوا مع طومان باي، وأرسل صُحبتهم أميرًا من أُمرائه وجماعة من الجُند العُثمانيين. ولمَّا وصلت السفارة إلى مُعسكر طومان باي لم يُوافق على شُرُوط السُلطان سليم، كما حال الأُمراء المماليك دون حُصُول أي تفاهم بين الجانبين، فثاروا على الوفد العُثماني وقتلوا أغلب أعضائه، بما فيهم قاضي القُضاة الحنفي محمود بن الشحنة وعبد السلام قاضي البهنسا. وحنق السُلطان سليم وتحقَّق أنَّ طومان باي لا يُريد إلَّا الحرب، فأمر بِضرب أعناق القادة المماليك الكبار الذين سجنهم، واستعدَّ لِلقتال بعد أن رأى أنَّ هذا وحده ما سيحسم الأمر بينه وبين نظيره المملوكي.
تقدَّم طومان باي عن طريق النيل وتقابل مع العُثمانيين وجهًا لِوجه عند الجيزة في 6 ربيع الأوَّل 923هـ المُوافق فيه 28 آذار (مارس) 1517م، فكان بين الفريقين وقعة مهولة قيل أنها كانت أشد من واقعة الريدانيَّة، تقدَّم المماليك في بدايتها وكسروا العُثمانيين، لكنَّ هؤلاء سُرعان ما تمكَّنوا من أعدائهم بِفضل أسلحتهم الحديثة وكفائتهم القتاليَّة، فأمطروا المماليك بالرصاص فهزموهم شرَّ هزيمة، وولَّى طومان باي هاربًا إلى البحيرة، حيثُ احتمى عند مشايخ بني مُحارب، وكان بين كبيرهم الشيخ حسن بن مرعي والسُلطان المملوكي صداقة قديمة، فأركن الأخير لِلشيخ حسن، لا سيَّما بعد أن أقسم لهُ على المُصحف ألَّا يخونه أو يغدره. لكنَّه حنث بِيمينه، فأحاط رجاله بِطومان باي من كُل جانب وأمسكوا به، ثُمَّ أرسل إلى السُلطان سليم يُعلمه بِذلك، فأرسل السُلطان جماعةً من عسكره قبضوا على نظيره المملوكي ووضعوه في الحديد وعادوا به إلى القاهرة. ولمَّا وقف طومان باي بين يديّ السُلطان سليم، أمر بِإحضار عرشٍ ووضعه بجانبه، وأجلسه عليه، واحتفظ طومان باي بِشجاعته وهيبته ووقاره في حُضُور السُلطان سليم، فأُعجب به إعجابًا كبيرًا، وقال له: «أَنَّا مَا جِئْتُ عَلَيْكُمْ إلَّا بِفَتْوَى عُلَمَاءِ الْأَعْصَارِ وَالْأَمْصَارِ، وَأَنَا كُنْتُ مُتَوَجِّهًا إلَى جِهَادٍ الرَّافِضَة وَالْفُجَّار، فَلَمَّا بَغَى أَمِيرُكُم الْغُورِيّ وَجَاء بِالعَسَاكِر إلَى حَلَب، وَاتَّفَق مَع الرَّافِضَة وَاخْتَارَ أنْ يَمْشِيَ إلَى مَمْلَكَتِي الَّتِي هِيَ مُوَرِّث آبَائِي وأجدادي. فَلَمَّا تَحَقَّقَت تَرَكْت الرَّافِضَة وَمَشَيْت إلَيْه». ثُمَّ استطرد قائلًا: «وَالله مَا كَانَ قَصْدِي أَذَيَّتُك، وَنَوَيْتُ الرُّجُوعَ مِنْ حَلَب، وَلَو أَطَعْتنِي مِنْ الْأَوَّلِ وَجَعَلَتَ السِّكَّة بِاسْمِي مَا جِئْتُ لَك وَلَا دِسْتُ أَرْضِك». فردَّ عليه طومان باي قائلًا أنَّ الأنفُس التي تربَّت في العز لا تقبل الذُل، وأنَّ الأسد لا يخضع لِلذئب، وأنَّ أحدًا من فُرسان العُثمانيين لا يقدر على مُقارعته في حومة الميدان. وزاد إعجاب السُلطان سليم بِطومان باي لِشجاعته وحُجَّته ومنطقه، وتردَّد في اتخاذ قراره النهائي بِشأنه، ويُقال أنَّهُ كان يعتزم إطلاق سراحه وإكرامه، لكنَّ الأُمراء والقادة المماليك الذين كانوا قد التحقوا بِالعُثمانيين خافوا نقمة طومان باي فيما لو أطلقه السُلطان وعيَّنه واليًا على الديار المصريَّة، فأخبروا سليمًا بِأنَّهُ ما يزال يسعى وراء سلطنة مصر والاستقلال بها، وشرحوا لهُ ذلك بِإسهاب، وأقنعوه بِوُجُوب قتله. ويبدو أنَّ سليم رأى في إطلاق طومان باي فسادًا عظيمًا وعدم استقرار لِمُلك العُثمانيين في الديار المصريَّة، فأمر به فشُهِّر مُعتقلًا بين أسواق القاهرة ومحلَّاتها، ثُمَّ شُنق على باب زويلة، وبقيت جُثَّته مُعلَّقة نحو ثلاثة أيَّام حتَّى عَلِم القريب والبعيد. بعد ذلك أُقيم لِطومان باي تشييعٌ عظيم بحيثُ قيل أنَّهُ لو مات وهو على العرش لِما أُقيم لهُ مثل هذا الاحتفال، واكتنف السُلطان سليم تابوت طومان باي وشارك في تشييعه جميع أعيان البلاد، كما وزَّع السُلطان النُقُود الذهبيَّة على الفُقراء طيلة ثلاثة أيَّام صدقةً وتطييبًا لِروح آخر سلاطين المماليك.

### دُخُول الحجاز واليمن تحت جناح الدولة العُثمانيَّة

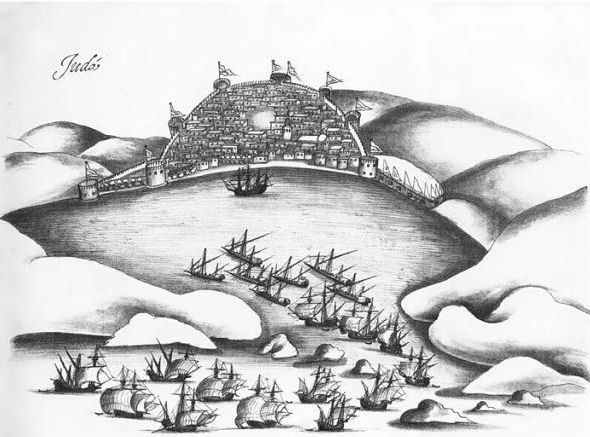
الأُسطُول العُثماني المملوكي المُشترك بِقيادة سلمان ريِّس وحُسين الكُردي في مياه مدينة جدَّة دفاعًا عنها ضدَّ الپُرتُغاليين. جرت هذه الواقعة قُبيل ضم العُثمانيين لِلقاهرة بِبضعة شُهُور.

كان طبيعيًّا أن يكون الحجاز محط آمال السُلطان سليم المُتطلِّع إلى توحيد ديار الإسلام تحت سلطنته، فقد ظفر بِلقب خادم الحرمين الشريفين دون أن تكون لهُ السيادة الفعليَّة عليهما، وبعد أن دخلت الشَّام ومصر تحت جناح الدولة العُثمانيَّة، لم يبقَ من الأقاليم المملوكيَّة السابقة خارجًا عن نطاق السلطنة العُثمانيَّة سوى الحجاز واليمن. وكان السُلطان سليم عندما تمَّت لهُ السيطرة على مصر قد وجد كثيرًا من العُلماء والمشايخ والقُضُاة الحجازيين في القاهرة، حيثُ كان السُلطان الغوري قد اعتقلهم بعد الاضطرابات التي حدثت في الحجاز وقادها الأشراف ضدَّ المماليك. والمعلوم أنَّ الأشراف الهاشميُّون كانوا الحُكَّام الفعليين لِلديار الحجازيَّة، ويُدينون بِالولاء لِلسُلطان المملوكي والخليفة العبَّاسي، لكنَّ العلاقة سائت بينهم وبين السلطنة في مصر في أواخر دولة المماليك بِفعل فشل الغوري في إيقاف التحوُّل التجاري الذي نتج عن النُفُوذ الپُرتُغالي في مياه المُحيط الهندي وما يتفرَّع عنه من بحار وفي مُقدِّمتها الخليج العربي وبحر القلزم (الأحمر)، ما أدَّى إلى حرمان الحجاز من مصدرٍ ماليٍّ مُهم. ولمَّا أفرج السُلطان سليم عن الأسارى الحجازيين أشاروا عليه بِأن يكتب إلى شريف مكَّة بركات بن مُحمَّد يدعوه إلى قُبُول السيادة العُثمانيَّة والدُعاء لهُ على المنابر. وتعهَّدوا لهُ بِأن يكتبوا لِلشريف بركات في هذا المعنى؛ فقبل الأخير العرض العُثماني لِحاجته إلى مُساندة دولة إسلاميَّة كُبرى كالدولة العُثمانيَّة في مُواجهة الخطر الپُرتُغالي في بحر القلزم، حيثُ تعرَّضت الموانئ الإسلاميَّة وعلى الأخص جدَّة لِكثيرٍ من الهجمات الپُرتُغاليَّة الشرسة، وهدَّد الپُرتُغاليُّون بِمُهاجمة بلاد الحرمين والعبث بِمُقدَّسات المُسلمين، ولم يكن لدى شريف مكَّة القُوَّات والعتاد التي يستطيع بها صد تلك الاعتداءات الصليبيَّة، كما كان يُدرك أنَّ الحجاز يعتمد من الناحية الاقتصاديَّة على المُخصَّصات الثابتة التي كانت تأتيه سنويًّا من مصر، وفي مُقدِّمتها الغلال ومُرتَّبات الأشراف والعاملين على خدمة الحرمين الشريفين وحُجَّاج البيت الحرام.
بناءً على ما سلف، أرسل الشريف ابنه جمال الدين مُحمَّد أبا نُمِّي إلى مصر حاملًا إلى السُلطان سليم تهاني والده ومفاتيح الحرمين الشريفين، وكان هذا إقرارًا بِالسيادة العُثمانيَّة. فأكرم السُلطان سليم وفادته، وأعطاه تفويضًا بِحُكم والده، ولمَّا عاد أبو نُمِّي إلى مكَّة احتفل به الناس، وقُرئ عليهم التفويض، وخُطب باسم سليم في جميع مساجد مكَّة والمدينة المُنوَّرة، وبِذلك دخلت الديار الحجازيَّة سلمًا تحت جناح الدولة العُثمانيَّة. كسبت الحجاز كثيرًا من وراء ارتباطها السريع بِالدولة العُثمانيَّة القويَّة، إذ كانت حملات الپُرتُغاليين على بحر القلزم مُتتالية ومُوجَّهة في سنة 1517م إلى جدَّة تحديدًا، وردَّ العُثمانيُّون على ذلك بِإرسال قُوَّاتٍ إليها تحميها من تكرار الاعتداءات. وفرضت الدولة العُثمانيَّة تقليدًا يقضي بِمنع دُخُول المراكب المسيحيَّة في بحر القلزم بِحُجَّة أنَّهُ يطُل على الأماكن المُقدَّسة لِلمُسلمين، وظلَّ العُثمانيُّون مُتمسكون بِهذا التقليد حتَّى أواخر القرن الثامن عشر الميلادي. وحافظ السُلطان سليم على الاستقلال الذاتي لِلحجاز، واعترف بِوضعه الخاص وبِالحُقُوق الموروثة لِلهاشميين، ولم يتعرَّض لِلبناء الداخلي والإدارة الداخليَّة اللذين لم يُصبهما أيَّة تغيُّراتٍ جوهريَّة، واكتفى العُثمانيُّون بِتولِّي حراسة الشواطئ البحريَّة وحماية قوافل الحُجَّاج والمُؤن والاعتناء بِأحوال الطُرُق وإهراءات الحُبُوب وآبار وخزَّانات المياه.

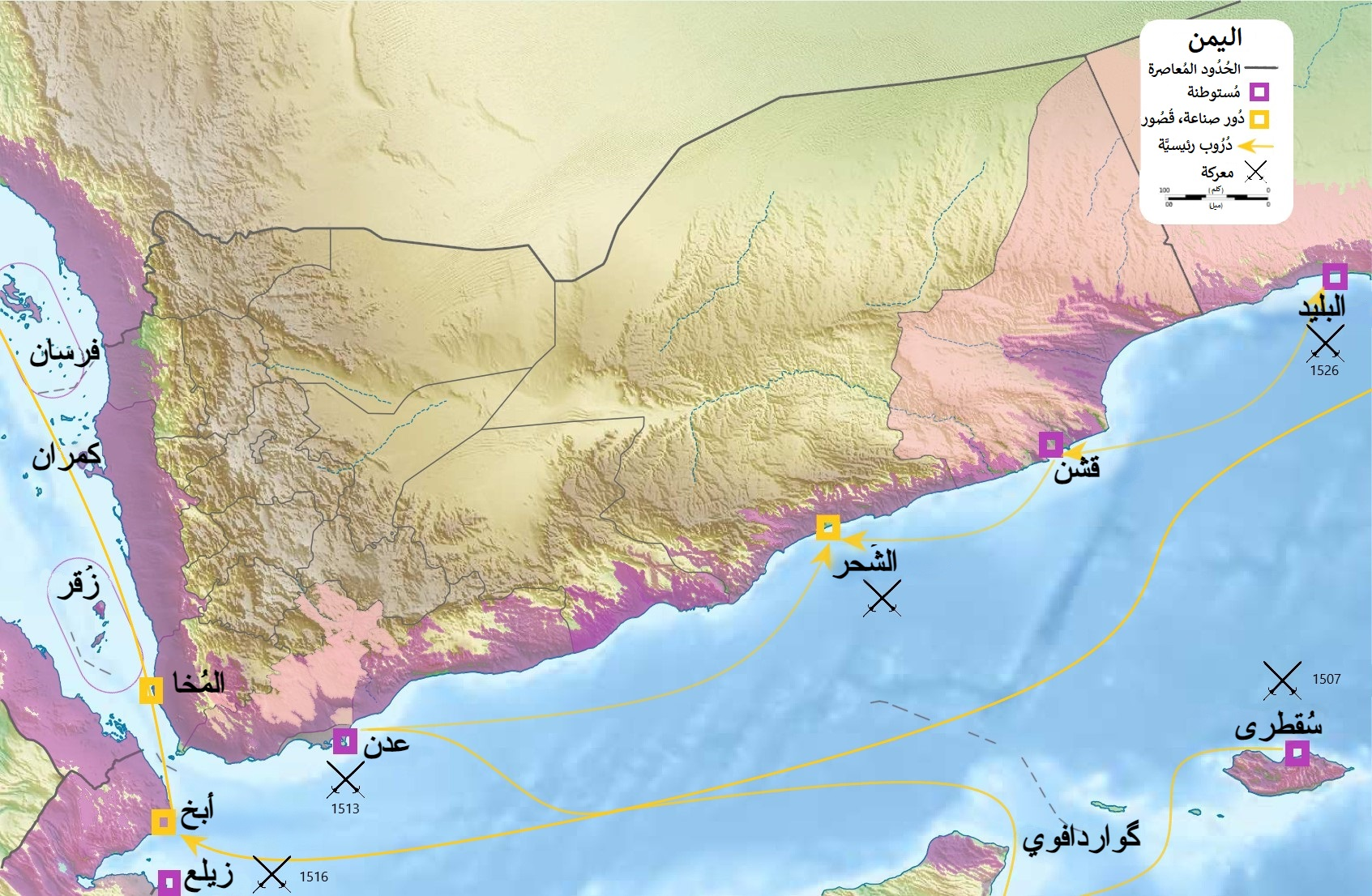
المُستعمرات والتحرُّكات الپُرتُغاليَّة في اليمن وحضرموت وبحر القلزم.

أمَّا بالنسبة لليمن فقد كان حينذاك مرتعًا لِلصراع بين الطاهريين والزيديين وحُلفائهم المماليك بِقيادة أميرٍ يُدعى برسباي، وكانت سواحل البلاد قد تضرَّرت تضرُّرًا كبيرًا من الحصار الپُرتُغالي، وأُنيط بالمماليك المُرابطين فيها بِحماية الثُغُور من الاعتداءات الصليبيَّة إلى جانب دعم الزيديين وتقليص قُوَّة الطاهريين. ولمَّا علم المماليك بِسُقُوط دولتهم في مصر والشَّام، شاع الاضطراب في صُفُوفهم، وزاد الطين بلَّة مقتل أميرهم برسباي، لكنَّ خليفته الأمير إسكندر الجركسي سُرعان ما تدارك الوضع، ورأى أنَّ لا مفرَّ من الاعتراف بِالسيادة العُثمانيَّة لِتقوية الدفاعات الإسلاميَّة في اليمن ولِلقضاء على الخلافات التي ثارت بين صُفُوف جيشه. واعترف السُلطان سليم بِدوره بِالأمر الواقع في تلك البلاد، وأرسل كتابًا إلى إسكندر الجركسي يُعلمه بِتثبيته في حُكم اليمن وبِإقامة الخِطبة له وبِضرب السكَّة بِاسمه، فامتثل إسكندر لِهذه الأوامر. وهكذا دخل اليمن سلمًا تحت جناح الدولة العُثمانيَّة كما الحجاز، على أنَّ السيادة العُثمانيَّة على الديار اليمنيَّة بقيت مُتذبذبة في تلك الفترة، لِأنَّ بعض القادة المماليك لم يذعنوا لِأوامر السُلطان سليم وتمسَّكوا بِاستقلالهم وخرجوا على من أعلن الطاعة منهم، واستمرَّ الوضع على هذه الحال حتَّى عهد السُلطان سُليمان القانوني.

### ترتيبات السُلطان سليم في الديار المصريَّة وبحر القلزم (الأحمر)

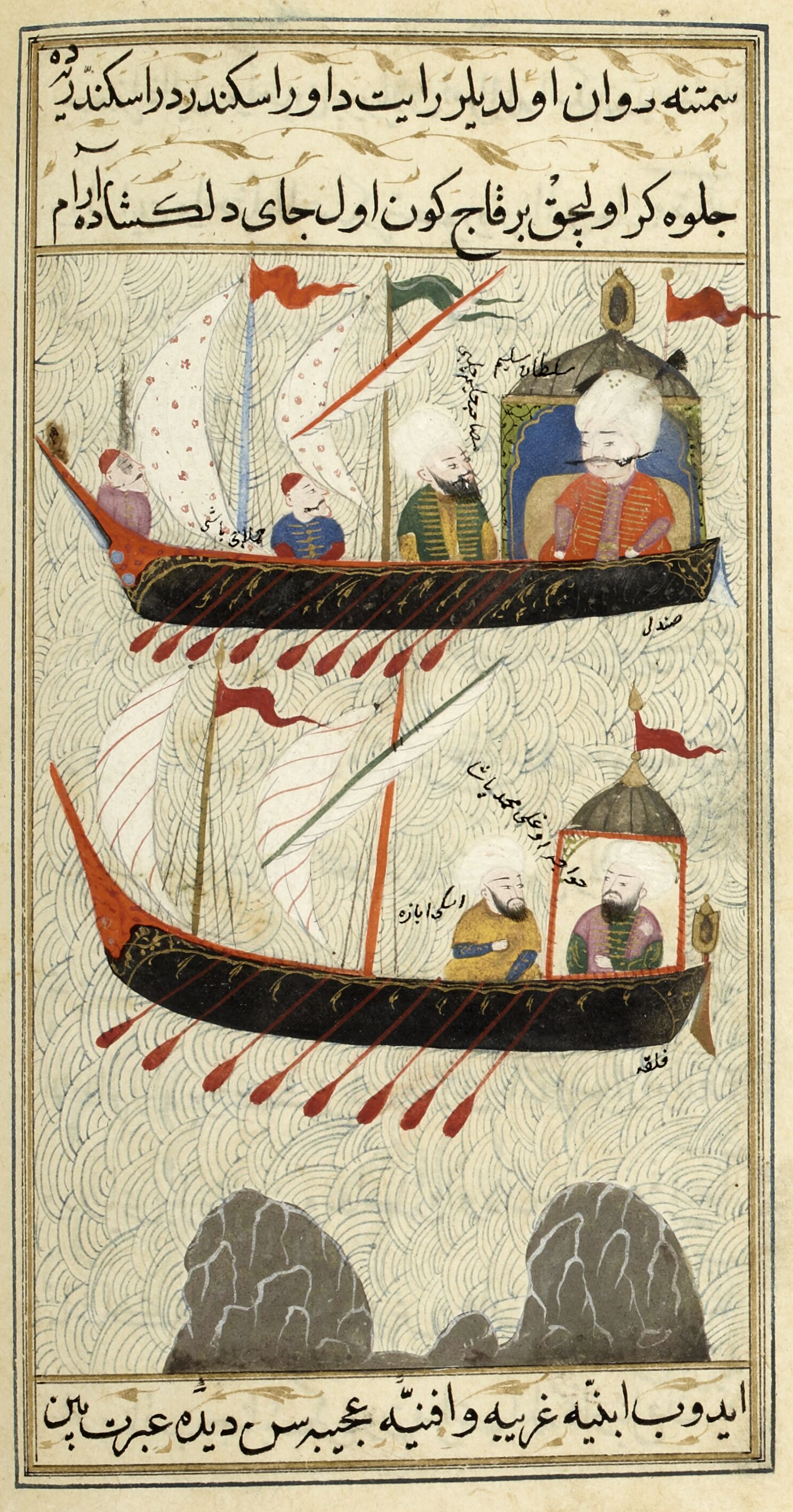
مُنمنمة عُثمانيَّة تُصوِّرُ سفر السُلطان سليم إلى الإسكندريَّة.

لمَّا صفت البلاد المصريَّة والحجازيَّة واليمنيَّة لِلسُلطان سليم، أمر بِإرسال كُتب الفتح والتبشير إلى أطراف البلاد والدُول المُجاورة، وبلغه من مُحمَّد باشا البيقلي خبر ضمّ ماردين وأخذها من أيدي الصفويين، فزاد هذا من سُروره. ثُمَّ أبحر السُلطان عبر النيل إلى الإسكندريَّة لِيزورها ويتعرَّف عليها، ومكث فيها أيَّامًا حيثُ قابل قائد الأُسطُول العُثماني جعفر آغا الذي وصل حاملًا ذخائر وعتاد من إسلامبول، فأمر السُلطان بِتوزيعها على الجُند. وفي أثناء مُكُوثه بِالإسكندريَّة وفد عليه أيضًا الحاج حُسين ريِّس، وهو أحد أوثق رجال الإخوة بربروس، فقدَّم لِلسُلطان بضعة هدايا أرسلها عرُّوج ومعها طلب بِإمداد الإخوة بِالرجال والسلاح في سبيل إعانتهم على حرب الإسپان، فاستجاب السُلطان وأرسل إلى المغرب الأوسط قُرابة ألفيّ جُندي عُثماني وعددًا كبيرًا من البنادق والمدافع، وأمر أيضًا بِإعلان النفير في الأناضول الغربيَّة وفتح باب التطوُّع أمام الجُنُود الراغبين بالجهاد في غرب البحر المُتوسِّط، فتطوَّع عددٌ كبيرٌ من هؤلاء، انتُخب منهم أربعة آلاف عزبيّ أُرسلوا خصيصًا لِلتدريب وتعلُّم استعمال البنادق والمدافع. بعد ذلك عاد السُلطان إلى القاهرة حيثُ منح الترقيات لِلجُند وأمر ببناء قصرٍ في جزيرة الروضة ونقش على جداره بيتين عربيين:
وأمر بِحكِّهما على مرمرٍ أبيض، وكتب تحتهما: خادم الفُقراء سليم. وشرع بعد ذلك في ترتيب أُمُور الديار المصريَّة وتنظيم حُكُومتها. مكث السُلطان في مصر نحو ثمانية أشهُر، قسَّم خلالها الحُكُومة إلى ثلاثة أقسام وجعل في كُلِّ قسمٍ رئيسًا وجعلهم كُلُّهم مُنقادين لِلقرارات الصادرة عن الديوان الكبير في القاهرة المُكوَّن من الوالي المُعيَّن مُباشرةً من السُلطان، ومن أُمراء السبع أوجاقات التي خُصِّصت لِضبط أمن الديار المصريَّة. وجعل لِلوالي مزية توصيل أوامر السُلطان إلى الديوان وحفظ البلاد وتوصيل الخِراج إلى إسلامبول، ومنع كُلًا من الأعضاء العُلُوّ على صاحبه، على أنَّهُ منحهم مزية نقض أوامر الوالي بِأسبابٍ تبدو لهم وعزله إن رأوا ذلك والتصديق على جميع الأوامر التي تصدر منه في الأُمُور الداخليَّة.
وقسَّم السُلطان البلاد المصريَّة إلى أربعةٍ وعشرين مُديريَّة، جعل على رأس كُلٍّ منها حاكمًا من المماليك الذين أعلنوا ولائهم لِلسلطنة العُثمانيَّة، وخصَّهم بِمزية جمع الخراج في البلاد وقمع العربان وصدِّهم عنها والمُحافظة على ما في داخلها، وكُل ذلك بِأوامر تصدر لهم من الديوان، وجرَّدهم عن التصرُّف من تلقاء أنفُسهم، ولُقِّب أحدهم المُقيم بِالقاهرة بِـ«شيخ البلد». أمَّا سبب اعتماد السُلطان سليم لِهذه الإجراءات فكان تخوُّفه من بُعد الديار المصريَّة عن العاصمة العُثمانيَّة، وكثرة الأُمراء وأصحاب النُفُوذ فيها من المماليك الذين ورثوا مُلكهم عن ساداتهم، فهؤلاء وإن خضعوا لِلعُثمانيين، قد يأتي يومٌ ويستغلون نُفُوذهم ويخرج أحدهم عن الطاعة ويسعى لِلاستقلال عن الدولة نتيجة أي اضطرابٍ قائم. ورتَّب السُلطان الخِراج وقسَّمه أقسامًا ثلاثة: خُصِّص القسم الأوَّل لِدفع مُرتَّبات عشرين ألف عسكري مُرابط في مصر من المُشاة واثني عشر ألفًا من الخيَّالة، وخُصِّص القسم الثاني لِيُصرف على الحرمين الشريفين، أمَّا القسم الثالث فيُرسل إلى بيت المال بِإسلامبول. وتقرَّر أن تحتل مصر الدرجة الأولى في قائمة تشريفات الإيالات العُثمانيَّة، لتحُلَّ بِذلك مكان إيالة الروملِّي، وبقي الحال هذا على ما هو عليه حتَّى فصل البريطانيُّون مصر نهائيًّا عن الدولة العُثمانيَّة سنة 1914م.

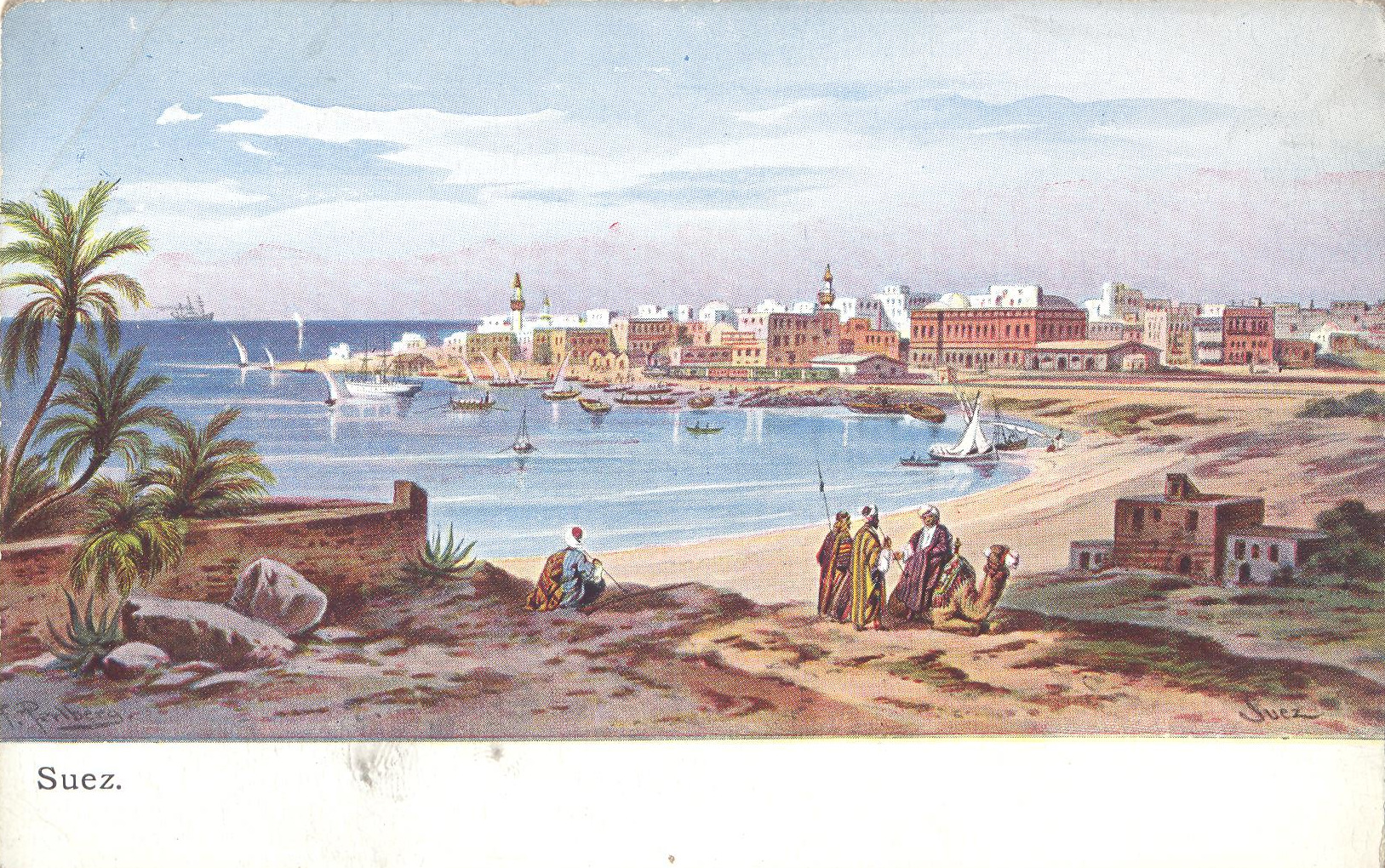
رسمٌ لِمدينة السُويس، مقر إمارة بحر القلزم زمن السُلطان سليم.

وقرَّر السُلطان بدايةً تفويض ولاية مصر إلى الصدر الأعظم يُونُس باشا، لكنَّهُ رأى أن يختبره قبل تثبيته في منصبه، فولَّاه البلاد أيَّامًا وتجسَّس أحواله خلالها، فبلغهُ أنَّهُ صادر حريم الأُمراء المماليك المقتولين واستولى على أموالهم، وكذلك طالب مشايخ العربان بِتعويضاتٍ ماليَّةٍ بِحُجَّة أنَّهم أمدُّوا المماليك ودعموهم، فسارع السُلطان حينئذٍ إلى عزل يُونُس باشا وعيَّن بدلًا منه الأمير خاير بك، ونصحهُ بِالعدل والإخلاص وترك الطمع، فالتزم هذا المسار بدايةً، ثُمَّ عدل عنه لاحقًا وصار من أشرِّ من وُلِّي البلاد المصريَّة. أمَّا على صعيد بحر القلزم، فقد أسَّس السُلطان سليم إمارة السُويس البحريَّة، وسُمي أميرها «قبطان السُويس» أو «قُبطان الهند»، وجُعل مقرُّه ميناء السُويس، وتحت إشرافه ترسانة لِصُنع السُفُن، ولم يكن تابعًا أو خاضعًا لِوالي مصر، وإنَّما يتعاون معهُ في سبيل ضبط الثُغُور، ويرتبط بِالصدر الأعظم مُباشرةً. عيَّن السُلطان سليم أوَّل قُبطانٍ لِلِثغر المذكور في سنة 1517م، وهو سلمان ريِّس، وكلَّفهُ بِصيانة وإغلاق مضيق باب المندب ومنع أي سفينة لا ترفع الراية العُثمانيَّة من أن تمخر عباب بحر القلزم. كما فكَّر السُلطان في شقِّ قناةٍ تربطُ بحريّ القلزم والمُتوسِّط وإعادة النشاط التجاري في البحر الأخير إلى ما كان عليه، لكن لم يُكتب لهُ تحقيق هذا المشروع الضخم. وكان السُلطان سليم قد أمر أيضًا بِتوسيع الترسانة البحريَّة في القاهرة وإنشاء سُفُنٍ جديدةٍ فيها في سبيل حماية مجرى النيل.

## عودة السُلطان سليم إلى إسلامبول وترتيباته في الشَّام

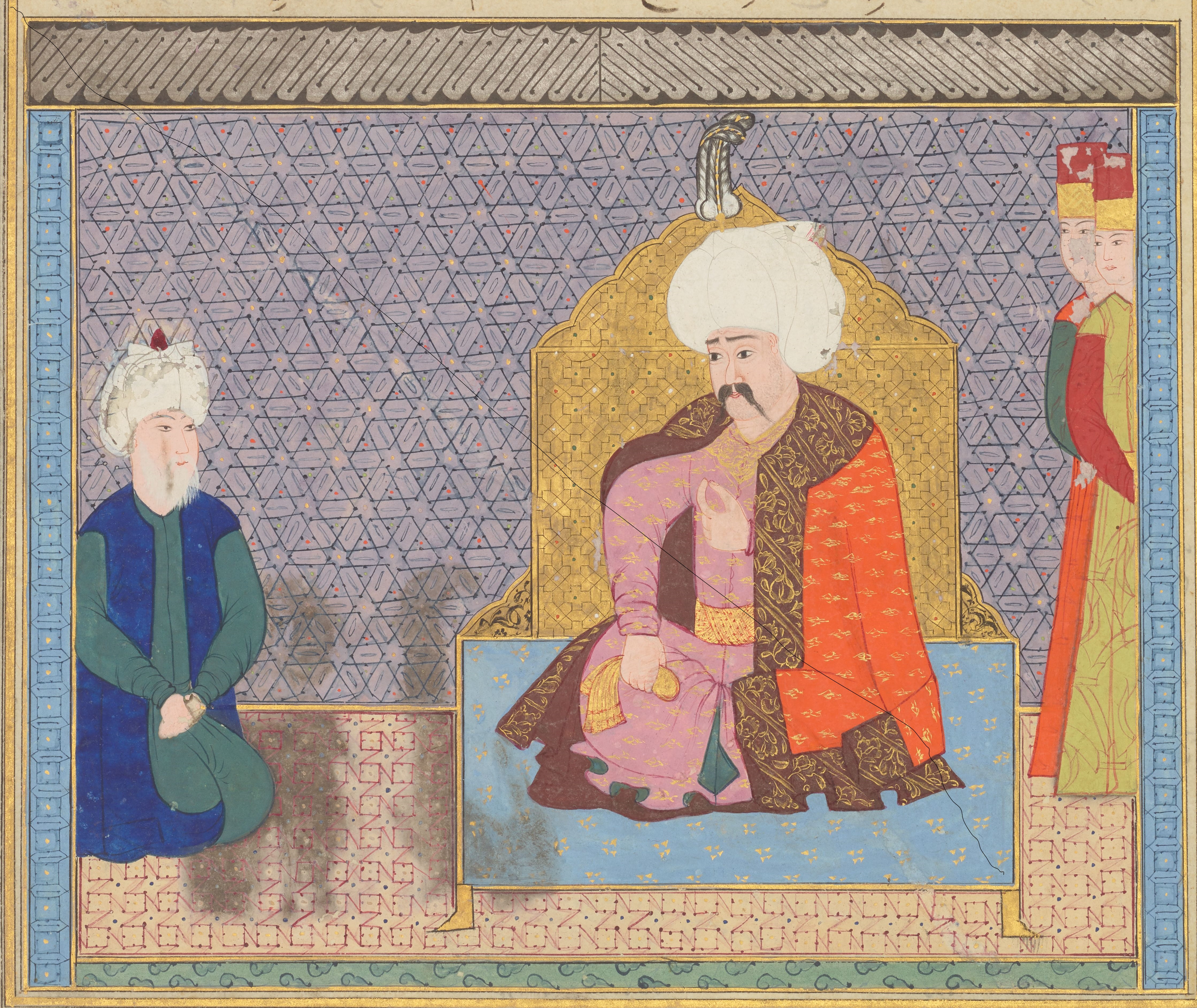
السُلطان سليم يُجالس الصدر الأعظم الجديد پيري مُحمَّد باشا الجمَّالي.

بعدما فرغ السُلطان سليم من ترتيباته في مصر، خرج منها يوم 22 شعبان 923هـ المُوافق فيه 8 أيلول (سپتمبر) 1517م مُتوجهًا إلى الشَّام، واستصحب معهُ الخليفة العبَّاسي. ولمَّا وصل إلى الخطارة في 6 رمضان المُوافق فيه 21 أيلول (سپتمبر) أمر الصدر الأعظم يُونُس باشا بِأن يُصاحبه في التنزُّه، ثُمَّ قتله. ولا يُعرف على وجه اليقين سبب قتل الباشا، لكن يُتفق أنَّهُ قال شيئًا لِلسُلطان سليم حرَّك غضبه وتهوُّره، فمن المعلوم أنَّ يُونُس باشا كان من جُملة الساسة العُثمانيين المُعارضين لِحرب المماليك وضمِّ الشَّام ومصر، ويُقال أنَّهُ لمَّا خرج لِلتنزُّه مع السُلطان سليم قال لهُ الأخير ما معناه أنَّهُ أتمَّ أخذ مصر خلافًا لِرأيه، فأجابه يُونُس باشا بِأنَّ هذه الحملة لم تعد عليه بِشيءٍ إلَّا قتل نحو نصف الجيش بما أنَّهُ سلَّم البلاد المصريَّة لِخائنٍ (أي خاير بك) كان غرضه التملُّك عليها لِنفسه، فلا يُؤمن ولاؤه لِلدولة، فغضب السُلطان سليم من هذا الكلام المُوجَّه إليه بِصفة لومٍ، وأمر الصولاقيين الذين يمشون بين يديه بِقتل الصدر الأعظم، فضرب أحدهم عُنُقه وألقى جسده ورأسه في البريَّة، ولم يُنصَّب أحدًا بعده إلى أن وصل السُلطان دمشق في 22 رمضان المُوافق فيه 7 تشرين الأوَّل (أكتوبر)، فأرسل إلى مُحافظ إسلامبول پيري مُحمَّد باشا الجمَّالي يأمره أن يأتي إلى الشَّام لِتولِّي الصدارة العُظمى. ودخل السُلطان دمشق يوم الجُمُعة 6 شوَّال المُوافق فيه 21 تشرين الأوَّل (أكتوبر)، ونزل في المدرسة النُوريَّة، وشرع في ترتيب شؤون الديار الشَّاميَّة.

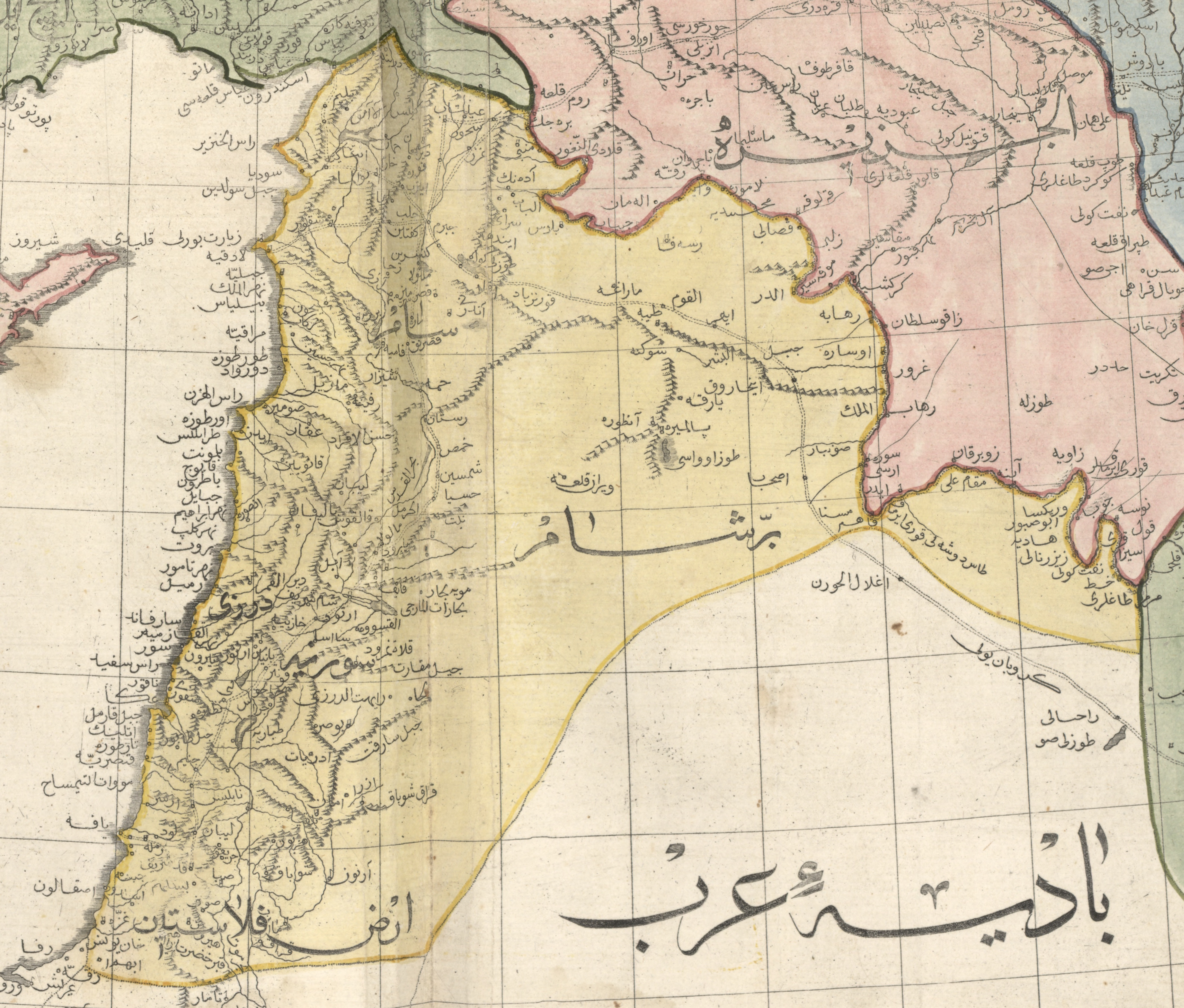
خريطة بالتُركيَّة العُثمانيَّة لِلديار الشَّاميَّة.

كانت فاتحة تنظيمات السُلطان سليم في الشَّام أن عيَّن مجلسًا وأناط به مُهمَّة مسح جميع الأراضي في سبيل تنظيم الخراج المفروض عليها، على أن يحتفظ لِبيت المال بِقسمٍ كبيرٍ من مردود سهل البقاع الخصيب ووادي العاصي المُثمر، ورأى الإبقاء على التدبير الذي اعتمده المماليك في تلزيم الضرائب على سبيل المُزايدة. وأبقى السُلطان سليم الدوائر الإداريَّة في الشَّام على ما كانت عليه في العصر المملوكي؛ لكنَّهُ بدَّل بعض الشيء في نظام التسمية: فأصبحت «النيابة» «إيالة»، وعُرف نائب السلطنة بِـ«الوالي»، وكما هو الحال في سائر أرجاء الدولة العُثمانيَّة، صار لقب التعظيم الذي يلي اسم الوالي «باشا»، فصار لِلـ«باشويَّة» و«الولاية» مدلولٌ واحد. وقُسِّمت الديار الشَّاميَّة إلى إيالتين: حلب ودمشق، واشتملت الإيالة الأولى على سبعة سناجق بدايةً، والإيالة الأُخرى على اثنا عشر سنجق، ووُلِّي عليها الأمير جانبردي الغزالي. واعترف السُلطان بِمكانة الأُمراء الإقطاعيين في جبل لُبنان من دُرُوزٍ ومُسلمين وثبَّتهم في إقطاعاتهم، وترك لهم الامتيازات الاستغلاليَّة التي طالما نعموا بها في عهد المماليك، فاستمرَّ المعنيُّون يتولُّون بلاد الشوف، واليمنيُّون بلاد الغرب، والعسَّافيُّون بلاد كسروان. أمَّا التنُّوخيُّون، الذين وقفوا في صف المماليك، فقد أخذ شأنهم يتضائل مُنذ ذلك الحين لِصالح المعنيين. ونزع السُلطان إقطاعيَّة البقاع من الأمير ناصر الدين مُحمَّد بن الحنش، الذي استمرَّ يُوالي المماليك وآوى كثيرًا منهم ممن فرَّ من موقعة مرج دابق، وأعطاها لِأميرٍ آخر هو مُحمَّد آغا بن قُرقُماز الجركسي، وأضاف إليه حُكم بيروت وصيدا.
وعيَّن السُلطان على حسبة البلاد الشَّاميَّة وأعمالها جماعةً من كبار القُضاة والمُحتسبين، وجعلهم كُلِّهم خاضعين لِقاضي حلب كمال چلبي جولمكجي زاده، الذي عيَّنه دفتردارًا، ففوَّض حسبة طرابُلس الشَّام وحِمص وحماة إلى أبي الفضل بن إدريس البدليسي، وحسبة دمشق إلى نوح چلبي الفناري، وحسبة حلب إلى عبد الكريم چلبي بن عبد الله باشا. وفي هذه الأيَّام خرج أوَّل محمل عُثماني لِلحج من دمشق، ووفد رسولٌ من عند الشاه إسماعيل الصفوي يلتمس الصُلح، فلم يلتفت إليه السُلطان وزجَّ به في السجن كونه كان ما يزال عازمًا على تسخير جميع الديار الإيرانيَّة، ولولا ضعف العسكر وتعبهم من طول السفر وتتابُع الحُرُوب لكان سار بهم من الشَّام مُباشرةً، لكنَّهُ رأى إرجاء هذا المشروع لِلسنة القادمة. وبعد أربعة أشهر من إقامته في دمشق، خرج السُلطان بجيشه نحو حلب وأقام فيها نحو شهرين، ثُمَّ ارتحل منها ووصل إسلامبول يوم 17 رجب 924هـ المُوافق فيه 24 تمُّوز (يوليو) 1518م، ثُمَّ ارتحل منها إلى أدرنة بعد عشرة أيَّامٍ قضاها في الاستراحة من أتعاب السفر، فاستقبله ولده الشاهزاده سُليمان قبل أن يُغادر إلى مقر ولايته في مغنيسية. وفي أثناء إقامة السُلطان في أدرنة وصل إليه سفيرٌ من قِبل الإمبراطوريَّة الإسپانيَّة لِيُخابره بِشأن حُريَّة زيارة الرعايا الإسپان لِبيت المقدس التي كانت قبلًا تابعة لِلدولة المملوكيَّة، مُقابل دفع المبلغ الذي كان يُدفع سنويًا لِلمماليك. فأحسن السُلطان مُقابلته وصرَّح بِقُبُوله ذلك إذا أرسل الإمبراطور شارلكان رسولًا آخر مُخوَّلًا لهُ حق إبرام مُعاهدة مع السلطنة العُثمانيَّة، وكذلك أتى إليه سفير من قِبل جُمهُوريَّة البُندُقيَّة لِيدفع لهُ خراج سنتين مُتأخرًا.

## انتقال الخلافة من بني العبَّاس إلى بني عُثمان

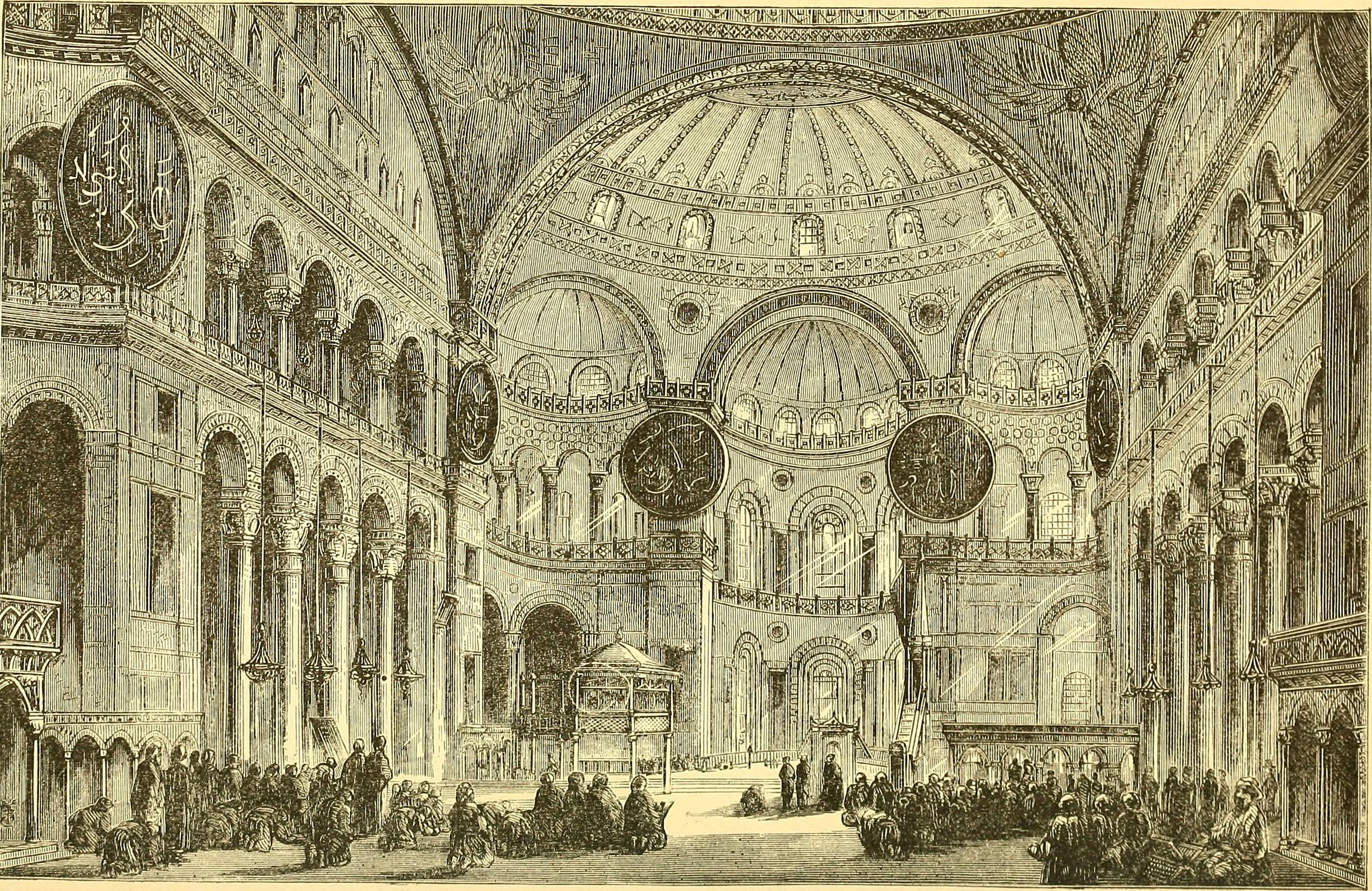
داخل جامع آيا صوفيا. تنُصُّ إحدى الروايات أنَّ الخليفة العبَّاسي المُتوكِّل تنازل عن الخِلافة لِلسُلطان سليم في مراسم أُقيمت بهذا المسجد.

بحسب الرواية الكلاسيكيَّة، التي تُجمع عليها الكثير من المصادر التاريخيَّة، فإنَّ الخليفة العبَّاسي المُتوكِّل على الله تنازل عن الخِلافة لِلسُلطان سليم بُعيد انتقاله معه إلى إسلامبول. وتقول إحدى الروايات أنَّ هذا التنازل جرى بِمراسم في جامع آيا صوفيا، في حين تقول رواية أُخرى أنَّ المُتوكِّل قلَّد السُلطان سليم سيف الخلافة وألبسهُ الخُلعة في جامع أبي أيُّوب الأنصاري، وسلَّمهُ مُخلَّفات الرسول، وهي البُردة الشريفة التي كان يلبسُها الخُلفاء العبَّاسيُّون في بغداد، وبعضٌ من شعر لحية النبيّ، والسيف ذو الوشاح أي سيف الخليفة عُمر بن الخطَّاب.
وقد اشترك في هذه المراسم عُلماء الأزهر الشريف الذين جُلبوا إلى إسلامبول، إلى جانب العُلماء العُثمانيين وقاضي قُضاة الشافعيَّة في مصر وابنا عُمومة المُتوكِّل أبا بكر وأحمد، ومُحمَّد بن قانصوه الغوري وعائلته. وأمر السُلطان سليم بِنقل مُخلَّفات الرسول وما بقي من أماناتٍ مُقدَّسةٍ في القاهرة ومكَّة إلى سراي طوپ قاپي في العاصمة العُثمانيَّة، حيثُ أودعها في جناحٍ خاص عُرف بـ«جناح خُرقة شريفة». وهكذا أصبح العُثمانيُّون أوَّل سُلالة خُلفاءٍ مُسلمين غير قُرشيين، وقد أجاز العُلماء الأحناف صحَّة انتقال الخِلافة إلى بني عُثمان بعد أن اجتمعت لِلسُلطان سليم - وخُلفائه من بعده - الحُقُوق الخمسة الواجب على كُلِّ خليفةٍ أن يتمتَّع بها:
1. حق السيف: ومعنى ذلك أنَّ طالب الخِلافة يجب أن يقوم بِدعوته أنصارٌ لا يقوى عليهم مُناظرٌ آخر على وجه الأرض، وقد كان ذلك شأن السُلطان سليم يوم التمس الخِلافة بعد ضمِّه الديار الشَّاميَّة والمصريَّة والحجازيَّة.
2. حق الإنتخاب: أي مُصادقة أهل الحل والعقد، وهو مجلسٌ من الأئمة والعُلماء، وحُجَّتهم في ذلك أنَّ هذا المجلس كان في أوَّل عهد الإسلام بِالمدينة المُنوَّرة، ثُمَّ انتقل إلى دمشق، ثُمَّ إلى بغداد، ونُقل من بغداد إلى القاهرة، فيجوز أيضًا نقله من القاهرة إلى إسلامبول. فلمَّا سيطر السُلطان سليم على مصر حمل معهُ جماعةً من عُلماء الأزهر كما أُسلف، وأضاف إليهم عدَّة من العُلماء العُثمانيين، وألَّف من الفئتين مجلسًا صادق على انتخابه. ومُنذ ذلك الوقت أصبحت هذه هي العادة الجارية في تقليد الخُلفاء العُثمانيين السيف من أيدي العُلماء.
3. الوصاية: وهي وصاية الخليفة لِمن يخلفه بعد موته. وبحسب هذه الرواية فإنَّ المُتوكِّل كان قد أوصى بِمصر يوم أخذها السُلطان سليم بأن تؤول الخِلافة إليه، أي لِسليم.
4. حماية الحرمين الشريفين: أي يجب على الخليفة أن يكون قائمًا على حماية الحرمين الشريفين من الأخطار الخارجيَّة وخدمتهما وصيانتهما، وقد تحقَّق هذا لِلسُلطان سليم بعد أن مَلَكَ الحجاز وسلَّمه شريف مكَّة مفاتيح الحرمين.بعض الآثار النبويَّة المحفوظة في جناح الخرقة الشريفة بِسراي طوپ قاپي. نصلا السيفان باقيان من عصر الرسول، أمَّا الغمدان والمقبضان صُنعت خلال العصر العُثماني لِاهتراء الأصليَّة.

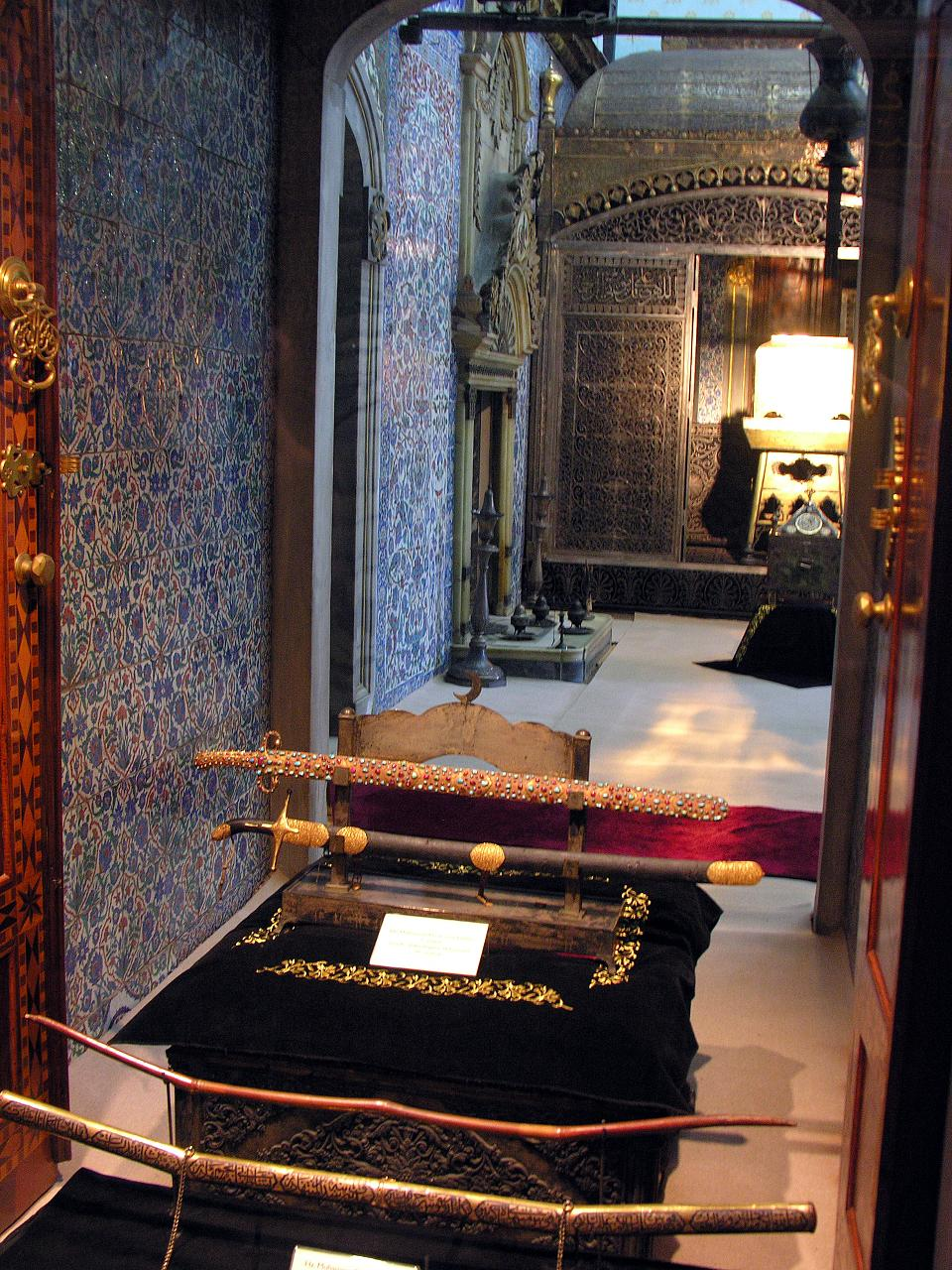
بعض الآثار النبويَّة المحفوظة في جناح الخرقة الشريفة بِسراي طوپ قاپي. نصلا السيفان باقيان من عصر الرسول، أمَّا الغمدان والمقبضان صُنعت خلال العصر العُثماني لِاهتراء الأصليَّة.

5. الاحتفاظ بِالأمانات المُقدَّسة: وهي المُخلَّفات النبويَّة التي سلمت من أيدي المغول حينما اجتاحوا بغداد، فحملها الخُلفاء العبَّاسيُّون معهم إلى القاهرة، وما زالت فيها حتَّى نُقلت إلى إسلامبول.

وأجاز عُلماءٌ آخرون عاصروا السُلطان سليم انتقال الخِلافة إليه، منهم الفقيه المُحدِّث عبد الوهَّاب بن أحمد الشعراني الشافعي، فقال في كتابه «اليواقيت والجواهر في بيان عقائد الأكابر»: «… وَفِي كُتُبِ أَصْحَابِ إمَامِنَا الشَّافِعِيّ  يُشْتَرَطُ أَنْ يَكُونَ الْإِمَامُ بَالغًا، عَاقِلًا، مُسْلمًا، عَدلًا، حُرًّا، ذَكَرًا، مُجْتَهِدًا، شُجَاعًا، ذَا رَأْيٍ وَكِفَايَة، قُرَشِيًا… فَإِنْ لَمْ يُوجَدْ قُرَشِي اجْتَمَعَتْ فِيهِ الشُّرُوطُ، فَكِنَانِيّ فَإِنْ لَمْ يُوجَدْ فغيره…».
يُشكك بعض الباحثين المُعاصرين بِتنازل الخليفة العبَّاسي فعلًا عن منصبه لِلسُلطان سليم، وحُجَّتهم في ذلك أنَّ بعض المُؤرخين الذين عاصروا حملة السُلطان على مصر وعودته إلى إسلامبول بِرفقة المُتوكِّل، لم يُشيروا ولو إشارة عابرة إلى تبدُّل أمر من أُمُور الخِلافة، فابن إياس مثلًا لم يتطرَّق لهذا، واستمرَّ يُلقِّب سليم بالسُلطان والمُتوكِّل بِالخليفة. كما أنَّ أحمد فريدون بك، في كتابه «مُنشآت السلاطين» الذي وضع فيه يوميَّات الحملة إلى الشَّام ومصر وجميع أفعال السُلطان سليم مُنذُ مُغادرته عاصمته وحتَّى عودته إليها، لم يُشر بِأيِّ كلمةٍ عن قضيَّة الخلافة، بل إنَّهُ كان حريصًا على وصف المُتوكِّل بِالعبارات التالية: «الْخَلِيفَة المُتَوَكِّل عَلَى الله مَوْلَانَا مُحيي الدَّيْنِ مِنْ آلِ العَبَّاس الَّذِي هُوَ بقيَّة الْخِلَافَة العبَّاسيَّة فِي الْمَحْرُوسَة المصريَّة». كما لم يذكر سعد الدين أفندي في مُؤلَّفه الشهير «تاج التواريخ» شيئًا عن الخلافة، علمًا بأنَّ كتابه هذا هو أقرب ما كُتب من مُؤلَّفاتٍ تاريخيَّةٍ إلى عهد السُلطان سليم. وأخيرًا يقول المُشكِّكون في هذا الأمر أنَّ السُلطان سليم نفسه لم يذكر شيئًا عن انتقال الخلافة إليه في رسائله إلى الحُكَّام المُجاورين لدولته، وإنَّما أشار إلى نفسه باعتباره سُلطانًا فحسب، وبأنَّهُ صار خادمًا لِلحرمين الشريفين. يُرجِّح بعض الباحثين أنَّ السُلطان سليم لم يعبأ بِلقب «خليفة» بعد أن أصبح لقبًا رخيصًا مُبتذلًا نتيجة تحوُّل الخلافة إلى منصبٍ صوريّ مُنذُ قُرون، لكنَّهُ لُقِّب به رُغم ذلك قبل ضمِّه مصر، تمامًا كما تلَّقب آباؤه بهذا اللقب مُنذُ قرنٍ ونصف، ونتيجة انتقال الآثار النبويَّة ومفاتيح الحرمين الشريفين إليه، ومُمارسته لِجميع مهام الخِلافة على أرض الواقع، أصبح بِحُكم هذا خليفةً فعليًّا، وفي ذلك يقول مُحمَّد فريد بك: «... وَمِنْ ذَلِكَ التَّارِيخِ صَارَ كُلُّ سُلْطَانٍ عُثْمَانِيِّ أَمِيرًا لِلْمُؤْمِنِين وَخَلِيفَةً لِرَسُول رَبِّ الْعَالَمِينَ اسْمًا، وَفِعْلًا».

## الأحداث أواخر عهد السُلطان سليم

### دُخُول المغرب الأوسط تحت جناح الدولة العُثمانيَّة

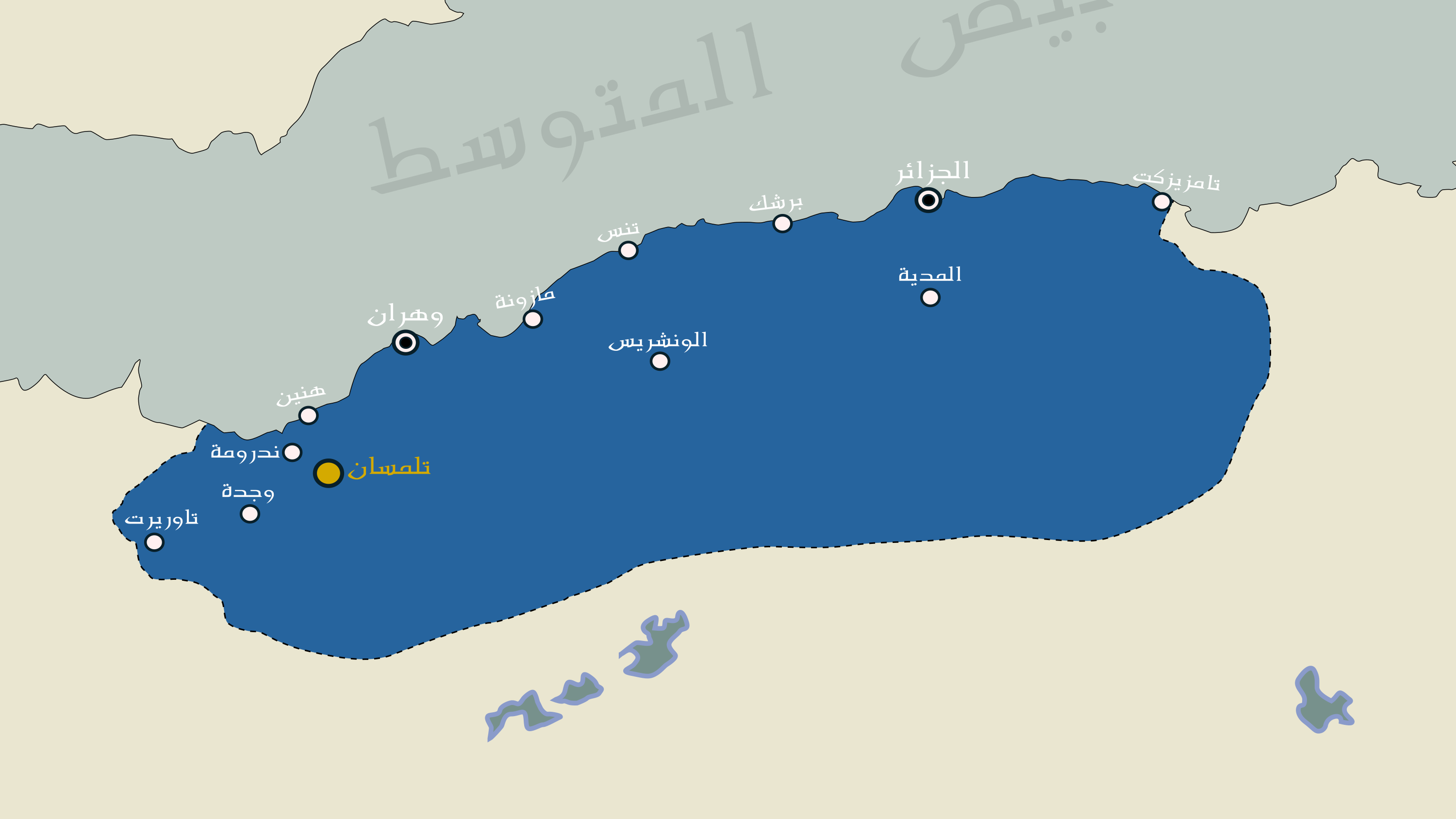
خريطة توضح الحُدُود التقريبيَّة لِإقليم المغرب الأوسط.

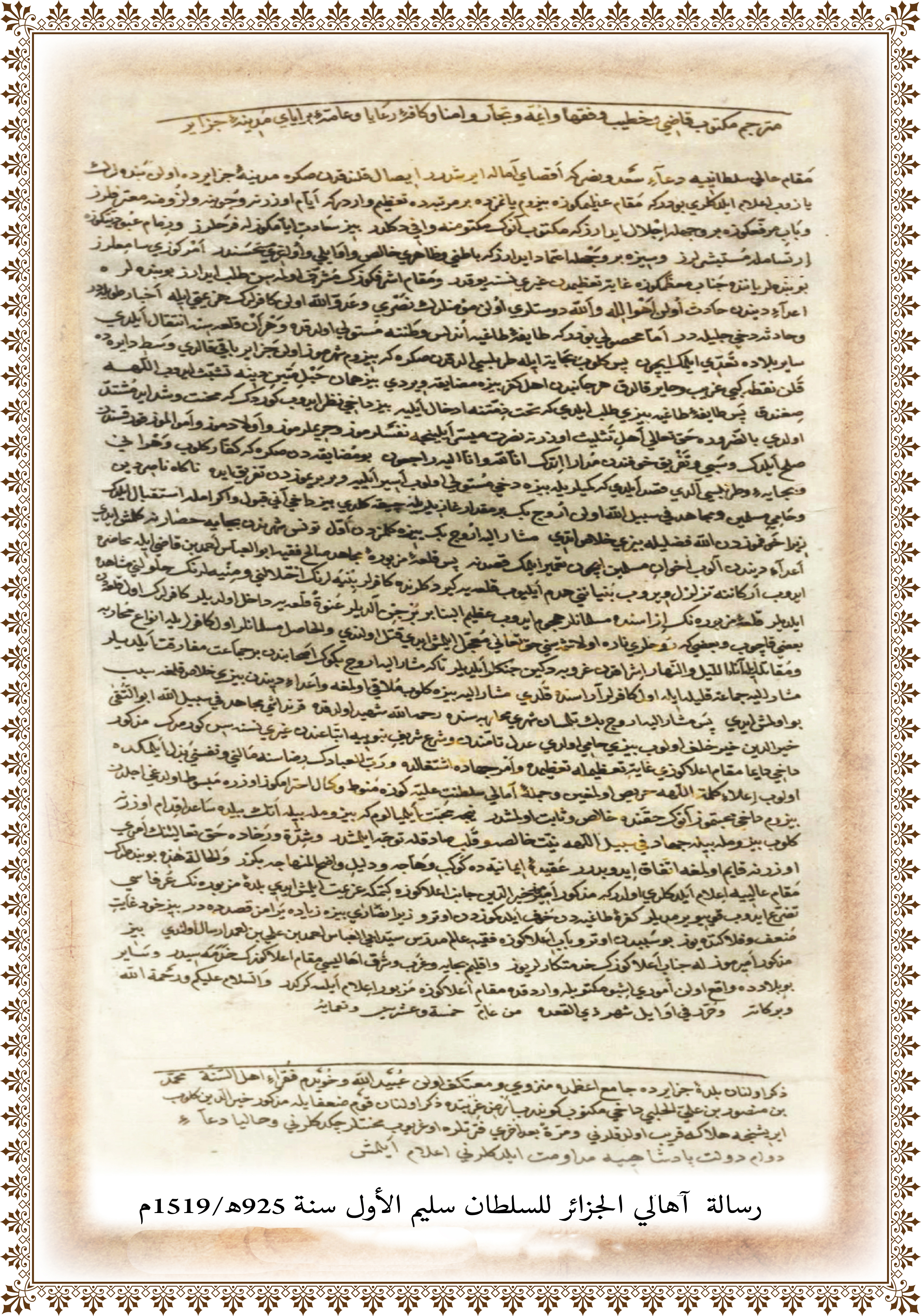
نسخة عن رسالة خير الدين خضر بربروس إلى السُلطان سليم، باسم أهل الجزائر.

ما أن استقرَّ السُلطان سليم على تخت المُلك بعد عودته من حملته على مصر والشَّام، حتَّى وفد عليه الحاج حُسين ريِّس، مبعوث الإخوة بربروس الذي سبق وأن قابله في الإسكندريَّة، وفي هذه المرَّة حمل إليه خبرًا سيئًا مفاده أنَّ عرُّوج وإسحٰق قضيا نحبهما وهُما يُقاتلان الإسپان، فحزن السُلطان عليهما. وسلَّم الحاج حُسين السُلطان سليم كتابًا من الأخ الوحيد الباقي، أي خير الدين خضر، حرَّره باسم أهل الجزائر وخُطبائها وقُضاتها وفُقهائها وأئمتها وتُجَّارها وأعيانها، وجاء فيه أنَّ عُمُوم الأهالي يطلبون الانضواء تحت حماية الدولة العُثمانيَّة بعد أن تكاثر عليهم الأعداء في الداخل والخارج، إذ كان عددٌ من البحَّارة الأشدَّاء قد تخلُّوا عن خير الدين بعد مقتل أخيه عرُّوج لِشُعُورهم بأنَّهُ لن يكون بديلًا مُلائمًا له، كما ثارت قبيلة زواوة بِقيادة أحمد بن القاضي، واستعان السُلطان أبو حمو موسى بن عبد الله الزياني بالإسپان ضدَّ خير الدين ومن معه، واستغلَّ السُلطان الحفصي هذه الاضطرابات فأرسل إلى خير الدين يطلب منهُ الدُخُول في طاعته بعد أن قطع عنهُ البارود، وفوق هذا كُلُّه كان يُتوقَّع أن يزحف الإسپان نحو الجزائر لِلقضاء على القائد العُثماني والحامية المُرابطة معه.
وهكذا لم يرَ خير الدين والجزائريين بُدًّا من الدُخُول تحت جناح الدولة العُثمانيَّة ومُبايعة السُلطان سليم على السمع والطاعة. سارع السُلطان إلى إجابة طلب خير الدين، فمنحهُ رُتبة بكلربك وولَّاه على المغرب الأوسط، مُعلنًا أنَّ هذا الإقليم أصبح من تلك اللحظة إيالةً عُثمانيَّةً مركزها الجزائر، وأرسل إلى المغرب الأوسط ما بين أربعة آلاف، إلى ستة آلاف جُنديٍّ منهم ألفي إنكشاريّ مُسلحين بِالبنادق وعددًا من المدافع مع سَدَنَتها، وعددًا آخر من المُتطوِّعة، وأعلن السُلطان تأمينه نفقاتِ السفر لِلمُتطوعين الراغبينَ بالذهابِ إلى الجزائرِ للجهاد، ووعدهم بِالامتيازات التي يحصلُ عليها الإنكشاريَّة. وبذلك صار المغرب الأوسط جُزءًا من الدولة العُثمانيَّة يُدعى فيه في خطبة الجُمُعة باسم السُلطان سليم وتُضرب السكَّة بِاسمه.

### عصيان الأمير ناصر الدين مُحمَّد بن الحنش
كان الأمير ناصر الدين مُحمَّد بن الحنش يتولَّى البقاع وصيدا ويُوالي المماليك، واستمرَّ على حاله هذا بعد أن سيطر السُلطان سليم على الديار الشَّاميَّة، فخلعه عن منصبه وولَّى مكانه الأمير مُحمَّد بك بن قُرقُماز الجركسي كما أُسلف. لِهذا، أشهر الأمير ناصر الدين العصيان، والتفَّ حوله جمعٌ من العربان، كما ناصره أربعة من الأُمراء الدُّروز: شرف الدين يحيى بن أبي بكر التنُّوخي، وزين الدين وقُرقُماز وعلم الدين سُليمان المعنيين.
يُرجِّح الدكتور عبد الرحيم أبو حُسين، أستاذ التاريخ العُثماني في الجامعة الأميركيَّة في بيروت، أنَّ مُولاة الأُمراء الدُرُوز لِناصر الدين مُحمَّد، كانت بِسبب نزع مدينة بيروت من أيدي بني تنُّوخ، والمعروف أنَّ الأُمراء والزُعماء الدُرُوز كانوا يُتاجرون مع البنادقة عبر ميناء المدينة أواخر العصر المملوكي، ويُحقِّقون أرباحًا ماليَّةً كبيرة، فلا بُدَّ أنَّهم خسروا الكثير بِانتزاعها منهم، فأشهروا العصيان، ويظهر أنَّ السلطنة العُثمانيَّة شكَّت بِتواطؤ هؤلاء الأُمراء مع جُمهُوريَّة البُندُقيَّة، بِدليل أنَّ مُمثليها في كُلٍّ من الشَّام وقبرص تابعوا مُجريات هذا العصيان بِاهتمامٍ كبيرٍ ونقلوا مُلاحظاتهم إلى حُكُومتهم، فكان على السُلطان أن يُنهي حركتهم قبل توسُّع تدخُّل البنادقة في البلاد العُثمانيَّة. وتمكَّن العُثمانيُّون من أسر الأُمراء الدُرُوز، فساقوهم بدايةً إلى قلعة صفد، ثُمَّ إلى قلعة دمشق، فقلعة حلب حيثُ أمر السُلطان بإبقائهم لحين انتهاء العصيان. أمَّا الأمير ناصر الدين مُحمَّد، فقد ظفر به أمير طرابُلس الشَّام مُصطفى بك بن إسكندر، الذي كان بينه وبين ابن الحنش مُصادقة، فخدعهُ وأظهر لهُ المُلائمة والمُلاطفة ودعاه أن يحضر إليه، ولمَّا فعل انقضَّ عليه بجُنُوده وقبض عليه بعد قتالٍ شديد، وقتلهُ مع جمعٍ كثيرٍ من أصحابه، وأرسل رؤوسهم إلى العتبة العليَّة في إسلامبول. وما أن تسلَّم السُلطان سليم رأس ابن الحنش حتَّى أمر بإخلاء سبيل الأُمراء الدُرُوز، فعاد كُلٌ منهم إلى بلده.

### تجدُّد فتنة الشيعة في الأناضول
وفي سنة 925هـ المُوافقة لِسنة 1519م، ظهر في الأناضول شخصٌ من غُلاة الصوفيَّة يُدعى «جلال البوزاقي»، نسبةً إلى وطنه بوزاق، وكان من أتباع الطريقة القلندريَّة، وفي أوَّل أمره اجتمع عليه جمعٌ من الأوباش وسار بهم إلى صوب توقاد حيثُ أقام في كهفٍ عند قلعة «طورحال»، وكان أهل تلك البلاد يميلون إلى التشيُّع، فصار يقول لهم أنَّ الإمام المهدي سيظهر من هذا الغار وأنَّهُ ينتظره، فعظُم جمعه والتفَّ حوله الكثير من الناس حتَّى وصلوا إلى قُرابة عشرين ألفًا. ثُمَّ ما لبث أن أعلن لِأتباعه أنَّهُ هو المهدي المُنتظر، وأعلن الثورة في وجه السلطنة العُثمانيَّة. ولم يتمكَّن عساكر تلك النواحي من الوُقُوف في وجه هؤلاء المُغالين، فأرسلوا إلى السُلطان سليم يُعلمونه الحال، فاستجاب وأرسل إليهم بكلربك الروملِّي فرحات باشا بعد أنَّ عيَّنه وزيرًا، ولمَّا علم جلال البوزاقي أنَّ العُثمانيِّين قادمون إليه، فرَّ هاربًا إلى بلدة «أرتق آباد» ومنها إلى سيواس، فعقبه الأمير علي بك بن شهسوار بعد أن تأخَّر فرحات باشا في الوُصُول، واستمرَّت المُطاردة عدَّة أيَّام بِلياليها إلى أدركه في نواحي آق شهر، وقاتلهُ قتالًا شديدًا حتَّى هزمه وقبض عليه، فقطَّعهُ إربًا وقتل جميع أصحابه من الرجال وسبى نسائهم وأولادهم. وأرسل علي بك رأس جلال البوزاقي إلى السُلطان سليم، فسُرَّ منه وأرسل إليه خُلعًا وسيفًا مُرصَّعًا، إلَّا أنَّ فرحات باشا اغتاظ من علي بك، فأسرَّها في نفسه مُتنظرًا الفُرصة المُلائمة لِينتقم منه بعد أن أحرجه أمام السُلطان.

### استعداد السُلطان لِفتح جزيرة رودس

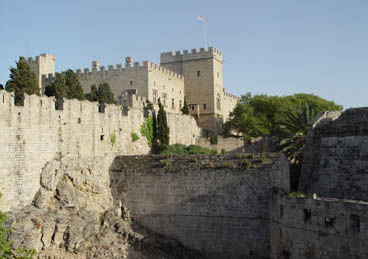
قلعة فُرسان الإسبتاريَّة في جزيرة رودس.

وفي هذه السنة أيضًا (925هـ = 1519م)، أخذ السُلطان سليم بِالاستعداد لِمُحاربة الصفويين مُجددًا، فجمع خمسة عشر ألف فارس بِمدينة قيصريَّة وضمَّ إليهم ثلاثين ألف جُندي من المُشاة تحت قيادة البكلربك فرحات باشا، وأرسل إليهم عددًا عظيمًا من المدافع والذخائر. ولمَّا علم الوزارء والساسة وقادة الجُند بِنيَّة السُلطان سليم قرَّروا إشغاله عن حملته هذه لِنفرة الجُند عن السفر إلى إيران، كما تبيَّن من الحملة الأولى، فعرضوا عليه فتح جزيرة رودس معقل فُرسان الإسبتاريَّة، كون هؤلاء كانوا دائمي الإغارة على سُفُن المُسلمين التجاريَّة، ويقطعون الطريق البحريَّة بين إسلامبول ومصر. فأذن لهم السُلطان في بناء السُفُن وإعداد العدَّة اللازمة لِحصار قلاع الجزيرة، إلَّا أنَّهُ كان غير عازمًا على ذلك، ويُحكى أنَّهُ خرج يومًا عبر البحر لِزيارة مقام الصحابي أبي أيُّوب الأنصاري، فرأى أكبر السُفُن الحربيَّة تسير في المياه، فغضب وأمر بِقتل القُبطان جعفر باشا، فشفع فيه الصدر الأعظم پيري مُحمَّد باشا الجمَّالي، واعتذر لِلسُلطان قائلًا أنَّ تلك السفينة جديدة وقد أُنزلت إلى البحر لِتُختبر، فخلَّص القُبطان من القتل. ويُروى أنَّ السُلطان قال حينئذٍ لِلصدر الأعظم: «أَنَا أُرِيدُ أَخْذَ إقْلِيمٍ وَمُلْكٍ عَظِيمٍ، وَلَا تُسَاعِدُونِي عَلَيْه، وَتَسُوقُونِي إلَى أَخْذِ إحْدَى قِلَاع اللُّصُوص وَالمَسِيِرِ إلَيْهَا؛ فَمَا أَعْدَدتُم مِن مُهِمَّاتِه؟» فقال الصدر الأعظم أنَّهم أعدُّوا ما يكفي أربعة أشهر، فردَّ عليه سليم أنَّ مثل هذه الحملة تتطلَّب ضعف هذا الإعداد، فكان كما قال، ولم تُفتتح الجزيرة إلَّا بعد تسعة أشهُرٍ من الحصار والقتال، في عهد خليفته سُليمان. ويُروى أيضًا أنَّ سليمًا قال بعد ذلك: «لَا سَفَرَ لِي بَعْدَ الْيَوْمِ إلَّا سَفَرَ الْآخِرَةِ».

## وفاة السُلطان سليم

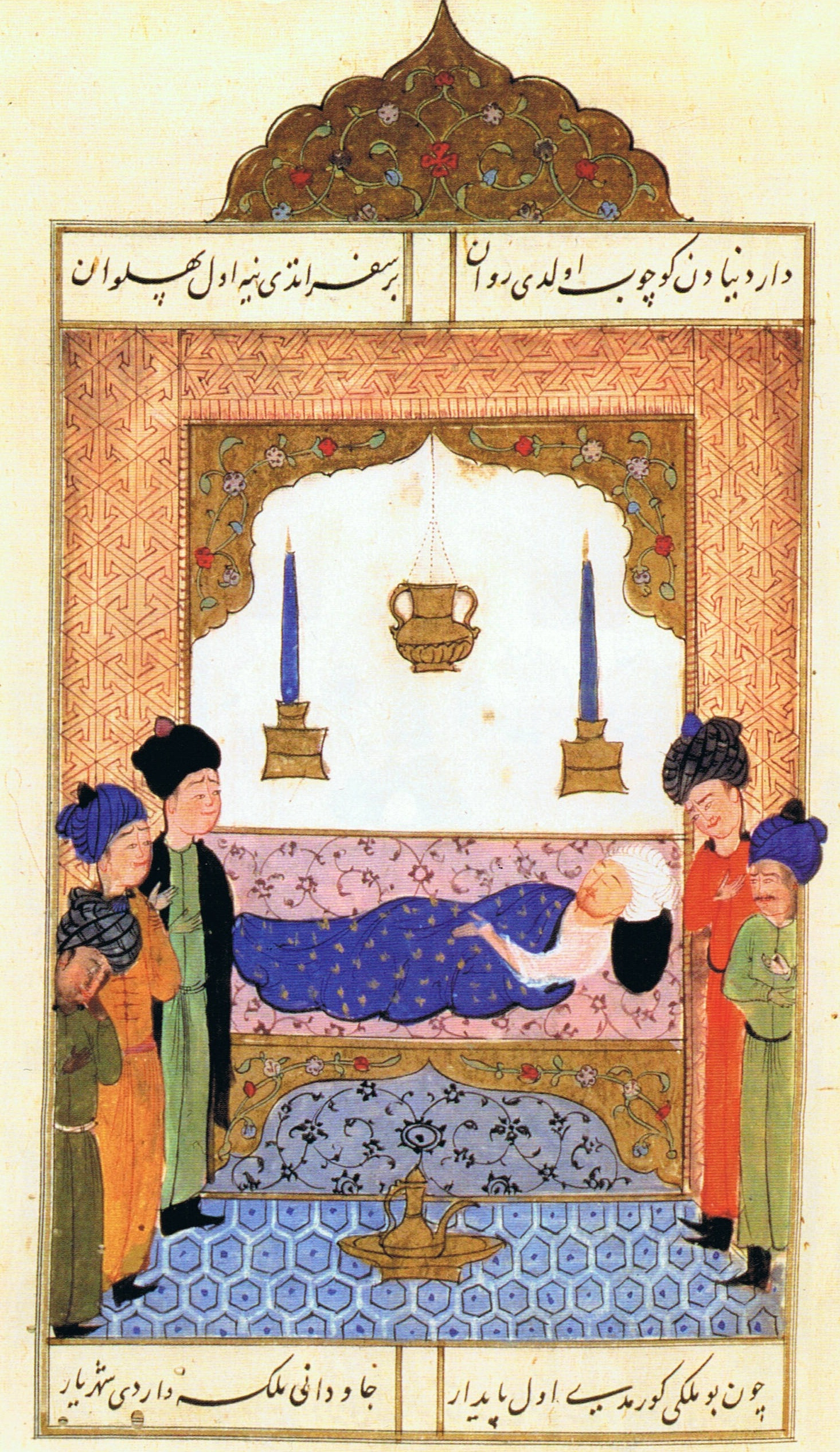
السُلطان سليم على فراش الموت.

قبر السُلطان سليم داخل مسجد السليميَّة المُسمَّى نسبةً إليه، كما بدا سنة 2018م.

سنة 926هـ المُوافقة لِسنة 1520م، تجهَّز السُلطان سليم لِلخُرُوج في حملةٍ يُرجَّح أنها كانت نحو المجر، فأرسل العتاد اللازم مع الصدر الأعظم وخرج في أثره نحو أدرنة. وفي 1 شعبان 926هـ المُوافق فيه 1 تمُّوز (يوليو) 1520م، ظهر دمَّلٌ بين كتفيه، فلم يعتد به بدايةً ولم يفسخ عزمه، لكنَّ الوجع والاضطراب استمرَّ يقوى ويشتد يومًا فيومًا، ولمَّا وصل إلى موضع چورلي، وهو نفس المكان الذي حارب فيه والده بايزيد قبل عدَّة سنوات، لم يعد قادرًا على المسير، فأقام في مكانه حتَّى يُعالجه الأطبَّاء والجرَّاحون. لكنَّ العلاج لم يُفضِ إلى نتيجة، ولم تنفع تدابير الأطبَّاء في التخفيف عن السُلطان، فاستمرَّ يُعاني آلامًا مُبرحة نحو شهرين. وفي ليلة السبت 9 شوَّال 926هـ المُوافق فيه 22 أيلول (سپتمبر) 1520م، تُوفي السُلطان سليم في سرادقه، وهو في الحادية والخمسين من عُمره، وفي السنة التاسعة من حُكمه. وأخفى طبيبه الخاص خبر موته عن الحاشية ولم يُبلغه إلَّا لِلصدر الأعظم ولِلوُزراء، فاجتمع كُلٌّ من پيري مُحمَّد باشا الجمَّالي ومُصطفى باشا وأحمد باشا وقرَّروا إخفاء هذا الأمر حتَّى يحضر الشاهزاده سُليمان من مغنيسية خوفًا من أن تثور الإنكشاريَّة كما هي عادتهم. وأنشد شيخ الإسلام المولى ابن كمال مرثيَّةً بكى فيها السُلطان سليم، فقال:

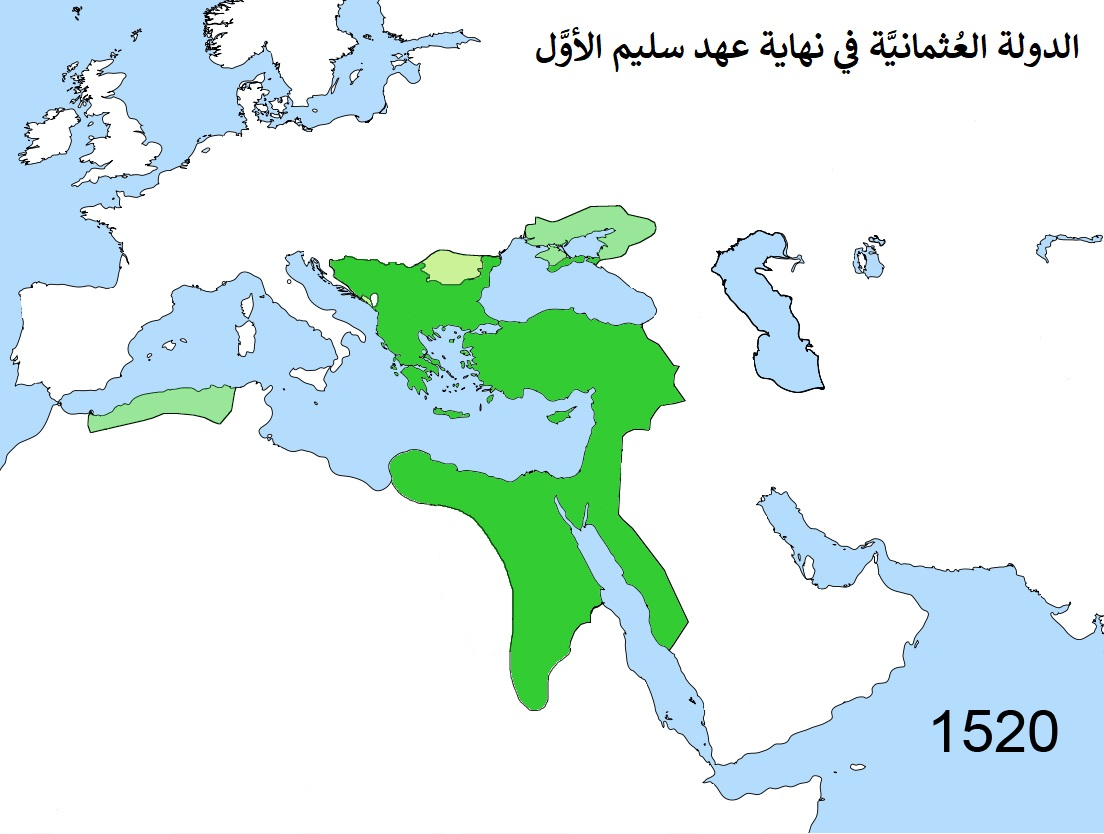
خريطة تُظهر الحُدُود التقريبيَّة لِلدولة العُثمانيَّة عشيَّة وفاة السُلطان سليم. يُشيرُ الأخضر الداكن إلى المناطق التي سيطرت عليها الدولة مُباشرةً، ويُشيرُ الأخضر الفاتح إلى المناطق التي كان لِلدولة عليها سيادة غير مُباشرة.

وتعريبها: «واحسرتاه على فُراق السُلطان سليم، فإنَّ القلم والسيف يبكيان على فراقه». بقي خبر وفاة السُلطان طي الكتمان طيلة تسعة أيَّام، حتَّى وصل الشاهزاده سُليمان إلى إسلامبول ودخلها في يوم 16 شوَّال المُوافق فيه 29 أيلول (سپتمبر)، وبعد ظُهر ذلك اليوم وصل الصدر الأعظم پيري مُحمَّد باشا وأخبر عن وُصُول جُثمان السُلطان سليم في اليوم التالي. وعند ظُهر 17 شوَّال المُوافق فيه 30 أيلول (سپتمبر) وصل موكب جنازة السُلطان، فخرج سُليمان لِمُقابلتهم عند أسوار المدينة، واكتنف تابوت أبيه حتَّى مسجد الفاتح حيثُ أقيمت صلاة الجنازة، ثُمَّ خرج الجمع بالسُلطان الراحل حتَّى وُري الثرى على أحد مُرتفعات البلد، وأمر السُلطان سُليمان ببناء جامعٍ شاهقٍ عُرف بِمسجد السليميَّة، ومدرسةٍ في المحل الذي دُفن فيه والده، ومن المعروف أنَّ السُلطان سليم يرقُد في قبره هذا وحيدًا، تمامًا كجدِّه السُلطان مُحمَّد الفاتح، الذي لم يُدفن معه أحدٌ من بني عُثمان.
ترك السُلطان سليم خلفهُ دولةً عالميَّةً حقيقيَّة، فبعد أن كانت الدولة العُثمانيَّة إحدى القوى الإسلاميَّة في المنطقة حين تربُّعه على العرش، أصبحت عند وفاته إمبراطوريَّةً كبيرة تمتد أراضيها عبر أوروپَّا الشرقيَّة وآسيا الغربيَّة وأفريقيا الشماليَّة، وتحوز الخِلافة الإسلاميَّة التي عادت لِلمرَّة الأولى مُنذُ قُرُون، خِلافةً غير صوريَّة. وأعاد السُلطان سليم تحقيق وحدة الأناضول كما كانت زمن السُلطان بايزيد الأوَّل، ولم يبقَ سوى بضع بلادٍ في آسيا الصُغرى خارجة عن نطاق الدولة العُثمانيَّة، وكان مُعظمها داخلًا تحت جناح الدولة الصفويَّة.

## شخصيَّته وصفاته

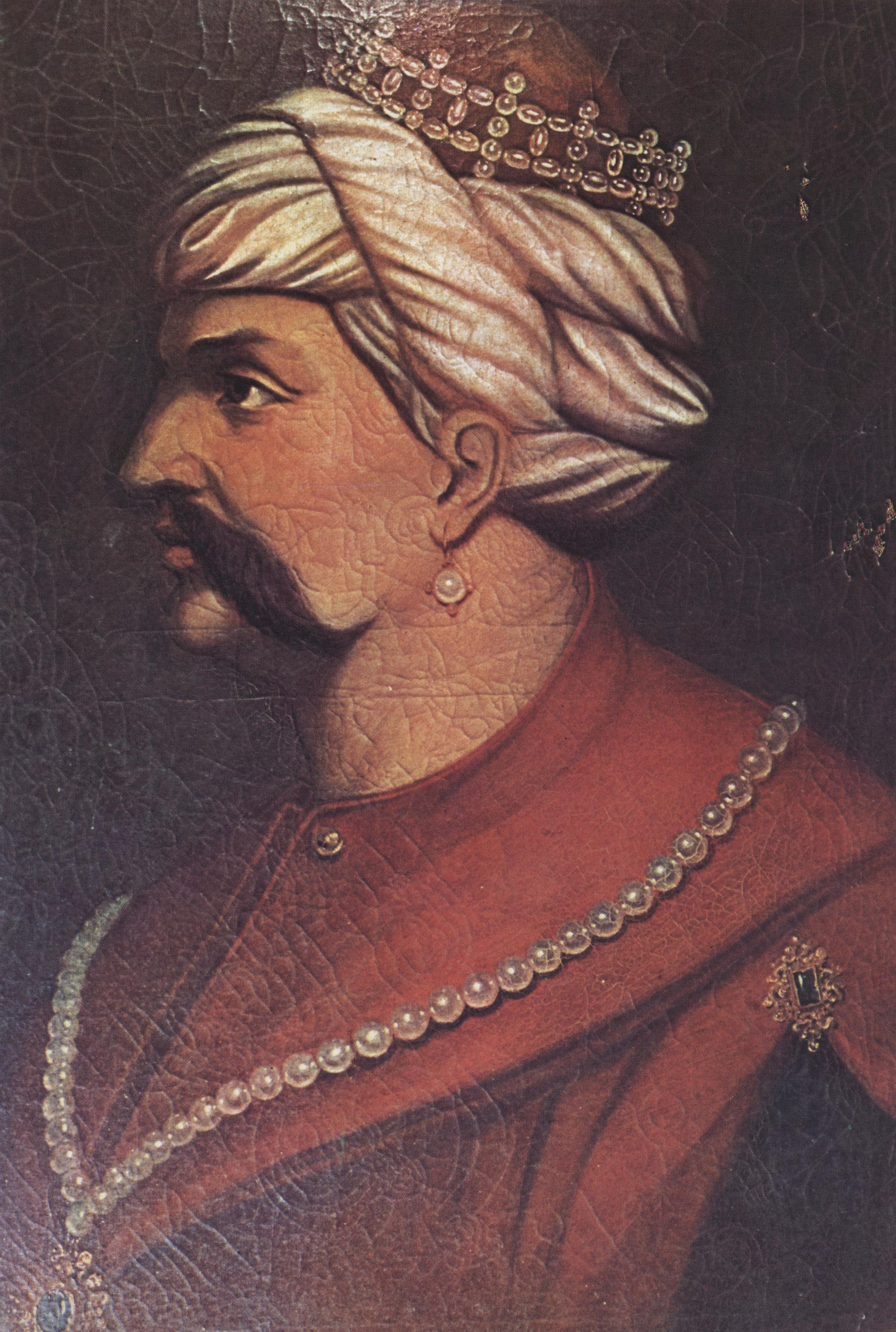
الصورة الشهيرة التي تُصوِّرُ السُلطان سليم واضعًا قرطًا بِلُؤلُؤة.

تقول بعض المصادر أنَّ السُلطان سليم كان طويل القامة نسبيًّا، وعريض المنكبين، وحاد النظرات، ومُستدير الوجه، وعاقد الحاجبين الأسودين، وكبير الرأس، وأسمر البشرة، وغليظ الأنف، وكثّ الشارب، وخفيف اللحية، وقصير الجذع نسبةً إلى الساقين، ومُمتلئ الجسم. وبحسب تاريخ صولاق زاده فهو مُتوسِّط القامة، وبدين، وأسنانه بيضاء لُؤلُؤيَّة لامعة، وحاجباه مُقوَّسان، وقويّ العضلات، وأبيض الوجه. وبحسب ابن إياس الذي شاهد السُلطان في القاهرة، فهو غير مُلتحٍ، وحنطيّ البشرة، وطويل نسبيًّا، وعريض الأنف، وواسع العينين، وقصير القامة، ومحني الظهر قليلًا، وسريع الخُطى.

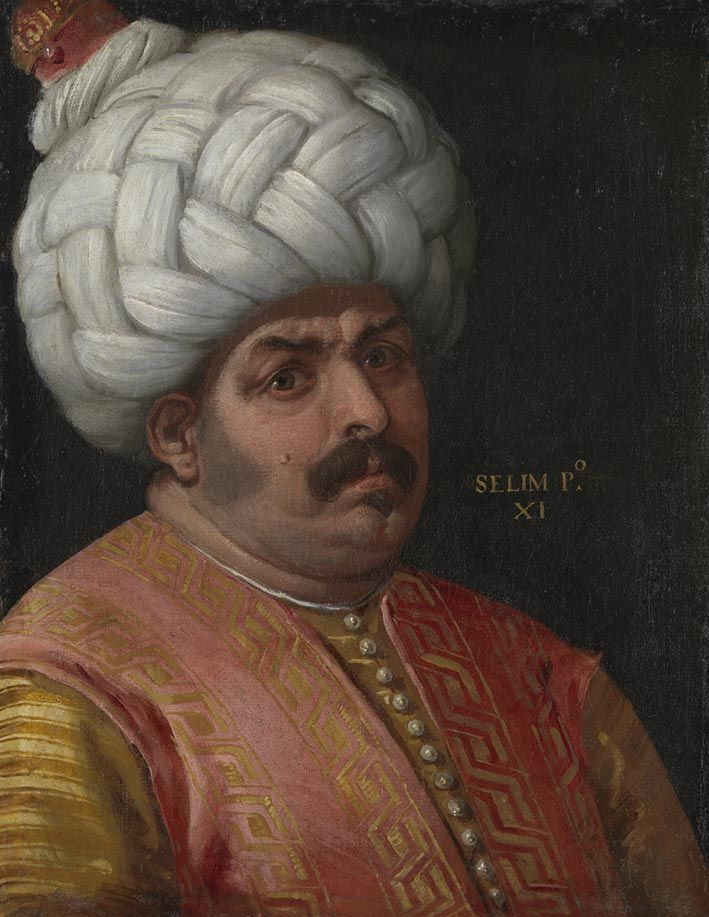
لوحة بِريشة الرسَّام البُندُقي بولس فرونزه، الذي عاش خلال فترةٍ قريبةٍ من عهد السُلطان سليم، تُصوِّرُ السُلطان المذكور بِشكلٍ أكثر دقَّة من لوحة القرط.

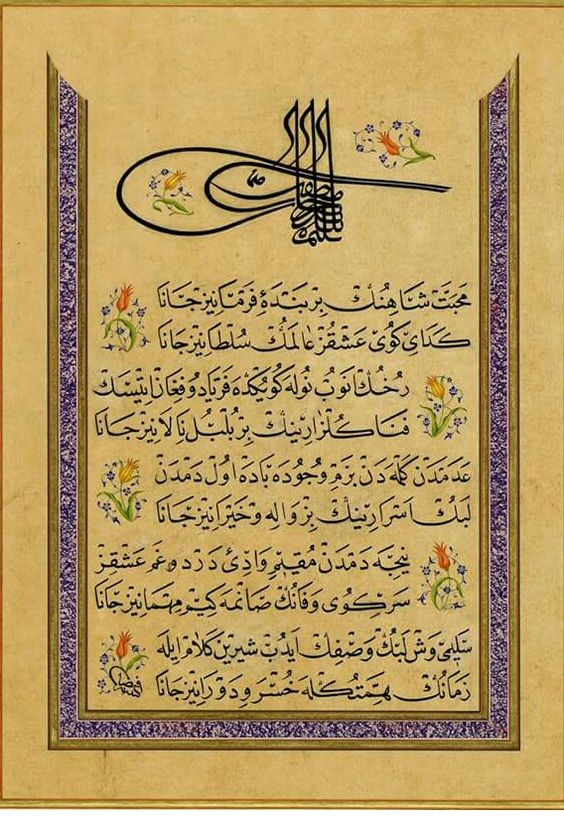
إحدى قصائد السُلطان سليم.

من المعروف أنَّ السُلطان سليم كان يُحب البساطة كوالده بايزيد، ولم يولِ أهميَّةً لِلمظاهر، وعند دُخُوله القاهرة كان يعتمر عمامةً صغيرةً ويرتدي قفطانًا حريريًّا. عدا ذلك اشتهر بأنَّهُ لم يكن كثير العناية بِهندامه وزينته، ولا يُجدد ثيابه عندما تُبلى، ولهذا كان رجال الدولة يحرصون على عدم الظُهُور بكامل أُبَّهتهم أمامه احترامًا له وخجلًا منه في الوقت عينه. وصفه مُعاصره الطبيب والمُؤرِّخ الإيطالي بولس جيوڤيو (بالإيطالية: Paolo Giovio) لِلإمبراطور شارلكان قائلًا: «إنَّهُ مُعتدل في الطعام واللهو». وهُناك روايتان تعكسان عُزُوف السُلطان سليم عن الفخفخة، تقول الأولى أنَّهُ سخر من ابنه سُليمان الذي كان شديد العناية بهيئته ويُحب الثياب المُزركشة، فقال لهُ: «يَا وَلَدِي يَا سُلَيْمَان!... إنْ كُنْت تَلبَسُ هَكَذَا فَمَا أَبْقَيْت لِأُمِّك؟!!». وتقول الرواية الأُخرى أنَّ وُزراء السُلطان طلبوا منه يومًا بِواسطة الصدر الأعظم أن يسمح لهم بارتداء ملابس جديدة لِيستقبلوا بها أحد السُفراء الأوروپيين، كي يُعطوه انطباعًا جيِّدًا، وأنهم يأملون لو يفعل السُلطان المثل، فأجاز لهم التزيِّي بما شاؤوا، لكنَّهُ استقبل السفير بِملابسه القديمة عندما حضر بين يديه. وشهد الحاضرون أنَّ السفير لم يرفع عينيه وينظر إلى السُلطان سليم طيلة اللقاء، ولمَّا غادر قال السُلطان لِوُزرائه: «طَالَمَا بَقِيَ حَدُّ السَّيْفِ بَتَّارًا لَا تَرَى عَيْن الْكَافِر لِبَاسَنَا، وَلَا تَنتَبِه إلَيْه. الله لَا يُرِينَا الْيَوْمِ الَّذِي يُجْعَلُ فِيهِ سَيْفَنَا غَيْر بَتّار، وَنَنْشَغِل بِاللِّبَاس وَالْمُظَاهِر. لِأَنَّ الْكَافِرَ حِينَئِذٍ سَيَرفَع عَيْنَهُ عَنْ الْأَرْضِ، وَيَضَعُهَا عَلَى سُلْطَانِ سَلَاطِينَ آلِ عُثْمَانَ!». تُصوِّرُ إحدى اللوحات المعروضة في سراي طوپ قاپي السُلطان سليم واضعًا قرطًا بِلُؤلُؤةٍ في أُذُنه اليُسرى، إلَّا أنَّ جميع المصادر التي عاصرته لا تذكر أنَّهُ فعل ذلك، علمًا بأنَّ إحدى الروايات تقول بأنَّهُ كان يُعلِّق في أُذُنه قرطًا نُحاسيًّا. وهُناك من ينسب هذه اللوحة إلى الشاه إسماعيل بِسبب التاج ذي الإثني عشر فصًّا، إلَّا أنَّ هذا النوع من التيجان المُرصَّعة لم يكن موجودًا في الشرق قبل القرن الثامن عشر الميلادي، وكان يوضع على الأغلب فوق العمامة، ويتمثَّل بِعدَّة ريش ذات أحجارٍ كريمة. لِهذا يغلب الظن أنَّ هذه اللوحة إمَّا أن تكون رُسمت من محض الخيال أو أنَّها زُوِّرت قصدًا لِلإساءة لِهذا السُلطان والتاريخ العُثماني عُمومًا، على اعتبار أنَّ الأقراط كانت من علامات العُبُوديَّة أو الشُذُوذ الجنسي. وفي هذا المجال، تقول إحدى التفسيرات الضعيفة أنَّ غاية السُلطان سليم من وراء وضعه قرطًا الإشارة إلى عُبُوديَّته لله.
أبرز ما اشتهر به السُلطان سليم من حيث هيئته كان شاربه الكث الكبير، فهو أوَّل من خرج عن تقاليد آبائه وأجداده بإطلاق اللحى، فلم يلتحِ حتَّى وفاته، ويُقال أنَّه منع أبنائه وأحفاده من إطالة لِحاهم. وكان سنده الشرعي في ذلك الفتاوى المُجيزة لِلِغُزاة والمُجاهدين في سبيل الله أن يُطلقوا شواربهم كي يُلقوا الرُعب في قُلُوب الأعداء، أي من باب الحرب النفسيَّة، فقد ورد في إحدى فتاوى شيخ الإسلام الإمام أبو السعود أفندي: «...السُنَّة هِي حَفّ الشَّوَارِب حَتَّى تَكُونَ بِعَرْض الْحَاجِب، وَلَكِنْ يُسْتَثْنَى الْغُزَاة مِنْ هَذَا لِأَنَّهُ مِنْ الْمَنْدُوبِ لَهُم إطَالَتُهَا لِكَي يَرْهَبُهُم الْأَعْدَاء».
لمَّا كان هذا السُلطان نشأ في أماسية، التي كانت بيئةً خصبةً لِلعُلُوم والآداب والفُنُون، فقد انعكس ذلك عليه، فكان يهوى الصياغة ولعب الشطرنج، وتعلَّم اللُغات العربيَّة والفارسيَّة والروميَّة والتتريَّة، وكان قادرًا على صياغة الشعر بِالُّلغتين الأوَلتين إلى جانب التُركيَّة في بعض المصادر؛ وأحبَّ الفارسيَّة بِالذات حُبًا كبيرًا بحيثُ أنَّ لهُ ديوانٌ بها يضمُّ ثلاثُمائة قصيدة غزل، وقد طُبع هذا الديوان سنة 1890م في إستانبول. وعندما سعى الإمبراطور الألماني غليوم الثاني لِمُجاملة السُلطان عبد الحميد الثاني، أمر بِإعادة طباعة هذا الديوان بِحجمٍ كبير، وأعدَّ خمسُمائة نسخة مُذهَّبة سنة 1904م وأُرسلت إحداها إلى السُلطان. كما طُبع هذا الديوان بِالتُركيَّة. والسُلطان سليم هو الوحيد من بني عُثمان الذي لديه ديوانٌ كاملٌ بِالفارسيَّة، وبحسب أسطون الشعر العُثماني عبد اللطيف بن خطيب القسطمونئي (الشهير بِـ«لطيفي») والمُؤرِّخ مُحمَّد صولاق زاده، فإنَّ سليم لم يكتب شعرًا بِالتُركيَّة على الإطلاق. والمعروف أنَّهُ استخدم الاسم الفني «سليمي»، علمَّا أنَّ البعض يدَّعي بأنَّ هذا الاسم يعود لِشاعرٍ آخر، وقد أُسندت قصائده إلى السُلطان بسبب تقارُب أُسلوبيهما. والسُلطان سليم هو أوَّل من عانى من بني عُثمان من مد البصر بِسبب كثرة القراءة، إذ كان يكتفي بِنوم ثلاث إلى أربع ساعات في الليل، ويقضي بقيَّته قارئًا، فكان عاقبة ذلك أن صار يستخدم نظَّارة مُكبِّرة. وإلى جانب الشعر، كان لدى السُلطان سليم مُيُولٌ موسيقيَّة، وإن لم تكن بِمُستوى شقيقه قورقود، حتَّى أنَّهُ جلب معهُ بعض الموسيقيين الآذر من تبريز بعد انتهاء حملته على الدولة الصفويَّة.

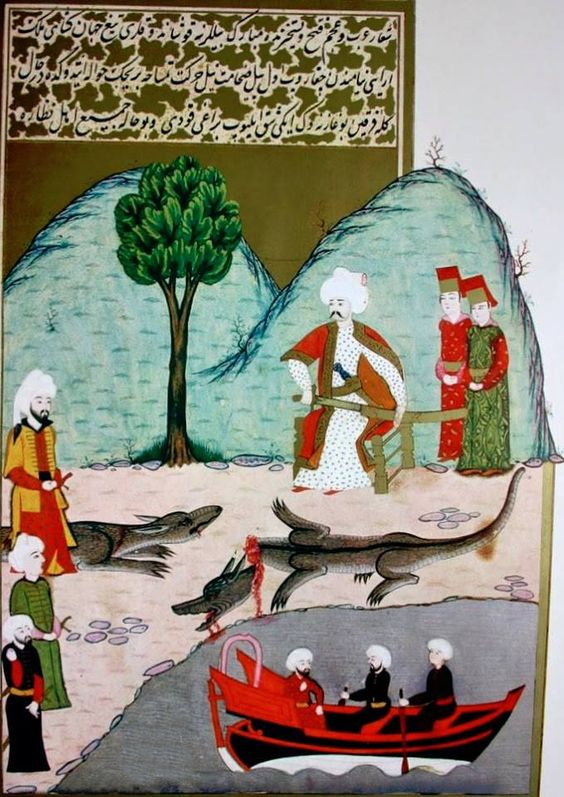
السُلطان سليم وقد اصطاد تمساحًا على ضفَّة النيل بِمصر.

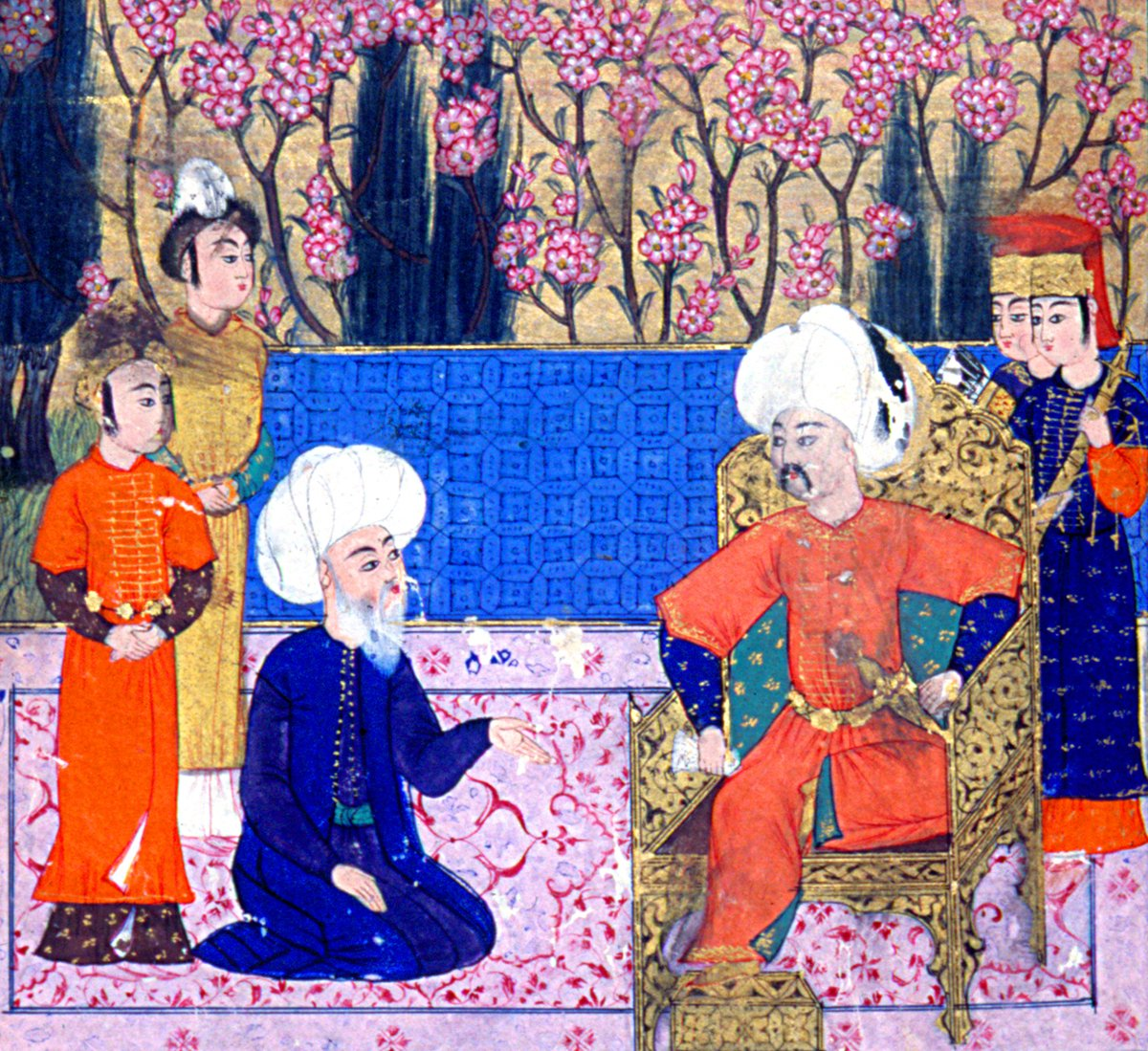
السُلطان سليم يُجالس الشيخ عبد الحليم أفندي، الشهير بِـ«حليمي چلبي».

كان التاريخ المجال الخاص لاهتمام السُلطان سليم، فقد كان يأخذ معهُ في حملاته كتاب «تاريخ الوصَّاف» الذي يروي حُرُوب المغول في الشرق، وحزن كثيرًا عندما سلب البدو هذا الكتاب في طريق حملته إلى مصر. وبعد ضم الديار المصريَّة وجد خطَّاطًا مشهورًا بِسُرعة كتابته، وطلب منهُ أن يُعيد تدوين الكتاب المذكور، واحتجزه في داره حتَّى أتمَّ عمله. كما طلب من شيخ الإسلام المولى ابن كمال ترجمة كتاب النُجُوم الزاهرة لِابن تغري بردي، وأمر بِنقل مكتبة شقيقه قورقود من مغنيسية إلى سراي طوپ قاپي في سبيل الاستفادة منها. وكان يُحب أن يحضر الشُعراء والعُلماء مجلسه، ومن أبرز المُداومين على ذلك من رجال العلم والفكر: علي أفندي الزنبيلي وكمال باشا زاده والمولى إدريس البدليسي والشيخ عبد الحليم أفندي بن علي القسطمونئي، الشهير بِـ«حليمي أفندي» أو «حليمي چلبي»، وجعفر چلبي بن تاج. أمَّا الشُعراء فكان أبرزهم إلياس بن عبد الله الأدرني، الشهير بِـ«رواني». ومن هوايات السُلطان سليم جمع التحُف والطرائف، فقد أتى بِمجموعةٍ من القطع الخزفيَّة وجدها بِخزينة قلعة الجبل بالقاهرة، ووضعها في سراي طوپ قاپي، ويروي ابن إياس أنَّهُ اصطحب معهُ مجموعة مسرح خيال ظل عند عودته من القاهرة بعد أن أُعجب بهذا الفن وقرَّر نقله إلى عاصمة مُلكه وتعريف أهلها عليه، فكان أوَّل من أدخل خيال الظل إلى الثقافة العُثمانيَّة. وكان السُلطان سليم فائق الاطلاع على السياسة العالميَّة في زمنه، ولم يكن يستغني عن قطع خريطة العالم التي رسمها پيري ريِّس، ويُروى أنَّهُ بعد سيطرته على مصر طلب من الجُغرافيين أن يرسموا له خرائط للهند والصين، دون أن تُعرف غايته من وراء ذلك. بِالإضافة إلى هذا، كان لهُ ولعٌ شديد بِالخُيُول، وامتلك عدَّة رؤوسٍ مُطهَّمة، وكان صيَّادًا ماهرًا، تعلَّم صناعة الأقواس وتمرَّس بِالرماية مُنذُ صغره، وكان يخرج بِرحلات صيدٍ تمتدُّ شُهُورًا، وأورث هذه الهواية لِابنه سُليمان، وكان ماهرًا بِاستخدام السيف بحيثُ استعمله في الصيد أيضًا، ومن أبرز الأحداث المُسجَّلة التي تؤكِّد مهارة السُلطان سليم كصيَّاد، أنَّه حينما كان في مصر اصطاد تمساحًا على ضفَّة النيل وقطع رأسهُ بِضربةٍ واحدةٍ من سيفه.

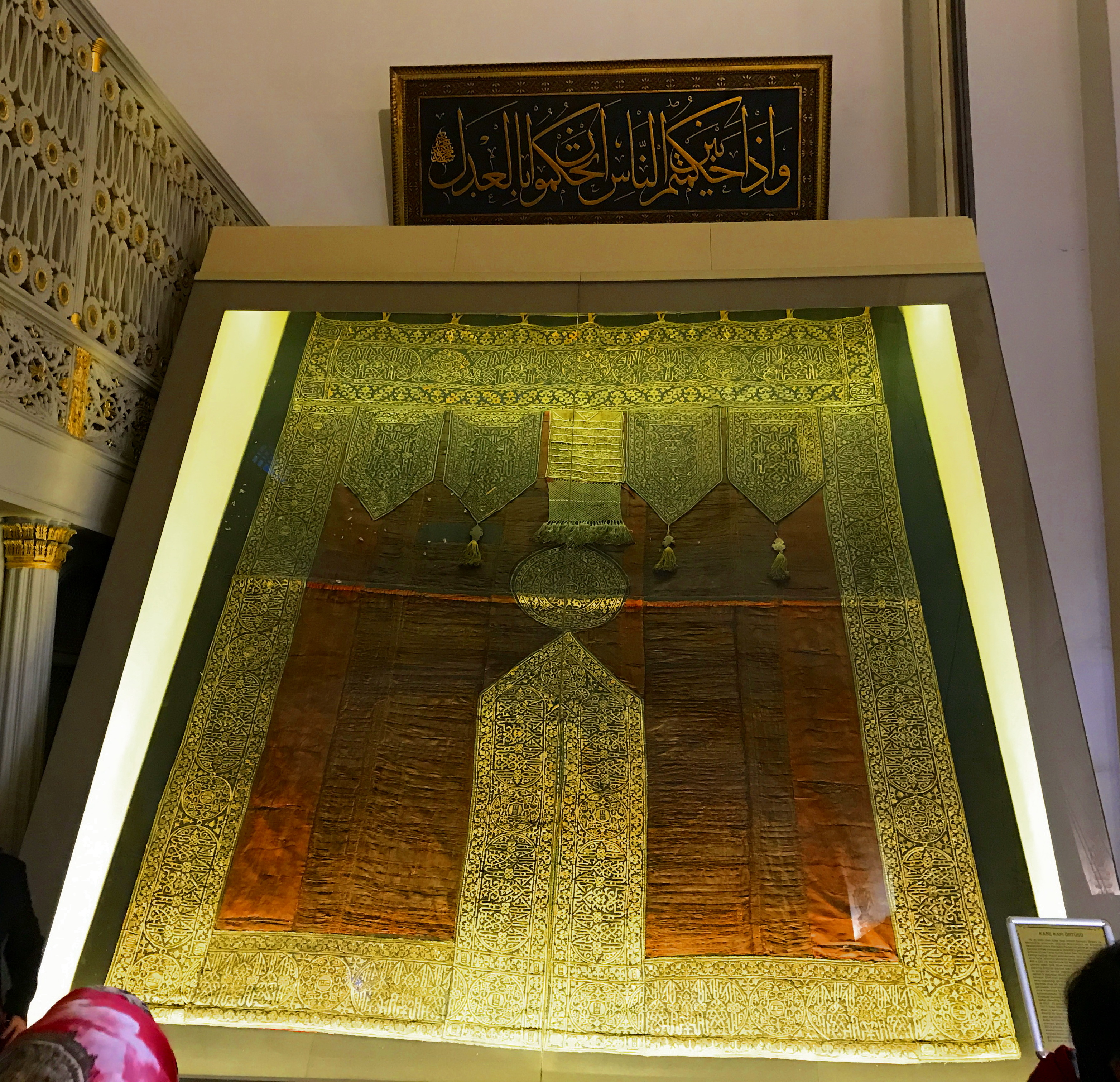
كسوة باب الكعبة المحفوظة في مسجد أولو جامع. رُممت هذه الكسوة سنة 2009م بعد أن اهترأت بشدَّة جرَّاء عرضها مكشوفةً لأربعمائة سنة.

أمَّا على الصعيد الديني، فمن المعروف أنَّ السُلطان سليم كان مُتمسكًا بِالعقيدة والشعيرة السُنيَّة، وأكنَّ احترامًا وإعجابًا كبيرًا لِلشيخ مُحيي الدين بن عربي، لِدرجة أنَّهُ كلَّف الشيخ مكِّي أفندي بِكتابة رسالة يُدافع فيها عن نظريَّة ابن عربي حول وحدة الوُجُود. وتذكر بعض المصادر أنَّ هذا السُلطان كان مولويًّا، إذ كان يكُّنُّ احترامًا للمولى جلال الدين الرومي أيضًا، وزار قبره في قونية في طريق حملته إلى الشَّام. ومن مآثر السُلطان سليم أنَّهُ لمَّا انتقل إليه مُلك مصر أوقف عدَّة قُرى إلى جوار القاهرة وخصَّص ريعها لِصناعة كسوة الكعبة، وأمر بِصناعة شمعٍ خاص وإرساله إلى الحرمين الشريفين لِإنارتهما، وهو شمعٌ أبيض أُضيف لهُ الكافور ويُسمَّى «شمع كافوري»، يُستخرج من دُهن الحيتان. ومن مآثره أيضًا أن أمر بِإنشاء بيمارستان ومأوىً لِمرضى الجُذام قُرب مقبرة قراجة أحمد، واستمرَّ هذا البيمارستان يُعالج مرضى الجُذام حتَّى سنة 1938م، أي تاريخ هدمه. وأمر السُلطان سليم بِتخصيص موضعٍ في مسجد أولو جامع بِبورصة لِتُعلَّق فيه أوَّل كسوةٍ لِلكعبة أعدَّها العُثمانيُّون بعد انتقال خدمة الحرمين الشريفين إليهم. فقد كانت العادة عند نهاية موسم الحج أن تُرسل كسوة السنة السابقة إلى السُلطان الحاكم لبلاد الحرمين، ولمَّا آن أوان موسم الحج الثاني في سلطنة سليم، أرسل إليه شريف مكَّة الكسوة القديمة بحسب العادة الجارية، فرغب السُلطان بِتخليد هذا الحدث الذي يرمز إلى انتقال خدمة الحرمين إلى بني عُثمان، فعلَّق الكسوة في مسجد أولو جامع، وجدَّد التخطيط الظاهر في أعلاها، ونصُّه (كما هو بِأخطائه): «الله الله الله، أَمَر بِعَمَل ھَذِهِ لْمَحْمَل شَرِیْف مَوْلَانَا الْمَلِك الْمُعَظَّم الْمُظَفَّر الْمَلِكِ الْعَادِلِ الْمُجَاهِد الْمُرَابِط المُثَاغِر سُلْطَان الْإِسْلَامِ وَالْمُسْلِمِينَ مُحْيِي الْعَدْلِ فِي الْعَالَمِين خَادِمِ الْحَرَمَيْنِ الشَّرِيفَيْنِ إسْكَنْدَر الزَّمَان سُلْطَان سَلَيْم شَاه بْنِ السُّلْطَانِ بَايَزِيد خَان بْنِ السُّلْطَانِ مُحَمَّد خَان بْنِ السُّلْطَانِ مُرَاد خَان بْنِ السُّلْطَانِ مُحَمَّد خَان بْنِ السُّلْطَانِ بَايَزِيد خَان بْنِ السُّلْطَانِ مُرَاد خَان بْنِ السُّلْطَانِ أُرْخاَن بْنِ السُّلْطَانِ عُثْمَان خَلَّدَ الله مِلْكُهُ وَسُلْطَانُهُ وَنَصَر جُيُوشِه وَمَوْلَانَا مُحَمَّدٍ وَآلِهِ بِتَارِيخ خَامِسَ عَشَرَ شَهْرِ شَوَّالٍ الْمُبَارَك مِنْ شُهُورِ سَنَةِ الِاثْنَيْن وَعِشْرِين وَتِسْعُ مِائَة بِدِمَشْقَ الْمَحْرُوسَةِ وَصَلَّى عَلَى مُحَمَّدٍ وَسَلَّمَ».

## زوجاته وأولاده

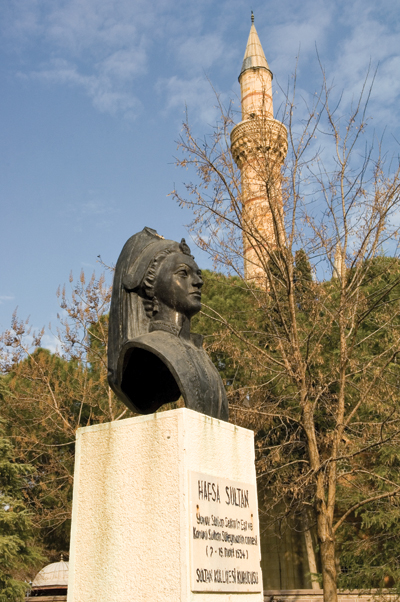
تمثالٌ نصفيّ لِعائشة حفصة سُلطان.

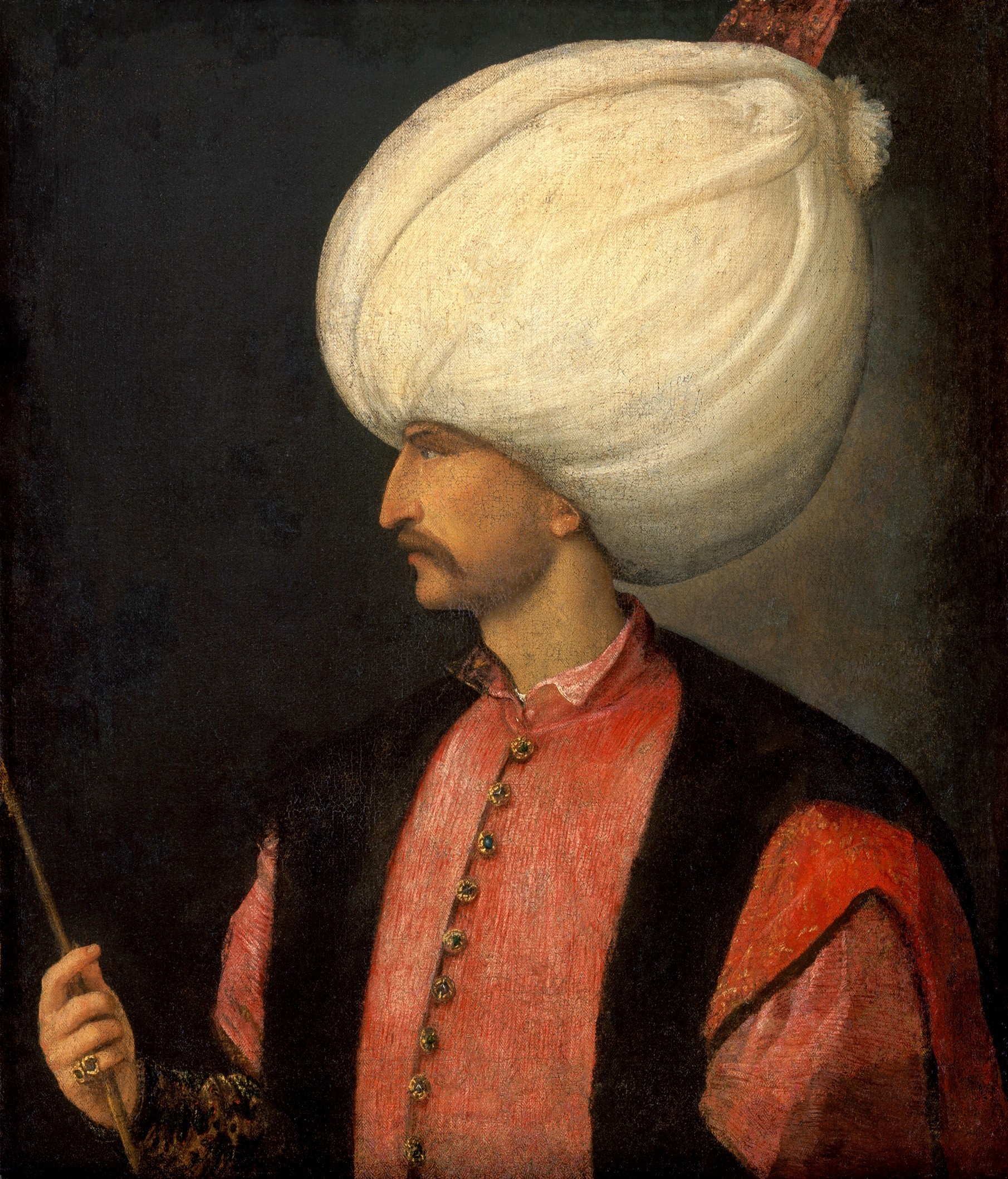
سُليمان بن سليم، السُلطان سُليمان القانوني لاحقًا.

تزوَّج السُلطان سليم بامرأتين فقط حسب ما هو شائع، ويُقال تزوَّج بِأربعة، وأنجب منهُنَّ خمس بنات، وقيل تسعة. والرواية الأكثر قبولًا وشُيُوعًا أنَّهُ لم يكن له من الأبناء الذُكُور حين وفاته سوى وليّ عهده سُليمان، ويُقال أنَّهُ كان لهُ أبناءٌ آخرين ماتوا جميعهم في صغرهم، ويُقال أيضًا أنَّ لهُ ابنٌ آخر غير سُليمان كُتبت لهُ الحياة، وقد أنجبه من إحدى مُحظياته التي طُردت من الحرملك. أما زوجاته وأولاده فهم:
زوجاته
- عائشة حفصة سُلطان: حسب الرواية الشائعة فهي ابنة خان القرم منكلي كراي. وبحسب هذه الرواية فإنَّ سليمًا تزوَّجها خلال عهد جدِّه مُحمَّد الفاتح في سبيل توثيق عُرى الاتحاد بين العُثمانيين ومغول القرم عبر المُصاهرة. أصبحت فيما بعد أوَّل امرأة تحمل لقب السُلطانة الأُم أو والدة السُلطان في عهد ابنها سُليمان. مصادر أُخرى تقول أنها جارية مسيحيَّة الأصل، أو أنَّها مُسلمة حُرَّة ابنة رجل يُدعى عبد المُعين.[la 40] تُوفيت سنة 1534م ودُفنت في الجهة القبليَّة من مسجد السليميَّة حيثُ يرقد زوجها.
- عائشة خاتون: تكاد تجمع المصادر أنَّها هي ابنة خان القرم منكلي كراي. كانت في البداية زوجة مُحمَّد شقيق سليم، ولمَّا تُوفي دخلت حرملك سليم وتزوَّجها فيما بعد.

أبناؤه
- سُليمان: ابن عائشة حفصة سُلطان، ووليّ عهد أبيه. قُدِّر لهُ أن يُصبح أعظم سلاطين بني عُثمان في التاريخ ومن أعظم الحُكَّام المُسلمين عُمومًا.
- أُويس باشا: يُقال أنَّهُ ابن السُلطان سليم من مُحظيةٍ مجهولة طُردت من الحرملك لِسوء أخلاقها، وزُوِّجت لِأحد أُمراء الدولة العُثمانيَّة، وهو من تكفَّل بِتربية ابنها حينما وُلد. حُجَّة القائلين بِهذا روايةٌ تقول أنَّ السُلطان سُليمان لمَّا بلغه وفاة أُويس المذكور، بكاه قائلًا: «فقدتُ أخي».

أمَّا الأبناء الآخرون الذين يُقال بأنَّ السُلطان سليم رُزق بهم وماتوا في طفولتهم، فهم: الشاهزاده صالح، والشاهزاده أورخان، والشاهزاده موسى، والشاهزاده قورقود.
بناته
- فاطمة سُلطان: ابنة عائشة حفصة خاتون. تزوَّجت ثلاث مرَّات: الأولى بِمُصطفى باشا، والثانية بالصدر الأعظم قره‌أحمد باشا، والثالثة بِالبكلربك إبراهيم باشا الخادم. توفيت سنة 1573م ودُفنت بِتُربة قره‌أحمد باشا بإسلامبول.
- خديجة سُلطان: ابنة عائشة حفصة خاتون. تزوَّجت القُبطان إسكندر باشا سنة 1509م. اعتُقد لِفترةٍ طويلة أنَّها تزوَّجت من الصدر الأعظم إبراهيم باشا الفرنجي، نديم شقيقها سُليمان، لكنَّ الأبحاث المُعاصرة تُشكك في ذلك. يُعتقد أنها رُزقت بابنةٍ واحدةٍ على الأقل.[la 41] دُفنت بِمسجد السليميَّة حيثُ يرقد والداها.
- حفصة سُلطان: تزوَّجت بدايةً بالوزير أحمد باشا بن دوقاقين، ويُحتمل أنَّها تزوَّجت لاحقًا بِجوبان مُصطفى باشا بن إسكندر. أنجبت والدًا واحدًا هو عُثمان باشا الشهير بِـ«قره‌عُثمان شاه».
- شاه سُلطان: ابنة عائشة حفصة خاتون. تزوَّجت الصدر الأعظم لطفي باشا سنة 1523م وأنجبت ابنة تُدعى «أسمهان خانم سُلطان». تُوفيت قُرابة سنة 1572م ودُفنت في جامع أبي أيُّوب الأنصاري.[la 42]
- بيخان سُلطان: يُحتمل أنها ابنة عائشة حفصة خاتون. تزوَّجت سنة 1521م بالبكلربك فرحات باشا وأنجبت ابنة وحيدة بحسب الظاهر. توفيت سنة 1559م ودُفنت في مسجد السليميَّة حيثُ يرقد والداها وشقيقاتها.

## في الثقافة الشعبيَّة
ظهرت شخصيَّة السُلطان سليم الأوَّل في عدَّة أعمالٍ مرئيَّة ومكتوبة، منها على سبيل المِثال لُعبة «عقيدة الحشاشين: الوُحِيّ» (بِالإنگليزيَّة: Assassin's Creed: Revelations) حيثُ يلعب دورًا محوريًّا في القصَّة، ومنها أيضًا مجموعة من المُسلسلات التلفزيونيَّة، أبرزها: حريم السُلطان، وفيه أدَّى المُمثل مُحرَّم گُلمز (بالتركية: Muharrem Gülmez) دور السُلطان سليم، وكذلك في مُسلسل السُلطان والشاه الذي يتناول الصراع العُثماني الصفوي وأثره على البلاد العربيَّة، وفيه أدَّى المُمثل السوري سامر المصري دور السُلطان، وأيضًا مُسلسل الزيني بركات الذي يتحدث عن الفترة الأخيرة من حياة الدولة المملوكيَّة، وفيه أدَّى المُمثل المصري نبيل الدسوقي دور السُلطان سليم.

## هوامش
1. ↑  كان الخطر الپُرتُغالي قد تصاعد في بحر القلزم (الأحمر) مُنذُ أن وصل الپُرتُغاليُّون إلى الهند سنة 1498م. ولمَّا كان هؤلاء يُناصبون - بِروحٍ صليبيَّةٍ - المُسلمين في الأندلُس والمغرب أشدَّ العداء، فإنَّهم استهدفوا مُحاربتهم أنَّى كانوا وكسر احتكارهم لِتجارة التوابل مع الشرق. وتمكَّن الپُرتُغاليُّون فعلًا من القضاء على هذا الاحتكار لِضعف كُلٍ من الدولة المملوكيَّة والدُويلات الإسلاميَّة الهنديَّة والعربيَّة المُطلَّة على المُحيط الهندي والبحار المُتفرِّعة منه. ولمَّا تمَّ لهم ذلك، عملوا على فرض نظامٍ احتكاريٍّ من جانبهم، وأجبروا أصحاب المراكب حمل تراخيص تُعرف باسم «القرطاس» (بالبرتغالية: Cartaz) في مُقابل دفع رسم من قِبل صاحب المركب، وشريطة دفع رُسُومٍ كذلك على البضائع المشحونة. وأصبحت المراكب التي لا تحمل هذه الأوراق - وأحيانًا حتَّى التي تحملها - عُرضةً لِلمُصادرة أو الإغراق من قِبل السُفُن الپُرتُغاليَّة إذ كان التُجَّارُ من المُسلمين.[19] وحاول المماليك التصدِّي لِلپُرتُغاليين، فانتصروا عليهم بدايةً في معركةٍ بحريَّةٍ لكنَّهم عادوا وهُزموا في السنة التالية ودُمِّر أُسطولهم بِكامله. وعلى أثر هذا الانتصار حاول نائب ملك الپُرتُغال في الهند ألفونسو دي البوقرق السيطرة على عدن واتخاذها مُنطلقًا لِلسيطرة على جدَّة واحتلال الحرمين الشريفين والوُصُول إلى مملكة الحبشة لِلتحالف مع النجاشي داود بن ناعود السُليماني ضدَّ المُسلمين.[19] ولم يتمكَّن السُلطان المملوكي قانصوه الغوري من فعل شيءٍ إزاء هذا الخطر الكبير، فاستغاث بِنظيره العُثماني بايزيد الثاني الذي سارع إلى مد يد العون فورًا، فأرسل عددٌ من الصُنَّاع والفنيين لِإصلاح الأُسطُول المملوكي وصناعة ثلاثين سفينةً حريَّبةً إضافيَّةً في السُويس لِتتكفَّل بِحماية التجارة الإسلاميَّة في بحر القلزم وخارجه.[20]
2. ↑  القزلباش هو مُصطلح أُطلق على الجُنُود الصفويين، وهو لقبٌ منحوت من كلمتين: «قزل» بِمعنى «الأحمر» و«باش» بِمعنى «الرأس»، فيكون معنى الاسم كاملًا: ذوي الرؤوس الحمراء، وذلك لِاعتمار هذه الطائفة من الجُند عمائم حُمر.[30]
3. ↑  «المِعْجَر» هو الثَّوبُ الذي تشُدُّه المرأة على رأسها. يُجمع على «مَعَاجِر».[44]
4. ↑  «السكبانباشي» كلمة مُركبة من «سكبان» و«باشي»، وهي تعني رئيس السكبان. والسكبان كلمة فارسيَّة معناها «مُدرِّب الكلاب» أو «الحارس» أو «المُدرِّب»، وكانت تُطلق على فرقة المُتطوِّعين الذين يُقدمون أنفُسهم لِلجُنديَّة بِمحض اختيارهم وقت الحاجة الشديدة لِلجُند. قيل أيضًا بأنَّ التسمية تُركيَّة الأصل وإنَّها تحريفٌ لِلفظ «سيمن» الذي يعني المقدام. يعود وُجُود هذه الطائفة إلى عهد السُلطان مُراد الأوَّل، وكانوا يُرافقونه في الصيد، ثُمَّ أُلحقوا بِالإنكشاريَّة في عهد السُلطان مُحمَّد الفاتح.[58]
5. ↑  «اللاونديُّون» أو «اللاوند» هي تسمية أطلقها العُثمانيُّون على طائفةٍ من الجُنُود البحريَّة. يُقال أنَّ أصلها إيطالي مُحرَّف (بالإيطالية: Levantino)، وأنَّ البنادقة هم أوَّل من أطلقها على البحَّارة الشرقيُّون الذين استخدموهم في أُسطولهم، فاستعارها العُثمانيُّون عنهم. يُقال أيضًا أنَّ التسمية أصلها فارسي وتعني «الخادم» أو «الغُلام سيّئ الخُلُق»، وهذا ما انطبق على هذه الطائفة العسكريَّة في وقتٍ لاحقٍ من تاريخها، فأصبح أفرادها يرتكبون المظالم الكبيرة بِحق الأهالي والبلاد التي يُقيمون فيها، ممَّا دفع السلطنة العُثمانيَّة إلى إلغاء هذا التنظيم وتسريح عناصره سنة 1186هـ المُوافقة لِسنة 1771م.[62]
6. ↑  «الجَاوُوش» أو «الجَاوِيش»، أو «الشَاوِيش» حسب اللفظ العربي المُحرَّف، وبحسب الرَّسمُ العُثماني الأصلي هو «چَاوُش» (بالتركية: Çavuş). هو نوعٌ من المُوظفين في الدولة العُثمانيَّة كانوا يُستخدمون في مجموعةٍ من الوظائف، أهمها: خدمة الديوان الهُمايُوني أثناء انعقاده، ونقل الأخبار بين القادة والعساكر في ساحات القتال على وجه الخُصُوص، وخدمة السُفُن وأُمراء البحريَّة. والجاووش في الأصل يعني الحاجب، وهو صاحب البريد والدليل في الحُرُوب وجامع الأخبار وقائد الفرقة المُكوَّنة من عشرة جُنُود.[81]
7. ↑  يُشكِّك عدد من المُؤرخين المُعاصرين بِرواية وُفُود الأمير فخر الدين عُثمان المعني، الشهير بِفخر الدين المعني الأوَّل، وإلقائه خطبته الشهيرة بين يديّ السُلطان سليم، بل هُناك شُكُوكٌ حول وُجُود أميرٍ معنيٍّ يُدعى فخر الدين في ذلك الزمن. وسبب ذلك أنَّ المصادر التي عاصرت ضمّ السُلطان سليم لِلديار الشَّاميَّة أو التي كُتبت بعد ذلك بِفترةٍ قصيرة، لا تأتي على ذكر هذا الخبر. فالبطريق الماروني أسطفان الدويهي (1630 - 1704م) ذكر في كتابه «تاريخ الأزمنة» أنَّ السُلطان سليم ثبَّت على حُكم الشوف أميرًا يُدعى قُرقُماز بن يُونُس المعني، دون أن يتطرَّق لأمر الخطبة المذكورة أو لِأميرٍ يُدعى فخر الدين،[86] كما أنَّ المُؤرِّخ الدمشقي أحمد بن طولون الصالحي، الذي دوَّن التفاصيل عن يوميَّات السُلطان سليم في دمشق لم يأتِ على ذِكر اسم أيِّ أميرٍ معنيٍّ وفد على السُلطان سنة ضمِّه الشَّام أو حينما رجع من مصر. ويُحتمل أن يكون المُؤرخون قد وقعوا في خطأٍ بين فخر الدين عُثمان وأميرٍ آخر نتيجةً لِتشابه الأسماء والألقاب، إذ أنَّ «فخر الدين» كان إحدى الألقاب الشائعة بين الأُمراء والقادة والسلاطين في ذلك الزمان.[87] ويبدو أنَّ فخر الدين عُثمان الفعلي، الذي كان أميرًا لِلشوف، توفي قبل دُخُول العُثمانيين إلى الشَّام بِقُرابة عشر سنوات، إذ يذكر المُؤرِّخ الدُرزي ابن سباط: «في ربيعٍ الآخر [912هـ] تُوفي الأمير فخر الدين عُثمان ابن معن أمير الأشواف من أعمال صيدا».[88] بناءً على هذا، يرى المُؤرِّخ اللُبناني كمال الصليبي، أنَّ الأمير المعني الذي وفد على السُلطان سليم في دمشق كان قُرقُماز بن يُونُس، أي حفيد فخر الدين عُثمان، لِتوافق عهده مع زمن دُخُول البلاد تحت جناح الدولة العُثمانيَّة.[la 32]
8. ↑  يقول ابن منظور: «والقِطارُ: أَن تَقْطُر الإِبل بَعْضَهَا إِلى بَعْضٍ عَلَى نَسَقٍ وَاحِدٍ… وقَطَرَ الإِبلَ يَقْطُرها قَطْراً وقَطَّرها: قَرَّب بعضَها إِلى بَعْضٍ عَلَى نَسَقٍ».[98] وكان القطارُ يتألَّف من سبعة رُؤوسٍ، أي أنَّ عدد الجمال التي اشتراها السُلطان سليم بلعت سبعة آلاف جمل.[95]
9. ↑  المشاعليَّة هم طائفة من المصريين كانوا يُزاولون عدَّة أعمال ليلًا ونهارًا. مُفردهم «مشاعلي»، واسمهم مُشتق من المشاعل التي كانوا يستخدمونها ليلًا، وكان يُطلق عليهم أيضًا «الضويَّة». من أبرز المهام التي أُنيطت بهم: قراءة الفرمانات السُلطانيَّة والديوانيَّة الصادرة عن السُلطان أو عن والي القاهرة على الملأ، وتنفيذ أحكام الجلد بالباعة والتُجَّار الذين يُخالفون التسعيرة أو يُطففون الميزان والمكيال، وبعض الأعمال الدنيئة مثل نزح آبار البُيُوت والحمَّامات وتسليك المجاري المنزليَّة.[102]

### فهرست المراجع
بِاللُغتين العربيَّة والعُثمانيَّة
1. 1 2 3 4  فريد بك (1981)، ص. 188.
2. ↑  حلاق (2000)، ص. 28-29.
3. ↑  جحا وآخرون (1972)، ص. 135-136.
4. 1 2 3 4 5 6 7  أرمغان (2014)، ص. 61-65.
5. 1 2  الغزي (1997)، ص. 209.
6. ↑  فريد بك (1981)، ص. 197.
7. ↑  القرماني (1865)، ص. 316.
8. ↑  البكري (1995)، ص. 71-72.
9. ↑  منجم باشي (2009)، ص. 633.
10. ↑  القرماني (1865)، ص. 310-311.
11. 1 2 3 4 5  أوزتونا (2010)، ص. 202-206.
12. ↑  آق كوندوز وأوزتورك (2008)، ص. 212.
13. ↑  طقوش (2007)، ص. 70-72.
14. 1 2 3 4  منجم باشي (2009)، ص. 589-599.
15. ↑  فريد بك (1981)، ص. 186.
16. 1 2 3 4 5 6 7 8 9 10  أوزتونا (2010)، ص. 207-211.
17. 1 2 3 4 5 6 7 8 9  منجم باشي (2009)، ص. 599-610.
18. 1 2 3 4 5 6 7  منجم باشي (2009)، ص. 611-620.
19. 1 2  الطيبي (1999)، ص. 163-165.
20. ↑  محمود (2019)، ص. 35.
21. ↑  فريد بك (1981)، ص. 187.
22. 1 2 3 4 5 6 7 8 9 10 11  منجم باشي (2009)، ص. 634-638.
23. ↑  طقوش (2013)، ص. 147.
24. 1 2 3 4 5 6 7 8 9 10 11  أوزتونا (2010)، ص. 213-215.
25. ↑  هوتسما وآخرون (1998)، ص. 5771.
26. ↑  التر (1989)، ص. 35.
27. ↑  صولاق زاده (1297هـ)، ص. 356.
28. ↑  سعد الدين (1610)، ص. 504-507.
29. ↑  أوين (1990)، ص. 17.
30. ↑  حلاق وصباغ (1999)، ص. 174.
31. ↑  الجميل (1997)، ص. 78-79.
32. 1 2 3  طقوش (2013)، ص. 154-155.
33. ↑  النهروالي (1996)، ص. 284.
34. ↑  الخربوطلي (1969), p. 259.
35. 1 2  عمر (1985)، ص. 68-69.
36. 1 2 3  جرامون (1992)، ص. 210-211.
37. ↑  طقوش (2013)، ص. 150.
38. ↑  الصلابي (2001)، ص. 179.
39. 1 2 3 4 5 6 7 8 9 10 11 12 13  منجم باشي (2009)، ص. 639-644.
40. ↑  رضوان (1988)، ص. 435.
41. ↑  فريدون بك (1275هـ)، ص. 379-380.
42. 1 2 3 4  متولي وفهمي (2005)، ص. 186-187.
43. ↑  ابن إياس (1984)، ص. 272-273.
44. ↑  مسعود (1992)، ص. 751.
45. 1 2 3 4 5 6 7 8 9  أوزتونا (2010)، ص. 216-220.
46. ↑  طقوش (2013)، ص. 158.
47. 1 2 3 4 5 6 7 8 9 10 11  منجم باشي (2009)، ص. 645-651.
48. 1 2 3  فريد بك (1981)، ص. 190-191.
49. 1 2  صباغ (1999)، ص. 130.
50. 1 2  طقوش (2013)، ص. 160-161.
51. 1 2 3  عمر (1985)، ص. 70.
52. 1 2 3 4 5 6 7 8 9  منجم باشي (2009)، ص. 652-657.
53. 1 2  جمعة والخولي (1976)، ص. 86-87.
54. ↑  عيسى (2002)، ص. 33-35.
55. ↑  ابن إياس (1984)، ص. 404.
56. ↑  ابن إياس (1984)، ص. 262-263.
57. 1 2  فريد بك (1981)، ص. 191.
58. ↑  صابان (2000)، ص. 134.
59. 1 2  عيسى (2002)، ص. 36-37.
60. 1 2 3 4  منجم باشي (2009)، ص. 658-663.
61. 1 2 3 4 5  أوزتونا (2010)، ص. 243-247.
62. ↑  الخطيب (1996)، ص. 378-379.
63. ↑  بربروس (2010)، ص. 64-68.
64. 1 2 3  طقوش (2013)، ص. 162-164.
65. ↑  جمعة والخولي (1976)، ص. 88.
66. ↑  جرامون (1992)، ص. 213.
67. 1 2 3 4 5 6 7 8 9  منجم باشي (2009)، ص. 663-669.
68. ↑  طقوش (2013)، ص. 165-166.
69. ↑  البكري (1055هـ)، ص. 18.
70. 1 2 3 4  إيفانوف (1988)، ص. 60-61.
71. ↑  أوزتونا (2010)، ص. 232-233.
72. ↑  كرد علي (1983)، ص. 205.
73. ↑  آق كوندوز وأوزتورك (2008)، ص. 231.
74. 1 2 3  ابن إياس (1984أ)، ص. 60-64.
75. 1 2  كرد علي (1983)، ص. 209.
76. 1 2 3  عمر (1985)، ص. 74-75.
77. 1 2 3 4 5 6  أوزتونا (2010)، ص. 221-225.
78. 1 2 3 4 5 6 7 8  ابن إياس (1984أ)، ص. 68-71.
79. 1 2 3 4 5 6 7 8 9  عمر (1985)، ص. 76-77.
80. ↑  حتي (1972)، ج. 2، ص. 298.
81. ↑  صابان (2000)، ص. 80-81.
82. 1 2 3 4  كرد علي (1983)، ص. 212-213.
83. 1 2 3  البكري (1995)، ص. 82-84.
84. 1 2  ابن إياس (1984أ)، ص. 74-76.
85. ↑  ابن طولون (1998)، ص. 338.
86. 1 2  الدويهي (1986)، ص. 394.
87. ↑  فليفل (2019)، ص. 32.
88. ↑  ابن سباط (1993)، ج. 2، ص. 931.
89. 1 2  الشهابي (1900)، ص. 561.
90. ↑  فريد بك (1981)، ص. 192.
91. ↑  الغزي (1997)، ص. 89.
92. 1 2 3 4  عمر (1985)، ص. 77-79.
93. ↑  حسن (2000)، ص. 14.
94. ↑  ابن طولون (1998)، ص. 341.
95. 1 2 3 4 5 6 7 8 9 10  منجم باشي (2009)، ص. 670-675.
96. ↑  الصلابي (2001)، ص. 187.
97. ↑  بيات (2003)، ص. 75-76.
98. ↑  ابن منظور (1994)، ص. 107.
99. 1 2 3 4 5 6 7 8 9 10  أوزتونا (2010)، ص. 226-229.
100. ↑  ابن إياس (1984أ)، ص. 125.
101. 1 2 3 4 5  ابن إياس (1984أ)، ص. 146-148.
102. ↑  الشناوي (2013)، ص. 151 (الهامش).
103. ↑  ابن إياس (1984أ)، ص. 150.
104. 1 2 3 4 5 6 7 8 9 10  منجم باشي (2009)، ص. 676-681.
105. 1 2 3 4 5 6  عمر (1985)، ص. 79-81.
106. ↑  ابن إياس (1984أ)، ص. 162-164.
107. 1 2 3 4  ابن إياس (1984أ)، ص. 171-174.
108. 1 2 3  أوزتونا (2010)، ص. 230.
109. 1 2 3  عبد المعطي (1999)، ص. 18-19.
110. 1 2 3  محمود (2019)، ص. 58-60.
111. ↑  طقوش (2013)، ص. 176.
112. 1 2  عمر (1985)، ص. 96-98.
113. ↑  أباظة (1986)، ص. 21.
114. 1 2 3 4 5 6 7 8 9 10 11 12 13 14 15 16 17 18 19 20  منجم باشي (2009)، ص. 681-696.
115. ↑  أوزتونا (2010)، ص. 253.
116. ↑  مبارك (1886)، ص. 56.
117. 1 2 3 4 5  فريد بك (1981)، ص. 194-195.
118. 1 2  أوزتونا (2010)، ص. 234-239.
119. ↑  محمود (2019)، ص. 86 و88.
120. 1 2 3 4 5  فريد بك (1981)، ص. 196-197.
121. ↑  ابن طولون (1998)، ص. 373.
122. 1 2  حتي (1972)، ص. 306-310.
123. ↑  زهر الدين (1994)، ص. 124.
124. ↑  ابن طولون (1998)، ص. 377.
125. ↑  أبو نحل (2003)، ص. 72.
126. 1 2 3 4  عمر (1985)، ص. 84-85.
127. 1 2  أوزتونا (2010)، ص. 224-225.
128. ↑  الخربوطلي (1969)، ص. 262-263.
129. ↑  الشعراني (1889)، ص. 274.
130. ↑  الخربوطلي (1969)، ص. 259-260.
131. 1 2  أوزتونا (2010)، ص. 254.
132. ↑  الصلابي (2001)، ص. 211-212.
133. ↑  التر (1989)، ص. 70.
134. ↑  الميلي (1964)، ص. 51.
135. ↑  المدني (1968)، ص. 198.
136. ↑  التر (1989)، ص. 72-73.
137. 1 2 3  الأسود (2018)، ص. 108.
138. 1 2  أبو حسين (2017).
139. 1 2 3  أوزتونا (2010)، ص. 236-237.
140. ↑  فريد بك (1981)، ص. 198.
141. 1 2 3 4 5  أوزتونا (2010)، ص. 238-239.
142. 1 2 3 4 5 6 7 8  أرمغان (2014)، ص. 56-60.
143. 1 2 3  آق كوندوز وأوزتورك (2008)، ص. 233-234.

باللُغات التُركيَّة والأوروپيَّة
1. 1 2  Bahadıroğlu (2009), p. 157.
2. ↑  Ágoston (2009), p. 511-513.
3. ↑  Babinger (1992), p. 57.
4. ↑  Agoston (2011), p. 116.
5. ↑  Dijkema (1977), p. 32.
6. ↑  Solak (2006), p. 524.
7. 1 2  Kiliç (2015).
8. ↑  Çetinkaya (2010), p. 464, 472.
9. ↑  Tektaş (2007), p. 164.
10. ↑  Celalzade (1990), p. 446.
11. ↑  Uzunçarşılı (1990), p. 233-248.
12. ↑  Amanat (2017), p. 52.
13. ↑  Öztuna (2006), p. 39.
14. ↑  Şerafettin (1998), p. 236.
15. ↑  Mehmed (1996), p. 211-212.
16. ↑  Ulusoy (2020), p. 28.
17. ↑  İnal (2017)، ص. 176, 179.
18. 1 2 3  İnalcık (1970), p. 213-214.
19. ↑  Shaw (1976)، ص. 95.
20. 1 2  McCaffrey (1990), p. 656–658.
21. ↑  Britannica (1894), p. 635.
22. ↑  Floor (2001), p. 189.
23. ↑  Bruinessen (1992), p. 146.
24. ↑  Özcan (2007), p. 485-486.
25. ↑  Sevim & Yücel (1990), p. 242.
26. ↑  Ünal (1991), p. 240-246.
27. ↑  İlhan (1992), p. 116-117.
28. 1 2  Petry (2008), p. 498.
29. ↑  Emecen (2016), p. 227-228.
30. ↑  Hawting (2005), p. 76.
31. ↑  Waterson (2007), p. 281.
32. ↑  Salibi (1973), p. 273, 276.
33. ↑  Burak (2015), p. 2.
34. ↑  Uzunçarşılı (1990), p. 544.
35. ↑  Drews (2011), p. 1.
36. ↑  Okumura (2012), p. 1, 6-8, 10-11.
37. 1 2  Çetinoğlu (1985), p. 17.
38. ↑  Özdamarlar (2009), p. 4.
39. ↑  Emecen (2009), p. 414.
40. ↑  Sakaoğlu (2008), p. 148.
41. ↑  Turan (2009), p. 3–36.
42. ↑  Haskan (2008), p. 535.
43. ↑  Bıktım (2018).

### ثبت المراجع(مُرتَّبة حسب تاريخ النشر)
كُتُب ودوريَّات باللُّغة العربيَّة:
- ابن أبي السرور البكري (1055هـ). الكواكب السائرة في أخبار مصر والقاهرة. مؤرشف من الأصل في 2021-07-04. {{استشهاد بكتاب}}: تحقق من التاريخ في: |سنة= (مساعدة)
- أحمد بن يوسف القرماني (1865)، أخبار الدُّول وآثار الأُول في التَّاريخ (PDF)، بغداد: مطبعة الميرزا عباس التبريزي، OCLC:40611708، QID:Q119792227
- علي باشا مبارك (قرابة 1886)، الخطط التوفيقيَّة الجديدة لمصر القاهرة ومدنها وبلادها القديمة والشهيرة (ط. 1)، القاهرة: الهيئة العامة لشؤون المطابع الأميرية، OCLC:1114309965، QID:Q127175828 {{استشهاد}}: تحقق من التاريخ في: |publication-date= (مساعدة)
- عبد الوهاب الشعراني (1889)، اليواقيت والجواهر في بيان عقائد الأكابر (PDF)، القاهرة: مطبعة مصطفى البابي الحلبي، OCLC:236007755، QID:Q127428792، مؤرشف من الأصل (PDF) في 2022-04-11
- حيدر بن أحمد الشهابي (1900)، تاريخ الأمير حيدر أحمد الشهابي المُسمَّى الغُرر الحسان فى تاريخ حوادث الأزمان: وهو يتضمَّن تاريخ ألف وماية واثنين وستين سنة من مولد النبي ﷺ إلى موت الأمير أحمد المعني، تحقيق: نعوم مغبغب، القاهرة، ج. 1، OCLC:70801467، QID:Q125258899{{استشهاد}}:  صيانة الاستشهاد: مكان بدون ناشر (link)
- مبارك الميلي (1964)، تاريخ الجزائر في القديم والحديث (PDF)، الجزائر العاصمة: مكتبة النهضة الجزائرية، ج. 3، QID:Q127428986، مؤرشف من الأصل (PDF) في 2021-07-03
- أحمد توفيق المدني (1968)، حرب الثلاثمائة سنة بين الجزائر وإسبانيا: 1492 - 1792، الجزائر العاصمة: الشركة الوطنية للنشر والتوزيع، OCLC:122876316، QID:Q127457269
- علي حسني الخربوطلي (1969)، الإسلام والخلافة، بيروت: دار بيروت للطباعة والنشر، OCLC:13262557، QID:Q123735153
- شفيق جحا؛ منير البعلبكي؛ بهيج عثمان (1972)، المُصوَّر في التاريخ (ط. 1)، بيروت: دار العلم للملايين، ج. 6، QID:Q119020382
- فيليب حتي (1972)، تاريخ سورية ولُبنان وفلسطين، ترجمة: جورج حداد؛ عبد الكريم رافق، مراجعة: جبرائيل جبور (ط. 3)، بيروت: دار الثقافة، OCLC:891846493، QID:Q127155770
- بديع محمد جمعة؛ أحمد الخولي (1976)، تاريخ الصفويين وحضارتهم (ط. 1)، القاهرة: دار الرائد العربي، OCLC:15065052، QID:Q126436743
- محمد فريد (1981)، تاريخ الدولة العليَّة العُثمانيَّة، تحقيق: إحسان حقي (ط. 1)، بيروت: دار النفائس للطباعة والنشر والتوزيع، OCLC:6150666، QID:Q113541212
- محمد كرد علي (1983)، خطط الشَّام (PDF) (ط. 2)، دمشق: مكتبة النوري، ج. 2، OCLC:18026874، QID:Q127061047، مؤرشف من الأصل (PDF) في 2023-04-07
- ابن إياس (1984)، بدائع الزُهُور في وقائع الدُهُور (PDF)، القاهرة: الهيئة المصرية العامة للكتاب، ج. 4، QID:Q126454729، مؤرشف من الأصل (PDF) في 2020-09-18{{استشهاد}}:  صيانة الاستشهاد: ref duplicates default (link)
- ابن إياس (1984)، بدائع الزُهُور في وقائع الدُهُور (PDF)، القاهرة: الهيئة المصرية العامة للكتاب، ج. 5، QID:Q123956503
- عمر عبد العزيز عمر (1985)، تاريخ المشرق العربي (1516-1922)، بيروت: دار النهضة العربية، OCLC:15640311، QID:Q125899225
- إسطفان الدويهي (1986)، تاريخ الأزمنة (PDF)، تحقيق: بطرس فهد (ط. 3)، بيروت: دار لحد خاطر، OCLC:708729326، QID:Q127289013
- فاروق عثمان أباظة (1986)، الحكم العُثماني في اليمن: 1872-1918، القاهرة: الهيئة المصرية العامة للكتاب، OCLC:15721689، QID:Q127171416
- نبيل عبد الحي رضوان (1988)، جُهُود العُثمانيين لإنقاذ الأندلُس واسترداده في مطلع العصر الحديث (ط. 1)، مكة المكرمة: مكتبة الطالب الجامعي، OCLC:1285864740، QID:Q126941538
- نيقولاي إيفانوف (1988)، الفتح العُثماني للأقطار العربيَّة 1516 - 1574، ترجمة: يوسف عطا الله، مراجعة: مسعود ضاهر (ط. 1)، بيروت: دار الفارابي، OCLC:25214737، QID:Q125952959
- عزيز سامح التر (1989)، الأتراك العُثمانيون في إفريقيا الشماليَّة، ترجمة: محمود علي عامر (ط. 1)، بيروت: دار النهضة العربية، OCLC:4770679547، QID:Q126925723
- روجر أوين (1990)، الشرق الأوسط في الاقتصاد العالمي: 1800 - 1914، ترجمة: سامي الرزاز (ط. 1)، بيروت: مؤسسة الأبحاث العربية، OCLC:1408746937، QID:Q126926099
- جان لوي باكي جرامون (1992). "أوج الإمبراطوريَّة العُثمانيَّة: الأحداث (1512 - 1606)". تاريخ الدولة العُثمانيَّة. ترجمة: بشير السباعي (ط. 1). القاهرة: دار الفكر للدراسات والنشر والتوزيع. {{استشهاد بكتاب}}: تحقق من التاريخ في: |سنة= (مساعدة)
- جبران مسعود (1992)، الرائد: معجم لغوي عصري رتبت مفرداته وفقاً لحروفها الأولى (ط. 7)، بيروت: دار العلم للملايين، OCLC:122863932، QID:Q115308810
- ابن سباط (1993)، صدق الأخبار: تاريخ ابن سباط (PDF)، تحقيق: عمر عبد السلام تدمري (ط. 1)، طرابلس: جروس برس، OCLC:28191770، QID:Q127463975، مؤرشف من الأصل (PDF) في 2022-04-11{{استشهاد}}:  صيانة الاستشهاد: ref duplicates default (link)
- ابن منظور (1994)، لسان العرب (ط. 3)، بيروت: دار صادر، ج. 5، OCLC:4770578388، QID:Q114878607{{استشهاد}}:  صيانة الاستشهاد: ref duplicates default (link)
- صالح زهر الدين (1994)، تاريخ المُسلمين الموحدين الدُرُوز (PDF) (ط. 2)، بيروت: المركز العربي للأبحاث والتوثيق، OCLC:181643221، QID:Q127427726، مؤرشف من الأصل (PDF) في 2022-04-11
- ابن أبي السرور البكري (1995)، المنح الرحمانيَّة في الدولة العُثمانيَّة: وذيله، اللطائف الربَّانيَّة على المنح الرحمانيَّة، تحقيق: ليلى الصباغ (ط. 1)، دمشق: دار البشائر، OCLC:33598636، QID:Q125850560
- قطب الدين النهروالي (1996)، الإعلام بأعلام بلد الله الحرام، تحقيق: هشام عبد العزيز عطا (ط. 1)، مكة المكرمة: المكتبة التجارية، OCLC:41650743، QID:Q126941002
- مصطفى عبد الكريم الخطيب (1996)، مُعجم المُصطلحات والألقاب التاريخيَّة (ط. 1)، بيروت: مؤسسة الرسالة، OCLC:36140916، QID:Q127460948
- سيار الجميل (1997)، تكوين العرب الحديث (ط. 1)، عَمَّان: دار الشروق للنشر والتوزيع، OCLC:37240478، QID:Q126926485
- نجم الدين الغزي (1997)، الكواكب السائرة بأعيان المئة العاشرة، تحقيق: خليل المنصور (ط. 1)، بيروت: دار الكتب العلمية، OCLC:43222447، QID:Q120985041
- ابن طولون الصالحي (1998). مُفاكهة الخلَّان في حوادث الزمان. تحقيق: خليل المنصور (ط. 1). بيروت: دار الكتب العلمية. ISBN:978-2-7451-0006-1. OCLC:40850754. QID:Q126336050.
- م.ت.هوتسما؛ ت.و.أرنولد؛ ر.باسيت؛ ر.هارتمان (1418هـ - 1998م). موجز دائرة المعارف الإسلاميَّة (PDF) (ط. 1). الشارقة: مركز الشارقة للإبداع الفكري. ج. 18. مؤرشف من الأصل (PDF) في 28 يونيو 2021. {{استشهاد بكتاب}}: تحقق من التاريخ في: |سنة= (مساعدة)
- أمين توفيق الطيبي (1420هـ - 1999م). "المُواجهة العُثمانيَّة البُرتُغاليَّة في القرن السادس عشر". مجلَّة الاجتهاد. دار الاجتهاد للأبحاث والترجمة والنشر. ج. 11 ع. 43. مؤرشف من الأصل في 2024-06-09. {{استشهاد بدورية محكمة}}: تحقق من التاريخ في: |سنة= (مساعدة)
- حسان حلاق؛ عباس صباغ (1999)، المُعجم الجامع في المُصطلحات الأيوبيَّة والمملوكيَّة والعُثمانيَّة ذات الأُصُول العربيَّة والفارسيَّة والتُركيَّة: المُصطلحات الإداريَّة والعسكريَّة والسياسيَّة والاقتصاديَّة والاجتماعيَّة والعائليَّة (بالعربية والفارسية والتركية العثمانية) (ط. 1)، بيروت: دار العلم للملايين، OCLC:45287094، QID:Q118039384
- حسام عبد المعطي (1999)، العلاقات المصريَّة الحجازيَّة في القرن الثامن عشر (PDF)، القاهرة: الهيئة المصرية العامة للكتاب، OCLC:42930639، QID:Q127168749
- عباس صباغ (1999)، تاريخ العلاقات العُثمانيَّة الإيرانيَّة: الحرب والسلام بين العُثمانيين والصفويين (ط. 1)، بيروت: دار النفائس للطباعة والنشر والتوزيع، OCLC:44586997، QID:Q126955817
- أسامة حسن (2000). طومان باي: آخر سلاطين المماليك (PDF). الجيزة: دار الأمل للنشر والتوزيع. ISBN:977-5823-59-5. QID:Q127165052. مؤرشف من الأصل (PDF) في 2022-04-11.
- حسان حلاق (2000)، تاريخ الشُعُوب الإسلاميَّة الحديث والمُعاصر (ط. 1)، بيروت: دار النهضة العربية، OCLC:4770535155، QID:Q119079207
- سهيل صابان (2000). المعجم الموسوعي للمُصطلحات العُثمانيَّة التاريخيَّة (PDF) (بالعربية والتركية العثمانية). الرياض: مكتبة الملك فهد الوطنية. ISBN:9960-00-149-0. OCLC:46695616. OL:13209635M. QID:Q124168574. مؤرشف من الأصل (PDF) في 2020-08-05.
- علي الصلابي (2001). الدولة العُثمانيَّة: عوامل النُهُوض وأسباب السُقُوط (PDF) (ط. 1). القاهرة: دار التوزيع والنشر الإسلامية. ISBN:977-265-314-1. OCLC:4771066225. QID:Q123643510. مؤرشف من الأصل في 2019-12-17.
- حامد محمود عيسى (2002). القضيَّة الكُرديَّة في تُركيا (ط. 1). القاهرة: مكتبة مدبولي. ISBN:978-977-208-327-5. OCLC:47940443. QID:Q126956357.
- أسامة محمد أبو نحل (2003). "جان بردي الغزالي المملوكي والدولة العُثمانيَّة - رؤية تاريخيَّة جديدة" (PDF). مجلَّة جامعة النجاح للأبحاث (العُلُوم الإنسانيَّة). ج. 17 ع. 1. ISSN:1727-8449. مؤرشف من الأصل (PDF) في 2021-07-15. {{استشهاد بدورية محكمة}}: تحقق من التاريخ في: |تاريخ= (مساعدة)
- فاضل بيات (2003). دراسات في تاريخ العرب في العهد العُثماني: رؤية جديدة في ضوء الوثائق والمصادر العُثمانيَّة (ط. 1). بيروت: دار المدار الإسلامي. ISBN:978-9959-29-164-6. OCLC:54051796. QID:Q127165371.
- أحمد فؤاد متولي؛ هويدا محمد فهمي (2005)، تاريخ الدولة العُثمانيَّة منذ نشأتها حتى نهاية العصر الذهبي (ط. 1)، القاهرة: إيتراك للنشر والتوزيع، QID:Q126955174
- محمد سهيل طقوش (2009). تاريخ الدولة الصفويَّة في إيران (ط. 1). بيروت: دار النفائس للطباعة والنشر والتوزيع. ISBN:978-9953-18-474-6. OCLC:1121277619. OL:24795569M. QID:Q107406680.
- أحمد آق كوندوز؛ سعيد أوزتورك (2008). الدولة العُثمانيَّة المجهولة: 303 سُؤال وجواب توضح حقائق غائبة عن الدولة العُثمانيَّة. إسطنبول: وقف البحوث العثمانية. ISBN:978-975-7268-39-0. OCLC:4770841329. QID:Q114411691.
- أحمد منجم باشي (2009)، جامع الدُّول في التَّاريخ: قسم سلاطين آل عُثمان إلى سنة 1083هـ، تحقيق: غسان علي الرمال (ط. 1)، مكة المكرمة: دار الشفق للطباعة والنشر، OCLC:543658290، QID:Q119705199
- خير الدين بربروس (2010). مُذكرات خير الدين بربروس. ترجمة: محمد دراج (ط. 1). الجزائر العاصمة: شركة الأصالة للنشر والتوزيع. ISBN:978-9961-9963-1-7. QID:Q126963796.
- يلماز أوزتونا (2010)، موسوعة تاريخ الإمبراطوريَّة العُثمانيَّة السياسي والعسكري والحضاري: 629 - 1341هـ / 1231 - 1922م، ترجمة: عدنان محمود سلمان (ط. 1)، بيروت: الدار العربية للموسوعات، ج. 1، QID:Q119025953
- عبد العزيز الشناوي (2013). الأزهر جامعًا وجامعة. القاهرة: مكتبة الأنجلو المصرية. ج. 1. مؤرشف من الأصل في 2021-07-11. {{استشهاد بكتاب}}: تحقق من التاريخ في: |سنة= (مساعدة)
- محمد سهيل طقوش (2013). تاريخ العُثمانيين من قيام الدولة إلى الانقلاب على الخلافة (ط. 3). بيروت: دار النفائس للطباعة والنشر والتوزيع. ISBN:978-9953-18-443-2. OCLC:1025663587. QID:Q107311111.
- مصطفى أرمغان (2014). التاريخ السرِّي للإمبراطوريَّة العُثمانيَّة: جوانب غير معروفة من حياة سلاطين بني عُثمان. ترجمة: عبد القادر عبد اللي (ط. 1). بيروت: الدار العربية للعلوم ناشرون. ISBN:978-614-01-1122-6. OCLC:913807734. QID:Q119023002.
- عبد الرحيم أبو حسين (15 سبتمبر 2017). "حُدُود الدور الذي لعبته البُندُقيَّة في النزاعات اللُّبنانيَّة المُبكرة". الشبكة العربيَّة لدراسة الديمقراطيَّة. مؤرشف من الأصل في 2021-07-20. اطلع عليه بتاريخ 2021-07-20.
- إبراهيم نجم الأسود (2018). ذخائر لُبنان (ط. 1). وندزر، بيركشاير: مؤسسة هنداوي. ISBN:978-1-5273-1427-6. QID:Q127458547.
- باسم فليفل (2019). العُثمانيون وحماية لُبنان في عصر الأمير فخر الدين الكبير (ط. 1). بيروت: دار نلسن. ISBN:978-9953-0-4991-5. LCCN:2020345357. OCLC:1138035779. OL:44378595M. QID:Q105632845.
- جمال كمال محمود (2019). البحر الأحمر في الاستراتيجيا العُثمانيَّة (1517 - 1801) (ط. 1). بيروت: المركز العربي للأبحاث ودراسة السياسات. ISBN:978-614-445-273-8. OCLC:1120208659. OL:44220539M. QID:Q126280074.

باللُّغة العُثمانيَّة:
- سعد الدين محمد حسن جان التبريزي (۱٦٠١-١٦١٥). تاج التواريخ في تاريخ آل عثمان (بالتركية العثمانية). مؤرشف من الأصل في 8 مايو 2021. {{استشهاد بكتاب}}: تحقق من التاريخ في: |سنة= (مساعدة)
- أحمد فريدون بك (١٢٧٥هـ). مجموعه مُنشآت السلاطين (بالتركية العثمانية). إستانبول: دار طباعه عامره. ج. ١. مؤرشف من الأصل في 16 فبراير 2020. {{استشهاد بكتاب}}: تحقق من التاريخ في: |سنة= (مساعدة)
- محمد صولاق زاده (١٢٩٧هـ). تاريخ صولاق زاده (بالتركية العثمانية) (ط. ١). إستانبول: محمود بك مطبعەسى. مؤرشف من الأصل في 12 مايو 2021. {{استشهاد بكتاب}}: تحقق من التاريخ في: |سنة= (مساعدة)

باللُغات التُركيَّة والأوروپيَّة:
- "Persia". Encyclopædia Britannica (بالإنجليزية) (9 ed.). Charles Scribner's Sons. Vol. 18. 1894. Archived from the original on 2021-05-16.
- İnalcık, Halil (1970). "The Ottoman Economic Mind and Aspects of the Ottoman Economy". In Cook, M. A. (ed.). Studies in the Economic History of the Middle East: from the Rise of Islam to the Present Day (بالإنجليزية). Oxford University Press. ISBN:978-0-19-713561-7.{{استشهاد بكتاب}}:  صيانة الاستشهاد: ref duplicates default (link)
- Salibi, Kamal S. (Jul 1973). "The Secret of the House of Ma'n". International Journal of Middle East Studies (بالإنجليزية). 4 (3). DOI:10.1017/S0020743800031469. ISSN:0020-7438. JSTOR:162160. Archived from the original on 2021-03-10.{{استشهاد بدورية محكمة}}:  صيانة الاستشهاد: ref duplicates default (link)
- Shaw, Stanford J. (1976). History of the Ottoman Empire and Modern Turkey (بالإنجليزية). Cambridge University Press. Vol. 1, Empire of the Gazis: The Rise and Decline of the Ottoman Empire 1280-1808. ISBN:9780521212809. Archived from the original on 2020-06-08.{{استشهاد بكتاب}}:  صيانة الاستشهاد: ref duplicates default (link)
- Dijkema, F.TH (1977), The Ottoman Historical Monumental Inscriptions in Edirne (بالإنجليزية), BRILL, ISBN:9004050620{{استشهاد}}:  صيانة الاستشهاد: ref duplicates default (link)
- Çetinoğlu, Oğuz (Jan 1985). "Kırım Hanlığı Kronolojisi (Beşinci bölüm)" (PDF). Bahçesaray Dergisi (بالتركية). Eylül - Ekim 2012 (35). ISSN:1304-7744. Archived from the original (PDF) on 2016-04-02.{{استشهاد بدورية محكمة}}:  صيانة الاستشهاد: ref duplicates default (link)
- Celalzade, Mustafa Çelebi (1990). Selimname (بالتركية). Ankara: Kültür Bakanlığı. ISBN:9751706459. {{استشهاد بكتاب}}: تحقق من التاريخ في: |سنة= (help)
- McCaffrey, Michael J. (1990). "ČĀLDERĀN". Encyclopaedia Iranica (بالإنجليزية). Vol. IV, Fasc. 6. Archived from the original on 2021-07-12. Retrieved 2021-07-22.{{استشهاد بموسوعة}}:  صيانة الاستشهاد: ref duplicates default (link)
- Sevim, Ali; Yücel, Yaşar (1990). Türkiye Tarihi (بالتركية). Ankara: Türk Tarih Kurumu Basımevi. Vol. 2. ISBN:9751602580.
- Uzunçarşılı, İsmail Hakkı (1990). Büyük Osmanlı tarihi (بالتركية) (7 ed.). Ankara: Türk Tarih Kurumu Yayınları. Vol. II. ISBN:9756945133. {{استشهاد بكتاب}}: تحقق من التاريخ في: |سنة= (help)
- Ünal, Mehmet Ali (1991). "XVI. YÜZYILDA MAZGİRD, PERTEK VE SAĞMAN SANCAKBEYİLERİ -PİR HÜSEYİN BEY OĞULLARI" (PDF). Journal of The Center for Ottoman Studies Ankara University (بالتركية). The Center for Ottoman Studies Ankara University (2). DOI:10.1501/OTAM_0000000312. ISSN:1019-469X. Archived from the original (PDF) on 2020-09-04. {{استشهاد بدورية محكمة}}: تحقق من التاريخ في: |تاريخ= (help)
- Babinger, Franz (1992). Mehmed the Conqueror and His Time (بالإنجليزية). Princeton University Press. ISBN:0691010781.{{استشهاد بكتاب}}:  صيانة الاستشهاد: ref duplicates default (link)
- Bruinessen, Martin Van (1992). Agha, Shaikh and State The Social and Political Structures of Kurdistan (بالإنجليزية). Atlantic Highlands: Zed Books. ISBN:978-1856490184.{{استشهاد بكتاب}}:  صيانة الاستشهاد: ref duplicates default (link)
- İlhan, Mehdi (1992). "Bıyıklı Mehmed Paşa" (PDF). TDV İslâm Ansiklopedisi (بالتركية). Vol. 6. Archived from the original (PDF) on 2021-06-27.{{استشهاد بموسوعة}}:  صيانة الاستشهاد: ref duplicates default (link)
- Mehmed, Süreyya (1996). Sicill-i Osmani (بالتركية). Vol. I. ISBN:9753330391.{{استشهاد بكتاب}}:  صيانة الاستشهاد: ref duplicates default (link)
- Şerafettin, Turan (1998). Hersekzade Ahmet Paşa (بالتركية). Islam Ansiklopedisi. Vol. 17. Archived from the original on 2021-03-05.{{استشهاد بموسوعة}}:  صيانة الاستشهاد: ref duplicates default (link)
- Floor, Willem (2001). Safavid Government Institutions (بالإنجليزية). Costa Mesa, California: Mazda Publishers. ISBN:978-1568591353. {{استشهاد بكتاب}}: تحقق من التاريخ في: |تاريخ= (help)
- Emecen, Feridun (2004). "Mercidâbık Muharebesi" (PDF). TDV İslam Ansiklopedisi (بالتركية). Archived from the original (PDF) on 2021-06-24. {{استشهاد بموسوعة}}: تحقق من التاريخ في: |تاريخ= (help)
- Hawting, G.R. (2005). Muslims, Mongols and Crusaders (بالإنجليزية). Routledge. ISBN:0-415-45096-9.{{استشهاد بكتاب}}:  صيانة الاستشهاد: ref duplicates default (link)
- Solak, İbrahim (2006). "916 H. / 1510 M. Tarihli Alaüddevle Bey Vakfiyesi" (بالتركية). Selçuk Üniversitesi, Fen Edebiyat Fakültesi. 0 (15). ISSN:1302-1796. Archived from the original on 23-07-2021. {{استشهاد بدورية محكمة}}: الاستشهاد بدورية محكمة يطلب |دورية محكمة= (help) and تحقق من التاريخ في: |سنة= (help)
- Öztuna, Yılmaz (2006). Yavuz Sultan Selim (بالتركية). İstanbul: Babıali Kültür Yayıncılığı. ISBN:9750098110. {{استشهاد بكتاب}}: تحقق من التاريخ في: |سنة= (help)
- Özcan, Abdülkadir (2007). "İDRÎS-i BİTLİSÎ" (PDF). TDV İslâm Ansiklopedisi (بالتركية). Vol. 21. Archived from the original (PDF) on 2021-06-26.{{استشهاد بموسوعة}}:  صيانة الاستشهاد: ref duplicates default (link)
- Tektaş, Nazım (2007). "Yavuz Sultan Selim". Çadırdan Saraya, Saraydan Sürgüne Osmanlı (بالتركية). Yeni Şafak Gazetesi. ISBN:9789758845118.{{استشهاد بكتاب}}:  صيانة الاستشهاد: ref duplicates default (link)
- Waterson, James (2007). The Knights of Islam: The Wars of the Mamluks (بالإنجليزية). Greenhill Books, London. ISBN:978-1-85367-734-2.{{استشهاد بكتاب}}:  صيانة الاستشهاد: ref duplicates default (link)
- Haskan, Mehmet Nermi (2008). Eyüp Sultan Tarihi (بالإنجليزية). Eyüp Belediyesi Kültür Yayınları. Vol. 2. ISBN:978-9-756-08704-6.{{استشهاد بكتاب}}:  صيانة الاستشهاد: ref duplicates default (link)
- Petry, Carl F. (2008). The Cambridge History of Egypt: Islamic Egypt, 640-1516 (بالإنجليزية). Cambridge University Press. Vol. I. ISBN:978-0-521-47137-4.{{استشهاد بكتاب}}:  صيانة الاستشهاد: ref duplicates default (link)
- Sakaoğlu, Necdet (2008). Bu mülkün kadın sultanları: Vâlide sultanlar, hâtunlar, hasekiler, kadınefendiler, sultanefendiler (بالتركية). İstanbul: Oğlak Yayınları. ISBN:9789753296236. Archived from the original on 2020-03-04.{{استشهاد بكتاب}}:  صيانة الاستشهاد: ref duplicates default (link)
- Ágoston, Gábor (2009). "Selim I". In Ágoston, Gábor; Bruce Masters (eds.). Encyclopedia of the Ottoman Empire (بالإنجليزية). Archived from the original on 2021-07-11.{{استشهاد بكتاب}}:  صيانة الاستشهاد: ref duplicates default (link)
- Bahadıroğlu, Yavuz (2009). Resimli Osmanlı Tarihi (بالتركية) (15 ed.). İstanbul: Nesil Yayınları. ISBN:9789752692992.{{استشهاد بكتاب}}:  صيانة الاستشهاد: ref duplicates default (link)
- Emecen, Feridun (2009). SELİM I: Yavuz lakabıyla tanınan Osmanlı padişahı (1512-1520) (PDF) (بالتركية). Islam Ansiklopedisi. Vol. 36. Archived from the original (PDF) on 2021-07-22.{{استشهاد بموسوعة}}:  صيانة الاستشهاد: ref duplicates default (link)
- Özdamarlar, Metin (2009). "Tek Oğul". Zirvede Tek Başına (بالتركية). Timaş Yayıncılık. ISBN:978-975-263-887-7.{{استشهاد بكتاب}}:  صيانة الاستشهاد: ref duplicates default (link)
- Turan, Ebru (2009). "The Marriage of Ibrahim Pasha (ca. 1495–1536): The Rise of Sultan Süleyman's Favorite to the Grand Vizierate and the Politics of the Elites in the Early Sixteenth-Century Ottoman Empire". Turcica (بالإنجليزية). 41. DOI:10.2143/TURC.41.0.2049287.{{استشهاد بدورية محكمة}}:  صيانة الاستشهاد: ref duplicates default (link)
- Çetinkaya, Nihat (2010). Kızılbaş Türkler:  Tarihi, Oluşumu ve Gelişimi (بالتركية). Kripto. ISBN:9786054125333. {{استشهاد بكتاب}}: تحقق من التاريخ في: |سنة= (help)
- Agoston, Gabor (2011), "The Ottomans: From Frontier Principality to Empire", In Olsen, John Andreas; Gray, Colin S. (eds.), The Practice of Strategy: From Alexander the Great to the Present (بالإنجليزية), Oxford University Press, ISBN:978-0140270563{{استشهاد}}:  صيانة الاستشهاد: ref duplicates default (link)
- Drews, Robert (Aug 2011). "The Ottoman Empire, Judaism, and Eastern Europe to 1648". Coursebook: Judaism, Christianity and Islam, to the Beginnings of Modern Civilization (بالإنجليزية). Vanderbilt University. Archived from the original (PDF) on 2021-05-27.{{استشهاد بكتاب}}:  صيانة الاستشهاد: ref duplicates default (link)
- Okumura, Sumiyo (Sep 2012). "The Mamluk Kaaba Curtain in the Bursa Grand Mosque". Textiles and Politics (بالإنجليزية). Textile Society of America Symposium Proceedings. Archived from the original on 2017-08-08.{{استشهاد بدورية محكمة}}:  صيانة الاستشهاد: ref duplicates default (link)
- Burak, Guy (2015). The Second Formation of Islamic Law: The Ḥanafī School in the Early Modern Ottoman Empire (بالإنجليزية). Cambridge: Cambridge University Press. ISBN:978-1-107-09027-9.{{استشهاد بكتاب}}:  صيانة الاستشهاد: ref duplicates default (link)
- Kiliç, Remzi (18 Eylül 2015). "Trabzon Valisi Şehzade Selim ve Faaliyetleri". Niğde Üniversitesi, Eğitim Fakültesi Yeniçağ Tarihi Ana Bilim Dalı Öğretim (بالتركية). Archived from the original on 2013-04-26. Retrieved 5-09-2019. {{استشهاد ويب}}: تحقق من التاريخ في: |تاريخ= (help)
- Emecen, Feridun (2016). Yavuz Sultan Selim (بالتركية). İstanbul: Kapı yayınları. ISBN:9786055147624. {{استشهاد بكتاب}}: تحقق من التاريخ في: |سنة= (help)
- Amanat, Abbas (2017). Iran: A Modern History (بالإنجليزية). Yale University Press. ISBN:978-0300231465.{{استشهاد بكتاب}}:  صيانة الاستشهاد: ref duplicates default (link)
- İnal, Halil İbrahim (2017). Osmanlı Tarihi (بالإنجليزية). Üsküdar: Nokta Yayıncılık. ISBN:9944174378. {{استشهاد بكتاب}}: تحقق من التاريخ في: |سنة= (help)
- Bıktım, Ecevit (20 Mar 2018). "Yeni Assassin's Creed ile Türkiye topraklarına geri dönebiliriz". CNN Türk (بالتركية). CNN. WarnerMedia Company. Archived from the original on 2019-05-08. Retrieved 2018-09-25.{{استشهاد بخبر}}:  صيانة الاستشهاد: ref duplicates default (link)
- Ulusoy, Adem (2020). Doğunun Sultanı: Yavuz Sultan Selim (بالتركية). ADEM ULUSOY. Archived from the original on 9-05-2021. {{استشهاد بكتاب}}: تحقق من التاريخ في: |سنة= (help)

## وصلات خارجية
- "السلطان سليم الأول يمتثل لشيخ الإسلام". مؤسسة اعتدال. 21 سبتمبر 2018. مؤرشف من الأصل في 2024-07-28. اطلع عليه بتاريخ 2021-07-23.
- محمد شعبان (10 ديسمبر 2019). "منامات وأدلة من علم الغيب... روايات أسطورية رافقت غزو السلطان سليم الأول لمصر". رصيفـ22. مؤرشف من الأصل في 2024-07-28. اطلع عليه بتاريخ 2021-07-23.
- إحسان الفقيه (13 يونيو 2022). "هل كان السلطان سليم الأول طائفيًا؟". وكالة الأناضول. مؤرشف من الأصل في 2024-07-28. اطلع عليه بتاريخ 2024-07-28.

| سليم الأول عاهل آل عُثمانولد: 1470 توفي: 22 أيلول (سپتمبر) 1520 |                                                                       |                      |
| ألقاب ملكية                                                    |                                                                       |                      |
| سبقه بايزيد الثاني                                             | سُلطان الدولة العُثمانيَّة 25 نيسان (أبريل) 1512 – 22 أيلول (سپتمبر) 1520 | تبعه سُليمان القانوني |
| ألقاب سُنيَّة                                                     |                                                                       |                      |
| سبقه مُحمَّد بن يعقوب المُتوكِّل على الله كالخليفة العبَّاسي في مصر    | أمير المُؤمنين أوَّل الخُلفاء العُثمانيين 1517–1520                        | تبعه سُليمان القانوني |
| سبقه قانصوه الغوري                                             | خادم الحرمين الشريفين 1516–1520                                       | تبعه سُليمان القانوني |
| ألقاب ادعائيَّة بِالأحقيَّة                                         |                                                                       |                      |
| سبقه بايزيد الثاني                                             | قيصر الرُّوم 25 نيسان (أبريل) 1512 – 22 أيلول (سپتمبر) 1520             | سُليمان القانوني      |